# Frente Popular (España)
El Frente Popular fue una coalición electoral española creada en enero de 1936 por los principales partidos de izquierda. El 16 de febrero consiguió ganar las últimas elecciones de la Segunda República antes del golpe de Estado que desencadenaría la guerra civil. El Frente Popular no se presentó en Cataluña, donde una coalición equivalente llamada Front d'Esquerres, formada en torno a Esquerra Republicana de Catalunya, tomó su lugar. En Valencia también tomó el nombre de Front d'Esquerres.
El Frente Popular no formó grupo parlamentario, sino que se articuló en diversas minorías parlamentarias correspondientes a cada uno de sus integrantes; ni formó gobierno como tal, ya que este estuvo compuesto, hasta bien entrada la guerra civil, únicamente por los partidos republicanos de izquierda, bajo la presidencia, sucesivamente, de Manuel Azaña (que dejó la presidencia del Consejo para hacerse cargo de la Presidencia de la República en mayo de 1936), Santiago Casares Quiroga y José Giral. Con la constitución del primer gobierno de Francisco Largo Caballero en septiembre de 1936, y hasta el final de la guerra, los gobiernos de la República estuvieron integrados por representantes de los principales partidos del Frente Popular y del Front d'Esquerres, así como, en diversos periodos, de la Confederación Nacional del Trabajo (CNT) y del Partido Nacionalista Vasco (PNV).
Los meses del gobierno en paz del Frente Popular —de febrero a julio de 1936— constituyen uno de los periodos de la historia de España que más atención han recibido y más controversias han suscitado. Muy frecuentemente el periodo ha sido presentado como el «prólogo» de la guerra civil, lo que conduce a la idea de que esta fue «inevitable». Sin embargo, la historiografía más reciente ha apostado por hacer un relato crítico del período cuestionando tanto su leyenda negra, generada por los vencedores en la guerra, como la leyenda rosa creada por los derrotados. En ese sentido, José Luis Ledesma ha afirmado que «la primera mitad de 1936 no fue ni un inevitable e imparable descenso a los infiernos ni solo una arcádica edad de oro de las reformas y la democracia».

## La formación de la coalición de la izquierda encabezada por Manuel Azaña

### El renacimiento de Manuel Azaña como líder de la izquierda

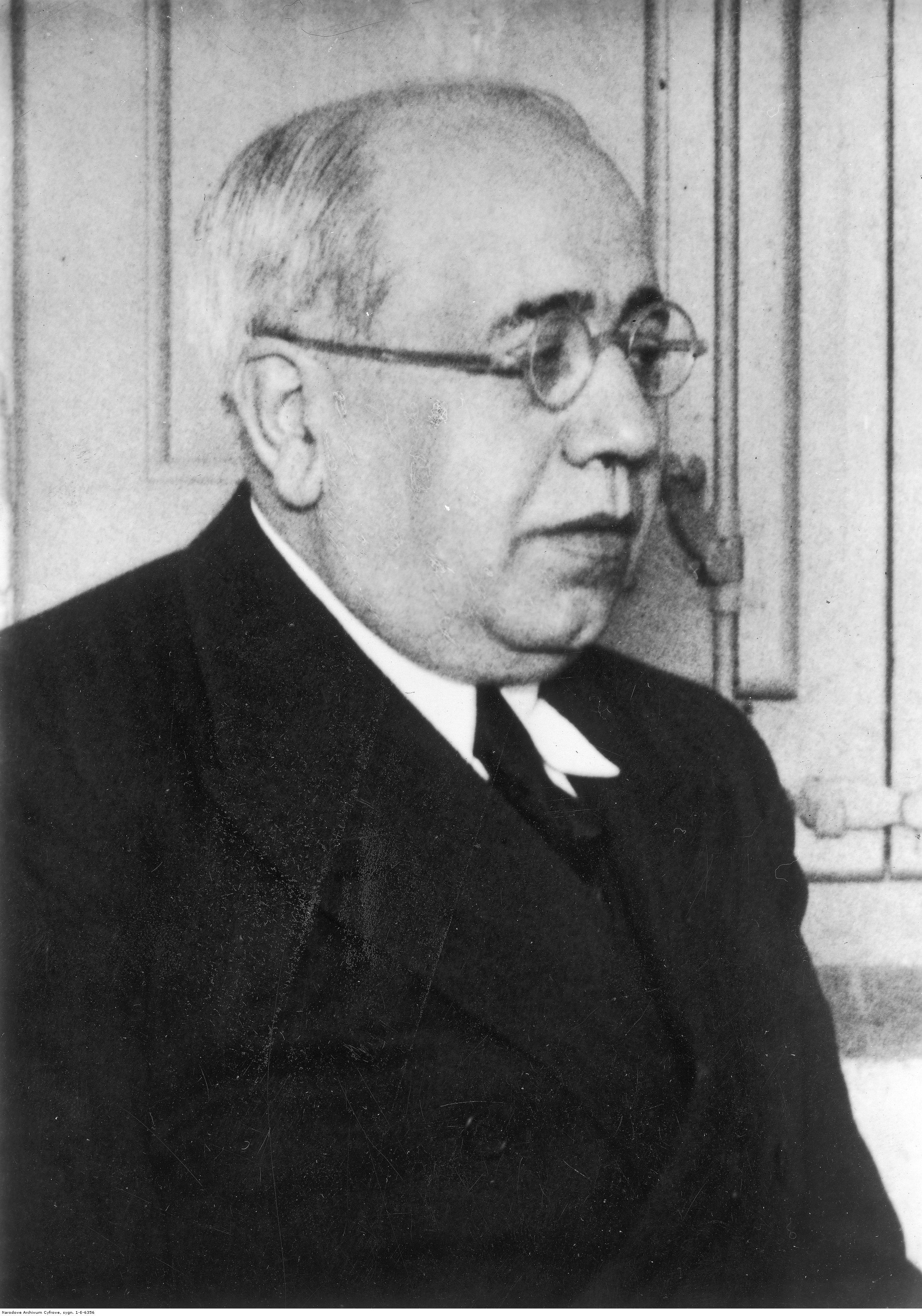
Manuel Azaña, líder indiscutible de la coalición de izquierdas que acabaría ganando las elecciones de febrero de 1936. El término Frente Popular no figuró en el programa de la coalición firmado el 15 de enero de 1936 y nunca fue del agrado de Manuel Azaña, que se resistió a utilizarlo durante la campaña electoral.

Tras su detención por los sucesos de la Revolución de octubre de 1934, Manuel Azaña se convirtió en un «mártir político» y en un símbolo para la izquierda. «Azaña, perseguido, se elevaba a figura simbólica de los oprimidos, adquiriendo una popularidad que nunca había tenido hasta entonces. En efecto, a partir de la primavera de 1935 se comenzó a asistir a un fenómeno impensable hasta algún tiempo antes. El hombre más representativo del primer bienio republicano, el exjefe de Gobierno que en las elecciones de 1933 había visto casi desaparecer su partido de las Cortes... fue empujado por un amplio y creciente movimiento popular a asumir el papel de líder indiscutido de una nueva alianza de las izquierdas. [...] La persecución manifiesta y mezquina de la que había sido objeto aquel hombre eminente e inofensivo acabó movilizando un amplio proceso de identificación a través del cual cualquiera que fuese perseguido, o compadeciera a los que lo eran, se sentía representado por él».
Nada más ser puesto en libertad el 28 de diciembre de 1934 Azaña reunió en su domicilio de Madrid a los dirigentes de su partido, que ahora se llamaba Izquierda Republicana al fusionarse Acción Republicana el año anterior con el Partido Radical-Socialista “independiente" de Marcelino Domingo y la ORGA de Santiago Casares Quiroga, para plantearles la necesidad de recuperar la alianza con los socialistas de cara a una futura contienda electoral y no repetir el error de noviembre de 1933 (haberse presentado por separado, lo que, según Azaña, habría dado el triunfo a las derechas). El 16 de enero de 1935 Azaña escribió una primera carta al líder socialista Indalecio Prieto, que había conseguido escapar a Francia, en la que le decía que «una gran parte del porvenir depende de ustedes, los socialistas, y de las organizaciones obreras, y de que acertemos a combinar una táctica que nos permita esperar la formación de una fuerza política tan poderosa como para ganar la primera batalla política que se nos presente».
En abril de 1935 Azaña alcanzó un pacto de «Conjunción Republicana» entre su propio partido, Izquierda Republicana, la Unión Republicana de Diego Martínez Barrio, que se había escindido en 1934 del Partido Republicano Radical de Lerroux, y el Partido Nacional Republicano de Felipe Sánchez Román. El 13 de abril los tres partidos hicieron pública una nota en la que pedían el total restablecimiento de las garantías constitucionales y el fin de la represión por la Revolución de Octubre. La nota acababa con la reclamación de la formación de una «coalición de izquierdas» y el anuncio de una puesta en común de «puntos programáticos y de táctica conducentes a elaborar las bases de una acción futura». Pocos días después, el 20 de abril, Azaña le enviaba una nueva carta al socialista Prieto, que continuaba exiliado, en la que le pedía conocer «los puntos de vista de ustedes» con vistas a acordar un programa común. En la carta también le manifestaba su oposición a la inclusión del PCE en la posible coalición de izquierdas: «¿A dónde podemos ir nosotros, ni ustedes, con los comunistas? La coalición con los socialistas para una obra realizada desde el poder por los republicanos es legítima, normal y deseable. [...] Con los comunistas no sucede lo mismo. Y además, electoralmente, sin aportar número de votos apreciables, espantarían a los electores y desnaturalizarían, en perjuicio nuestro, el carácter de la coalición». En una carta anterior Prieto ya le había manifestado a Azaña su rechazo a la idea de formar un «bloque obrero» defendida por Francisco Largo Caballero, el líder del sector radical de los socialistas, y que juzgaba «indispensable la inclusión en tal alianza de elementos republicanos».
Tras producirse la entrada en el gobierno en mayo de 1935 de más ministros de la CEDA (con su líder José María Gil Robles al frente) Azaña recorrió el país dando tres mítines multitudinarios «en campo abierto»: el del campo de Mestalla (Valencia), el 26 de mayo —la demanda de localidades había sido tan grande que los organizadores se habían visto obligados a buscar un lugar más amplio que la plaza de toros de Valencia donde inicialmente iba a hablar Azaña; «por primera vez en la historia del país el mitin hubo de celebrarse en un estadio..., si bien el acceso era de pago, se llenó hasta la bandera»—; el de Baracaldo (Vizcaya), el 14 de julio —en el que Azaña mandó un «afectuoso saludo de compañero y de republicano» al bilbaíno Indalecio Prieto que continuaba exiliado, «esperando que algún día, y no tardando, esté con vosotros y podáis rendirle el testimonio de vuestra amistad»—; y el de Comillas (Madrid), el 20 de octubre. El último mitin, celebrado en un descampado del barrio madrileño de Comillas, fue el más importante y el más multitudinario (se le llamó el mitin «de los 400 000», aunque la cifra parece exagerada). Acudieron personas de todos los puntos de España desbordando todas las previsiones (las 40 000 sillas que se habían dispuesto resultaron completamente insuficientes). Hasta el PCE hizo un llamamiento para que la gente asistiera: «Todos al mitin de Azaña». El socialista caballerista Luis Araquistáin afirmó que no existía «en Europa un político capaz de que casi medio millón de personas se reúnan espontáneamente para oírle y además paguen la entrada». Por su parte el secretario general del PCE José Díaz dijo que la crítica que había hecho Azaña al gobierno radical-cedista había sido «magistral, demoledora», aunque le reprochó que no hubiera hablado de «fascismo». «Los llamados "discursos en campo abierto" llevaron la estrella de Azaña a su máximo esplendor en el firmamento de la izquierda... Los discursos de Azaña, llenos de puntualizaciones, elegantes, a veces agudos, eran más adecuados para ser apreciados en las Cortes... sin embargo, fueron escuchados con fervor e interrumpidos por aplausos entusiastas, como demostración del hecho de que, al margen de sus contenidos específicos, había una incontenible voluntad de revancha entre los oyentes, que encontraban su mejor expresión en las palabras de Azaña, el cual se les presentaba como el líder capaz de satisfacerla». En los mítines Azaña había manifestado posiciones de total intransigencia en su crítica a los gobiernos radical-cedistas y en la reivindicación de su actuación durante el primer bienio.
Azaña se abstuvo de criticar a los socialistas y a los nacionalistas catalanes por la Revolución de Octubre, cuya actuación desaprobaba. «Él, tan pródigo en denuncias en sus declaraciones públicas de las traiciones a la democracia perpetradas por la coalición de centro-derecha, evitó denunciar aquellas —de hecho, mucho más graves— cometidas por las fuerzas de la izquierda. Es evidente que, si lo hubiera hecho, su popularidad habría caído en picado y, cualquiera que fuesen los objetivos que quería perseguir —también el de una mayor democratización futura de los españoles—, no podía renunciar a aquella popularidad». Sin embargo, una vez consolidado su liderazgo en la izquierda, Azaña ya pudo señalar a la democracia como el principal objetivo y expresar un juicio negativo sobre la conducta pasada —y de las intenciones— de sus aliados del movimiento obrero. Así lo hizo en el mitin de Baracaldo:

Hay que centrar la República en la democracia y en lo que nos es común a todos los demócratas españoles. [...] El ciudadano no se forma en la opresión y en la cárcel: se forma en la libertad y en la ciudadanía, en la convivencia de la democracia, y nosotros, manteniendo la democracia, hacemos más por la futura emancipación de todo el pueblo español que los más exaltados extremistas pueden imaginarse.

### La oferta a los socialistas y el nacimiento de la coalición de izquierdas

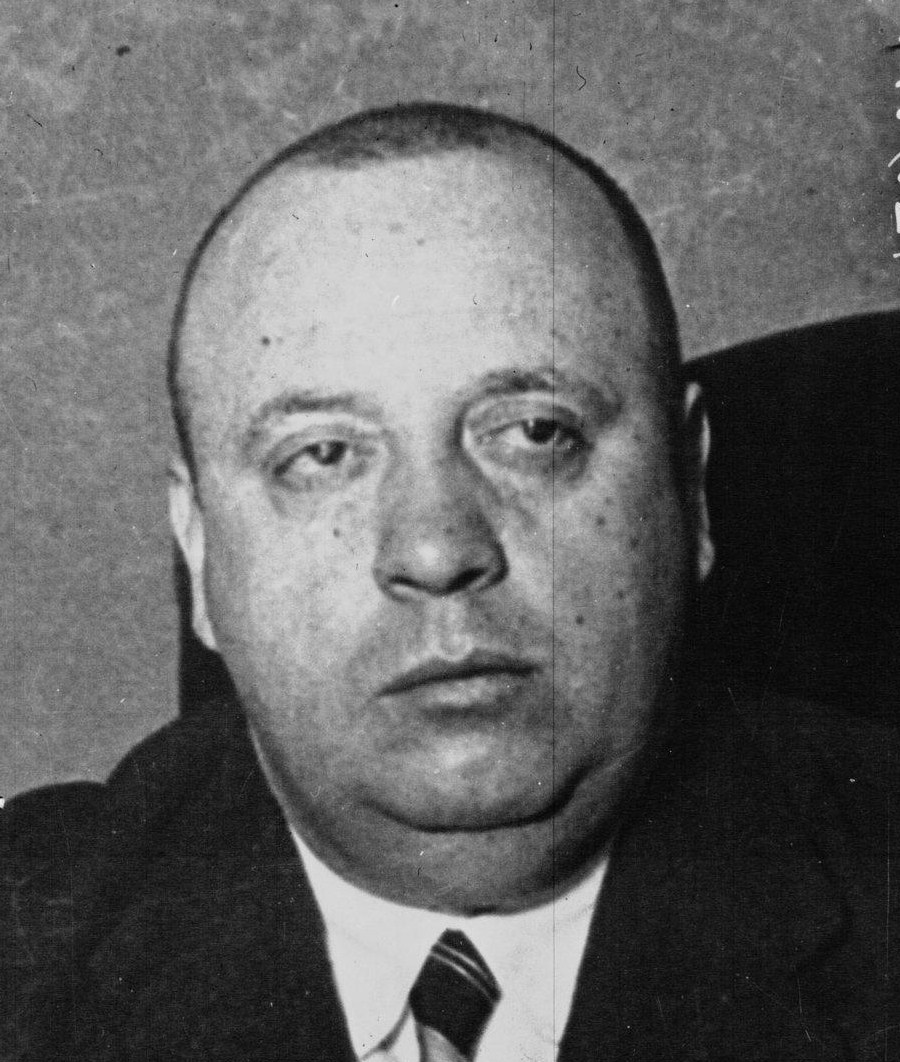
Indalecio Prieto, líder del sector centrista del PSOE. Fue el principal impulsor del acuerdo de los socialistas con los republicanos de izquierda, logrando vencer la resistencia de Francisco Largo Caballero, máximo dirigente de la «izquierda socialista».

A mediados de noviembre de 1935 Azaña hizo la oferta al PSOE de formar una coalición electoral en base al acuerdo de conjunción de las fuerzas de la izquierda republicana (en aquellos momentos la mayoría de los integrantes de la ejecutiva del PSOE se encontraban en la cárcel por la Revolución de Octubre de 1934). Mientras que el sector socialista encabezado por Indalecio Prieto ya hacía tiempo que estaba de acuerdo con la propuesta en cuya gestación el líder centrista había participado activamente, el sector encabezado por Francisco Largo Caballero se mostró reticente al principio pues seguía defendiendo la formación de un «frente obrero» en el que no tenían cabida las fuerzas «burguesas». Largo Caballero solo acabaría aceptando el pacto tras reforzarse la parte «obrera» de la coalición con la inclusión del Partido Comunista de España (PCE) en la misma, lo que motivó la salida de la "Conjunción Republicana" del partido de Felipe Sánchez Román. El PCE, por su parte, había variado su posición respecto de los socialistas (a los que hasta entonces había considerado como «enemigos» de la revolución) tras el VII Congreso de la III Internacional celebrado en Moscú en el verano de 1935, donde Stalin había lanzado la nueva consigna de formar "frentes antifascistas", abandonando la hasta entonces dominante tesis del «socialfascismo». El argumento principal que esgrimió Largo Caballero para variar su posición y aceptar a regañadientes la coalición con los republicanos de izquierda fue la amnistía de los condenados por los sucesos de la Revolución de Octubre de 1934. En la reunión del Comité Nacional de la UGT del 11 de diciembre dijo: «aun suponiendo que estos señores [los republicanos] no aceptasen más que la amnistía, no habría más remedio que ir a la coalición».
Sin embargo, la decisión de participar en la coalición de izquierdas junto con los republicanos, no zanjó el debate entre los partidarios de Prieto y de Largo Caballero, pues continuaron discrepando sobre lo que los socialistas tendrían que hacer después de las elecciones si se ganaban: para los partidarios de Prieto la tarea fundamental era consolidar la democracia republicana recuperando las medidas sociales del primer bienio y abriendo la posibilidad de entrar en el gobierno junto con los republicanos; para los «caballeristas» sería reemprender el camino de la revolución (de ahí la insistencia de Largo Caballero en que el PCE entrara en la coalición y participara en la elaboración del programa). La ruptura se produjo a mediados de diciembre de 1935 cuando Largo Caballero quedó en minoría en una votación del Comité Nacional del PSOE (la mayoría de sus miembros votó a favor de que las decisiones del grupo parlamentario socialista debían ser ratificadas por el propio Comité Nacional, a lo que Largo Caballero inicialmente no se había opuesto pero que al ver que la propuesta podría reforzar la posición de Prieto acabó votando en contra) y presentó su dimisión como presidente del partido (por solidaridad con Largo Caballero también dimitieron otros tres miembros de la Comisión Ejecutiva). La dirección del PSOE pasó a estar controlada por Indalecio Prieto, que había vuelto clandestinamente a Madrid. Largo Caballero justificó su dimisión alegando que quería «continuar la línea de Octubre. La clase obrera no tiene otro camino. Solidaridad, sí, pero con los nuestros, con los obreros. La colaboración con los republicanos se quemó en las Constituyentes. No hay que mirar nunca hacia atrás».
Como todavía conservaba el control de la UGT, con muchos más afiliados que el PSOE, Largo Caballero impuso su criterio respecto a los comunistas y logró que se acordaran con ellos, a pesar de la oposición de Prieto, unas bases programáticas con medidas que los republicanos no podrían aceptar como la nacionalización de la banca, la expropiación total de la tierra —excluidas las pequeñas propiedades cultivadas directamente por sus dueños— o el control obrero de la producción. El 21 de diciembre el PSOE y el PCE, junto con sus respectivos sindicatos y las Juventudes Socialistas, presentaron las bases comunes acordadas a la discusión de los partidos republicanos de izquierda. Estos respondieron el 30 de diciembre presentando su propio programa de gobierno cuyo eje fundamental era la recuperación de las reformas del primer bienio —y que incluía algún punto difícilmente aceptable para socialistas y comunistas, como que se reprimiría «la excitación a la violencia revolucionaria por las vías de derecho que establecen las leyes vigentes»—. Al día siguiente, 31 de diciembre, se formaba el segundo gobierno de Manuel Portela Valladares con el encargo de presidir la convocatoria de nuevas elecciones previstas para febrero. Esto obligó a las dos partes, la obrera y la republicana, a acelerar las negociaciones para acordar el programa de la coalición. Azaña anunció que solo negociaría con los socialistas y estos tuvieron que renunciar a su pretensión de que junto a ellos hubiera representantes de otras organizaciones obreras como el PCE, el Partido Sindicalista o el POUM. La firma del pacto de la coalición electoral entre los republicanos de izquierda y los socialistas tuvo lugar el 15 de enero de 1936. El PSOE cuando estampó su firma lo hizo también en nombre del PCE y de otras organizaciones obreras (el Partido Sindicalista de Ángel Pestaña y el POUM).
En Cataluña se formó la coalición Front d'Esquerres de Catalunya, a la cual apoyaba el Frente Popular allí, y en la cual se integraron los nacionalistas republicanos catalanes como ERC. En Valencia, la coalición equivalente ideológicamente al Frente Popular, también se llamó Front d'Esquerres, con una composición similar a la del Frente Popular del resto de España, y en la cual también participaron los partidos nacionalistas valencianos Esquerra Valenciana y Partit Valencianista d'Esquerra. Los anarcosindicalistas de la CNT, aunque no formaba parte del Frente, no se mostraron beligerantes con él, aunque muchos anarquistas que luego combatirían por el bando republicano, en las elecciones pidieron la abstención.

### El programa y el alcance de la coalición
El programa de la coalición, que comenzó a ser llamada «Frente Popular», a pesar de que ese término no aparecía en el documento firmado en Madrid el 15 de enero y de que era un nombre que nunca aceptó Azaña, era el de los republicanos de izquierda (y solo se mencionaban las aspiraciones de las fuerzas «obreras» con las que los republicanos de izquierda no estaban de acuerdo bajo la fórmula «no aceptan los partidos republicanos...»). El programa incluía, como primer punto, la amnistía para los delitos «políticos y sociales» (el excarcelamiento de todos los detenidos por la Revolución de Octubre de 1934), la continuidad de la legislación reformista del primer bienio (moderando algunos aspectos, como la cuestión religiosa, y haciendo más hincapié en la reforma agraria, aunque no la mencionaba como tal) y la reanudación de los procesos de autonomía de las «regiones». El gobierno estaría formado exclusivamente por republicanos de izquierda y los socialistas le darían su apoyo desde el parlamento para cumplir el programa pactado.
Los republicanos rechazaron la propuesta socialista de nacionalizar la banca y la tierra y se negaron a restablecer en bloque las reformas del primer bienio (la contestada Ley de Términos Municipales no sería reimplantada; los Jurados Mixtos se reorganizarían «en condiciones de independencia») y a abolir, también en bloque, la legislación del «bienio negro». Según José Manuel Macarro Vera, «republicanos y los centristas del PSOE habían sacado consecuencias de cuanto había sucedido en años anteriores y no estaban dispuestos a repetir los errores que habían enemistado a tantos con ellos, hasta hacerles perder las elecciones. Si pretendían ganar, tenían que recuperar la República con sus perfiles más moderados, para poder atraer a la masa de votantes que en 1933 se les habían ido, y eso suponía no entregar de nuevo el control de la legislación social a la UGT». Diego Martínez Barrio, líder de Unión Republicana dijo en Jaén que el objetivo de todos debía ser recuperar el sentimiento republicano de 1931, «vuelto a renacer con la misma ilusión en 1935», pero sin volver a incurrir en los errores del pasado.
Según Gabriele Ranzato, que coincide con Macarro Vera, «todo el manifiesto era particularmente cauto, atento a no alarmar a los moderados y a evitar cualquier tono agresivo» —no se hablaba ni de la derecha, ni del Ejército, ni de la Iglesia— pero la mención a los puntos propuestos por los partidos obreros que los republicanos no aceptaban —«la nacionalización de la tierra», «el subsidio de paro», la «nacionalización de la banca», «el control obrero»— mostraba la fragilidad del pacto pues dejaba claro que aquellos no renunciaban a sus objetivos revolucionarios y que su apoyo al gobierno republicano tenía «fecha de caducidad», hasta que consideraran que había llegado el momento de lanzarse a por sus propios objetivos. El PCE, siguiendo instrucciones de la Internacional Comunista, solo dos días antes de que se celebraran las elecciones había defendido que al gobierno transitorio del Frente Popular debía seguirle un «gobierno obrero y campesino» basado en los soviets. El diario del PSOE El Socialista había publicado por esas mismas fechas: «Estamos decididos a hacer en España lo que se ha hecho en Rusia. El plan del socialismo español y del comunismo ruso es el mismo». Por su parte Largo Caballero había dicho poco antes de la firma del pacto del manifiesto de la coalición de izquierdas en un mitin en Madrid (al parecer este discurso fue una de las razones, junto con la inclusión del PCE, del abandono de la coalición por el partido de Sánchez Román):

Nosotros, los trabajadores, entendemos que la República burguesa hay que transformarla en una República socialista, socializando los medios de producción... Entiéndase bien que al ir con los republicanos de izquierda no hipotecamos absolutamente nada de nuestra ideología y de nuestra acción.

En un mitin celebrado en Madrid el 23 de enero Largo Caballero lanzó la siguiente amenaza:

Para que no se repita otra vez la jornada del 14 de abril, en que el pueblo vibró con entusiasmo, pero no de justicia, es necesario que estos hombres [de la derecha], puesto que son ellos mismos los que plantean categóricamente el dilema, conozcan sobre su carne lo que es el impulso de la justicia popular y sus fallos inexorables.

En el mitin celebrado en Linares (Jaén) dos días después del de Madrid Largo Caballero identificó el socialismo con el marxismo y rechazó la «democracia burguesa»:

Llamarse socialista no significa nada. Para ser socialista hay que serlo marxista; hay que ser revolucionario. [...] La conquista del poder no puede hacerse por la democracia burguesa... Nosotros, como socialistas marxistas, discípulos de Marx, tenemos que decir que la sociedad capitalista no se puede transformar por medio de la democracia capitalista ¡Eso es imposible!

El 30 de enero en Alicante afirmó que no aceptaría el resultado electoral si ganaban las derechas:

Si triunfan las derechas, no nos vamos a quedar quietecitos ni nos vamos a dar por vencidos... Si triunfan las derechas, no habrá remisión: tendremos que ir a la Guerra Civil.

Los socialistas de Jaén, del sector caballerista, en un manifiesto decían: «Vamos a la lucha —sería necio ocultarlo— sin ninguna suerte de ilusiones democráticas: sabemos muy bien... lo poco o nada en lo que a nosotros más importa cabe esperar de una República burguesa. [...] La lucha de clases es inexorable, y el buen marxista sabe ya de sobra que cualquier Gobierno que en la burguesía se sustente no puede ser otra cosa que el instrumento de que la clase privilegiada se sirve para dominar las legítimas ansias de la mayoría de los desheredados». Y añadían que iban a las elecciones únicamente para liberar a los presos y para «aplastar al fascismo», «premisas indispensables para las grandiosas jornadas que en porvenir muy próximo aguardan en España al proletariado».
Así pues, según Santos Juliá, la alianza de 1936 era circunstancial, limitada a las elecciones, y por tanto bien diferente a la de 1931. José Luis Martín Ramos considera, por el contrario, que «el programa del 15 de enero... representaba el punto histórico de encuentro político, que no había llegado a producirse por completo en 1931, entre clases trabajadoras, campesinado y clases medias en la defensa de un proyecto democrático que podían compartir, sustentando sobre este una resolución negociada de sus legítimos y contradictorios intereses». Para este historiador el acuerdo alcanzado no era una mera prolongación de la coalición del primer bienio por una razón fundamental: «la presencia y la fuerza del factor comunista». Martin Ramos llega afirmar que sin el PCE «es dudoso que se hubiera producido ni tan siquiera ninguna política de coalición de la izquierda».
Sin embargo, Antonio Elorza y Marta Bizcarrondo han señalado que para el PCE la democracia era «un recurso pasajero, privado de entidad en sí mismo, en tanto que la revolución soviética sigue siendo el objetivo político por excelencia». Por eso los comunistas españoles preferían hablar de «Bloque Popular» en lugar de «Frente Popular». El secretario general del PCE José Díaz en un mitin celebrado en el Coliseo Pardiñas de Madrid el 2 de noviembre de 1935 lo expuso claramente: «Nosotros luchamos por la dictadura del proletariado, por los soviets... Pero en los momentos actuales comprendemos que la lucha está planteada, no en el terreno de la dictadura del proletariado, sino en el de la lucha de la democracia contra el fascismo como objetivo inmediato». Elorza y Bizcarrondo concluyen: «lo que significaba el Frente Popular para cada uno de ellos [los firmantes del pacto] encerraba grandes diferencias, desde el relanzamiento de la República propuesto por los republicanos al "bloque popular" para preparar de inmediato la revolución con que soñaban las Juventudes Socialistas».
Gabriele Ranzato también desmiente la tesis de Martín Ramos al afirmar que «en España la iniciativa de la alianza había partido de Azaña y Prieto sin que los comunistas hubieran desempeñado ningún papel». De hecho el término «Frente Popular» no aparecía en el manifiesto firmado el 15 de enero y Azaña solo pronunció el término una semana antes de las elecciones, hablando de «una entidad política nueva, el Frente Popular, como lo llama la gente...». Por otro lado, Ranzato coincide con Elorza y Bizcarrondo en considerar que el apoyo de los comunistas a la democracia era puramente táctico, con carácter defensivo y provisional, pues su principal objetivo seguía siendo la dictadura del proletariado. El diario oficial del PCE Mundo Obrero en plena campaña electoral hizo un llamamiento a la lucha «extraelectoral» pues concebía las elecciones como «una gran batalla revolucionaria que abra el camino para acciones de tipo superior».
Luis Romero ya destacó la «ambivalencia del programa del Frente Popular, que más que programa ha sido bandera bajo la cual se han agrupado fuerzas muy dispares, casi, o sin casi, antagónicas». «En la base misma del Frente Popular existe una dualidad, tanto en los propósitos como en las fuerzas políticas que lo integran: para los republicanos y los socialistas reformistas, el objetivo es gobernar con arreglo a la Constitución por el camino de las leyes que fueron promulgadas por las Cortes Constituyentes, avanzando con mayor rapidez en las cuestiones de índole social y en particular en la reforma agraria; para los socialistas de Largo Caballero, comunistas, sindicalistas y otros grupos que los han apoyado, el verdadero y único fin es la revolución y la implantación de la dictadura del proletariado, quizá tampoco de manera inmediata, pero sí con progresión dinámica hacia esos fines».
A la hora de confeccionar las candidaturas los republicanos de izquierda reclamaron, y finalmente consiguieron, ocupar una parte importante de los puestos de las listas para de esa forma tener en las Cortes una amplia base parlamentaria con la que poder gobernar (dado que se había acordado que los socialistas no entrarían en el gobierno a diferencia de lo que había sucedido durante el primer bienio). Del total de 344 candidatos que presentó la coalición 192 eran de formaciones republicanas (108 de Izquierda Republicana, 42 de Unión Republicana y 21 de Esquerra Republicana de Cataluña, entre los partidos mayores) y 152 de las obreras (124 del PSOE y 20 del PCE, entre los dos más importantes).

## Las elecciones de febrero de 1936

### Las coaliciones y la campaña electoral
Frente a la coalición electoral de las izquierdas (que en Cataluña incluyó también a Esquerra Republicana de Cataluña y a otros partidos nacionalistas catalanes y adoptó el nombre de Front d'Esquerres; las derechas, por su parte, formaron el Front Català d'Ordre integrado por la CEDA, la Lliga, los radicales y los tradicionalistas), las derechas no pudieron oponer como en 1933 un frente homogéneo, porque la CEDA, en su intento de obtener el poder y evitar el triunfo de la izquierda, se alió en unas circunscripciones con las fuerzas antirrepublicanas (monárquicos alfonsinos de Renovación Española, carlistas) y en otras con el centro-derecha republicano (radicales, demócrata-liberales, republicanos progresistas), por lo que fue imposible presentar un programa común. Lo que pretendía formar José María Gil Robles era un "Frente Nacional Contrarrevolucionario" o un “Frente de la Contrarrevolución”, basado más en consignas “anti” que en un programa concreto de gobierno (“Contra la revolución y sus cómplices”, fue uno de sus eslóganes; “¡Por Dios y por España!” fue otro; y planteó la campaña como una batalla entre la “España católica... y la revolución espantosa, bárbara, atroz”). No se reeditó, pues, la Unión de Derechas de 1933 como exigían los monárquicos, por lo que los alfonsinos de Renovación Española se presentaron en varias circunscripciones en solitario con el nombre de Bloque Nacional, cuyo líder era José Calvo Sotelo. Sin embargo, en Madrid, por ejemplo, sí se presentaron juntos con Gil Robles y Calvo Sotelo como cabezas de lista.
El 12 de enero Calvo Sotelo pronunció en Madrid su discurso más violentamente antirrepublicano, militarista y progolpista (sería reproducido en el diario ABC del día siguiente):

Se predica por algunos la obediencia a la legalidad republicana vigente. La obediencia es la contrapartida de la legalidad. Y cuando la legalidad falta, en deservicio de la Patria, la obediencia está de más. Y si aquélla falta en las alturas, no es que sobre la obediencia, es que se impone la desobediencia conforme a nuestra filosofía católica, desde Santo Tomás hasta el padre Mariana. No faltará quién sorprenda en estas palabras una invocación directa a la fuerza. Pues bien, sí, la hay. Una gran parte del pueblo español, desdichadamente una grandísima parte, piensa en la fuerza para implantar una ola de barbarie y anarquía: aludo al proletariado. Su fe y su ilusión es su fuerza numérica, primero, y la de la dictadura roja, después. Pues bien: para que la sociedad realice una defensa eficaz, necesita apelar también a la fuerza. ¿A cuál? A la orgánica; a la fuerza militar, puesta al servicio del Estado... Hoy el ejército es base de sustentación de la patria. Ha subido de la categoría de brazo ejecutor, ciego, sordo y mudo, a la de columna vertebral, sin la cual no se concibe la vida... Me dirán algunos que soy militarista. No lo soy, pero no me importa que lo digan. Prefiero ser militarista a ser masón, a ser marxista, a ser separatista e incluso a ser progresista. Dirán que hablo en pretoriano. Tampoco me importa… Cuando las hordas rojas del comunismo avanzan, sólo se concibe un freno: la fuerza del Ejército y la transfusión de las virtudes militares ―obediencia, disciplina y jerarquía― a la sociedad misma, para que ellas descasten los fermentos malsanos. Por eso invoco al Ejército y pido patriotismo al impulsarlo.

Gil Robles compartía los objetivos antidemocráticos de la extrema derecha encabezada por Calvo Sotelo (Acción Española había escrito: «Votemos para dejar de votar algún día») pero, como ha destacado Gabriele Ranzato, entendía que para ganar las elecciones «era preciso atraer los votos de un amplio abanico de electores que iba de los más reaccionarios a los católico-sociales a lo Giménez Fernández. Para obtener esto decidió evitar lo más posible toda referencia a los programas de gobierno, basando más bien su campaña electoral en el peligro representado por el adversario... Las categóricas alternativas propuestas por carteles y altavoces, como "España o Anti-España", "Revolución o Contrarrevolución", "Votad a España o votad a Rusia», eran para la derecha más unificadoras que cualquier programa». En uno de sus mítines Gil Robles dijo: «¡Ni lucha de clases ni separatismo! Esas ideas no pueden tener cabida en el concurso de las ideas lícitas». Al que las defienda «hay que aplastarle».
Según Fernando del Rey Reguillo, refiriéndose a la provincia de Ciudad Real, «la retórica derechista no varió con respecto a las elecciones anteriores. Si acaso las salidas de tono apocalípticas y el dramatismo fueron más exagerados. Al fin y al cabo, se hallaba muy reciente la experiencia traumática de octubre de 1934. De ahí los lenguajes de salvación —de España, de la religión católica, de la propiedad, de la familia y, en suma, de la civilización— a la que recurrieron los oradores conservadores para resaltar la gravedad del momento y lo mucho que había en juego en la lucha contra la revolución y sus cómplices». El diario monárquico ABC de Sevilla decía que el Frente Popular, «un cartel revolucionario de provocación y desafío a los sentimientos de la nación y a todos sus intereses vitales», pretendía «despedazar a España y convertirla en un conglomerado de minúsculos estados soviéticos». «No hay opción entre la muerte y la vida. Entre la paz y la revolución. Entre el ateísmo y el cristianismo. Entre la libertad y la esclavitud asiática. Entre la Patria y Rusia. Entre el desorden y el caos. Entre la ley y la dictadura del proletariado. Entre España y anti-España», decía ABC. El discurso de la derechas era un discurso de exclusión del adversario, que también utilizaban las izquierdas desde los supuestos ideológicos contrarios.
Por otro lado, Gil Robles era consciente de que su principal cantera de votos eran los católicos y a ellos apelaba cuando afirmaba que la principal misión de la CEDA era «vencer la revolución para defender los derechos de Cristo y su Iglesia». «Donde haya un diputado que pertenezca a nuestra organización, allí hay una afirmación clara y neta de la confesionalidad frente al laicismo destructor del Estado», añadió. Y en la tarea de atraer el voto católico Gil Robles y la CEDA contaron con el apoyo entusiasta de buena parte de la jerarquía católica española, con el cardenal primado Isidro Gomá al frente pidiendo el voto para «los partidos de afirmación religiosa». En Granada el cardenal Parrado publicó una carta en la que decía que «de las urnas puede salir el hundimiento de la civilización y de la Patria y para los católicos la disyuntiva de ser mártires o apóstatas». Más comedido se mostró el cardenal Illundain en Sevilla pues se limitó a recomendar que se rezara para pedir «auxilios oportunos en la presente necesidad».
El monárquico antisemita y filofascista Álvaro Alcalá-Galiano y Osma, miembro de Renovación Española, publicó en el diario ABC el 15 de enero de 1936 un artículo en el que afirmó que España se encontraba ante un dilema: «revolución o contrarrevolución, Patria o Antipatria». Así, para «salvar la existencia misma de España», abogaba por «la unión sagrada de todos los valores auténticamente nacionales frente a la formidable coalición de la Antipatria, dirigida por los agentes de la Internacional revolucionaria». Todo había comenzado, según Alcalá-Galiano, con el Pacto de San Sebastián, «proyectado reparto y despojo de España entre masones, marxistas y separatistas», que había dado paso a cuatro años de República durante los cuales se habían acumulado «atropellos, crímenes, desastres políticos, económicos y sociales... huelgas, atracos y crímenes sociales a granel», coronados por «la revolución de octubre de 1934 con sus 2.500 muertos y sus millares de víctimas, cuyos culpables siguen vivos y algunos de ellos hasta en libertad». El escritor reaccionario José María Pemán dijo en un mitin que la amenaza revolucionaria no era un episodio pasajero «sino un episodio constante de la lucha entre el mal y el bien», «obra de homosexuales, de libertinos, de malos periodistas, de dramaturgos silbados, de políticos fracasados, de comadres que quieren jugar a duquesas... Si ayer la Virgen del Pilar no quería ser francesa menos quiere ser ahora de la segunda y de la tercera internacional». Por su parte el líder de Falange Española de las JONS José Antonio Primo de Rivera aseguró en un mitin celebrado en el cine Europa de Madrid el 2 de febrero que «si el resultado de los escrutinios es contrario, peligrosamente contrario a los eternos destinos de España, la Falange relegará con sus fuerzas las actas del escrutinio al último lugar del menosprecio».
La campaña electoral del Frente Popular fue tan intensa como la de las derechas y su discurso fue igual de inflamado (especialmente por parte de los socialistas caballeristas y de los comunistas: no se recataron en confesar que estaban «hartos de la democracia burguesa» y que la «próxima batalla [había] de ser definitiva» pues en ella se lo jugaba todo «el proletariado español»). Las referencias a «Octubre» de 1934 fueron continuas, recordando la «bárbara» represión sufrida, y también a los dos años de gobierno del centro-derecha que ya comenzaron a llamar el «bienio negro» del que mencionaban los incontables agravios causados por «el fascismo vaticanista». En muchos mítines los oradores decían que el ciudadano debía elegir entre la España «moderna, civilizada, progresiva, justa, humana», que ellos representaban, y una España reaccionaria sometida al «fascismo y sus cómplices». En uno de los mítines se dijo: «Toda la España feudal y católica, toda la España inquisitorial y militarista, pretende convertir el panorama del país en el monótono Iglesia y cárcel; patíbulo y bendiciones; hisopazo y hacha; olor a cera quemada y una cabeza desprendida del tronco... y el 'tribunal popular' formado por el terrateniente, el obispo y el banquero». Según José Manuel Macarro Vera, lo que subyacía en este discurso de exclusión del adversario (que también utilizaba la derecha, aunque desde unos supuestos completamente diferentes) era la «cultura común que todos compartían, en la que la República era la revolución que había venido a rectificar la historia de España. Porque vino a trastocarlo todo, sólo los republicanos podían gobernarla en paz, porque, en definitiva, "España es lo que nosotros pensamos". La diferencia con 1931 residía en que una parte de los socialistas habían dado por caducada la misma revolución republicana, que debía abrir paso a otra bien distinta, la obrera...».
Como ha insistido José Manuel Macarro Vera, tanto las derechas como las izquierdas hicieron «discursos de exclusión, de negación del adversario convertido en enemigo, de quién era y no era España, de revolución y contrarrevolución, de referencias a una guerra civil en ciernes... Los mensajes electorales reflejaban el enfrentamiento entre dos sistemas de creencias, dos universos culturales opuestos, que sólo entendían al otro como una amenaza para la pervivencia del propio». Macarro Vera cita al diario sevillano El Liberal que el 29 de enero se preguntaba: «¿Y el bando vencido, qué hará? De ahí la inquietud; porque se sospecha que no ha de ser la actitud del vencido enteramente democrática, sino que el triunfo del contrario iniciará una nueva lucha. Quiere esto decir que no habrá triunfo legítimo; que no se le aceptará como tal, y que cada vencedor, por serlo, encontrará al punto un rebelde poder agresor». Macarro Vera añade: «lo que estaba también por ver era qué actitud adoptaría el vencedor ante el derrotado, el enemigo vencido».
A las elecciones también se presentó una tercera opción “centrista” (el Partido del Centro Democrático) encabezada por el presidente del gobierno Portela Valladares y auspiciada por quien le había nombrado, el presidente de la República Niceto Alcalá-Zamora, que pretendía consolidar un centro republicano que superara la bipolarización surgida de la Revolución de Octubre de 1934. Para cumplir el encargo que le había hecho Alcalá-Zamora de formar un nuevo partido desde el poder, Portela «manipuló los gobiernos provinciales de un modo frenético; en dos meses nombró a ochenta y ocho gobernadores civiles, proporcionalmente un récord... Pero todo esto le sirvió para poco. La mayor parte del "espacio político" estaba ya ocupado y la opinión pública se encontraba mucho más movilizada y vigilante, por lo que las maniobras caciquiles de antaño resultaban muy difíciles», afirma Stanley G. Payne. José Luis Martín Ramos, coincide con Payne, al considerar que «el supuesto centrismo portelista era estrictamente una operación de poder; los arquitectos de su construcción, las dos principales magistraturas de la República [la presidencia de la República y la presidencia del Gobierno]; sus capataces, los gobernadores civiles, cuyo nombramiento dependía desde 1932 del presidente del Consejo de Ministros; y por debajo de ellos los delegados gubernativos y las gestoras de los ayuntamientos, facilitando el contacto y la negociación con los políticos locales y los caciques para la organización de las candidaturas primero y para la intervención sobre el escrutinio después». Esta valoración no es compartida por Fernando del Rey Reguillo quien afirma que «el discurso del republicanismo progresista —"tan amante del orden y que tan lejos está de Moscú como de Roma"— era inequívocamente liberal, democrático y conciliador, y por ello mismo contrario a los extremismos en lucha. Para esta fuerza, las circunstancias y las tensiones presentes obligaban a la constitución "de un gran partido de centro que defienda el orden social, el trabajo y el máximo respeto al régimen constituido"». [...] Su predicción era nítida: "La República sucumbirá si no hay un centenar de diputados de tipo centro"».
Durante la campaña electoral se produjeron diversos incidentes que en algunas provincias revistieron cierta gravedad. «La campaña fue intensa, apasionada, muy diferente en la algo apática de noviembre de 1933... En otras palabras, discurso inflamado y realidad relativamente tranquila. El Frente Popular tenía que llegar a las elecciones y la derecha esperaba ganarlas, por lo que cada uno se dedicó a movilizar a los suyos y no buscar en la calle el enfrentamiento con los demás», afirma José Luis Martín Ramos. Pero esta valoración no es en absoluto compartida por Stanley G. Payne quien afirma que «durante la campaña, la violencia fue aún peor que en 1933, año en el que se alcanzó el récord de incidentes en una campaña electoral. Como era habitual, la mayor parte de las agresiones surgió de las izquierdas, aunque un aspecto nuevo de 1936 fue la presencia de una derecha radical, principalmente falangista, que con frecuencia participó en actos violentos». De hecho, según los datos de Payne, de las 37 muertes que hubo entre el 1 de enero y el 16 de febrero de 1936, 14 de los fallecidos fueron izquierdistas, seguidos de 10 derechistas, 3 miembros de las fuerzas de seguridad y 10 de afiliación no identificada. Según Payne de los 45 incidentes más importantes de los que disponemos de datos 31 fueron protagonizados por las izquierdas y 14 por las derechas.
Por su parte Luis Romero ha afirmado que «irregularidades fueron cometidas por las derechas y por las izquierdas; es probable que un punto más por aquéllas que por éstas, pues disponían de más dinero y de antigua experiencia [de los tiempos de la monarquía]. A Ambas las superaron aquellos centristas que provenían de una asociación provisional entre los presidentes de la República y del Gobierno, quienes, fiados en la práctica electorera de ambos y en sus influencias caciquiles, confiaban en obtener una mayoría; se equivocaron al creer que tenían más partidarios de los que iban a votarles y en confiar en exceso en la habilidosa acción de los gobernadores civiles. El hecho de que fracasaran viene a demostrar lo que han señalado algunos autores: que el cuerpo electoral no estaba tan corrompido como creyeron».
El día de las votaciones, domingo 16 de febrero, también hubo algunos incidentes (que causaron seis muertos y una treintena de heridos), pero «los votos y el escrutinio se habían producido con normalidad en la mayoría de los distritos», aunque la movilización violenta de las izquierdas iniciada la mista tarde-noche del domingo y que se prolongó durante los tres días siguientes provocó, según Stanley G. Payne, la alteración del resultado en seis provincias en las que a las derechas les arrebataron la mayorías que habían obtenido.

### El resultado
Las elecciones registraron la participación más alta de las tres elecciones generales que tuvieron lugar durante la Segunda República (el 72,9 %; votaron 9 864 783 personas), lo que se atribuyó al voto obrero que no siguió las habituales consignas abstencionistas de los anarquistas. Según el estudio realizado en 1971 por el historiador Javier Tusell sobre las elecciones el resultado fue un reparto muy equilibrado de votos con una leve ventaja de las izquierdas (47,1 %; 4 654 116 votos) sobre las derechas (45,6 %; 4 503 505 votos), mientras el centro se limitó al 5,3 % (400 901 votos), pero como el sistema electoral primaba a los ganadores esto se tradujo en una holgada mayoría para la coalición del “Frente Popular”. Además de la gran novedad de la desaparición electoral del Partido Republicano Radical (que pasó de 104 diputados en 1933 a solo 5 en 1936), los resultados mostraron la consolidación de tres grandes fuerzas políticas: los republicanos de izquierda (con 125 diputados: 87 de Izquierda Republicana y 38 de Unión Republicana), más la CEDA por su derecha (pasó de 115 diputados en 1933 a 88, mientras el Partido Agrario pasaba de 36 a 11); y el PSOE por su izquierda (de 58 diputados pasaba a 99). El PCE entraba en el parlamento con 17 diputados, también el Partido Sindicalista y el POUM, con un diputado cada uno.

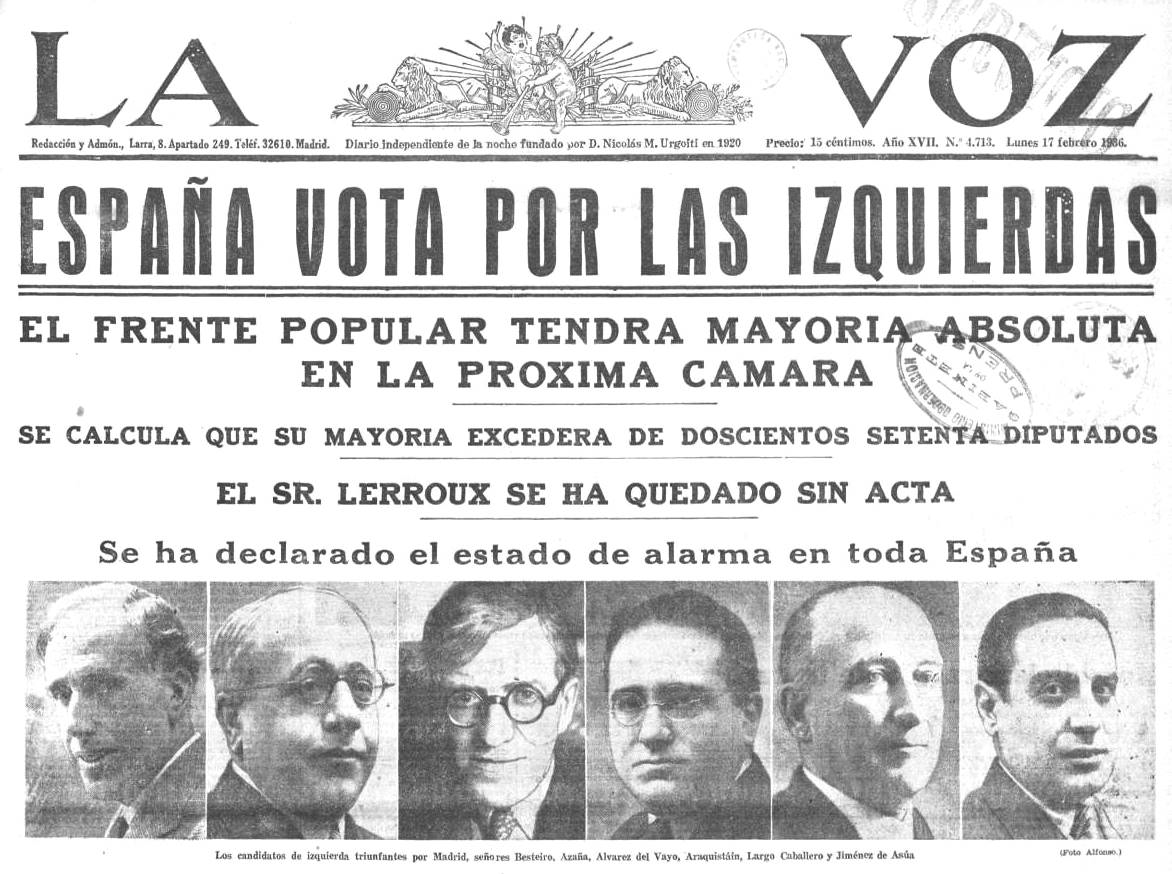
Portada del diario La Voz del lunes 17 de febrero que anuncia la victoria del Frente Popular por mayoría absoluta. Aparecen las fotografías de los candidatos que han resultado elegidos en la lista de Madrid (de izquierda a derecha): Julián Besteiro, Manuel Azaña, Julio Álvarez del Vayo, Luis Araquistain, Francisco Largo Caballero y Luis Jiménez de Asúa. El diario destaca también en la primera página que el antiguo presidente del Gobierno Alejandro Lerroux no ha resultado elegido. Asimismo anuncia que el gobierno de Manuel Portela Valladares ha declarado el estado de alarma en toda España.

En total el "Frente Popular” contaba con 263 diputados (incluidos los 37 del “Front d’Esquerres” de Cataluña) la derecha tenía 156 diputados (entre ellos solo un fascista, que era del Partido Nacionalista Español, ya que Falange Española no se quiso integrar en las coaliciones de la derecha porque le ofrecieron pocos puestos: su líder José Antonio Primo de Rivera se presentó por Cádiz y no salió elegido, por lo que no pudo renovar su acta de diputado y perdió la inmunidad parlamentaria) y los partidos de centro-derecha (incluyendo en ellos a los nacionalistas de la Lliga Regionalista y del PNV, y al Partido del Centro Democrático que rápidamente había formado Portela Valladares con el apoyo de la Presidencia de la República) sumaban 54 diputados.
«En el Frente Popular, los primeros puestos en las candidaturas los ocuparon casi siempre los republicanos del partido de Azaña y en la derecha fueron a parar a la CEDA, lo cual no confirma, frente a lo que se ha dicho en ocasiones, el triunfo de los extremos. Los candidatos comunistas siempre estuvieron en el último lugar de las listas del Frente Popular y los 17 diputados obtenidos, después de conseguir sólo uno en 1933, fueron el fruto de haber logrado incorporarse a esa coalición y no el resultado de su fuerza real. La Falange sumó únicamente 46 466 votos, el 0,5 % del total». Sin embargo, entre los socialistas prevalecieron los candidatos «caballeristas» sobre los «prietistas», lo que denotaba que Indalecio Prieto tenía un control solo relativo sobre las agrupaciones territoriales del partido, a pesar de la mayoría que tenía en la Comisión Ejecutiva. En seguida Largo Caballero se apresuraría a asegurar su control sobre el grupo parlamentario socialista excluyendo de cualquier cargo interno a los seguidores «centristas» de Prieto.

Mapa del resultado de las elecciones de febrero de 1936 por provincias: en las que ganó la izquierda marcadas en rojo, en las que ganó la derecha en azul y en las que ganó el centro en verde.

El triunfo de la coalición de izquierdas en las elecciones se suele atribuir a que los partidos que la integraban consiguieron movilizar a los sectores sociales que los apoyaban y también a los del área de influencia de la CNT que esta vez no hizo campaña en favor de la abstención e incluso alguno de sus líderes aconsejaron ir a votar. Según José Luis Martín Ramos «la amnistía y el temor al fascismo» fueron el aglutinante de la movilización, que no se produjo con la misma intensidad entre las derechas, como lo demostraría el aumento de la abstención en las provincias de las dos Castillas. Este historiador reconoce que durante la campaña electoral los partidos coaligados en el Frente Popular defendieron sus respectivos programas, incluso hubo «algunos actos específicos de frente único entre socialistas y comunistas», pero afirma que «no fueron discursos de discrepancia, sino de complementariedad y eso le proporcionó al Frente Popular el triunfo que la derecha no esperaba». De esta forma se produjo «la victoria de la democracia» que representaba el Frente Popular y «una derrota sin paliativos de las propuestas de involución autoritaria, en términos de "Estado nuevo", de retorno a la monarquía o de postulación directa del fascismo», asegura Martín Ramos.
Gabriele Ranzato también considera clave para la victoria del Frente Popular el voto de los que militaban en organizaciones anarquistas o simpatizaban con ellas y que hasta entonces habían seguido las consignas abstencionistas. «En el programa del Frente Popular estaban la amnistía y una serie de reparaciones a favor de los que habían sufrido la represión de "Octubre", en las cuales estaban interesados también los anarquistas». Pero Ranzato añade una segunda clave para explicar el triunfo del Frente Popular (o mejor la derrota de las derechas): los votos de los que en las elecciones generales de noviembre de 1933 se habían decantado por el Partido Republicano Radical (PRR). «Temerosos ahora por el mantenimiento de las instituciones republicanas, que las derechas parecen poner en peligro, votan por el Frente Popular», asegura Ranzato.
El líder de la CEDA también intentó atraerse a estos votantes moderados y llegó a integrar en sus listas a miembros del PRR e incluso presentó al desprestigiado Alejandro Lerroux por la circunscripción de Barcelona, que no saldría elegido. Pero no lo consiguió porque muchos votantes del PRR en 1933 eran conscientes de que había sido Gil Robles el que había roto la alianza con los radicales, además de que muchos de ellos estaban muy alejados del clericalismo y del carácter antidemocrático y autoritario de la CEDA (no olvidaban que en Madrid Gil Robles se presentaba junto con Calvo Sotelo). Según Ranzato, el fracaso de Gil Robles en atraerse el voto radical de 1933 fue «probablemente» «el que determinó su derrota». José Manuel Macarro Vera, refiriéndose a Andalucía, también considera clave en la victoria del Frente Popular que los antiguos votantes del Partido Radial se decantaran por la coalición de izquierdas atraídos por «el proyecto de recuperación republicana, plasmado en un moderado programa electoral de contenido interclasista y no en alguna revolución que pretendiese ir más lejos» (en Andalucía el Frente Popular habían obtenido 948 000 votos frente a los 772 850 de las derechas).
Francisco Pérez Sánchez ha destacado que las elecciones de febrero supusieron un hito entre otras razones porque «fue la primera vez que un gobierno en España perdía abiertamente unas elecciones convocadas por él mismo» (Pérez Sánchez recuerda que las elecciones de noviembre de 1933, que ganaron las derechas, no fueron convocadas por el gobierno social-azañista).

## El gobierno del Frente Popular: de febrero a julio de 1936

### El debate historiográfico
Después de la guerra civil española, los meses del gobierno en paz del Frente Popular son el periodo de la historia de España que más atención ha recibido y más controversias ha suscitado. También ha sido el periodo al que más se le ha aplicado el teleologismo histórico (ver el pasado desde el futuro, olvidando que los que lo vivieron no sabían lo que ocurriría después), porque el relato de lo sucedido entre febrero y julio de 1936 ha estado lastrado por lo que pasó a continuación: el estallido de la guerra. Así muy frecuentemente el periodo ha sido presentado como el «prólogo» de la misma, lo que conduce a la idea de que la guerra civil fue «inevitable», y los meses anteriores son descritos «como una marcha o descenso imparable hacia la catástrofe».
Los vencedores en la guerra elaboraron una leyenda negra sobre el periodo (unos meses teñidos de caos, conflictos y sangre), y en general sobre toda la Segunda República Española, para justificar su golpe de Estado de julio de 1936 que desembocó en la guerra civil. Entre febrero y julio de 1936, «las derechas no dejaron de denunciar el presunto caos en el que estaba sumido el país, síntoma a su juicio del desencadenamiento de un supuesto proceso revolucionario, para justificar su propia radicalización y, a la postre, avalar la necesidad de una intervención "salvadora" de las fuerzas armadas. Un argumento que sería esgrimido como baza de legitimación por el bando insurgente». En el avance de la Causa General franquista, iniciada en 1940, se decía lo siguiente:

El Frente Popular, desde que asumió el Poder, a raíz de las elecciones de febrero de 1936 —falseadas en su segunda vuelta por el propio Gobierno de Azaña, asaltante del mundo político—, practicó una verdadera tiranía, tras la máscara de la legalidad, e hizo totalmente imposible, con su campaña de disolución nacional y con los desmanes que cometía y toleraba, la convivencia pacífica de los españoles. El Alzamiento Nacional resultaba inevitable, y surgido como razón suprema de un pueblo en riesgo de aniquilamiento, anticipándose a la dictadura comunista que amenazaba de manera inminente.

La visión catastrofista elaborada por la dictadura franquista predominó durante décadas —y todavía aún hoy pervive entre ciertos sectores, como los autores encuadrados dentro del «revisionismo histórico en España»—. A esta se le sumó más tarde la historiografía que sostiene la tesis del «fracaso» de la República como «causa» de la guerra. Frente a la leyenda negra surgió una «leyenda rosa» pro-republicana, que presenta una visión casi idílica del periodo y que se ha confrontado con la visión negativa de aquella (o con la visión que identifica la República con el mito de Ícaro: quiso volar tan alto, demasiado, que el sol derritió sus alas, cayó y se ahogó en el mar). El historiador Fernando del Rey Reguillo ha señalado que la historiografía que se ha empeñado «en rebajar contra viento y marea las aristas conflictivas de aquella primavera, y en concreto la responsabilidad de las izquierdas en ellas» busca «restar cualquier justificación a la sublevación militar del 18 de julio de 1936, que desde el punto democrático no la tuvo en ningún sentido, desde luego. El problema es que, con esa obsesión, en realidad lo que hacen esos historiadores es tender un tupido velo sobre una de las coyunturas más difíciles de la historia de España contemporánea, si no la que más».
La historiografía más reciente ha apostado por hacer un relato crítico del periodo de gobierno del Frente Popular cuestionando tanto la leyenda negra como la rosa («la primera mitad de 1936 no fue ni un inevitable e imparable descenso a los infiernos ni sólo una arcádica edad de oro de las reformas y la democracia», afirma José Luis Ledesma), pero el debate sigue abierto. Por ejemplo, a la tesis del «fracaso» de la República se le ha opuesto la tesis de que la República no fracasó sino que «fue fracasada o, mejor dicho, abortada por la fuerza de las armas». Asimismo, se ha situado a la democracia republicana española en el contexto europeo caracterizado por la «profunda crisis social, política y de legitimidad que definió al periodo de entreguerras». Varios historiadores, entre ellos Fernando del Rey Reguillo, han aplicado al estudio de la Segunda República y de la Guerra Civil el concepto de brutalización de la sociedad y de la política de entreguerras que definió George L. Mosse.
Una parte importante de los historiadores sostienen que en absoluto puede hablarse de una «primavera trágica» en la que el gobierno del Frente Popular hubiera perdido el control de la situación porque en esos meses no se produjo, según estos historiadores, una «situación de emergencia comparable no ya sólo a la de 1934 en España sino a las vividas en el periodo completo de los años veinte y treinta por países como Alemania e, incluso, Francia», aunque reconocen que la agitación social y política en el campo y en la ciudad fueron constantes y el aumento de la violencia explícita por causas políticas, alimentada por acciones de la izquierda y la derecha, fue también innegable. Asimismo, como destaca Julio Aróstegui, «el designio del Bloque Nacional, cuyo líder indiscutible es ahora José Calvo Sotelo y de toda la oposición cedista con José María Gil Robles, de derivar sus acciones hacia la ilegalidad, sacando partido de la agitación en la calle y haciendo responsable de ello al gobierno, están también fuera de duda».
Por su parte Enrique Moradiellos afirma que lo que hizo el gobierno del Frente Popular no fue abrir «las puertas a la revolución social» sino poner en marcha «con renovada energía» «todas las reformas anuladas o paralizadas en el bienio anterior en un contexto de amplia movilización obrera y jornalera y de creciente intensidad de la crisis económica», frente a lo cual «todos los partidos de la derecha fueron fijando sus esperanzas de frenar las reformas por medio de una intervención militar similar a la de 1923». Una posición similar a la de Moradiellos es la que sostiene José Luis Martín Ramos: «Ni los gobiernos de febrero a julio transgredieron el programa común [del Frente Popular], ni tampoco las organizaciones ni las movilizaciones reivindicativas, que pudieron presionar para su ejecución pero no para un cambio de programa». «Al contrario de la derecha no republicana que optó por la conspiración militar, la izquierda frente-populista, sin esconder cada organización sus objetivos finales ―como es lógico, nadie está obligado a esconderlos―, no promovió la movilización revolucionaria. […] Confundir movilización reivindicativa con movilización revolucionaria es un prejuicio ideológico, social incluso, y un acto de demagogia reaccionaria. La izquierda no confundía ambos tipos de movilización. Después de octubre de 1934 sabía que la movilización revolucionaria no tenía posibilidades de éxito…». La conclusión de estos historiadores es clara: «La desestabilización política real en la primavera de 1936 no explica en modo alguno la sublevación militar [de julio de 1936] y menos aún la justifica», afirma Julio Aróstegui; «la política y la sociedad españolas mostraban signos inequívocos de crisis, lo cual no significa necesariamente que la única salida fuera una guerra civil», subraya Julián Casanova.
Eduardo González Calleja sostiene una posición similar. Reconoce que la violencia sociopolítica de aquellos meses —«una de las etapas más sangrientas de la historia democrática de España (sólo fue superada por la coyuntura revolucionaria de octubre de 1934)»— «resultó clave en el proceso de deslegitimación del régimen» republicano debido al «impacto psicológico acumulativo de los desórdenes públicos y la retórica conservadora sobre la anarquía, incapacidad, cautividad o complicidad gubernamentales», «pero la violencia por sí sola no destruyó la República». «La guerra civil no tuvo su desencadenante en los muertos del Frente Popular, sino en el fracaso parcial de un golpe militar que se estaba preparando seriamente desde marzo». «Es un error creer que todo lo que ocurrió en la guerra ya había sucedido antes de julio de 1936: revolución social, asesinatos políticos sistemáticos, policías políticas y centros de detención, ejército miliciano, etc.».
Joan Maria Thomàs no comparte completamente esas tesis porque cuestiona el relato de que «la democracia republicana de julio de 1936 fue una democracia asentada, aceptada, legalmente impecable, con un gobierno que hiciera respetar escrupulosamente la legalidad constitucional». «Si examinamos la época de la guerra y la de la breve y torturada Segunda República, no encontramos mayoritariamente ni en las derechas ni en las izquierdas una convicción excesivamente firme de respeto por los resultados de las urnas. Encontramos más bien algo diferente, a saber: que tanto las derechas como las izquierdas y, en general, las diferentes opciones políticas consideraban la fuerza como una alternativa aceptable al sufragio -por supuesto, por razones ideológicas diferentes y en casos y grados diferentes-». Según Thomàs, la visión idealizada de la democracia republicana en sus últimos meses fue elaborada y difundida por el bando republicano durante la guerra civil y el exilio y en este sentido los republicanos ganaron «las batallas de la legitimidad moral y de la propaganda, aunque en desgraciado contraste con la victoria más importante, la militar», mientras que «los franquistas siempre arrastraron su pecado original inverso, el de haber alterado con éxito la voluntad popular y de ser, por tanto, ilegítimos». Thomàs destaca, por otro lado, que no fue solo la extrema derecha la que pretendió derribar la República sino que «otros partidos y sindicatos, desde posturas diametralmente opuestas, también estaban dispuestos a acabar con la democracia para trocarla por otro tipo de régimen, y actuaban en consecuencia».
Fernando del Rey Reguillo, que también cuestiona el relato idealizado de la democracia republicana en la primavera de 1936, señala como responsable principal de la crítica situación que se vivió en España en aquellos meses (específicamente en su mitad meridional) al proceso de radicalización del socialismo caballerista. «Esto es: la constitución de un contrapoder protorrevolucionario a escala municipal, las continuas vulneraciones de la ley, las ocupaciones de fincas, las pulsiones anticlericales o el acoso a la ciudadanía conservadora, cuando no las agresiones frontales y choques manifestados desde múltiples flancos». Y a continuación explica que esos elementos «no fueron una creación de la propaganda sobredimensionada de las derechas —por más que sus dirigentes buscaran explotar en beneficio propio el desorden público—, tal como tantas veces han escrito los historiadores y polemistas obsesionados con rebatir la lectura que a posteriori hizo la dictadura franquista de aquella primavera "trágica". Una lectura que sin duda persiguió justificar el golpe de Estado del 18 de julio de 1936. Es verdad que el tremendismo de los dirigentes derechistas, activado en el Parlamento o en la prensa, se apoyó en estadísticas incompletas y repletas de inexactitudes. Pero lo que revelan los estudios locales, al menos en el caso que nos ocupa [la provincia de Ciudad Real] y en el de Andalucía, es que aquellos parlamentarios se quedaron cortos. Obviamente, al constatar esto no se trata de dar la razón a los amanuenses del franquismo, ni conferir legitimidad a las tramas conspirativas que se pergeñaban en la primera mitad de 1936, pues de ningún modo se sostiene aquí que hubiera una revolución comunista en marcha, que el fracaso de la democracia republicana fuera inevitable o que la guerra civil hubiera empezado de hecho en octubre de 1934». «Las compuertas del horror las abrió un golpe militar frustrado que devino en guerra civil. Nada hacía inevitable, a pesar de todo, ese desenlace, pero una vez que el país se adentró por esa senda ya no hubo marcha atrás».
José Manuel Macarro Vera, refiriéndose a Andalucía, también señala a los socialistas y a las restantes organizaciones obreras como los responsables de que «el Gobierno republicano en Andalucía [fuera] un remedo de poder». «¿Situación revolucionaria esta? En tanto las relaciones entre las clases sociales se estaban invirtiendo y en cuanto el poder del Estado se estaba desmoronando en beneficio de nuevos poderes locales, que controlaban los partidos obreros, sin duda. Por el contrario, si observamos que esos poderes emergentes carecían de un proyecto político común que les encaminase a encarar lo que es esencial en cualquier sociedad moderna, el núcleo de decisión política, el mismo Estado, a esta situación revolucionaria le faltaba la cabeza. Sin ella, sin pensar que ese cúmulo de nuevos poderes, para subsistir, necesitaban plantearse el de aquel con mayúsculas, el Poder, la revolución acéfala podía derivar en cualquier cosa. [...] Mientras los poderes llegaban a ser el Poder, no como conclusión de la acción revolucionaria en ciernes, sino por el agotamiento previsto del que existía, todo podía irse al traste al disolverse en la anarquía». Macarro Vera cita al líder socialista moderado Indalecio Prieto que ya advirtió de este peligro sin que el sector caballerista de su partido y de la UGT le hicieran ningún caso: «La convulsión de una revolución, con una resultado u otro, la puede soportar un país; lo que no puede soportar un país es la sangría constante del desorden público sin finalidad revolucionaria inmediata; lo que no soporta una nación es el desgaste de su poder público y su propia vitalidad económica, manteniendo el desasosiego, la zozobra y la intranquilidad».
Luis Romero califica el periodo de «prerrevolucionario» en el que «lo mismo diputados (socialistas y comunistas, se entiende), que alcaldes o presidentes de gestoras o Casas del Pueblo, se proponían implantar una situación revolucionaria que eliminara la autoridad del Gobierno burgués y les otorgara a ellos poderes omnímodos en las distintas áreas de su autoridad. En consecuencia, se desinteresaban con demasiada frecuencia de que las exigencias laborales y horarias, el escaso rendimiento de los trabajadores, la muerte de animales de labor y otros desmanes, se produjeran en detrimento de todos, pero con repercusiones peores para los menos dotados, en razón de su propia debilidad. Obreros y peones, a quienes se les habían hecho concebir legítimas esperanzas, no admitían los fracasos, y la frustración los empujaba a la cólera y la destrucción».
Stanley G. Payne es el historiador que sostiene una posición más radicalmente opuesta a la de los autores que afirman que en absoluto puede hablarse de una «primavera trágica» en la que el gobierno del Frente Popular hubiera perdido el control de la situación. Según Payne entre febrero y julio de 1936 España vivió un «proceso prerrevolucionario» «de transición hacia la revolución directa» llevado a cabo por la izquierda radical. Este «proceso prerrevolucionario» fue posible por la complicidad y la cobertura legal del Gobierno del Frente Popular, que no solo no reprimió en absoluto los abusos y los delitos cometidos por la «izquierda revolucionaria», sino que en cambio llevó a cabo un arbitrario y sectario «acoso a las derechas». La consecuencia de todo ello, según Payne, fue que la derecha, «dadas las condiciones de impotencia en que se encontraba y la falta absoluta de respuesta por parte del Gobierno» («en muchos países no se hubiese soportado ni la mitad de lo que se venía soportando desde hacía meses en España») no le quedó otra alternativa que apoyar la sublevación militar que se estaba preparando y que daría «al traste con todas las ambiciones [de las izquierdas] de dominar España». Así Payne responsabiliza en último término a las izquierdas del golpe de Estado de julio de 1936 porque «quienes no deseen la contrarrevolución, que no emprendan la revolución. Es así de sencillo». Payne concluye: «antes del 18 de julio, las izquierdas destruyeron la democracia en España por medio de un proceso revolucionario de erosión constante que duró cinco meses».

### El intento de golpe de Estado del 17 al 18 de febrero, los primeros desórdenes públicos y el cambio de gobierno

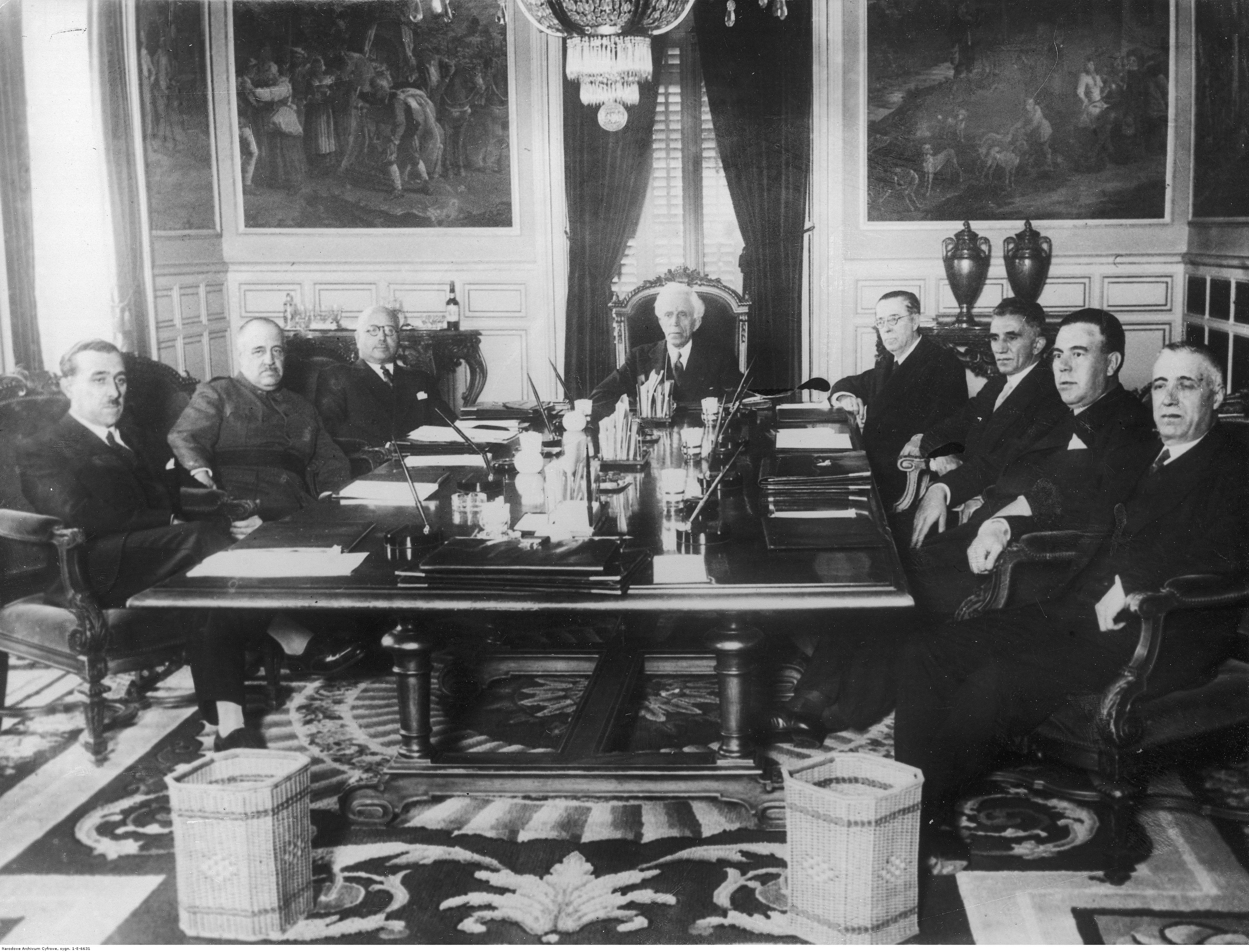
Gobierno de Manuel Portela Valladares (en la cabecera de la mesa). A la izquierda vestido de uniforme el ministro de la Guerra, el general Nicolás Molero. Tanto Portela Valladares como el general Molero resistieron las presiones de los jefes militares encabezados por el general Franco y de los líderes de la derecha antirrepublicana José María Gil Robles y José Calvo Sotelo para que declararan el estado de guerra tras conocerse el triunfo del Frente Popular en las elecciones.

Nada más conocerse la victoria del Frente Popular, lo que suponía que la «vía política» para impedir la vuelta de la izquierda al poder había fracasado tras la derrota de Gil Robles y de la CEDA en las elecciones, se produjo el primer intento de «golpe de fuerza» por parte de la derecha para intentar frenar la entrega del poder a los vencedores. Fue el propio Gil Robles —quien ya en diciembre había pulsado la opinión de los generales que él mismo había situado en los puestos clave de la cadena de mando (Fanjul, Goded, Franco) en torno a un «golpe de fuerza»— el primero que intentó sin éxito que el presidente del gobierno en funciones Manuel Portela Valladares declarase el estado de guerra y anulara los comicios. Le siguió el general Franco, aún jefe del Estado Mayor del Ejército, que se adelantó a dar las órdenes pertinentes a los mandos militares para que declarasen el estado de guerra (lo que según la Ley de Orden Público de 1933 suponía que el poder pasaba a las autoridades militares), pero fue desautorizado por el todavía jefe de gobierno y por el ministro de la guerra el general Nicolás Molero.
Un papel clave en el fracaso del golpe lo desempeñaron el director de la Guardia Civil, el general Sebastián Pozas, viejo africanista pero fiel a la República, que cuando recibió la llamada del general Franco para que se uniera a una acción militar que ocupara las calles se negó, y también el general Miguel Núñez de Prado, jefe de la policía que tampoco secundó la intentona. Al final el general Franco no vio la situación madura y se echó para atrás, especialmente tras el fracaso de los generales Goded y Fanjul para sublevar a la guarnición de Madrid.
El argumento principal que utilizaron los defensores del «golpe de fuerza» fueron los desórdenes que se produjeron en muchas localidades durante las celebraciones de «júbilo agresivo» con motivo del triunfo del Frente Popular, especialmente en torno a las cárceles rodeadas por la multitud, donde los presos «políticos y sociales» se amotinaron para exigir su puesta en libertad inmediata, sin esperar a la aprobación de la amnistía que podría tardar más de un mes —la amnistía era el primer punto del programa con el que había ganado las elecciones la coalición del Frente Popular—. En algunas cárceles se produjeron incendios provocados por los presos, a menudo por los presos comunes que querían el mismo trato que los presos políticos (una de la cárceles incendiadas fue el penal de San Miguel de los Reyes en Valencia). En Oviedo la multitud fue encabezada por la comunista Dolores Ibárruri Pasionaria y consiguió la liberación tanto de los presos políticos como de los comunes.
Hubo motines con víctimas mortales en los penales de Cartagena, El Dueso, Chinchilla y Ocaña. También hubo manifestaciones e incidentes pidiendo no solo la amnistía sino la readmisión de todos los trabajadores despedidos con motivo de la Revolución de octubre de 1934. Incluso en algunas ciudades la UGT y la CNT declararon la huelga general en apoyo de esas reivindicaciones, que fue respondida, como en Zaragoza, por la declaración del estado de guerra por parte del general Miguel Cabanellas, jefe de la V División Orgánica, y la manifestación obrera que finalmente tuvo lugar fue disuelta por la guardia de asalto con el resultado de un muerto y de varios heridos. También hubo muertos en las manifestaciones de Las Palmas, Madrid, Villagarcía de Arosa, Vigo, Bollullos del Condado, Hoyo de Pinares, Málaga y Barcelona. En Málaga murió en un tiroteo uno de los asaltantes a la sede del periódico La Unión. Previamente habían intentado invadir el local de Acción Popular. Como ha destacado Luis Romero, «los desórdenes y los excesos a que se habían entregado socialistas, comunistas y anarcosindicalistas, que ensombrecieron el panorama postelectoral en jornadas, entre jubilosas y vindicativas, en las cuales asomaba aquí y allá el revanchismo violento, traían a las derechas asustadas» (solo se tranquilizarían transitoriamente tras la alocución radiada del nuevo presidente del gobierno Manuel Azaña del 20 de febrero por la tarde).
Asimismo en muchas localidades las comisiones gestoras de derechas nombradas por el gobierno radical-cedista tras la Revolución de Octubre de 1934 fueron expulsadas de los ayuntamientos para reponer en sus puestos a los concejales y alcaldes de izquierdas destituidos, lo que provocó numerosos incidentes (en algunas localidades se izó la bandera roja socialista en el edificio del consistorio). También se produjo el incendio de iglesias y asaltos a las sedes de los partidos de derechas y de los periódicos de este mismo signo político (en Palma del Río el nuevo ayuntamiento de izquierdas justificó el incendio de las imágenes de una iglesia y de tres conventos alegando que obedecían «sin duda al abuso de procesiones y demás manifestaciones externas de culto en que se ha derrochado dinero cuando los obreros no tenían pan que llevarse a sus casas»). En Madrid pudo ser contenido el intento de asalto de la cárcel modelo pero la multitud rodeó la Presidencia del Gobierno en la Puerta del Sol. Por su parte la mayoría de los gobernadores civiles, que eran los responsables del orden público, no solo no intervinieron sino que muchos de ellos abandonaron sus cargos, sobre todo en cuanto en la tarde de ese mismo lunes 17 de febrero conocieron la intención del presidente del gobierno Portela Valladares de dimitir, creando así un vacío de poder que alentó aún más los actos violentos. El resultado fue que en tres días, del 17 al 19 de febrero, murieron 21 personas por incidentes políticos o político-sociales. «Sin embargo, no hay pruebas de que esta agitación [de los partidarios del Frente Popular] interfiriera de forma significativa en el recuento y registro de los votos», afirma Stanley G. Payne.

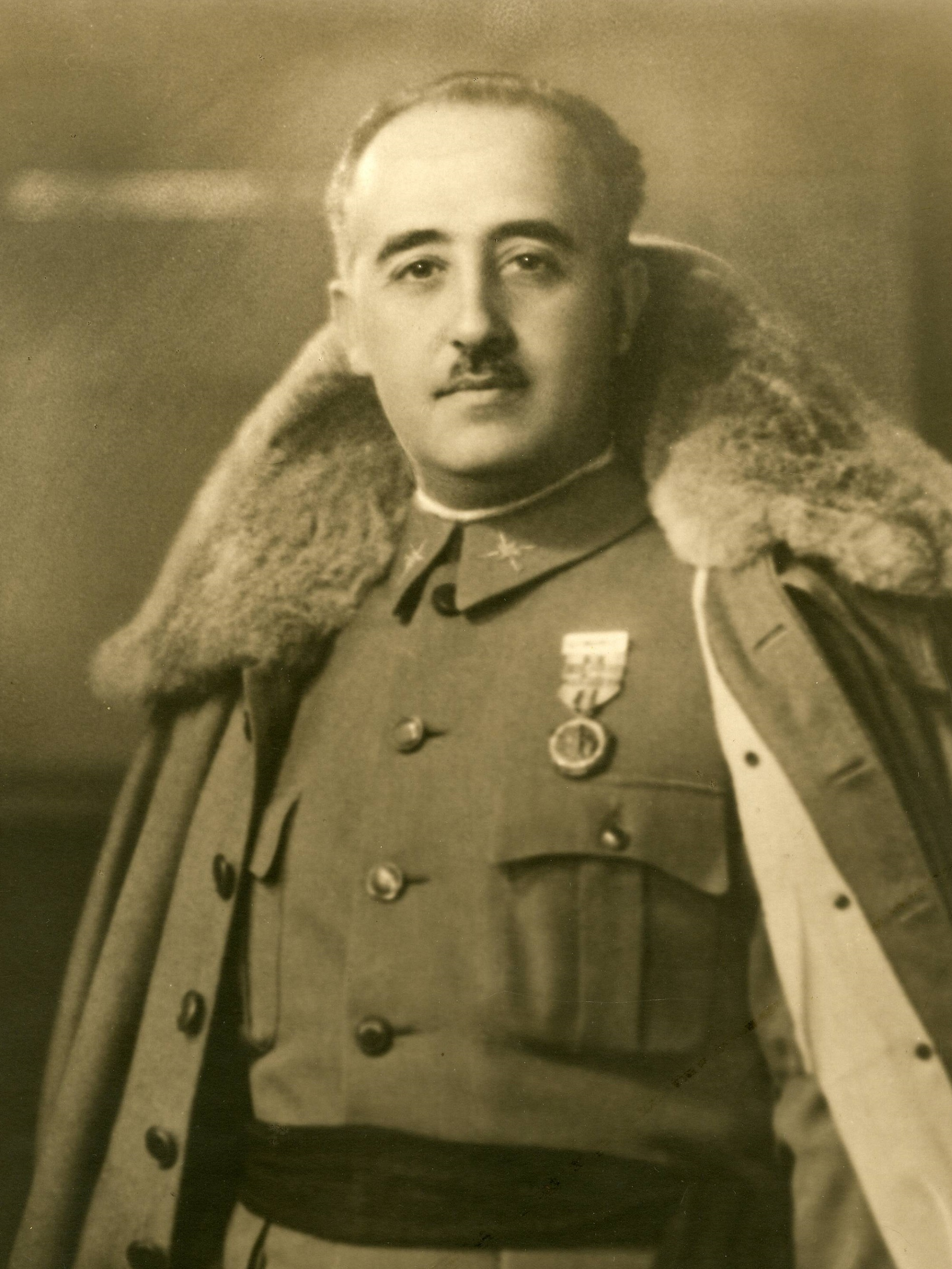
El general Franco, jefe del Estado Mayor del Ejército desde mayo de 1935. Encabezó el grupo de generales que intentaron que el presidente del gobierno Manuel Portela Valladares declarara el estado de guerra para impedir el acceso al poder del Frente Popular. El nuevo gobierno presidido por Manuel Azaña destinó al general Franco a Canarias, donde estuvo informado de la conspiración dirigida por el general Mola a la que no se sumaría hasta el último momento (tras conocer el asesinato de Calvo Sotelo).

El resultado del intento de «golpe de fuerza» fue exactamente el contrario del previsto. El presidente del gobierno en funciones Portela Valladares entregó antes de tiempo el poder a la coalición ganadora, sin esperar a que se celebrara la segunda vuelta de las elecciones (prevista para el 1 de marzo). Así, el miércoles 19 de febrero, Manuel Azaña, el líder del "Frente Popular", formaba gobierno, que conforme a lo pactado solo estaba integrado por ministros republicanos de izquierda (nueve de Izquierda Republicana y tres de Unión Republicana, más uno independiente, el general Carlos Masquelet, ministro de la guerra). A Azaña no le gustó esta forma de recibir el poder, antes de la constitución de las nuevas Cortes y sin saber siquiera el resultado electoral. «Siempre he temido que volviésemos al Gobierno en malas condiciones. No pueden ser peores», anotó en su diario ese día. También escribió: «Esto me fastidia; la irritación de las gentes va a desfogarse en iglesias y conventos, y resulta que el gobierno republicano nace como el 31, con chamusquinas. El resultado es deplorable, parecen pagados por nuestros enemigos». En una intervención en las Cortes Azaña recordó que «cuando nosotros llamamos de Gobernación [a las provincias], no había casi ninguno, ni gobernadores, ni funcionarios subalternos en los gobiernos, ni nadie que pudiese responder ante el nuevo gobierno de la autoridad provincial y local».
La «dimisión-huida» de Portela Valladares, como la llamó Alcalá Zamora, recibió una condena unánime. Manuel Azaña escribió en su diario: «Huye. Teme lo que puedan hacer las masas victoriosas; entre otras cosas, teme que puedan tomar por asalto las casas de los Ayuntamientos, cuyos concejales están suspendidos. Ya se le dijo hace un mes, cuando empezaba a montar su artilugio electoral, que tan ruidosamente se ha venido al suelo, que no pensase solo en el día 16, sino en el siguiente, y en lo que podía ocurrir en los pueblos donde los partidos populares ganasen la elección. No hizo caso. Al tropezar hoy con esta realidad lo único que se le ocurre es darse a la fuga». El historiador italiano Gabriele Ranzato sostiene que Portela Valladares, presa de un «evidente estado de miedo y postración», tomó «aquella precipitada decisión [de dimitir] por su incapacidad de sostener la situación en que se había visto envuelto, entre disturbios, desórdenes callejeros y la amenaza de una intervención militar», «pero al margen de su falta de cualidades personales para hacer frente con firmeza de espíritu a la situación en que se encontraba, es un hecho que ni él ni ningún otro habría podido defender aquella posición durante el tiempo que debía haber transcurrido antes de que el nuevo gobierno entrase en funciones». Ranzato considera que Portela tenía razón cuando escribió más tarde que si hubiera decidido tomar medidas drásticas no habría sido secundado por las autoridades encargadas del orden público porque estas sabían «que iban a pasar en breve bajo la obediencia de los mismos a quienes tenían que combatir, exponiéndose a represalias» y que sólo podía hacer frente a la situación, no un gobierno como el suyo «que las elecciones habían declarado sin arraigo», sino un gobierno «prestigiado al máximo por su éxito electoral y por disponer de las grandes cooperaciones morales y políticas que le prestaban los partidos que integraban el Frente Popular». Por su parte el nuevo ministro de la Gobernación Amós Salvador informó al gabinete el 20 de febrero, al día siguiente de su constitución, que aún se mantenían «en algunas provincias el estado de irritación que las intervenciones gubernativas produjeron en las pasadas elecciones» pero que esperaba que la «serenidad se imponga» especialmente por parte de «aquellos elementos que en él [en el gobierno] depositaron su confianza» (en referencia a sus aliados de la izquierda obrera).
Una de las primeras decisiones que tomó el nuevo gobierno fue alejar de los centros de poder a los generales más dudosos de su lealtad a la República: el general Goded fue destinado a la Comandancia militar de Baleares; el general Franco, a la de Canarias; el general Mola al gobierno militar de Pamplona. Otros generales significados, como Orgaz, Villegas, Fanjul y Saliquet quedaron en situación de disponibles. Sin embargo esta política de traslados no serviría para frenar la conspiración militar y el golpe que finalmente se produjo entre el 17 y el 20 de julio, e incluso en algún caso, como el del general Franco, les hizo aumentar su rechazo al gobierno de Azaña al considerar su destino a Canarias como una degradación, una humillación y un destierro.

### La amnistía y el restablecimiento del gobierno de la Generalidad de Cataluña

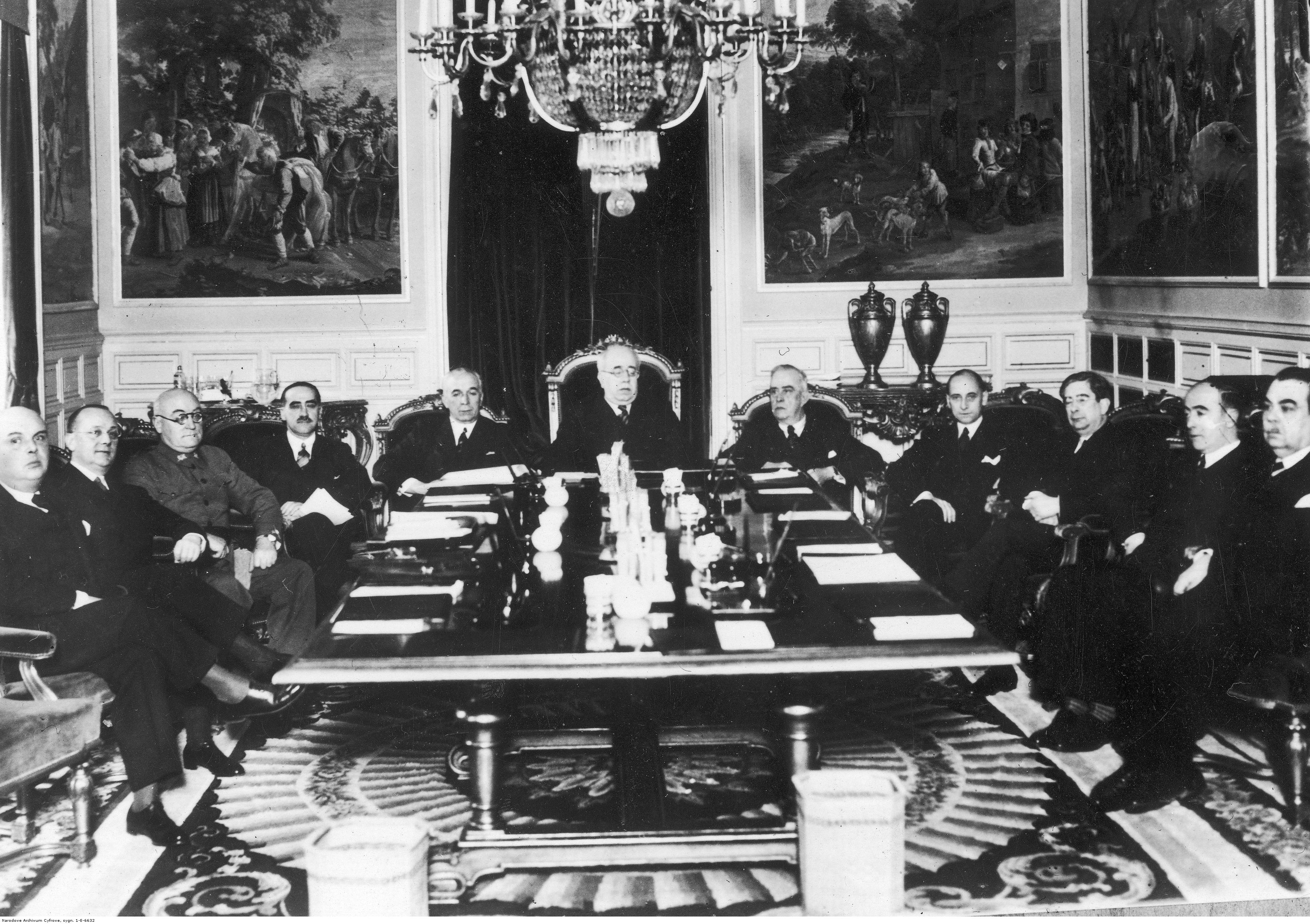
Gobierno constituido el 19 de febrero bajo la presidencia de Manuel Azaña. De izquierda a derecha: Mariano Ruiz Funes (Agricultura), José Giral (Marina), José Miaja (Ejército) [sería sustituido por Carlos Masquelet poco después], Amós Salvador (Gobernación), Augusto Barcia Trelles (Estado), Manuel Azaña (presidente), Antonio Lara Zárate (Justicia), Santiago Casares Quiroga (Obras Públicas), Marcelino Domingo (Instrucción Pública), Enrique Ramos Ramos (Trabajo) y Manuel Blasco Garzón (Comunicaciones).

La medida más urgente que hubo de tomar el nuevo gobierno fue la amnistía de los condenados por los sucesos de octubre de 1934, para lo que convocó a la Diputación Permanente de las Cortes anteriores a pesar de que en ellas las derechas tenían la mayoría. Si hubiera esperado a la constitución de las nuevas Cortes la aprobación de la amnistía se habría retrasado más de un mes, algo inaplazable debido a que la amnistía era clamorosamente exigida en las manifestaciones que siguieron al triunfo electoral, y que ya había conducido a la apertura violenta de varias cárceles, de las que salieron no solo los presos «políticos» (condenados por haber participado en la fracasada Revolución de Octubre de 1934) sino también los «sociales» (es decir los condenados por delitos comunes). El periódico socialista de Jaén Democracia justificó el 22 de febrero estos hechos, y en general todos los desórdenes que se estaban produciendo, alegando que «la legalidad fue el cuchillo de nuestra garganta en el bienio 1931-1933. Hagamos justicia republicana, aunque prescindamos de la legalidad escrita que el pueblo ha borrado al manifestar su voluntad en las urnas». Por su parte el secretario general del PCE afirmó: «¿Hay algo que pueda ser más legal que la voluntad del pueblo?».
Ante la gravedad de la situación Azaña esperaba contar con el respaldo de la CEDA y esta efectivamente se lo dio en aras de la «pacificación social». El decreto de amnistía fue aprobado por la Diputación Permanente por unanimidad el viernes 21 de febrero. La amnistía puso en libertad a unos 30 000 presos «políticos y sociales», según Julio Gil Pecharromán; a algo menos de 15 000, según Stanley G. Payne. El apoyo de la derecha a la amnistía se debió a que esperaba que el nuevo gobierno presidido por Azaña pusiera fin a los desórdenes que se estaban produciendo desde que se había conocido el triunfo electoral del Frente Popular —uno de los líderes de la CEDA, Manuel Giménez Fernández, se había reunido con Azaña para ofrecerle su total colaboración para restablecer el orden público— y que muchos miembros y electores de la derecha los veían como una amenaza contra sus bienes e intereses e incluso contra la integridad de sus personas. Al día siguiente de haber constituido su gobierno Azaña se había dirigido al país por la radio para calmar los ánimos entre sus partidarios con la promesa de la amnistía y la reposición de los ayuntamientos de izquierdas (según escribió el propio Azaña: «lo habíamos acordado en consejo a fin de calmar el desordenado empuje del Frente Popular y aconsejar a todos la calma») y para tranquilizar a las derechas a las que aseguró:

El gobierno no está movido por ningún propósito de persecución ni de saña. Todos los rencores, con la responsabilidad del poder, no existen. Ninguna persecución se ha de tomar por parte del Gobierno, siempre que todo el mundo se mantenga dentro de la ley. Nosotros no conocemos más enemigos que los enemigos de la República y de España.

Y a las izquierdas les dijo:

El pueblo debe confiar en que aplicaremos puntualmente lo concertado, lo que ha aprobado por gran mayoría el pueblo, que ha de contribuir al restablecimiento de la paz en España, al aquietamiento de las pasiones, al olvida de las querellas, una vez restablecida la justicia, y a encauzar la República por vías de paz, tranquilidad, seguridad, que redundarán en beneficio del régimen mismo y de la prosperidad nacional. [...] Unámonos todos bajo esa bandera en la que caben los republicanos y los no republicanos, y todo el que sienta el amor a la patria, la disciplina y el respeto a la autoridad constituida.

La alocución de Azaña fue tan conciliadora que al día siguiente la prensa de derechas reconoció que el discurso había producido «una excelente impresión». El diario monárquico ABC en su editorial le ofreció su «apoyo incondicional» y «el de todos los españoles, republicanos o monárquicos, sin distinción de ideologías», aunque terminaba diciendo: «vamos a ver si es verdad» el buen propósito expresado por el nuevo gobierno. En cambio, el periódico socialista caballerista Claridad criticó el discurso negativamente.
Este mensaje tranquilizador para las derechas lo volvió a repetir Azaña el 3 de abril en su primer discurso ante las nuevas Cortes:

Fundamos un régimen para todos los españoles, incluso para los que no son republicanos; un régimen legal, basado en un democratismo que tiene por fundamento la libertad de la opinión pública y el respeto a los derechos tradicionales de lo que se llama el liberalismo, únicamente, y no quiero decir que levemente, coartados por la creciente actividad interventora del Estado en la regulación de los problemas de la producción y del trabajo.

Pero en ese mismo discurso también identificó la República con los partidos republicanos:

El Frente Popular es lo que es y lo que nosotros queramos que sea, no lo que quieran los demás. No es la revolución social, ni es la labor de entronizamiento del comunismo en España, no es eso; es otra cosa más fácil, más llana, más inmediata y más hacedera: es la reinstauración de la República en su Constitución y en los partidos republicanos, en los que la creamos, en los que la defendemos y estamos dispuestos a seguirla defendiendo y a crearla todos los días.

El regreso a casa de los excarcelados por la aplicación de la amnistía fue recibida con manifestaciones de júbilo que se sumaron a las que se venían produciendo tras conocerse la victoria del Frente Popular en las elecciones. La prensa de izquierdas habló de recibimientos «grandiosos» y de andenes abarrotados. Fueron objeto de homenajes improvisados por parte de sus correligionarios con bandas de música que tocaron La Internacional y con vivas al socialismo, a Largo Caballero y a Ramón González Peña, el héroe de la Revolución de Asturias, «siendo imposible describir la alegría reflejada en el rostro de todos los trabajadores», se decía en un periódico. Sin embargo, ninguno de los líderes políticos ni de los militares implicados en la Revolución de Octubre que habían sido condenados a muerte y que ahora salían a la calle le agradeció al presidente de la República Niceto Alcalá-Zamora los esfuerzos que hizo para que la pena capital fuera conmutada por la de cárcel, salvándoles así la vida. Hubo una excepción: el comandante de artillería Enrique Pérez Farrás que consiguió que Alcalá-Zamora lo recibiera y así pudo expresarle personalmente su gratitud. Ni Companys ni sus consejeros, que pasaron por Madrid antes de dirigirse a Barcelona, ni ninguno de los dirigentes de la Revolución de Asturias se acercaron al Palacio Nacional.
Para intentar poner fin a las manifestaciones por el triunfo del Frente Popular que con frecuencia derivaban en disturbios Azaña pactó con las organizaciones obreras que en su lugar se celebrara una gran manifestación conjunta. Esta tuvo lugar el 1 de marzo en Madrid y en el resto de España («en todas partes, el entusiasmo fue grande y el orden riguroso», comentó el diario liberal El Sol). En la de Madrid los partidos obreros del Frente Popular le entregaron a Azaña un pliego de peticiones que incluía algunas que no figuraban en el pacto firmado el 15 de enero, como la aplicación de la amnistía a todos los delitos «sociales» que hubieran sido calificados como «comunes», así como los condenados por tenencia de armas y explosivos; la revisión del juicio por el asesinato en octubre de 1934 del periodista Luis de Sirval que solo le había supuesto a su autor, un legionario, seis meses de cárcel; llevar a juicio a los agentes y militares que hubieran cometido arbitrariedades y maltrato a detenidos, incluyendo a los que los hubieran «amparado y fomentado» desde las instituciones del Estado; la separación de sus cargos de todos aquellos que sabotearan la democracia; y un gran plan de obras públicas para mitigar el paro, que había aumentado de forma alarmante: de los 620 000 desempleados que había a finales de 1934 (en diciembre de 1931 había 389 000) se había pasado a 844 000 en febrero de 1936.
El 28 de febrero el gobierno promulgó otro Decreto (publicado el 29 de febrero) de readmisión de obreros despedidos «por sus ideas o con motivo de huelgas políticas» cuya aplicación se retrotrajo al 1 de enero de 1934 para incluir también a los anarquistas encarcelados tras la insurrección de diciembre del año anterior. El presidente de la República Niceto Alcalá-Zamora se resistió a firmarlo alegando que era contrario a la Constitución y que debería aprobarlo el Parlamento, a lo que Azaña le respondió que su promulgación era imprescindible para el mantenimiento del orden público, y Alcalá-Zamora finalmente lo firmó. En contra de lo establecido en el pacto electoral las readmisiones serían obligatorias también para las empresas privadas que tendrían que indemnizar a los trabajadores despedidos por motivos políticos y sindicales por los jornales no abonados (nunca con menos de 39 jornales ni con más de los equivalentes a 6 meses).
El decreto fue rechazado por los patronos (y por las derechas), pues incrementaba notablemente los costes laborales. Según José Manuel Macarro Vera, «la preocupación por las cargas económicas que el Decreto acarreaba eran reales, especialmente en las pequeñas empresas, donde indemnizar y readmitir a uno o dos despedidos, con la contracción económica del momento, no era una mera simpleza. Por otra parte, el beneficio para los readmitidos suponía un perjuicio a los que tenían que abandonar el trabajo para dejarles su sitio, haciendo de la medida una espada de doble filo, que satisfacía a los despedidos y a los sindicatos, pero a a costa de otros trabajadores y de un número de pequeños empresarios, a los que se reclamaba como apoyo de un Frente Popular interclasista, y que los republicanos no habían podido defender, al ceder en este tema a la presión de las organizaciones obreras». El Ministro de Trabajo definió la medida como «la aplicación a la materia social de la amnistía general». Por su parte el ministro de Industria y Comercio en respuesta a una interpelación de un diputado de la CEDA que le preguntó sobre los costes económicos de la aplicación del decreto le dijo que la política económica del gobierno era de «justicia y honestidad» sin explicar nada más. Finalmente las patronales recomendaron a sus afiliados que acataran lo dictado por el gobierno para no agravar los conflictos. Sin embargo, no parece que todos los empresarios siguieran sus recomendaciones pues el 30 de abril otro Decreto estableció multas a quienes no cumplieran con  las readmisiones y las indemnizaciones, orden que se volvió a reiterar el 15 junio pues el Gobierno tenía el «ineludible deber de poner fin a estas sistemáticas rebeldías, adoptando medidas enérgicas que terminen de una vez con el estado de resistencia patronal contra las resoluciones gubernamentales». Por otro lado, el gobierno también dejó en suspenso otra de las medidas adoptadas tras la Revolución de Octubre por los gobiernos radical-cedistas: los desahucios de arrendatarios, colonos y rabassaires, que no se hubieran producido por falta de pago.

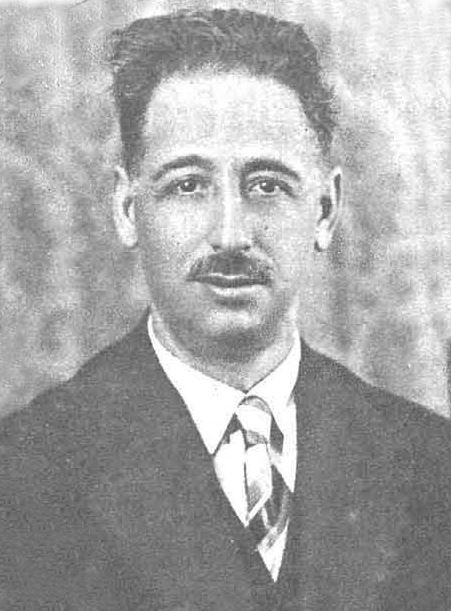
Lluís Companys, restituido como presidente de la Generalidad de Cataluña tras la aprobación de la amnistía por la Diputación Permanente de las Cortes el 21 de febrero.

La salida de los miembros del gobierno de la Generalidad de Cataluña de la cárcel, beneficiados por la amnistía, fue acompañada de inmediato por un Decreto que reanudaba las funciones del Parlament, que en seguida aprobó reponer en su puesto a Lluís Companys como Presidente de la Generalidad de Cataluña. De nuevo Azaña recurrió a la Diputación Permanente de las Cortes anteriores para aprobarlo el 26 de febrero (contó otra vez con el voto favorable de la CEDA, pero en esta ocasión los monárquicos se opusieron). En el nuevo Consell Executiu Companys no renovó en su puesto a Josep Dencàs, que fue sustituido por José María España, y tampoco a Miquel Badia al frente de la policía. Este último, junto con su hermano Josep Badia, fue asesinado a finales de abril cuando salía de su domicilio en Barcelona. Los autores fueron casi con toda seguridad anarquistas en venganza por la persecución a que los había sometido cuando ocupó la jefatura de la policía en Cataluña.
Con el restablecimiento del gobierno de Companys se satisfacía la principal reivindicación del Front d'Esquerres, la versión del Frente Popular en Cataluña, que había obtenido el 59 % de los votos, gracias en parte a que la CNT esta vez no había hecho campaña a favor de la abstención, pues también buscaba la amnistía para sus presos. Asimismo respondía a la nueva sensibilidad de los partidos republicanos y de izquierda respecto a la cuestión regional, que se tradujo en la aparición de propuestas de autonomía para otras regiones —Cambó llegó a decir: «hoy en España hay la moda estatutista»—, y que pudieron comprobar los miembros del Gobierno catalán cuando fueron aclamados en todas las estaciones de ferrocarril que recorrieron los trenes que los llevaron de vuelta a Barcelona desde las cárceles de Cartagena y del Puerto de Santa María donde habían estado más de un año presos. Pasaron por Madrid donde el Socorro Rojo Internacional organizó un gran mitin en su honor en la plaza de toros. Desde allí viajaron a Barcelona. «El recibimiento que hizo Barcelona a los amnistiados fue una de las mayores movilizaciones de masas conocidas hasta entonces en la capital catalana; el entusiasmo conmovía a las multitudes y a los fatigados ex presos. Companys pronunció un discurso apropiado a las circunstancias, de tono mitinesco y exaltado... La llegada triunfal a Barcelona tuvo lugar el 2 de marzo».
Una de las primeras decisiones que tomó el Consell Executiu de la Generalidad de Cataluña fue, de acuerdo con el gobierno central, empezar a aplicar la polémica Ley de Contratos de Cultivo. Y por otro lado el tono reivindicativo de los partidos políticos nacionalistas catalanes fue aumentando hasta rebasar en algunos casos los límites del Estatuto. Manuel Carrasco Formiguera de la Unió Democràtica de Catalunya dijo que «Cataluña ha de luchar hasta conseguir constituirse políticamente, como nación que es, en Estado independiente que con toda libertad pueda hacer las alianzas y confederaciones que crea convenientes», mientras que Joan Comorera de la Unió Socialista de Catalunya, que poco después se integraría en el nuevo Partido Socialista Unificado de Cataluña (PSUC), dijo que «debemos luchar por la República Socialista Catalana federada con la Unión de Repúblicas Socialistas Ibéricas y hermana de la URSS».

### La reposición de los ayuntamientos y la toma del poder local por el Frente Popular
Otra de las decisiones inmediatas que tomó el gobierno de Azaña —lo hizo el 20 de febrero, al día siguiente de su constitución— fue la restitución de los ayuntamientos de izquierdas y de las diputaciones provinciales que habían sido sustituidos por comisiones gestoras de derechas por orden del gobierno radical-cedista tras el fracaso de la Revolución de Octubre de 1934. También fueron restablecidos en sus funciones los ayuntamientos vascos suspendidos en 1934.
Sin embargo, en muchas localidades los dirigentes y militantes de los partidos y organizaciones del Frente Popular fueron mucho más lejos y ocuparon los ayuntamientos gobernados legítimamente por las derechas —lo que provocó numerosos incidentes y algunos muertos— para sustituirlos por comisiones gestoras integradas por ellos, especialmente por socialistas, y que fueron «legalizadas» por los nuevos gobernadores civiles. En Andalucía el cambio de ayuntamientos fue total pues no se libraron los municipios donde las derechas habían ganado las elecciones a Cortes y allí también los concejales de este signo político elegidos en 1931 fueron destituidos. Los principales beneficiarios fueron los socialistas que llegaron a tener mucho más poder local del que tuvieron en 1931. Por su parte los comunistas consiguieron concejales en varias capitales andaluzas y representantes en las diputaciones. En la provincia de Ciudad Real los socialistas controlaron nada menos que 57 ayuntamientos cuando antes de octubre de 1934 solo detentaban 8, y ello a pesar de que en las elecciones de febrero las derechas habían ganado por un amplio margen (habían obtenido el 52% de los votos frente al 41,5% del Frente Popular y habían conseguido la victoria en más del 70 por ciento de las localidades). Hubo casos en que las organizaciones obreras se posesionaron de los ayuntamientos nada más conocerse la dimisión del gobierno de Manuel Portela Valladares. La diputación provincial también fue «repuesta», lo que significó que las izquierdas no cedieron ningún puesto a las derechas a pesar de su rotundo triunfo electoral. Los alcaldes y concejales depuestos apenas protestaron intimidados por la presencia en las calles de multitudes de militantes y simpatizantes de las izquierdas con sus banderas, puños en alto y cánticos e himnos propios.
Los gobernadores civiles que «legalizaron» el asalto al poder local por las izquierdas recurrieron a argumentos carentes de legitimidad como el de la provincia de Ciudad Real que declaró que su decisión tenía «como fundamento el temor de alteraciones de orden público, por la manifiesta hostilidad del vecindario hacia los elegidos el 12 de abril y en las elecciones parciales posteriores, quienes por no ser afectos al Régimen no merecen la confianza de los republicanos».  El gobernador civil de Córdoba utilizó un argumento similar pues afirmó que había decidido sustituir los ayuntamientos de derechas por gestoras de izquierda «al amparo de un triunfo legítimo de las fuerzas del Frente Popular» y para poner fin a «los antiguos concejos, hechuras de un caciquismo rural». Por su parte el nuevo alcalde de Huelva, un republicano, justificó las sustituciones de los ayuntamientos diciendo que se habían hecho para que «la fuerza no estuviese en poder de los eternos enemigos del Pueblo y de la República». Mientras que la prensa de derechas denunció los hechos («se atropella el voto popular», dijo ABC), la de izquierdas, como El Socialista, los justificó: «No había otro procedimiento para rescatar de manos enemigas los Concejos». «A raíz del triunfo electoral, los partidos del Frente Popular se sintieron legitimados para hacerse con el poder local por la vía de los hechos consumados, amagando con utilizar la fuerza o en virtud de órdenes gubernativas que se saltaban el principio de la legitimidad democrática», afirma Fernando del Rey Reguillo. «La toma del poder local por el Frente Popular no fue consecuencia de la ocupación espontánea de la calle por parte de multitudes izquierdistas incontroladas. El proceso respondió a las líneas de actuación establecidas por las cúpulas de las organizaciones obreras, en medio de las cuales los republicanos de izquierda fueron meros compañeros de viaje», añade del Rey Reguillo.
La toma del poder local por la izquierda no se limitó a las alcaldías y a las concejalías sino que los nuevos ediles procedieron a «depurar» a los empleados y funcionarios municipales «desafectos» (aunque hubieran ganado su plaza por un concurso-oposición), en una escala hasta entonces desconocida, para sustituirlos por militantes de los partidos del Frente Popular, a menudo parientes o amigos del nuevo alcalde o de los nuevos concejales. Fue un «gigantesco spoils system», afirma Gabriele Ranzato. En la provincia de Ciudad Real «administrativos, serenos, alguaciles, vigilantes de arbitrios, enterradores, guardas del campo, policías y hasta algunos secretarios, médicos y farmacéuticos de los ayuntamientos, estigmatizados por su pensamiento derechista, o simplemente por no ser clasificados afines, fueron expulsados de sus puestos de trabajo —que muchos tenían en propiedad— sin explicación alguna y saltándose los procedimientos legales. Desde el Gobierno Civil se advirtió a las autoridades que las destituciones se realizaran ajustándose a un expediente previo, pero no sirvió de nada. La mayoría de los cesados eran de condición modesta y no pocos llevaban un buen puñado de años de servicio. Dio igual».
Lo mismo sucedió en Andalucía donde las advertencias de los gobernadores civiles tampoco surtieron efecto y también se vieron afectadas personas de condición modesta, como en la Diputación Provincial de Sevilla en la que fueron despedidos albañiles, mecánicos, herreros, carpinteros, etc., siendo reemplazados por miembros de los partidos del Frente Popular (o por sus conocidos), a los que se subió el sueldo y se les rebajó el horario a 44 horas semanales. Los secretarios municipales también advertían de que los acuerdos que se adoptaban eran ilegales pero eran ignorados cuando no amenazados por la multitud que llenaba la sala de plenos y que pedía su destitución (y algunos fueron cesados ilegalmente por ello, aunque tenían la plaza en propiedad). Todo se justificaba alegando que se hacía para «dar satisfacción al pueblo» y acabar con sus «enemigos», y cuando en las pocas ocasiones en que eran criticados los nuevos concejales socialistas o comunistas contestaban que no habían llegado a los ayuntamientos «para someterse a la legalidad burguesa». En algún caso los destituidos fueron acusados de haberse extralimitado en sus funciones o de haber cometido algún delito durante el «bienio negro». Cuando algún concejal republicano intentó que se pusiera fin a las destituciones se le respondió que «tal perdón es contrario al sentido depurador del Frente Popular».
Los empleados públicos y los funcionarios destituidos, especialmente los que detentaban sus puestos por oposición, denunciaron las arbitrariedades de que habían sido objeto. La Federación Nacional de Obreros y Empleados Municipales envió varios escritos de protesta al ministro de la Gobernación en los que le advertía del «sinnúmero de cesantías de funcionarios municipales que se venían produciendo». El Colegio del Secretariado Local de España también se quejó a las autoridades. Esto motivó que el 15 de marzo el ministerio de la Gobernación enviara una circular a los gobernadores civiles en los que les conminaba a «evitar las destituciones o suspensiones de funcionarios municipales y provinciales decretadas por las respectivas corporaciones sin sujeción a los trámites establecidos al efecto en la legislación de la República, y cuyas denuncias se formulan en número crecido ante este departamento». Pero la circular no surtió ningún efecto porque los gobernadores civiles en general no fueron obedecidos y los empleados y funcionarios de los ayuntamientos y de las diputaciones purgados no recuperaron sus puestos. El diario republicano El Sol publicó que en las destituciones lo que latía en el fondo era «un visible encono de represalia y persecución políticas y un evidente afán de convertir los Municipios en sucursales de los Comités de un partido determinado». En el mismo sentido se expresó Acción Municipalista Española:

Creemos que el momento en que los Ayuntamientos y las Diputaciones dejen de estar usufructuadas por elementos irresponsables que los desnaturalizan, convirtiéndolos en instrumento de persecución partidista y en el botín de sus clientelas políticas, se habrá[n] sentado los jalones para el establecimiento del orden material y moral del país.

Las «reposiciones» de los ayuntamientos también tuvieron su repercusión en el plano simbólico como el cambio de nombre de parques y de calles que también incluyó a personalidades republicanas opuestas al Frente Popular (la calle "Alejandro Lerroux" de Alcázar de San Juan pasó a denominarse "del Dieciséis de Febrero"). Muchas calles y plazas recibieron los nombres de los líderes del Frente Popular o de los «héroes de Asturias» como Luis de Sirval (y también de «héroes» locales «caídos en Octubre»). También fueron revocados los títulos de hijos adoptivos a las personas de derechas.
En muchos lugares los ayuntamientos «invadieron las competencias del Estado, interviniendo en asuntos gubernativos e incluso judiciales, controlando el orden público y efectuando detenciones, ignorando las órdenes que el Gobierno mandaba en sentido opuesto». En esta asunción de competencias que no les correspondían desempeñó un papel clave la sustitución de los policías municipales y de sus mandos por militantes de las organizaciones del Frente Popular, pues les permitió a las autoridades locales «disponer de una policía afín, que se concebía, y rápidamente pasaba a actuar, como una suerte de policía política a escala local». Esta policía pronto se convirtió en el principal instrumento del acoso a las derechas y a las personas y asociaciones que las apoyaban, quebrando con ello el estado de derecho.
Un ejemplo del desbordamiento de las funciones del Estado fue que en bastantes lugares se establecieron controles en las carreteras y a los automóviles que pasaban les cobraban una cantidad de dinero «con distintos pretextos». Diego Martínez Barrio, entonces presidente de las Cortes, recordó en sus Memorias, escritas después de la guerra, que eran frecuentes los asaltos «a viajeros pacíficos, imponiéndoles contribuciones para mitigar la que se suponía hambre de los pueblos», «donaciones» en dinero que en diversos puntos de bloqueo creados en las carreteras en las afueras de los pueblos —y no solo allí— milicias y «guardias rojos» improvisados pretendían de los ocupantes de los automóviles. El mismísimo presidente de la República Niceto Alcalá Zamora tuvo que pagar en dos ocasiones para que le dejaran pasar a pesar de que en una de ellas iba en el coche oficial. Los «recaudadores» a veces alegaban que contaban con la aprobación del gobernador civil o que lo hacían en respuesta a una provocación «fascista». Algunos gobernadores civiles intentaron atajar estas prácticas, pero no acabaron con ellas como lo demostraría que en el mes de junio el gobierno de Casares Quiroga les enviara el siguiente telegrama (cuya efectividad es dudosa pues el 1 de julio un diputado de las derechas todavía denunciaba que continuaban la «impunidad» y los «atracos»):

Repitiéndose los casos de detención de automóviles en las carreteras y las exigencias de cantidades a sus ocupantes con distintos pretextos, sírvase vuecencia dar las órdenes necesarias a la Guardia Civil y a los agentes de la autoridad para que corten tales abusos con una constante vigilancia y procedan a la detención de quienes desatiendan sus indicaciones, previniendo a los alcaldes que, sin excusa alguna, contribuyan a la eficacia de esta medida.

El poder local que, con la complicidad (o la impotencia) del gobierno, consiguieron las izquierdas, especialmente los socialistas, lo utilizaron en el mundo rural para «forzar a los propietarios, por cualquier medio, a ceder a todo tipo de acción o demanda de los campesinos. Y en muchos casos no se trataba solo de grandes propietarios de los cuales había que vencer la resistencia a expropiaciones absolutamente justas y necesarias, sino también de agricultores medianos —y no pocas veces incluso pequeños— cuyas fincas, según la reforma agraria de 1932, habrían debido quedar, en todo o en parte, intactas».

#### El aplazamientosine diede las elecciones municipales
La destitución de los ayuntamientos de derechas y su sustitución por gestoras de izquierdas, una medida «arbitraria» «contraria a la Constitución y a la democracia» (según Gabriele Ranzato o Fernando del Rey Reguillo), también se «justificó» con la promesa de que pronto habría elecciones municipales (de hecho según la ley la mitad de los ayuntamientos tendrían que haberse renovado en abril de 1933 y la otra mitad en abril de 1935). El gobierno anunció el 13 de marzo que estas se celebrarían el 12 de abril y se promulgó el correspondiente decreto. Pero poco después el gobierno decidió aplazarlas debido a los problemas que habían surgido en el seno de la coalición del Frente Popular a la hora de elaborar las listas de los candidatos y ante el temor de que se presentaran por separado republicanos y socialistas (y comunistas) lo que podría dar el triunfo a las derechas como había ocurrido en las elecciones de noviembre de 1933. En esta ocasión las organizaciones obreras querían copar las listas a diferencia de lo que había ocurrido en las elecciones generales de febrero en las que las candidaturas habían sido integradas mayoritariamente por los republicanos de izquierda. El propio Azaña le escribió a su cuñado Rivas Cherif el 29 de marzo:

Lo del Frente Popular anda mediano. [...] Fuera de las Cortes, por esos pueblos, no nos entendemos. Con motivo de las elecciones municipales hay un alboroto tremendo. Socialistas y comunistas quieren la mayoría en todos los ayuntamientos y además los alcaldes. Hay capitales, como Alicante, donde la mayoría republicana es aplastante, en que de 21 concejales quieren 19, y 2 para los republicanos. Y así en casi todas partes. Han cometido la ligereza de decir que eso lo hacen para dominar la República desde los ayuntamientos y proclamar la dictadura y el soviet. Esto es una simpleza, pero por lo mismo es dañoso. Los republicanos protestan y el hombre neutro está asustadísimo. El pánico a un movimiento comunista es equivalente al pánico a un golpe militar. La estupidez sube ya más alta que los tejados. Tendré que suspender las elecciones, si no se llega a un acuerdo, para evitar que republicanos y sociales vayan desunidos y a favor de esto triunfen las derechas, como el año 33.

En la decisión de aplazar las elecciones municipales Azaña contó con el apoyo del presidente de la República Niceto Alcalá Zamora que opinaba que no podían celebrarse por «el estado de terror en que vive el país» (valoración que era compartida por el líder de la CEDA José María Gil Robles que consideraba que el orden público estaba «gravísimamente perturbado» y que se estaba creando un «verdadero ambiente de guerra civil») y que además temía que sirvieran para iniciar la revolución. En sus Memorias se refirió al «anuncio hecho por los extremistas de que una vez ganadas por ellos, incluso contra los republicanos de izquierda, esas votaciones, por medio del terror, izarían la bandera roja sobre los ayuntamientos y exigirían la capitulación de los poderes de la República». El decreto de aplazamiento Alcalá Zamora lo firmó el 3 de abril, el mismo día en que en las Cortes la izquierda iniciaba el procedimiento para su destitución.
Alcalá-Zamora había escrito en su diario a mediados de marzo:

Le he advertido con toda lealtad al Gobierno que los desórdenes, por su continuación, reparto estratégico entre todas las provincias de España, audacia, persistencia, obedecen a un plan sistemático, que intenta llegar hasta las elecciones municipales, viciadas moral y jurídicamente de raíz si en tales circunstancias se celebran. De ello será víctima el Gobierno mismo y sus partidos, pues lo que se busca es presentar una votación fabulosa, bajo el terror, los retraimientos y falsedades que consientan, aumentando la coacción revolucionaria que se llama con eufemismo presión de la calle...

### La ofensiva de las organizaciones obreras en el campo: ¿una revolución agraria?
Según Gabriele Ranzato, en la primavera de 1936 «lo que se fue progresivamente delineando era mucho más que una simple reforma agraria: se trataba de una amplísima transferencia de propiedad de la tierra que no concernía solo a los latifundios y a las fincas de los grandes terratenientes y que en muchos casos se configuraba como una confiscación». En el campo las organizaciones obreras se lanzaron a derribar el orden existente sin esperar a que el gobierno comenzara a aplicar el programa del Frente Popular sobre la «cuestión agraria». Para el caso de Andalucía José Manuel Macarro Vera ha señalado lo siguiente: «La vuelta a la explotación y dependencia tradicionales en 1935 sembró de frustración las esperanzas que se les abrieron en 1931. Ahora, en 1936, cuando los socialistas de los pueblos abrieron los diques y encabezaron la agitación, la explosión de los desheredados se revistió de cólera. En el momento en que las organizaciones obreras les anunciaron que el día de la redención estaba llegando, salieron tras ellas a invertir las relaciones sociales, en las que ellos habían sido siempre los desposeídos. Ninguno podía entender que el mercado mundial hubiese hundido el valor de las olivas, que el precio del trigo estuviese por los suelos o que fuesen demasiados para las tierras que había. La liberación definitiva que tenían en puertas solo podían comprenderla desde el horizonte en que su incultura y miseria los tenía atados: la del estrecho marco local en el que vivían. Este era el mundo, todo el mundo, y porque así era, el horizonte revolucionario no fue más allá de los límites de cada pueblo. Motivos latentes para que brotase la explosión los había de sobra, pero fue la acción de los socialistas la que la hizo salir de la manera en que lo hizo...».
Para lograr el objetivo de subvertir las relaciones sociales existentes las organizaciones obreras impusieron a los propietarios unos aumentos salariales inasumibles por estos, acompañados del laboreo forzoso y los alojamientos, y ocuparon tierras de forma indiscriminada y sin respetar los límites establecidos por la Ley de Reforma Agraria. Para las organizaciones socialistas «ir a trabajar las fincas de los ricos, u ocupárselas, cuando no había labores que hacer, y exigirles luego los jornales, era poner la tierra al servicio de la mayoría. La resistencia de los patronos a los alojamientos, a los trabajos a tope, a los repartidos, solo era una muestra de su intrínseca maldad, pues la tierra, vientre nutricio inagotable, podía alimentar a todos; bastaba con repartir mejor cuanto producía y no dejárselo a unos pocos para que se enriqueciera; si no podían pagar, ya sabemos que ése era un problema del sistema capitalista y no de los obreros de la Unión General».
Esta ofensiva de las organizaciones obreras en el campo fue posible porque contaron con el apoyo decidido y la colaboración de las autoridades locales de izquierda repuestas (y de las nuevas comisiones gestoras de izquierdas que habían expulsado de los ayuntamientos a los alcaldes y concejales de derechas), cuando no eran estas mismas autoridades las que tomaban la iniciativa. Un ejemplo de esto fue lo que sucedió en Alcaudete (Jaén) donde el 15 de marzo el alcalde socialista, «para tranquilizar a las masas», metió en la cárcel a los miembros de una familia de propietarios que se habían opuesto a la invasión ilegal de sus tierras. Cuando una multitud rodeó el lugar donde estaban detenidos con la intención, al parecer, de prender fuego al edificio, fueron entregados a la Guardia de Asalto que los trasladó a la capital. Durante el trayecto sufrieron el escarnio de los vecinos de los pueblos que atravesaron. Finalmente fueron puestos en libertad, aunque con la prohibición de volver a Alcaudete. El episodio cobró relevancia porque los detenidos eran parientes del presidente de la República Niceto Alcalá Zamora, que denunció el caso en la reunión del consejo de ministros (también denunció que una finca de su propiedad y otra de un primo suyo habían sido asaltadas por los socialistas de la localidad). El presidente del gobierno Manuel Azaña no hizo ninguna declaración pública reprobando lo sucedido, ni tomó ninguna medida más allá de destituir al gobernador civil de la provincia. En sus memorias el presidente Alcalá Zamora escribió que una sección de Guardias de Asalto «se llevó presos... ¡a treinta y siete personas más respetadas de mi familia y amigos, con el párroco y los coadjutores a la cabeza, que no habían podido huir, y dejó tranquilos y dueños del pueblo a los alborotadores!» y cuando el presidente Azaña le comunicó que había ordenado que soltaran a sus parientes pero añadió a continuación que no sería aconsejable que volvieran a sus casas, Alcalá Zamora consideró que tal consejo venía a decir que «los desórdenes son obra no de los culpables y sí de las víctimas». En otros muchos lugares se produjeron hechos similares a los de Alcaudete que contaron también con la condescendencia o la aprobación de los partidos y las autoridades locales del Frente Popular y con la indulgencia del Gobierno que no tomó medidas para hacer respetar la ley.
La intensa movilización campesina se produjo en un contexto de crisis pues desde principios del invierno las persistentes lluvias habían paralizado las tareas agrícolas con la consiguiente disminución de los empleos agrarios. «Los que se llevaron la peor parte fueron sin duda los jornaleros y los obreros agrícolas, privados del trabajo por el mal tiempo, en algunas zonas durante meses, sin ninguna posibilidad de procurarse medios de sustento más que a través de las pocas iniciativas benéficas o las obras públicas de modesta entidad, improvisadas aquí y allá por muchos ayuntamientos que, sin embargo, disponían de escasos recursos financieros». El ministro de la Gobernación Amós Salvador declaró el 16 de marzo que «temía el hambre que en algunas regiones tiene caracteres alarmantes, que es causa primordial y la explicación más clara de ciertos estados de inquietud, mal humor y violencia» y que las manifestaciones convocadas para ese día por la socialista FNTT pudieran derivar en incidentes generalizados. El temor del ministro no se cumplió, excepto en alguna localidad como Mancera de Abajo (provincia de Salamanca) en la que se produjeron enfrentamientos entre los manifestantes de izquierda y contramanifestantes de derechas, durante los cuales resultaron muertas una mujer por un navajazo, entre las derechas, y una niña por arma de fuego, entre las izquierdas.

#### El movimiento de ocupación de fincas y su cobertura legal (la expropiación por «utilidad social»)
La manifestación inicial de la movilización campesina fue el movimiento de ocupación de fincas —directas e ilegales—. La primera se produjo el 3 de marzo en el municipio madrileño de Cenicientos donde un centenar de campesinos con arados y mulas comenzaron a roturar una tierra de pastos de 1300 hectáreas, que afirmaban que habían formado parte de los bienes comunales del pueblo. Los campesinos enviaron un telegrama al ministro de Agricultura para comunicarle la ocupación que habían realizado. El periódico de la FNTT socialista El Obrero de la Tierra publicó: «El camino seguido por los compañeros de Cenicientos... es el único que puede zanjar de modo definitivo y justo ese viejo problema de la tierra tan difícil de resolver de otra manera dentro de los puros marcos de la ley burguesa. Primero el hecho, luego el derecho». A los pocos días se extendieron las invasiones de tierras a otras provincias promovidas por la FNTT. La FNTT lo justificaba aludiendo al «bienio negro», a los dos años de «bandidaje gubernamental» en los que quedaron «abolidos todos los derechos políticos, sociales e individuales de los trabajadores». Algunas de las fincas eran de las que habían sido desalojados los campesinos en el invierno de 1934-35 por los gobiernos radical-cedistas.
El 29 de febrero la FNTT ya había expuesto claramente el criterio que seguiría en sus acciones en las semanas y meses siguientes:

Es necesario ir pensando en dar al gobierno del Frente Popular la base que necesita para resolver los magnos problemas del campo español. Tenemos la obligación de darle la solución hecha, viva y en marcha, de forma que solo tenga que darle patente legal mediante los oportunos decretos. [...] Lo hemos elegido [al gobierno] para destruir todo el tinglado de leyes, disposiciones, robos y corruptelas que mantienen a nuestros campesinos en una servidumbre feudal.

El 14 de marzo en su primera página El Obrero de la Tierra volvía a incitar a todos los campesinos a realizar la reforma agraria por sí mismos, alegando que solo se llevaría a cabo «si los campesinos hambrientos y esclavizados tienen el valor y la decisión de ir a buscar directamente las tierras que necesitan para vivir, en vez de perder el tiempo y el dinero en viajes y expedienteos... Decisión, pues, y antes de quince días la reforma agraria será —lo está siendo ya en muchos pueblos— una realidad histórica y trascendental en los anales de España». Según Fernando del Rey Reguillo, «la incitación a la vulneración de las leyes no podía ser más directa».

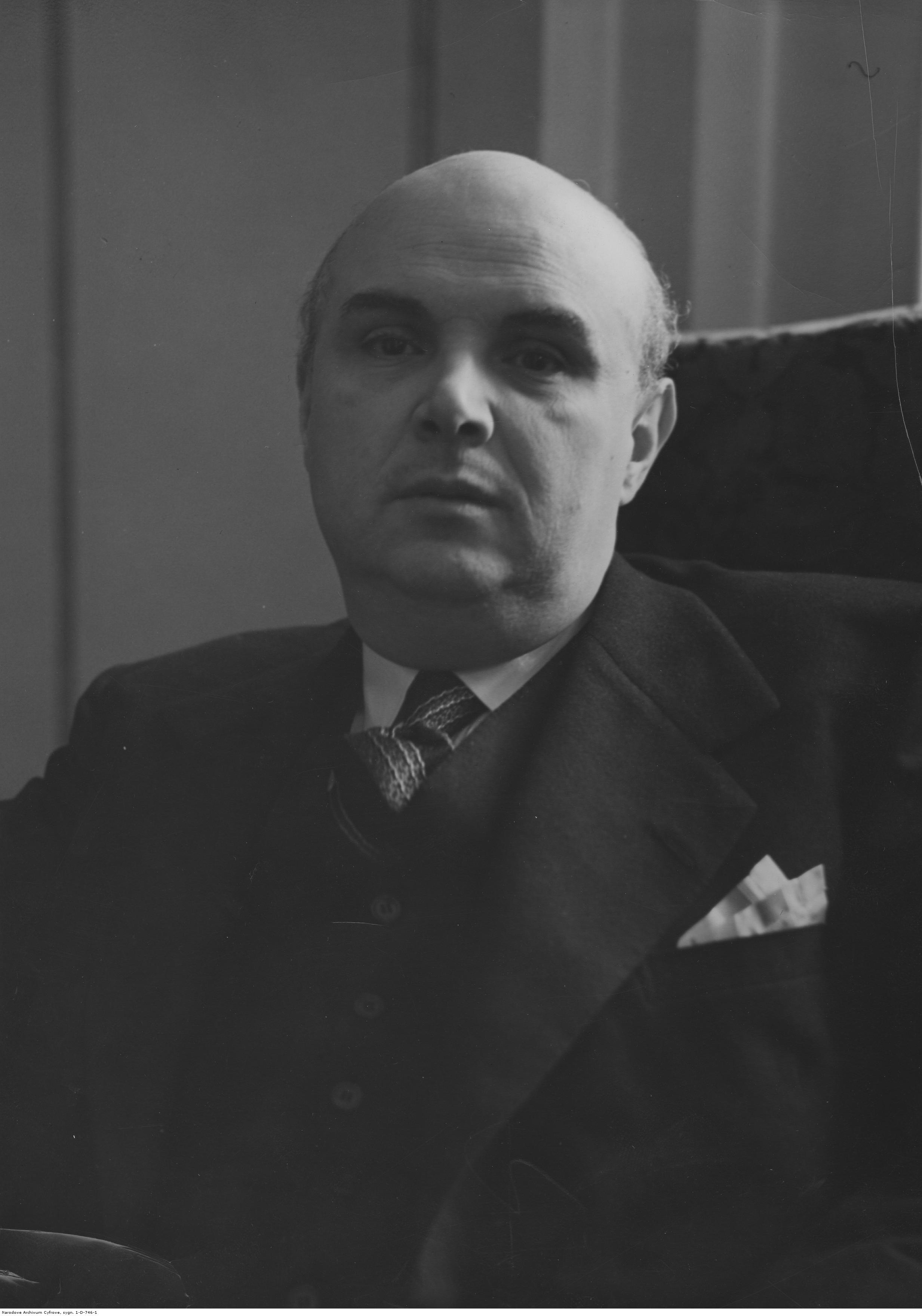
Mariano Ruiz Funes, ministro de Agricultura en los gobiernos del Frente Popular. Legalizó las ocupaciones de fincas impulsadas por la FNTT, aplicó sin restricciones la cláusula de la «utilidad social» introducida en la Ley de Reforma Agraria de España de 1932 y elaboró el proyecto de ley de devolución de los bienes comunales a los municipios.

El movimiento de ocupación de fincas más espectacular fue el que organizó la socialista FNTT —secundada por los comunistas y también por los anarquistas— desde el 26 de marzo en Extremadura en el que participaron entre 50 000 y 60 000 (80 000 según otras fuentes) jornaleros y yunteros que invadieron y comenzaron a roturar unas dos mil fincas privadas que no les pertenecían (la mayor parte de los latifundios de la región). Las ocuparon indiscriminadamente sin preocuparse de los límites que la Ley de Reforma Agraria de 1932 imponía, acuciados por el hecho de que casi ya no quedaba tiempo para arar. Según Sergio Riesco, «aquello, que era un envite al gobierno, no tenía más objetivo que el de presionar para que se legalizaran aquellas situaciones. La impaciencia del hambre fue el detonador que reventó del todo las relaciones entre los patronos agrícolas y los trabajadores del campo. Eso explica, en primera instancia, la resistencia de los propietarios a admitir la legalización de los asentamientos que los técnicos [del IRA] tuvieron que realizar ex post facto. Sin lugar a dudas se trató de una acción colectiva que demostraba los diferentes ritmos en que se movían los políticos republicanos y los trabajadores agrícolas».
José Manuel Macarro Vera, afirma que «las roturaciones en las dehesas extremeñas debieron ser un fracaso, porque con las 2,5 hectáreas por cabeza que correspondió a cada yuntero no se podía vivir, y así parecen confirmarlos los muy numerosos conflictos que hubo en abril y mayo después de haberse asentado nada menos que unos 80 000 de aquellos; conflictos por las bases, el turno en el trabajo, los alojamientos, etc., es decir, por lo mismo que venían movilizándose los campesinos cuando no había asentamientos». Además se partía de un prejuicio ideológico como era el de contraponer agricultura y ganadería, «lejos de entender que la dehesa era una creación cultural en suelos pobres».
Unas semanas antes, el 3 de marzo, el ministro de Agricultura Mariano Ruiz Funes había promulgado un decreto por el que a los yunteros extremeños expulsados por los propietarios en 1935 se les dejaba volver a cultivar las tierras que habían ocupado en virtud del Decreto de Intensificación de Cultivos de 1932, que fue restablecido el día 14, lo que permitía además que otros yunteros provisionalmente, pero con carácter de urgencia, pudieran cultivar tierras que de acuerdo con la Ley de Reforma Agraria podrían ser expropiadas. El problema del decreto del 3 de marzo era que establecía un plazo de hasta un mes «para comenzar cada asentamiento a contar desde la fecha de registro de la solicitud de tierras. Una traba burocrática a la que los campesinos no estaban especialmente dispuestos a esperar. Ni los campesinos ni la organización más dinámica en aquel momento, la Federación Nacional de Trabajadores de la Tierra (FNTT), adscrita a UGT, y en especial en Extremadura». Los decretos del 3 y del 14 de marzo fueron extendidos más tarde a las provincias vecinas de Córdoba, Toledo y Ciudad Real. También a provincias tan septentrionales como Zaragoza. En Ciudad Real hasta julio se asentaron formalmente 6000 campesinos en poco más de 26 000 hectáreas procedentes de unas 500 fincas distribuidas en 44 municipios. Por otro lado, el 28 de febrero un decreto del ministro de Agricultura Mariano Ruiz Funes había anulado los procesos de desahucio de colonos y aparceros.
Ante la intensa movilización campesina el gobierno se vio obligado a aceptar la estrategia de la FNTT y comenzar a «legalizar» muchas de las acciones que había emprendido. El decreto más importante, de enorme trascendencia, fue el promulgado el 20 de marzo. En él se facultaba al Instituto de Reforma Agraria (IRA) para dar permiso a la ocupación de cualquier propiedad, incluso fuera de la zona de latifundio, por razones de «utilidad social» (en el decreto se decía como justificación que «el concepto de propiedad, con todos sus privilegios y prerrogativas, en lo que a rústica se refiere, está, de hecho y de derecho, en el momento presente desvirtuado»). Paradójicamente el decreto se basaba en una disposición de la «ley Velayos» del año anterior aprobada por la mayoría radical-cedista que había abolido en la práctica la Ley de Reforma Agraria de 1932 (por lo que la ley también fue conocida como la de la «Contrarreforma agraria») en la que se establecía en su artículo 14 la posibilidad de que el Estado expropiase una propiedad aduciendo motivos de «utilidad social», pero añadiendo tal número de condiciones que la hacían inaplicable. Precisamente lo que hizo el decreto de Ruiz Funes fue eliminarlas (como la norma de que el propietario tenía que haber sido completamente indemnizado antes de que la expropiación fuera efectiva). Una semana antes de la promulgación del decreto El Obrero de la Tierra ya había titulado en primera página: «Con la ley de Contrarreforma bien "interpretada", podemos apoderarnos en el acto de las fincas». El resultado fue que solo en el mes de marzo se habían asentado más de 70 000 campesinos, en su mayoría yunteros extremeños, sobre unas 230 000 hectáreas. Los diputados conservadores de las provincias afectadas por los decretos de yunteros se quejaron ante las Cortes sobre la forma en que se  estaban aplicando, discriminando a los yunteros que no fueran de izquierdas:

Los decretos de marzo sobre yunteros, confiada su ejecución a alcaldes socialistas en su mayoría, ejecutores ante todo de los acuerdos de la Casa del Pueblo, han motivado la distribución de tierras a individuos de aquel sector político, que muchas veces no reúnen los requisitos del decreto, privando en cambio a sus beneficios a yunteros auténticos, solo por ser de signo político contrario. [...] Los ingenieros ante nuestras quejas se limitan a decir que cumplen, como es verdad, las propuestas que acerca de las personas les formulan los alcaldes con o sin bando previo, como establece el decreto, y que el apremio de tiempo y sobra de tarea no les permite aclarar esos abusos. [...] Acudimos a esta autoridad [el gobernador civil] y el resultado, en general, no es más favorable...

Según Gabriele Ranzato, la cláusula de la «utilidad social» se convirtió «en la herramienta para realizar expropiaciones generalizadas sin límites de extensión y sin excluir tampoco las propiedades más pequeñas» «y con independencia de si los propietarios participaban o no en el cultivo de la tierra», lo que rebasaba ampliamente lo establecido en la Ley de Reforma Agraria de 1932. Una parte del decreto del 20 de marzo fue incorporado a la nueva Ley de Reforma Agraria que derogaba la Ley de Reforma de la Reforma Agraria de agosto de 1935 (la "ley Velayos" o "ley de Contrarreforma agraria") y que fue aprobada por las Cortes el 30 de mayo, con la abstención de los diputados de derechas.
La nueva Ley de Reforma Agraria, que se promulgó el 13 de junio, constaba de un artículo único en el que se decía: «Se declara en vigor la Ley de Reforma Agraria de 15 de septiembre de 1932 y los arts. 1 y 2 y primer párrafo del 4 del decreto de 20 de marzo de 1936». En el artículo 2.º del decreto de 20 de marzo se decía que el IRA podría expropiar por «utilidad pública» todas las fincas situadas en el territorio de uno o más ayuntamientos que presentaran «las siguientes características: gran concentración de la propiedad; censo campesino elevado en relación con el número de habitantes; reducida extensión del término en comparación con el censo campesino; predominio de cultivos extensivos». «Las características podrán concurrir aislada o simultáneamente». Gabriele Ranzato comenta: «Es evidente que criterios tan genéricamente formulados dejaban un amplio poder discrecional a la autoridad encargada de establecer su aplicabilidad de la cláusula de la utilidad social. Así que casi ningún propietario podía sentirse libre del riesgo de expropiación; ni siquiera los más pequeños cultivadores directos». Cuando el diputado de la CEDA Dimas de Madariaga denunció en las Cortes que estaban siendo ocupadas pequeñas propiedades el ministro Ruiz Funes le contestó que el tamaño de la finca no importaba, que «todas las fincas que hay en todo el territorio nacional, cualquiera que sea la extensión superficial que estas tengan, son susceptibles de reforma agraria» y apeló para ello al artículo 44 de la Constitución de 1931 que entre otras coas establecía que «toda la riqueza del país, sea quien fuere su dueño, está subordinada a los intereses de la economía nacional» y que «la propiedad podrá ser socializada».
A pesar de que al frente del Instituto de Reforma Agraria (IRA) Ruiz Funes nombró al ingeniero agrónomo Adolfo Vázquez Humasqué, que ya había ocupado ese puesto durante el primer bienio y que fue dotado de amplios poderes para determinar qué tierras debían ser entregadas inmediatamente a los campesinos, el IRA fue completamente desbordado por las organizaciones obreras, con la FNTT a la cabeza, que denunciaron y se opusieron a las «trabas» que les intentaban imponer con sus tecnicismos y legalismos los «burócratas» del IRA, que era el organismo oficial encargado de aplicar la cláusula de la «utilidad social». Así lo justificó la FNTT:

Es preciso sustituir los dictámenes de los técnicos, por la sencilla sabiduría de los trabajadores de la tierra. Nadie sabe mejor que estos cuáles son las tierras que conviene trabajar... ¡Que den pues su dictamen nuestros afiliados! ¡Eligiendo la tierra y empezando a trabajarla en la época propicia! Y luego, que el gobierno dé fuerza legal a lo hecho por aquellos. Es el camino más seguro y más corto.

De poco sirvió el telegrama que Vázquez Humasqué envió a todos los gobernadores civiles amenazando con «excluir de los beneficios de los asentamientos de yunteros y obreros a los que asalten fincas». La FNTT, por su parte, pidió al gobierno que destituyera a todos los funcionarios del IRA que se oponen a «nuestra revolución agraria» y volvió a insistir en que «deben ser los propios campesinos, conducidos por nuestra Federación, los que realicen la reforma, incautándose en todo el país de la tierra, los ganados y la semilla que se necesiten para cumplir el mandato revolucionario que dieron las urnas el 16 de febrero de 1936». Finalmente fue Vázquez Humasqué el que cedió y en una circular del 19 de mayo confió a los ayuntamientos (controlados por los socialistas) la tarea de decidir cuáles eran las tierras a expropiar. A partir de ese momento se incrementó el «asalto a las tierras por parte de muchos jornaleros» impulsados por la FNTT, acrecentando el «traspaso masivo de propiedad» que se estaba produciendo en tan corto espacio de tiempo. A finales de abril el IRA ya había asentado a cerca de 94 000 campesinos en 400 000 hectáreas a las que habría que añadir las ocupaciones «incontroladas».
En julio se alcanzó la cifra de 115 000 campesinos, más que durante toda la República, asentados sobre 574 000 hectáreas, de nuevo sin contar las «expropiaciones de hecho». Se calcula que finalmente se pudieron expropiar alrededor de un millón de hectáreas, la mayor parte de ellas en Extremadura, La Mancha y Andalucía. Muchos propietarios, incluidos medianos y pequeños, denunciaron a los gobernadores civiles, al gobierno, a los diputados de derechas y a la prensa, los abusos e ilegalidades que estaban padeciendo en las ocupaciones de sus tierras gracias a la complicidad de los ayuntamientos socialistas. Un propietario de Malagón le escribió a José Calvo Sotelo: «Le pongo en antecedentes de otra nueva invasión de mi propiedad que han cometido los socialistas en la finca que le indico... Esto es irresistible, pues si no se remedia pronto tendremos que dejar las tierras».  También protestaron los arrendatarios que en las ocupaciones de fincas habían sido expulsados de las tierras que cultivaban por ser de derechas, a pesar del llamamiento que hizo Vázquez Humasqué a las izquierdas para que, apelando a su «hermandad tutelar», no quitaran la tierra «a los yunteros o modestos arrendatarios de la tierra que la laborean en la actualidad, aunque sean de la acera de enfrente».
El proyecto de la nueva ley de reforma agraria fue presentado por el ministro Ruiz Funes el 19 de abril, cuatro días después de que las Cortes pudieran recuperar su actividad normal tras el proceso abierto de elección de nuevo presidente de la República, junto con otra sobre «Revisión de desahucios de fincas rústicas» que restituía en el derecho de explotación de la tierra a arrendatarios y aparceros desahuciados. Esta ley, según el ministro, también pretendía hacer valer «el derecho de los colonos a adquirir la propiedad, en ciertas condiciones, siempre con carácter coactivo para el propietario absentista que permanece ajeno a las dificultades y al esfuerzo de la empresa agraria».
Pero el mayor problema que planteó la reforma agraria fue el de la viabilidad económica de las parcelas que se entregaron a los campesinos sin tierra debido fundamentalmente a su tamaño. En Andalucía la media fueron 8 hectáreas que oscilaron entre las 16 hectáreas de Cádiz y 12 en Jaén a 4 en Huelva. Más reducidas fueron las parcelas entregadas en Extremadura, 2,5 hectáreas de media, una cantidad de tierra con la «no se podía vivir», advierte José Manuel Macarro Vera. De hecho se ha constatado que algunos de los campesinos que recibieron tierras renunciaron a ellas porque podían ganar más como jornaleros, como así lo reconoció el propio ministro de Agricultura Mariano Ruiz Funes cuando dijo que se habían marchado porque preferían «un jornal a los beneficios del cultivo directo». La viabilidad económica también dependía del capital de que dispusieran los nuevos propietarios para explotar las parcelas que les habían sido entregadas. El ministro Ruiz Funes reconoció en las Cortes que no podía esperarse una tasa de éxito económico superior al 40% para ellas, teniendo en cuenta los dos factores: tamaño de la explotación y capital.

#### El proyecto de ley de rescate de los bienes comunales
La reivindicación del retorno a los pueblos de los bienes comunales desamortizados por la Ley Madoz de 1855 era tan antigua que ya durante la Primera República (1873-1874) se produjeron ocupaciones de fincas cuestionando la legitimidad de su privatización. Muchos jornaleros sin tierras veían en los antiguos bienes comunales  una oportunidad para salir de la miseria. Tras la proclamación de la Segunda República Española la cuestión de los bienes comunales volvió al primer plano y así a los pocos meses la Comisión Técnica Agraria, encargada de elaborar el proyecto de Ley de Reforma Agraria, solicitó a los ayuntamientos que le informaran de los bienes comunales de los que dudaran sobre la forma en que habían sido adquiridos. La respuesta fue inmediata y la Comisión recibió una avalancha de cartas. Como ha señalado Sergio Riesco, «quizás sin quererlo, la Comisión creó en los pueblos las expectativas de que la reforma agraria incluiría el rescate de los comunales» pero «en la Ley de Bases quedó recogido de una manera marginal». Las presiones de los pueblos y de la socialista FNTT sobre el gobierno continuaron, hasta el punto que el director del Instituto de Reforma Agraria, Adolfo Vázquez Humasqué, hizo publicar un decreto en la Gaceta sobre rescate de comunales sin la preceptiva firma del presidente de la República Niceto Alcalá Zamora, lo que le costó el puesto. Tras el triunfo del Frente Popular volvió la reivindicación del rescate de los bienes comunales. A finales de marzo de 1936 lo pidieron, entre otras medidas, un grupo de alcaldes de la provincia de Sevilla.
El 19 de abril el ministro de Agricultura Mariano Ruiz Funes presentó en las Cortes un proyecto de ley sobre rescate y readquisición de bienes comunales que pretendía la reintegración del antiguo patrimonio comunal de los municipios, rectificando así una parte importante de la obra desamortizadora del siglo XIX: la llamada desamortización de Madoz. Para ello se proponía expropiar todas las tierras que a partir de 1808 (1855, año en que se aprobó la "Ley Madoz", en su redacción inicial) el Estado hubiera sustraído a los municipios para venderlas a los particulares. Uno de los argumentos utilizados para justificar el proyecto de ley fue que una parte importante de las tierras comunales (cuya extensión era en España la más amplia de toda la Europa occidental) se había detraído abusivamente a los ayuntamientos y muy a menudo las ventas se habían realizado para favorecer a los terratenientes locales al haberse subastado las tierras en parcelas de grandes extensiones, dando lugar a la creación o la ampliación de latifundios. Sin embargo, la aplicación de la ley planteaba un problema complejo, como ha destacado Gabriele Ranzato: que «a lo largo de más de un siglo, muchas tierras habían cambiado muchas veces de manos y habían sido incluso fraccionadas», de modo que una parte importante de ellas estaba en manos de pequeños propietarios. Para intentar soslayarlo el proyecto de ley planteaba que las pequeñas propiedades no serían objeto de expropiación —aunque el límite fijado eran tan exiguo que solo quedarían exentos los campesinos muy pobres— y que los compradores sucesivos de las tierras serían indemnizados —a plazos— mientras que los primeros adquirientes —en realidad sus herederos— serían expropiados sin ninguna indemnización. El Instituto de Reforma Agraria (IRA) sería el organismo encargado de determinar los casos en que se hubieran producido apropiaciones indebidas de las tierras comunales y de devolverlas a los pueblos (la redacción inicial era mucho más radical pues dejaba esa función a los propios ayuntamientos).

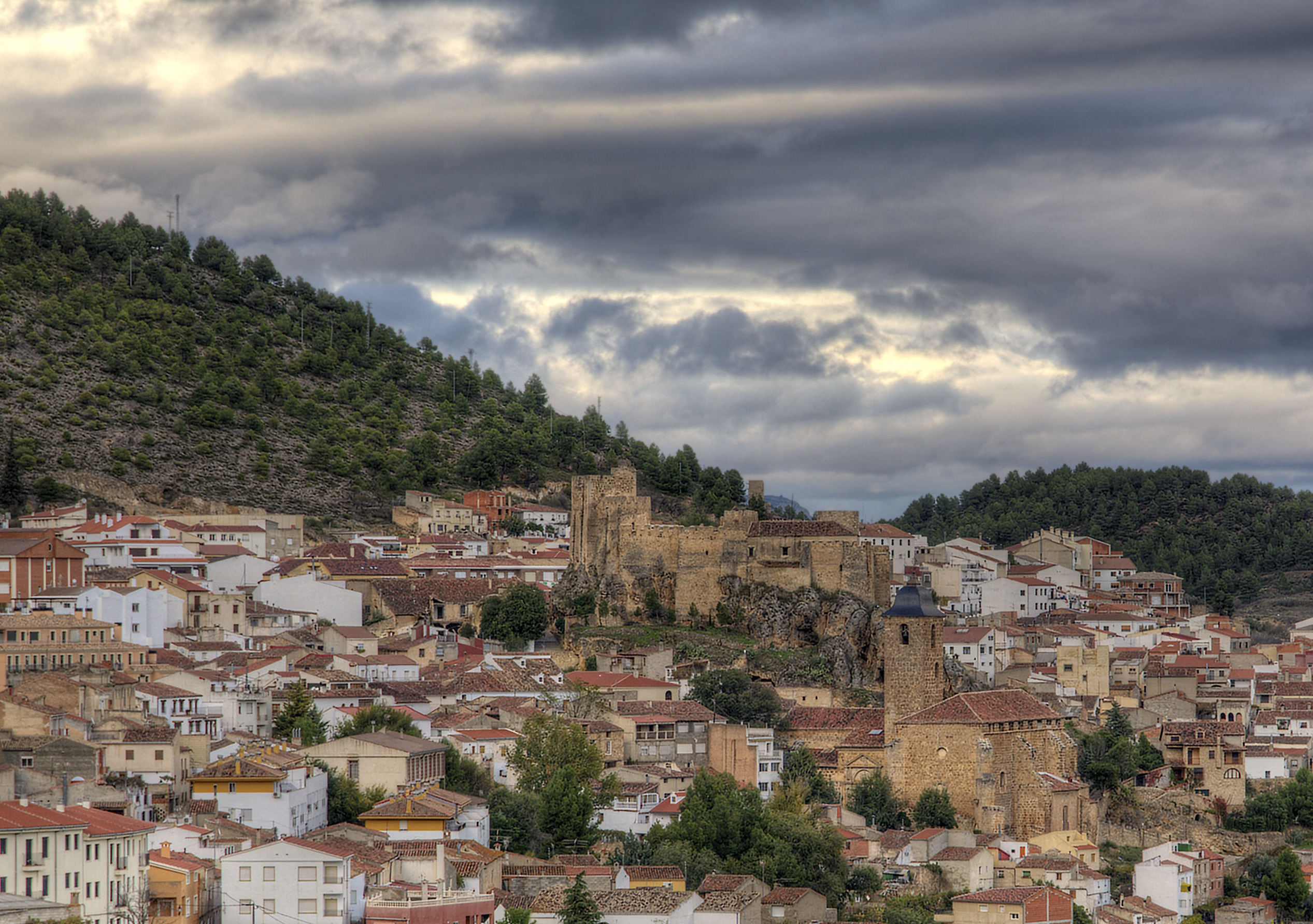
La localidad de Yeste (provincia de Albacete) en la actualidad. Los trágicos sucesos que se produjeron en Yeste el 29 de mayo de 1936 aceleró los debates sobre el proyecto de ley de reversión de los bienes comunales a los municipios.

El proyecto comenzó a discutirse en comisión pero los debates se aceleraron tras los trágicos sucesos de Yeste del 29 de mayo motivados por la disputa de una antigua finca comunal «cuya titularidad privada por parte del cacique del pueblo nunca fue reconocida por la mayoría de sus habitantes». «El suceso puso sobre el tapete un asunto fundamental: el cuestionamiento de los derechos de propiedad privada sobre antiguas fincas comunales», afirma Sergio Riesco.
El proyecto de ley de rescate de las tierras comunales recibió el apoyo entusiasta de los socialistas caballeristas y de los comunistas porque, como ha destacado Ranzato, «la vuelta a las tierras comunes de los municipios era lo más cercano que se podía realizar —en un sistema que aún no era socialista— a la abolición de la propiedad privada de la tierra y a su explotación en colectividad». Ricardo Zabalza, diputado socialista caballerista y secretario general de la FNTT, dijo durante el debate parlamentario que la ley ofrecía «a los ayuntamientos españoles la mayor masa de tierra posible, con el mínimo de dispendios, en el más breve plazo y con los menores trámites». El Obrero de la Tierra, órgano de la FNTT, destacó la «importancia incalculable» de la futura ley porque «van a ser muchos los señores de la tierra que van a quedar, como suele decirse, desnudos». El propio promotor del proyecto, el ministro de agricultura Ruiz Funes (del partido de Azaña), afirmó en las Cortes el 1 de julio que «venimos a resucitar hoy los patrimonios rústicos» argumentando que «la propiedad, más que un derecho, es una función y es un deber» y que —tras mencionar el artículo 44 de la Constitución de 1931 («Toda la riqueza del país, sea quien fuere su dueño, está subordinada a los intereses de la economía nacional»; «la propiedad podrá ser socializada»)— la «utilidad social» prevalece cuando entra en conflicto con el «derecho de propiedad».
Los diputados de derechas se opusieron vehementemente (era un paso más de la «ofensiva en contra de la propiedad rústica», de una «reforma agraria mucho más grave que todas las demás»; se pretendían resucitar las manos muertas, alegaron), pero sobre todo se quejaron de que se incluyeran los bienes de propios (los que habían sido propiedad del Ayuntamiento y no del común). Lo que callaban estos diputados, que decían estar a favor de la «restauración» de los bienes comunales, «es que infinidad de tierras comunales —en la medida en que entonces los ayuntamientos se hallaban en manos de las oligarquías locales, principales interesadas en su compra— se hicieran pasar en realidad por bienes de propios facilitando así su privatización».
En la sesión plenaria de las Cortes del 1 de julio (que estuvo plagada de incidentes y que sería la última de la República en paz) el ministro de Agricultura Ruiz Funes le respondió al diputado del Partido Agrario José María Cid, que había finalizado su intervención diciendo «¿Acaso quiere el Gobierno convertir el régimen capitalista en marxista? ¡Pues dígase con toda claridad!», lo siguiente:

Yo creo sinceramente que se van a cometer, con motivo de la aplicación de la ley, algunas injusticias contra particulares, como con todas las leyes que, afectando a un sentido tradicional y superado del derecho de propiedad, han de traerse a la Cámara. [...] Venimos a resucitar hoy los patrimonios rústicos municipales. Nuestra posición ha quedado ya definida de un modo sistemático y reiterado: no somos liberales en economía. No hay nadie que en la hora actual pueda inscribirse ni enrolarse en las doctrinas del liberalismo económico.

El 10 de julio, tan solo una semana antes del golpe de Estado, se aprobó  el primer artículo de la ley (por 161 votos a favor y 50 en contra) que decía:

Los municipios, las entidades locales menores o sus Asociaciones y Mancomunidades, así como las Agrupaciones intermunicipales, rescatarán o podrán adquirir, según los casos, las fincas rústicas, tanto "de comunes" como "de propios", y los derechos reales impuestos sobre las mismas que les hayan pertenecido en propiedad, posesión o aprovechamiento con posterioridad al 2 de mayo de 1808.

Según Sergio Riesco, la aplicación de este artículo «podía significar entregar a los pueblos cuatro millones de hectáreas, cantidad suficiente para realizar una reforma agraria que modificara de forma radical la estructura de la propiedad de la tierra del país». Riesco añade: «lo que se estaba tratando en las Cortes era una posible nacionalización de los bienes comunales remontándose a 1808, es decir, atacando el sacrosanto derecho de propiedad que la reforma agraria liberal había edificado durante décadas. Algo que la oligarquía agraria del país no estaba dispuesta a soportar». El estallido de la guerra civil impidió que la ley se aprobara. Con la ley de rescate de comunales, según Riesco, «se culminaba una revitalización de la reforma agraria que la convertía en imparable... Sin embargo, los acontecimientos posteriores pusieron fin a aquella esperanza».

#### Los alojamientos y las amenazas y violencias sobre los propietarios
La expropiación de tierras no fue suficiente para satisfacer las necesidades de cientos de miles de míseros jornaleros que vivían al borde del hambre debido a la falta de trabajo agravada por los temporales de lluvias que no cesaban. Hubo noticias de que en algunos lugares se alimentaban de hierbas hervidas o de lagartos. Ante esta situación los ayuntamientos socialistas decidieron hacer recaer sobre los propietarios el mantenimiento de los parados mediante el laboreo forzoso (la obligatoriedad de cultivar las tierras dedicadas al pastoreo o que dejaban incultas), el turno «riguroso» en la contratación y sobre todo mediante los «alojamientos» (la obligación de contratar a un número determinado de jornaleros en proporción a la extensión de sus propiedades, independientemente de los cultivos a los que dedicaran los terrenos, pagándoles un salario establecido por el propio ayuntamiento). En algunos casos se llegaron a acuerdos entre los sindicatos y los propietarios tras largas y complejas negociaciones. En otros, aunque se hubieran alcanzado pactos a nivel provincial, los sindicatos socialistas con el apoyo de los alcaldes, también socialistas, impusieron a los propietarios, grandes y pequeños, las condiciones de los «alojamientos» de los jornaleros (su número, en la mayoría de ocasiones excesivo; las horas de trabajo, por debajo de las habituales; y los salarios, generalmente muy por encima de los que se habían pagado hasta entonces). En algunos lugares se obligó bajo amenazas a las pequeñas propiedades familiares a «alojar» jornaleros aunque no los necesitaran (por ejemplo, en Santo Domingo de la Calzada arrancaron todo un campo de patatas «por haberlo sembrado con ayuda de sus familiares, sin ocupar ningún obrero»). En otros se pactó o se les obligó a pagar a los ayuntamientos cuotas en dinero (en ocasiones en forma de recargo de la contribución rústica) que aquellos destinaban a obras públicas para las que contrataban a jornaleros en paro. De nada sirvieron las quejas de los propietarios sobre las arbitrariedades de los «alojamientos» y del aumento de los costes que suponían, lo que les llevaba al borde de la ruina, especialmente a los pequeños.

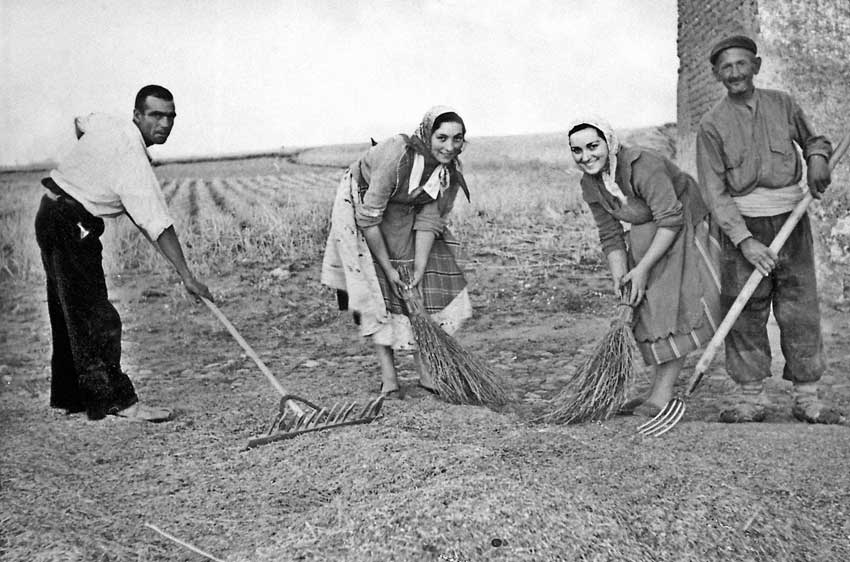
Familia campesina preparando el cereal para la trilla. Una de las reivindicaciones más extendidas entre los sindicatos agrarios fue la prohibición del uso de maquinaria agrícola mientras hubiera jornaleros sin trabajo.

Según Fernando del Rey Reguillo, «no parece exagerado afirmar que, en aquel contexto, estos [los propietarios] corrían el riesgo de desaparecer como agentes económicos —o al menos así lo percibían— para convertirse en actores pasivos supeditados a los intereses de la comunidad. Sin olvidar que la política social jaleada por las organizaciones obreras —hija de "una mentalidad precapitalista"— se aplicaba al margen de toda racionalidad económica, sin reparar en sus gravámenes y sin tener en cuenta las necesidades del tejido productivo, hasta ponerlo de hecho al borde del colapso». Una valoración similar es la que ha hecho José Manuel Macarro Vera para Andalucía: «la presión socialista se dirigió a invertir la distribución del beneficio de las tierras, pero manteniendo la estructura de la propiedad. Los dueños lo seguirían siendo, pero no serían ellos, sino los sindicatos y los ayuntamientos quienes decidirían qué número de jornaleros tendrían que emplear, con qué condiciones de trabajo y cuándo. Curiosa situación social esta, en la que la propiedad privada continuaba existiendo, pero en la que el propietario pasaba a ser un mero empleador de la mano de obra que le asignaban los sindicatos, y respondía con su patrimonio del pago de los salarios a los que tenía que hacer frente vendiendo su producción en un mercado libre, que le proporcionaba menos ingresos que los gastos que le habían impuesto».
El diputado de la CEDA Antonio Bermúdez Cañete denunció esta situación en las Cortes: «Es absurdo y carece completamente de sindéresis en la política económica del mundo el que se cargue a una industria en crisis, como la agricultura andaluza y extremeña, la carga de los obreros parados». De esto precisamente era de lo que se venían quejando los propietarios desde 1931, que una «política de servicio público» como los repartos y los alojamientos (así los calificó un diputado republicano: «una política de servicio público para buscar remedio a una necesidad apremiante») no recayera sobre el Estado sino sobre ellos. El líder monárquico José Calvo Sotelo compartió este argumento —«el paro agrícola hacerlo gravitar sobre los propietarios, y sobre todo los propietarios rurales, no es justo», dijo— pero fue más lejos. En el discurso de réplica a la presentación del nuevo gobierno de Casares Quiroga el 19 de mayo dijo: «Hay dos maneras de hacer la revolución, señores diputados, desde el punto de vista marxista: una en la calle, con la fuerza de las armas, otra en el seno de la economía, desarrollando una táctica de lucha contra todas las fórmulas de riqueza, contra todas las fórmulas de renta, incapacitando el desenvolvimiento normal de la economía que está en marcha, y dando lugar con ello a una situación de ruina progresiva que hundirá y aniquilará todos los órganos del régimen social en que estamos viviendo».
No sólo los propietarios protestaban. Los jornaleros no sindicados en la FNTT o en la CNT se quejaban a menudo de que eran postergados y no los incluían en los alojamientos. En muchos lugares de Andalucía se exigía estar inscrito en la Casa del Pueblo para poder trabajar. Un viejo republicano de Las Cabezas de San Juan se quejó de que las sociedades obreras (los de la CNT y «los de Largo Caballero») les negaban el «derecho a comer» a quienes «no están adscritos a sus teorías y procedimientos». «Aquí no existe república, ni aún socialismo. Impera, jactancioso y demagógico, un régimen de anarquía desenfrenada», le escribió a Calvo Sotelo. Este utilizó esta denuncia, y otras similares, como argumento para atacar a las organizaciones y partidos obreros integrados en el Frente Popular: «¿De qué no seríais capaces vosotros frente a los que consideráis adversarios de clase, si ante esos hombres que son obreros, que son hermanos vuestros de clase, humildes como vosotros, os mostráis capaces de desarrollar tan desaforada política y llegáis a cercar por hambre a quienes no han cometido más delito que el de no pertenecer a los sindicatos marxistas?». José Manuel Macarro Vera comenta que lo más asombroso era que el Gobierno sabía que se estaba primando a socialistas y a comunistas a la hora de repartir el trabajo en detrimento de los trabajadores de derechas y republicanos y no actuaba.
El exceso de trabajadores y los altos salarios que conllevaban los alojamientos se impusieron a los propietarios en muchas ocasiones mediante amenazas y violencias en las que desempeñaron un papel clave los alcaldes que se arrogaron poderes gubernativos, judiciales y policiales que no les correspondían, «tolerando, apoyando y a menudo realizando en primera persona las acciones coercitivas dirigidas a doblegar a los propietarios». A los que se oponían les imponían multas, secuestraban sus productos y su ganado, registraban sus casas y hasta los detenían y encarcelaban (por ejemplo, en Jimena (Jaén) el alcalde socialista encarceló a un propietario por haberse negado a contratar a los 50 jornaleros que le habían sido impuestos por el sindicato agrario local; en Palma del Río otro propietario también fue encarcelado por orden del alcalde por haberse negado a pagar las 121 500 pesetas que le reclamaban por los salarios de los jornaleros que le habían repartido y el ayuntamiento lo volvió a encarcelar cuando ordenó el embargo de 2450 animales como compensación).
Los propietarios denunciaron estas arbitrariedades mientras que al mismo tiempo algunos de ellos dejaban de cultivar antes que abonar los jornales que se les imponían. La Federación Patronal Agraria de Sevilla denunció a mediados de abril que los alcaldes no obedecían al gobernador civil y llegó a afirmar, tal vez exageradamente, que en algunos pueblos de la provincia «los labradores son perseguidos como alimañas y tienen que venir a Sevilla para refugiarse». Por eso pedían que se garantizara la seguridad personal de los «labradores» en los pueblos y que se prohibiera a los ayuntamientos que intervinieran en cuestiones de trabajo, además de que se fijaran rendimientos de las labores en las bases de trabajo acordadas. Un mes después volvió a reiterar su protesta porque el Gobierno Civil no había hecho nada al respecto. La patronal agraria sevillana volvía a insistir en que sus peticiones eran las «mínimas», «necesarias si se quería que la clase patronal agrícola continuase ejerciendo su profesión». Por esas mismas fechas la Cámara Agrícola de Córdoba comunicó al Gobierno en un escrito que la agricultura y ganadería estaban en una «situación crítica y ruinosa» por el bajo valor de los productos, los asentamientos, los alojados y «por las condiciones impositivas» de los trabajadores. En la provincia de Córdoba, como también sucedía en Sevilla, los propietarios se estaban marchando a la capital, lo que provocó que el gobernador civil iniciara una investigación para averiguar los motivos y, como denunció un diputado de derechas en las Cortes, si no eran normales «obligarles a permanecer en los respectivos pueblos, sentando la novísima teoría de Derecho de invertir los destierros y las deportaciones, haciéndolos de fuera a dentro». Los propietarios más ricos estaban incluso enviando a sus familias al extranjero lo que provocó que el 22 de mayo el Ministerio de la Gobernación ordenara a los gobernadores civiles que restringieran al máximo la concesión de pasaportes y que estudiaran minuciosamente las solicitudes que se les presentaran antes de concederlos.
Los llamamientos que hacían las patronales agrarias al Gobierno respondían al hecho de que este «en la primavera y verano de 1936 continuaba sin imponer la autoridad legal del Estado en el campo» fundamentalmente «porque no tenía capacidad ni fuerzas para enfrentarse a sus aliados obreros». Los propietarios querían que se aplicara la legislación, aunque la odiaban, porque eso era mejor que «seguir en manos de quienes la ignoraban y estaban instaurando un poder distinto al del Estado, que, para los agricultores, era su desaparición como clase; y para algunos, antes que eso, el inicio de la guerra civil». De estas denuncias de las patronales agrarias se hicieron eco los partidos de derechas cuyos líderes las llevaron a las Cortes. El monárquico José Calvo Sotelo dijo: «Una gran parte de España, unos cuantos millones de españoles, viven sojuzgados por unos déspotas rurales, monterillas de aldea, que cachean, registran, multan, se incautan de fincas, parcelan y dividen la tierra, embargan piaras de ganado, centenares y millares de reses... individuos que realizan todas clases de funciones gubernativas, judiciales y extrajudiciales, con total desprecio de la ley». Por su parte, un militante socialista de Albacete se mostraba encantado en una carta enviada al diputado socialista José Prat de que «por estos pueblos se vive en pleno estado bolchevique». El gobernador civil republicano de Sevilla tras dejar el cargo le comunicó al líder de su partido Diego Martínez Barrio que en la provincia se estaba produciendo una «relajación enorme del principio de autoridad» y un «envalentonamiento extraordinario de los elementos proletario», y «estupor y pánico de los otros», que conducía a la «anarquía», «tanto mayor a medida que los pueblos distan de la capital». El mismo gobernador ya advirtió a Martínez Barrio de que los obreros afiliados a su partido Unión Republicana estaban siendo perseguidos en los pueblos por los sindicatos obreros de izquierdas.
Para apoyar el movimiento revolucionario campesino y a los alcaldes socialistas que lo sostenían la FNTT constituyó a partir de mediados de marzo las «Milicias del Pueblo», también conocidas como «milicias rojas», como «órganos de autodefensa y guías que encaucen el ímpetu combativo de las masas disciplinadamente». Justificó su creación porque, «a estas alturas de la revolución española que se inició el 14 de abril, y que camina con paso firme hacia su madurez», «nos hallamos en guerra civil, larvada en unos sitios y descarada en otros». «No basta con tomar la tierra. Hay que estar dispuesta a defenderla. No es suficiente dominar un ayuntamiento. Hay que hacerlo respetar. Para ello precisamos contar con fuerza propia», se decía en El Obrero de la Tierra, el órgano de la FNTT, del 28 de marzo. Un obrero republicano andaluz denunció que en su pueblo las «milicias rojas», animadas desde el Ayuntamiento, se paseaban a diario con garrotes e insultando a gritos a las personas de derechas, algunas de las cuales, las más pudientes, habían optando por marcharse a la capital de la provincia. Uno de sus objetivos declarados eran los jueces a los que amenazaban porque, según la FNTT, daban muestras de «una descarada parcialidad» en sus sentencias a favor de la «burguesía», lo que en ocasiones era cierto. Por otro lado, los propietarios no se sometían pasivamente y cuando podían oponían una dura resistencia, a veces recurriendo a hombres armados.
De las acciones de las «milicias rojas» se hicieron eco en las Cortes los diputados de las derechas que denunciaron cómo se servían de ellas los alcaldes socialistas para «cachear a los individuos» y meterlos en la cárcel. El máximo dirigente de la FNTT, el socialista caballerista Ricardo Zabalza que era diputado por la circunscripción de Badajoz, les respondió. No intentó negar los hechos sino que los justificó culpando a las derechas de haber «sembrado España de odios, de hambre y, en consecuencia, habéis creado esta situación de que ahora os lamentáis». «Cuando estábamos en las cárceles, sus señorías, con sus malos tratos, con su desprecio a los seres humanos, a los intereses ajenos, hicieron la verdadera obra de anarquía», dijo. El gobierno tenía que «amparar con todas sus fuerzas a esos alcaldes, que en realidad son los que defienden la auténtica política del Frente Popular», siguió diciendo. Y añadió a continuación, lo que fue recibido con grandes aplausos por los diputados del Frente Popular incluidos los republicanos: «toda nuestra política... es esta: para los terratenientes, de los que decía el señor Bermúdez Cañete que qué iban a hacer cuando se les expropiase sus tierras, no queremos más que una cosa: que se cumpla aquella maldición que, según sus señorías, dijo Jehová, de que cada uno gane el pan con el sudor de su frente».
El resultado fue que se produjo una alta conflictividad en el campo, que se saldó en muchas ocasiones con incidentes violentos, algunos de ellos protagonizados por los propietarios y las derechas como el que tuvo lugar el 8 de marzo en Escalona (Toledo) donde un grupo de jornaleros de la FNTT recorrieron la localidad en una manifestación pacífica, al término de la cual «elementos» de la derecha les dispararon desde un bar cercano. Intervino la Guardia Civil y mató a cuatro manifestantes e hirió a cuatro más. Hasta que no llegó el gobernador civil en persona a esclarecer los hechos no se registraron los domicilios de los «elementos» derechistas, mientras que el juez de instrucción había ordenado la detención solo de los «izquierdistas».
La presión sobre los propietarios aumentó considerablemente a partir de junio, que era el mes en que comenzaba la época de la siega y de la cosecha. En ese mes se inició una oleada de huelgas, que coincidió con la «orgía de huelgas» de las ciudades. Los desórdenes mayores tuvieron lugar en las comarcas rurales de Castilla la Nueva, Extremadura y Andalucía. Las organizaciones obreras exigieron el aumento de los «alojamientos», grandes aumentos salariales, el fin del trabajo a destajo y la prohibición de usar máquinas agrícolas si no se alcanzaba la plena ocupación de los jornaleros parados. Para conseguirlo recurrieron a las huelgas (entre el 1 de mayo y el 8 de julio se contabilizaron 192 huelgas agrarias) que estuvieron acompañadas de amenazas y de violencia. Contaron con el apoyo de los ayuntamientos socialistas, lo que en muchas ocasiones supuso que los propietarios no tuvieran más remedio que aceptar las condiciones que se les exigían (en Sevilla, por ejemplo, la jornada agrícola fue reducida a seis horas).

#### ¿Una revolución agraria?
El líder de la CEDA José María Gil Robles escribió en sus memorias No fue posible la paz que en la primavera de 1936, aunque no existía un complot comunista como afirmaban los historiadores franquistas, «se había iniciado en muchos sectores de la península una profunda revolución agraria, que llevó el desorden y la anarquía a una gran parte del campo español». Esta tesis ha sido suscrita por varios historiadores incluso de izquierdas como Jacques Maurice («estalló la sublevación [de julio de 1936] en el preciso momento en que la revolución agraria ya se estaba iniciando»). También por historiadores de otras tendencias como Gabriele Ranzato o Stanley G. Payne. José Manuel Macarro Vera considera que en Andalucía se vivió una «situación revolucionaria» en la que se invirtieron las relaciones sociales porque el poder pasó al binomio formado por los ayuntamientos y las Casas del Pueblo.
Por su parte el historiador José Luis Martín Ramos niega que en la primavera de 1936 se produjera una revolución agraria. Según él, lo que hubo fue una intensificación de la reforma agraria debida a la «interacción entre el ejecutivo y la movilización de los sindicatos campesinos» que resultó «decisiva» (también valora la recuperación de Adolfo Vázquez Humasqué como director del Instituto de Reforma Agraria). «Nada autoriza a hablar de radicalización de la reforma agraria, ni mucho menos de revolución social incipiente. El gobierno no impulsó una expropiación general de los propietarios, pero se planteó por fin mejorar las condiciones de los jornaleros, de los arrendatarios, de los yunteros», aunque «ciertamente pudieron producirse situaciones de abuso sobre propietarios, mediante el mal uso del poder municipal; nada que ver con las de sentido contrario, en épocas pasadas». Sergio Riesco coincide con la tesis de Martin Ramos y afirma que lo que se produjo durante los meses de gobierno en paz del Frente Popular fue una «aceleración de la Reforma Agraria», no solo porque se multiplicaron «por cinco los asentamientos respecto al periodo 1932-febrero de 1936, sobrepasándose los 150 000 campesinos a los que se había dado trabajo», sino sobre todo porque «con el debate de la ley de rescate de comunales en las Cortes se culminaba una revitalización de la reforma agraria que la convertía en imparable. Se había cogido el ritmo, y la voluntad política era sacarla adelante. Sin embargo, los acontecimientos posteriores pusieron fin a aquella esperanza». Riesco cita a Adolfo Vázquez Humasqué, director por dos veces del Instituto de Reforma Agraria, quien desde el exilio escribió:

Esos generales fracasados se unieron a los terratenientes y se unieron a los príncipes de la Iglesia... Y estimando que la legalidad era un camino perdido se lanzaron un día contra la legalidad y echaron abajo desde aquel momento y después con su triunfo, toda la obra que se había hecho en la España en favor del campesino y que beneficiaba a 16 millones de españoles que viven en el campo; y a los que se les había dado nada más que un poco de justicia y equidad en el trato.

### El acoso al mundo conservador

#### El acoso a los católicos: la violencia anticlerical
La confrontación entre clericalismo y anticlericalismo volvió al primer plano tras las elecciones de febrero. Se extendió por todas partes la violencia anticlerical y se produjeron continuas disputas sobre asuntos simbólicos, como el tañido de campanas o las manifestaciones del culto fuera de las iglesias, como procesiones o entierros católicos. Para intentar explicar esta enorme ola anticlerical Gabriele Ranzato ha destacado la identificación de la Iglesia Católica española con las derechas hasta el punto de que constituía el principal aglutinante de la CEDA, el gran partido de masas de la derecha española, y que la Iglesia perdió una gran oportunidad para intentar revertir el proceso de «apostasía de las masas» (según Ranzato, «en ningún otro país de la Europa occidental se mostraba la Iglesia tan insensible a las aspiraciones de emancipación de las clases populares») cuando tras el fracaso de la Revolución de Octubre de 1934 «habría podido predicar indulgencia y poner todo su peso del lado de Giménez Fernández para que realizara, según los criterios del cristianismo social que le inspiraba, una verdadera reforma agraria». Así, tras el triunfo del Frente Popular en las elecciones, «muchos hombres del pueblo, en gran parte embargados de desilusión y abandono, se dedicaron a perseguir a la Iglesia, a ultrajar y herir en los más hondo a los creyentes, violando y destruyendo sus espacios sagrados físicos e interiores». El 2 de febrero el diario El Socialista publicó un artículo titulado «La Iglesia beligerante» en el que se decía que «el peor enemigo del proletariado en marcha es la Iglesia, que fue también la más implacable perseguidora del libre pensamiento».
Según Fernando del Rey Reguillo, el anticlericalismo desempeñó un papel crucial como catalizador del «cerco global al mundo conservador bajo las lógicas de la exclusión que sostuvo la izquierda revolucionaria, ante la pasividad o la impotencia, según los casos, del Gobierno republicano». «Pero este anticlericalismo que retornaba a la escena política ya no era el del primer bienio. Ahora se presentaba con tintes más sombríos, más radicales y más revanchistas», añade del Rey Reguillo. «Se expresó en una gran variedad de gestos e iniciativas anticlericales, burlas, prohibiciones, coacciones de todo tipo e incluso detenciones de clérigos y católicos seglares significados por su implicación en la defensa de los intereses de la Iglesia». Los católicos lo percibieron como una «persecución» en toda regla, cuya alcance no se puede conocer con precisión pues existía una férrea censura de prensa, como consecuencia de la vigencia del estado de alarma que se iba renovando mes a mes.
No solo quemaron edificios religiosos —un mes después de las elecciones el presidente del gobierno Manuel Azaña ya le escribió en una carta a su cuñado en la que le decía: «he perdido la cuenta de las poblaciones en que han quemado iglesias y conventos»—, sino también las imágenes sagradas (cristos, vírgenes, santos, etc.), sin importar su valor artístico, que ardieron en el interior de los templos o en grandes hogueras delante de ellos junto a otros enseres como vestimentas y objetos litúrgicos, confesionarios, púlpitos o bancos (en ocasiones las hogueras eran acompañadas por el toque de las campanas o se realizaban en fechas clave del calendario litúrgico católico como el Viernes Santo). En alguna localidad también se mutilaron imágenes sagradas sin llegar a quemarlas, se derribó la ermita por orden municipal y se destruyeron las cruces que había en las calles (en Puertollano fue volada con dinamita una cruz de hierro). La voluntad de herir los sentimientos religiosos de los católicos se manifestó también en actos sacrílegos como la violación de los sagrarios de los que sacaban las hostias consagradas, las tiraban al suelo y las pisoteaban, o la profanación de tumbas desenterrando los cadáveres de religiosos. En algunos cementerios destruyeron los panteones y los nichos de las familias ricas y arrojaron los cadáveres al suelo.
Uno de los episodios de violencia anticlerical de mayor repercusión fue el que se produjo en Madrid el 4 de mayo. Fue provocado por el rumor que corrió por la capital de que monjas y señoras católicas estaban distribuyendo caramelos envenenados entre los niños hijos de obreros y que algunos de ellos habían muerto. Al irse extendiendo el rumor —también se dijo que habían disparado desde una iglesia— miles de personas se lanzaron a quemar iglesias, conventos y escuelas católicas y a agredir con furia a las monjas y a las mujeres sospechosas de ser católicas que se encontraban por la calle —al parecer una persona resultó muerta—. También fueron casi linchadas quince profesoras de un instituto católico.  «Aunque tardíamente, el Ministerio de la Gobernación, la Casa del Pueblo, los diarios izquierdistas y hasta los comunistas desmintieron la distribución de los caramelos y la existencia de víctimas, y condenaron en tonos duros lo ocurrido, no sin que algunos dejaran de afirmar que había sido obra de agentes provocadores fascistas».
El suceso dio lugar a un duro debate parlamentario en el que los diputados de las derechas cargaron contra las «turbas revolucionarias». El líder monárquico José Calvo Sotelo después de destacar la ausencia de la fuerza pública y la presencia de las milicias de la izquierda se refirió a las víctimas diciendo: «Pobres mujeres..., rodeadas de una maraña de arpías y fieras, van poco a poco muriendo, desangrándose, desgarradas, sin un gesto de humanidad en nadie». Sus intervenciones fueron interrumpidas varias veces por los diputados de la izquierda con frases como: «Se atreven a hablar de crueldades los asesinos de Asturias»; «la culpa la tenéis vosotros, que habéis mandado con los caramelos a las mujeres». El ministro de la Gobernación Santiago Casares Quiroga insinuó también que la culpa la tenían las derechas y destacó la actuación de los militantes socialistas y comunistas para calmar los ánimos: «Tengo vehementísimas sospechas de que los que han lanzado la miserable idea, para enloquecer a la multitud, de que se estaban repartiendo en Madrid caramelos envenenados, no han podido ser, ciertamente, los hombres que a las tres de la tarde se lanzaron a la calle a parar y detener aquellas locuras mientras vosotros [dirigiéndose a las derechas] estabais en vuestras casas». Por su parte el PCE hizo público un comunicado en el que culpaba de los hechos a los «provocadores fascistas y reaccionarios». El único líder de la izquierda que había denunciado la violencia anticlerical había sido el socialista Indalecio Prieto. En un mitin celebrado en Cuenca el 1 de mayo había relacionado «unas imágenes chamuscadas, unos altares quemados o unas puertas de los templos ennegrecidas por las llamas» con el hecho de que las clases medias pudieran «sumarse al fascismo».
Un estudio publicado en 2013 sobre la violencia anticlerical en esos meses ha constatado que se produjeron entre el 16 de febrero y el 16 de junio 604 episodios de violencia, de los que 140 fueron en Andalucía, 106 en el País Valenciano, 82 en Galicia, 45 en Castilla y León, 40 en Castilla-La Mancha y 33 en Asturias. Las regiones menos afectadas fueron Extremadura y Cataluña, con solo 9 y 10 episodios, respectivamente. En la ciudad de Madrid hubo 9 episodios (27 en el conjunto de la provincia). En cuanto al número de municipios afectados estos fueron 459 (46 en la provincia de Valencia; 29 en la de Alicante; 28 en la de Málaga; 25 en la de Sevilla; 22 en la de Granada; 20 en la de Murcia; 19 en las de Cádiz, Oviedo y La Coruña; y en número más reducido en las restantes). El desglose de los episodios de violencia anticlerical arrojaba el siguiente resultado: 106 iglesias y edificios religiosos incendiados totalmente; 74 parcialmente; 56 asaltados y ocupados; 57 conatos de incendio que no se llegaron a consumar. En ninguno de estos episodios hubo víctimas mortales. A partir de estos datos, los autores del estudio, Manuel Álvarez Tardío y Roberto Villa García, han concluido que se produjo un «colapso del orden público» y una «política práctica de acoso y derribo de los católicos y su iglesia» como consecuencia de la «radicalización de las izquierdas».

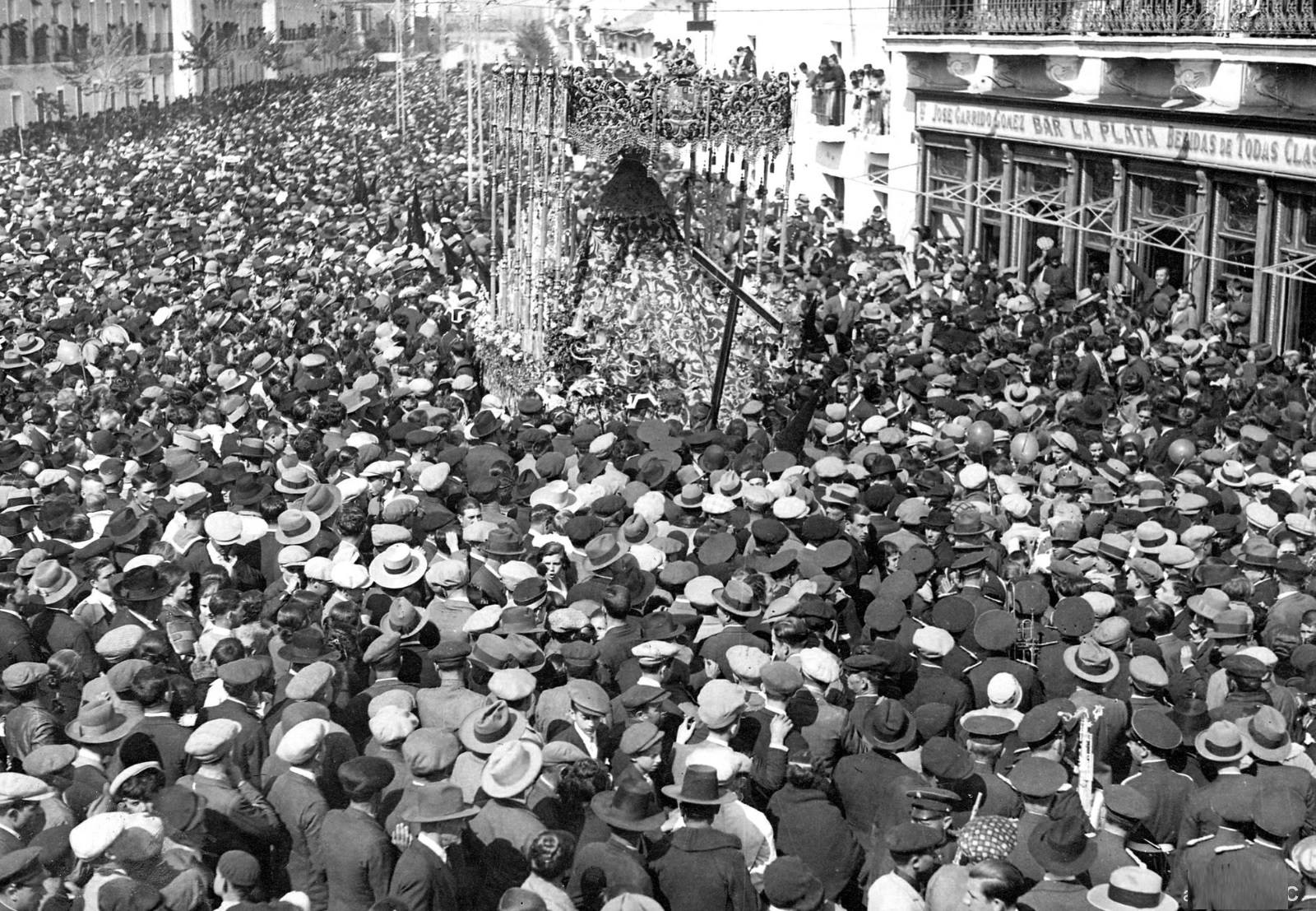
Procesión de la Virgen de la Macarena en la Semana Santa de Sevilla de 1932. Aunque en muchos lugares las procesiones de Semana Santa fueron prohibidas tras la victoria del Frente Popular en las elecciones de febrero, en la ciudad de Sevilla sí se celebraron porque ni socialistas ni comunistas se opusieron, aunque el cardenal Ilundain tuvo que convencer a las cofradías para que salieran (pues estas temían las agresiones de los grupos anticlericales).

La violencia anticlerical contra los edificios, las imágenes y los objetos litúrgicos, con una evidente voluntad profanadora, se acompañó de todo tipo de acciones, protagonizadas por los propios ayuntamientos de izquierdas, para impedir que los católicos pudieran practicar su religión (unas acciones «más antirreligiosas que anticlericales», según Gabriele Ranzato). En algunos lugares los entierros católicos fueron prohibidos o permitidos solo después de pagar un impuesto o no se dejaba que los familiares ni los sacerdotes siguieran al féretro por las calles. En otros se prohibieron las ceremonias de la primera comunión de los niños. También se prohibió en ciertos sitios que sobre la tumba de los católicos hubiera una cruz o el tañido de las campanas (o solo se permitió previo pago de un impuesto municipal). También se eliminaron los símbolos religiosos de las calles, como cruces o vírgenes. Estuvo muy extendida la prohibición de actos religiosos fuera de los templos (o solo tras autorizarlos los ayuntamientos) como procesiones o romerías, en particular durante la Semana Santa (a veces fueron las propias autoridades eclesiásticas o las cofradías las que decidieron no celebrarlos por el temor a las agresiones y a los desórdenes provocados por grupos anticlericales). En algún lugar la procesión la disolvió a la fuerza la policía municipal (con detenciones de «gente de orden» y de sacerdotes) y hubo sitios en los se pretendió multar a los comerciantes que cerraran sus establecimientos durante las fiestas religiosas. En un pueblo de Córdoba el alcalde había ordenado la detención del cura por haber llevado el Viático a un enfermo. En otro pueblo de la misma provincia habían sido detenido siete hombres por haber cantado saetas. En uno de Sevilla el cura había sido detenido por haber pedido en público a sus feligreses que fueran a rezar al lugar donde había una cruz que había sido destrozada.
En algunos casos se advirtió a los párrocos de que se enviaría un delegado gubernativo a las homilías para que no hicieran propaganda política. Más grave fue el hecho de que en algunas localidades donde los sacerdotes se habían significado en su apoyo a las derechas (o simplemente eran muy populares entre sus fieles) estos fueran objeto de amenazas, insultos y agresiones (y en ocasiones detenidos con los más variados pretextos) y, sobre todo, que algunos fueran amedrentados hasta el punto de tener que abandonar la localidad o que directamente fueron expulsados de sus parroquias y sus iglesias vaciadas y convertidas en salones de baile, centros sindicales o escuelas. Un grupo de diputados de la CEDA informó a finales de junio al ministro de Justicia de que en un distrito de la provincia de Valencia, que contaba con 42 localidades y cien mil habitantes, se habían clausurado todas las iglesias y se había expulsado a 88 sacerdotes. En varias poblaciones de Andalucía se reclamaron los edificios religiosos para otros usos alegando que eran patrimonio del Estado o pertenecían al pueblo (en Fernán Núñez las organizaciones obreras pidieron la ermita de Ángel Espejo para local social, «por ser dichas habitaciones del pueblo y estando en la actualidad ocupadas por quienes menos derecho tienen»). No fue infrecuente que a mujeres jóvenes se les arrancaran los símbolos religiosos que llevaban encima como medallas, crucifijos o insignias, siendo objeto de todo tipo de improperios.
En algunas localidades de Andalucía los concejales republicanos intentaron frenar los excesos anticlericales de sus compañeros socialistas y comunistas sin mucho éxito. Se opusieron «a la retirada de los símbolos religiosos, a que se gravaran con impuestos los entierros católicos y el toque de campanas, o que se quisiese impedir el trayecto público de los sacerdotes que iban a administrar el Viático o los Óleos». En Sevilla consiguieron que el Ayuntamiento subvencionara las procesiones de Semana Santa, a cuya celebración ni socialistas ni comunistas se opusieron. El cardenal Ilundain se encargó de convencer a las cofradías que temían que se produjera algún incidente grave, que finalmente no tuvo lugar, al mismo tiempo que pedía al gobernador civil vigilancia para proteger los templos.
También hubo casos en los que simplemente se aplicó el principio de la laicidad del Estado como la sustitución de las monjas que atendían centros hospitalarios o asistenciales públicos por enfermeras, como sucedió, por ejemplo, en el hospital de Huelva. En Logroño el periódico derechista Rioja Agraria mostró su indignación por la intención de las autoridades republicanas de sustituir las monjas de San Vicente de Paul, que prestaban sus servicios en el Hospital Provincial, por enfermeras, lo que consideraba un maltrato y una ofensa «a la Religión y a las Religiosas».
En ocasiones los ataques y coacciones sufridos por los católicos fueron respondidos, pero fueron gestos aislados. La prensa católica y de extrema derecha culpó de la «persecución» que estaban sufriendo los católicos al «Gobierno tiránico del Frente Popular», «enemigo de Dios y de la Iglesia». Algunos católicos enviaron cartas a los diputados de derechas denunciando la situación que vivían. Esta fue parte de la carta que envió un grupo de católicos de Alcázar de San Juan al líder de la extrema derecha José Calvo Sotelo para exponerle las «arbitrariedades» que estaban padeciendo por parte de la gestora de izquierdas que gobernaba el ayuntamiento:

A los pocos días de tomar posesión nos prohíben los entierros católicos, y el toque de campanas, y de varias hermitas [sic] de tiempos inmemoriales. [...] Pues hace unas noches... habrieron [sic] las puertas de varias hermitas [sic] e hicieron pedazos los Cristos, sin que a estas horas haya intervenido ninguna clase de autoridad, llevándose pedazos de la Cruz a la Casa del Pueblo y haciendo mofa... sin que el Gobernador de la Provincia trate de remediar estas injusticias... Esto se lo comunicamos por si tiene a bien hacerlo saber a las Autoridades Superiores y quisieran remediar algo.

Por su parte la prensa republicana, aunque condenó la quema de iglesias, minimizó los hechos y los justificó. El diario El Liberal de Madrid publicó que eran consecuencia «lógica» «de la insensatez que supone en el alto clero español intervenir en la política en nombre de la religión. En todos los pueblos, los curas, obedeciendo exhortaciones de los prelados, han sido los más entusiastas agentes de la propaganda electoral derechista». La misma posición es la que sostenían los políticos de los partidos del Frente Popular. El socialista caballerista Rodolfo Llopis, respondiendo a una intervención del líder monárquico José Calvo Sotelo sobre el tema, le replicó en las Cortes, tras afirmar que «está en la tradición española el quemar iglesias» aunque no en la tradición socialista: «Desde que hay lucha de clases, la Iglesia, para su desgracia, se ha puesto del lado de una de las clases sociales, de la clase enemiga de los trabajadores, de la clase proletaria. [...] A nosotros no nos interesa —repito— quemar iglesias y conventos porque [como] aspiramos a llegar al poder político, podríamos entonces utilizar esos edificios como se han utilizado en otras partes, y si los quemamos es evidente que no los vamos a poder utilizar». Una posición más matizada es la que sostuvo en público Manuel Azaña. El 16 de abril en un discurso en las Cortes dijo:

Nadie puede pintar con bastante crudeza y vigor, no digo con contrariedad, la repugnancia del Gobierno delante de ciertos hechos que se producen esporádicamente en España; nadie puede dudar de los desvelos del Gobierno por impedirlos y por reprimirlos; yo estoy persuadido de que las llamas son una endemia española: antes quemaban a los herejes, ahora queman los santos, aunque sea en imagen. Las dos cosas me parecen mal, no solo por lo que tiene de violento e injusto, sino por lo que tiene de inútil..., por lo que tiene de contraproducente, por lo que tiene de propaganda a favor de aquello mismo que pretende destruir.

La actuación del gobierno ante el acoso a los católicos y la violencia anticlerical ha sido objeto de debate entre los historiadores. Gabriele Ranzato ha señalado que se multiplicaron estos hechos «por la impotencia, la indiferencia, y a veces la conveniencia y complacencia de las máximas autoridades políticas». De hecho no se tomaron medidas para prevenir los incendios de los edificios religiosos ni cuando estos se producían «los culpables raras veces fueron buscados, arrestados y sancionados con condenas». Añade que esta actitud de los políticos republicanos no solo contradecía la libertad de cultos que ellos decían defender sino que estaba «creando un ejército popular de creyentes profundamente ofendidos, dispuestos a batirse junto a las clases sociales más egoístas y antidemocráticas, con tal de ver restaurada y respetada su sagrada religión». José Luis Martín Ramos, por el contrario, exculpa al gobierno alegando que «son conocidas las reacciones de Azaña lamentando desde el primer momento la quema y asaltos de edificios religiosos». Y añade como disculpa: «en la sociedad española existía desde antiguo un antagonismo clericalismo-anticlericalismo, de difícil superación por su interrelación con el conflicto social y político; resulta clamoroso que Álvarez Tardío y Villa [autores del estudio de 2013 sobre la violencia anticlerical] reconozcan el elevado número de incendios, asaltos y agresiones que coincidieron con ataques a centros de los partidos y las organizaciones sociales de la derecha y no saquen las consecuencias correspondientes de la identificación de la Iglesia, de la mayoría de su clero, su jerarquía y su feligresía de élite con esa derecha».
Gabriele Ranzato concluye:

Se puede decir que, con la sola excepción de los homicidios, todo el repertorio de actos destructivos y profanadores [que se produjeron en la zona republicana durante la guerra civil] ya había sido experimentado, más o menos ampliamente, en el curso de los meses que precedieron al golpe militar, porque no hubo solo iglesias y conventos devastados por las llamas. [...] [Hubo] una generalizada voluntad de impedir las más esenciales prácticas de la religión católica...

##### El cierre (e incautación) de los colegios religiosos
El gobierno del Frente Popular se propuso aplicar la ley de 1933 que desarrollaba el artículo 26 de la Constitución de 1931 que prohibía el ejercicio de la enseñanza a las órdenes religiosas (cuyos colegios impartían, según Gabriele Ranzato, una «educación dogmática, antiliberal y antidemocrática» y «anticientífica») y que durante el «bienio negro» los gobiernos radical-cedistas habían dejado en suspenso (unos 350 000 alumnos de primaria y unos 20 000 de secundaria iban a colegios religiosos). El nuevo ministro de educación Marcelino Domingo decretó el cierre de los colegios religiosos allí donde pudieran ser sustituidos de inmediato por escuelas públicas con profesores laicos. Era consciente de que el proceso de sustitución, dados los limitados recursos financieros del Estado, sería largo porque había que construir o adecuar los edificios destinados a escuelas y formar a los maestros. Así para la enseñanza primaria fijó un plazo de dos años para completar el proceso. El 2 de mayo se aprobó un decreto por el que se creaban patronatos provinciales que estudiaran la rápida sustitución de los docentes religiosos por personal interino laico. También se aprobó el restablecimiento de la coeducación en las aulas y la habilitación de un presupuesto extraordinario para dotar 5300 nuevas plazas de maestros estatales.
Sin embargo, en muchas localidades los alcaldes tomaron la iniciativa por su cuenta y procedieron a cerrar los colegios religiosos (sin hacer caso a las advertencias que les hacían los secretarios de los ayuntamientos de que la medida era ilegal al no venir respaldada oficialmente por el Ministerio de Instrucción Pública) e incluso a confiscar a menudo los edificios para instalar allí las escuelas públicas. En bastantes casos el cierre supuso en realidad dejar sin educación a sus alumnos, lo que provocó las vivas protestas de los padres, muchos de los cuales rechazaban enviar a sus hijos a las escuelas estatales y reivindicaban lo que llamaban «libertad de enseñanza».

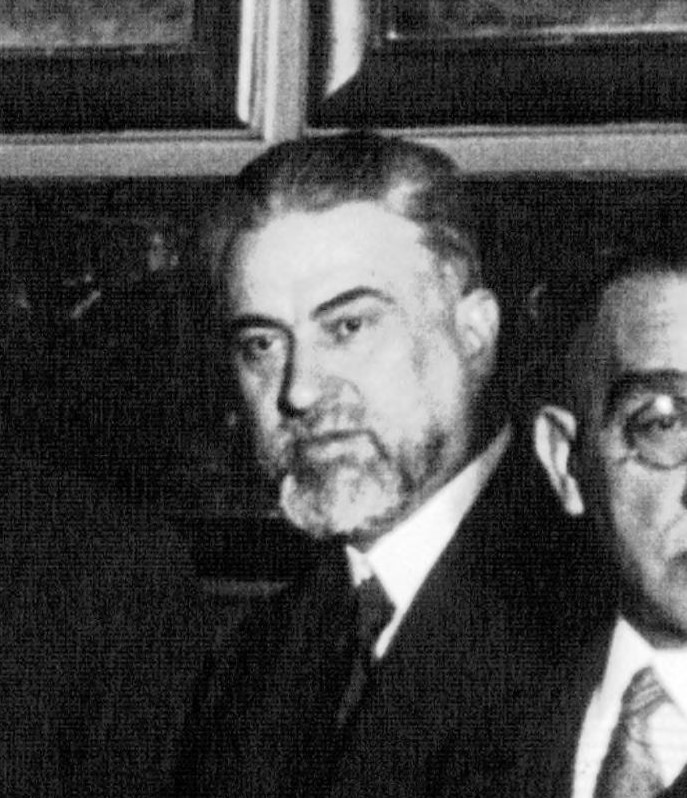
Francisco Barnés Salinas, ministro de Instrucción Pública en el nuevo gobierno de Casares Quiroga. Radicalizó la política educativa al promulgar un decreto el 20 de mayo en el que se ordenaba el cierre inmediato de todos los colegios católicos sin esperar a que hubiera una escuela pública para sustituirlos.

La política relativamente moderada de Marcelino Domingo, fue sustituida por una mucho más radical cuando el 13 de mayo se formó el nuevo gobierno de Santiago Casares Quiroga y Francisco Barnés Salinas ocupó el Ministerio de Instrucción Pública. Este el 20 de mayo, solo pocos días después de haber tomado posesión de su cargo, promulgó un decreto por el que se ordenaba el cierre inmediato de todos los colegios católicos aunque no hubiera una escuela pública para sustituirlos y miles de alumnos se quedaran sin clases. La medida legalizaba la clausura de las escuelas católicas llevada a cabo por su cuenta por algunos alcaldes en las semanas anteriores pero también abrió la puerta para que ellos y muchos otros se incautaran de los colegios religiosos expulsando de sus inmuebles a las congregaciones religiosas que eran sus propietarias. Según Fernando del Rey Reguillo, «una vez más, aparte de las propias convicciones laicistas puestas sobre la mesa a los pocos días de formarse el Gobierno, se trataba de dar respuesta a las presiones secularizadoras que emergían desde la base social que sostenían su poder y su legitimidad, a riesgo, claro está, de propiciar un enfrentamiento».
El cierre inmediato de los colegios religiosos y la expulsión de las congregaciones religiosas de los inmuebles, que eran de su propiedad, no solo suscitó la repulsa de las derechas —la CEDA montó en seguida una campaña de prensa y el 4 de junio se retiró temporalmente de las Cortes en protesta por la «ofensa intolerable a la conciencia católica del país»— y de las asociaciones católicas de padres —que organizaron recogidas de firmas— sino entre los sectores liberales-democráticos. El diario La Vanguardia, uno de sus portavoces, publicó el 29 de junio un editorial en el que se decía que la Constitución de 1931 no «faculta a nadie, y muchísimo menos a autoridades subalternas de importancia tan relativa como la local, para proceder a la expulsión extemporánea de los religiosos dedicados hasta ahora a la enseñanza, ni a la incautación de los edificios de su propiedad. Esto, sin embargo, es lo que se viene haciendo en varios puntos de España, y esto no es legal [...] Mientras el Estado o las corporaciones públicas, como diputaciones y ayuntamientos, no hayan afrontado y resuelto la manera de sustituir la enseñanza de los religiosos, ¿qué eficacia ni qué sentido puede tener el simple cierre brutal de sus colegios?».
La prensa republicana respondió a las críticas en tonos muy agresivos amenazando incluso con la disolución de las órdenes religiosas al recordar que el artículo 26 de la Constitución disponía la «disolución de las órdenes religiosas que por sus actividades constituyan un peligro para la seguridad del Estado». El propio ministro Barnés justificó en las Cortes las incautaciones como una respuesta de la «gente» a las políticas del «bienio negro» («¿Qué queríais? ¿Que el Ministerio de Instrucción Pública, ante esa furia desatentada de la gente, dijera: "Que se abran los colegios", en desafío a esa corriente apasionada de opinión?», dijo Barnés), lo que provocó el abandono del hemiciclo por los diputados monárquicos y de la CEDA. En ese mismo debate los socialistas apoyaron y alentaron la política de Barnés (que poco antes había afirmado su propósito de «echar fuera del palenque de la cultura esa enseñanza mezquina, pobre, que dan las congregaciones religiosas») porque había que impedir que la «enseñanza congregacional» siguiera «prostituyendo la conciencia de los niños», según dijo su portavoz Rodolfo Llopis, que había sido director general de enseñanza primaria durante el primer bienio.

#### El acoso a las derechas
Durante los cinco meses en que gobernó el Frente Popular antes del inicio de la guerra civil estuvo vigente el estado de alarma, lo que facultaba al Gobierno a establecer una férrea censura de prensa y restringir las libertades de expresión, reunión y manifestación. Las severas limitaciones al ejercicio de las libertades que suponía el estado de alarma se dirigieron fundamentalmente contra las organizaciones y partidos de las derechas y no solo fueron aplicadas por el Gobierno sino también por los ayuntamientos en manos de la izquierda, socialistas en su inmensa mayoría, que se arrogaron funciones gubernativas, policiales y judiciales que no les correspondían, lo que provocó choques con los gobernadores civiles. También por la permisividad que mostraban ante las actuaciones ilegales de sus propios partidarios. Solo un mes después de haberse celebrado las elecciones el ministerio de la Gobernación emitía una circular dirigida a los gobernadores civiles en la que se decía:

En previsión de que en la provincia de su mando tenga repercusión las alteraciones del orden que se han registrado en algunas y que han degenerado en asaltos e incendios de edificios religiosos, centros políticos derechistas y aún algunos domicilios particulares, se servirá adopte las siguientes medidas: vigilar los edificios citados con gran movilidad a través de automóviles o vehículos a motor que si no los tiene los requisa. Si surgiese alguna provocación por parte de elementos derechistas que diera motivo a una posible reacción popular de carácter tumultuario, la atajará inmediata y enérgicamente por medio de fuerza.

En la provincia de Ciudad Real, por ejemplo, los gestoras izquierdistas que controlaban los ayuntamientos cerraron numerosos centros de las derechas como «círculos de labradores, organizaciones patronales, sindicatos católicos agrarios, casinos, locales de los partidos derechistas y de la Falange, círculos republicanos conservadores o sedes de las Juventudes Católicas. Algunos de estos locales fueron asaltados... En la clausura de estos centros casi nunca medió una explicación oficial, simplemente se aplicaron las órdenes de los ediles municipales. Si los alcaldes se dignaban dar algún pretexto para justificar estos actos, siempre se repetía lo mismo: se trataba de impedir la alteración del orden público». De esta forma, «las gestoras izquierdistas —de la mano de los concejales socialistas más que de los republicanos— consiguieron destrozar en gran medida el cañamazo asociativo derechista en los pueblos, manteniéndolo inhabilitado durante todos estos meses».
Los ayuntamientos regidos por las izquierdas también llevaron a cabo registros domiciliarios y cacheos (muchas veces «amparados en la sombra de la noche» y al margen de las órdenes del gobernador civil) de personas de derechas realizados no solo por los guardias municipales sino también por ciudadanos armados sin estar autorizados para ello. Esto motivó que el gobernador civil de la provincia de Ciudad Real, por ejemplo, ordenara a principios de abril a los alcaldes que acabaran con esas prácticas y que detuvieran a tales individuos que se atribuían funciones que no les correspondían. El 9 de abril era el Ministerio de la Gobernación el que emitía una circular en la que se prohibía taxativamente la participación de civiles («personas no revestidas de autoridad») en los cacheos y registros. En la misma circular se prohibía la extensión de volantes para el uso circunstancial de armas de fuego, lo que estaba siendo aprovechado por los ayuntamientos socialistas para armar a sus correligionarios. Que estas órdenes no se cumplieron lo demostraría que a finales de mayo el ministerio de la Gobernación tuviera que volver a insistir: «Son repetidas las quejas que se reciben en este Ministerio respecto de los abusos cometidos por individuos y grupos que se abrogan [sic], sobre todo en los pueblos, funciones que únicamente competen a la autoridad y es necesario en bien de la República que este estado de cosas, donde exista, cese inmediatamente».
Los registros y los cacheos de las personas de derechas en muchas ocasiones acababan con su detención y encarcelamiento (en la Ciudad Real, una provincia «que se había movido en niveles intermedios de conflictividad desde que se proclamó la República», fueron detenidas unas 300 personas por motivaciones políticas, aunque probablemente fueran muchas más, y sin que hubieran cometido ningún delito). En ocasiones los detenidos eran golpeados en los calabozos por los guardias municipales o por algún empleado del ayuntamiento. «En aquella primavera bastaba ser dirigente o militante conocido de Falange, de Renovación Española o de la Comunión Tradicionalista para correr serios riesgos de acabar en prisión, aunque los implicados no se hubieran saltado las leyes. Es más, cabe resaltar que el cerco a las derechas no se limitó al polo más extremo de las mismas, tal y como inicialmente planteó el Gobierno. El cerco salpicó o golpeó de lleno a muchos militantes de los partidos conservadores o de centro-derecha... como Acción Popular, el Partido Agrario o el Partido Radical. De hecho, posiblemente la mayoría de los detenidos tuvieron este origen».
Los diputados derechistas denunciaron los hechos ante los gobernadores civiles, ante el Gobierno y en el Parlamento. Uno de ellos leyó el 19 de junio en el hemiciclo una carta que había recibido de uno de los pueblos de la provincia de Ciudad Real en la que se relataban las arbitrariedades que se estaban cometiendo con las personas de derechas: «registros domiciliarios a personas destacadas de derechas y a horas las más intempestivas de la noche»; detenciones «sin causa justificada»; imposición de «multas a granel» de forma indiscriminada; agresiones a personas de derechas cuyos autores quedan impunes; etc. En otra carta privada enviada al líder monárquico José Calvo Sotelo por una vecina («ferviente admiradora de sus ideales») de Argamasilla de Alba le informaba especialmente de que «los policías, capitaneando varios grupos armados, se dedicaron a la caza de los elementos de orden deteniendo y encarcelando a cincuenta y siete personas» (este hecho, dado el número tan elevado de detenidos, también fue recogido por la prensa). Ante tantas coacciones, detenciones y encarcelamientos las personas que tenían medios económicos para hacerlo (es decir, principalmente los grandes terratenientes) abandonaron los pueblos para refugiarse en la capital provincial o en Madrid. La CEDA denunció que sus militantes se estaban viendo «obligados a huir en masa de los pueblos».
Otra de las acciones que emprendieron los ayuntamientos de izquierdas fue el desarme de los «elementos de derechas». Desde El Socialista se destacó una necesidad apremiante «el desarme implacable de los adversarios del régimen» ya que estos pretendían «desquitarse de la derrota en las urnas». «Les urge disponer de una trinchera de cadáveres en la que hacerse fuertes y desde la que disparar a mansalva contra el Frente Popular», por lo que el diario recomendaba a los militantes socialistas «dormir con un ojo abierto». Sin embargo El Socialista, controlado por los prietistas, advirtió que no había que caer en las provocaciones del «fascismo realista y sacristanesco». Mucho más contundente se mostró El Obrero de la Tierra, el órgano de la FNTT controlada por los socialistas caballeristas: «Que todos tomen sus medidas como si estuviéramos en vísperas de un ataque desesperado y feroz de las derechas. [...] Nos hallamos en guerra civil, larvada en unos sitios y descarada en otros». Por eso debían constituirse las «Milicias del Pueblo», «con normas militares y espíritu proletario», que relegarían a los cuarteles a la Guardia Civil y al resto de fuerzas de seguridad, pues mientras durase la «guerra civil» «larvada o manifiesta» las milicias bastaban:

Después, con una buena escolta de camaradas valientes, deben realizar registros y cacheos para quitar las armas a los elementos de derechas. Estas armas las pondrán a buen recaudo. No las entregarán en el cuartel de la Guardia Civil. A la menor alarma —¡oído a la radio!— procederían a adueñarse del pueblo, sometiendo ¡como sea! a quien se les resiste o niegue obediencia. [...] Al enemigo —vista como vista— hay que aplastarlo sin piedad.

Además esas Milicias, según El Obrero de la Tierra, constituirían el bastión en defensa de las conquistas conseguidas hasta ese momento frente «a todos los señores de la tierra, a sus lacayos directos, a sus matones a sueldo, a la clerigalla trabucaire, y, respaldando a todas esas fuerzas enemigas ['armadas hasta los dientes'], a la Guardia Civil, a los jueces de la burguesía, a los técnicos desleales y a los chupatintas taimados». «Sólo si devolvemos golpe por golpe dejarán de asesinarnos. Sólo si ven en cada pueblo un centenar de milicianos valientes y bien disciplinados, y si este centenar forma hermandad con los pueblos vecinos... sólo entonces, repetimos, podremos considerar aseguradas nuestras conquistas. No basta tomar la tierra. Hay que estar dispuesto a defenderla. No es suficiente dominar un Ayuntamiento. Hay que hacerlo respetar. Para ello necesitamos contar con fuerza propia... Las milicias del pueblo son las que han de hacer el desarme a fondo de los enemigos del proletariado y de la República».
La CEDA denunció «la persecución contra nuestras fuerzas y [que] la arbitrariedad gubernativa ha alcanzado extremos tales que no ya la libertad de sufragio sino los más elementales derechos naturales del hombre no tienen en regiones enteras la más pequeña garantía». Su líder José María Gil Robles protestó en las Cortes por la «persecución implacable contra las gentes de derechas» y justificó el hecho de que a causa de ello muchos afiliados de su formación política se marcharan a otras organizaciones «que les ofrecen, por lo menos, el aliciente de la venganza cuando ven que dentro de la ley no hay garantía para los derechos de los ciudadanos» (en esos momentos muchos jóvenes de las JAP se estaban pasando a Falange). En junio el gobierno clausuró la sede en Madrid de la Organización Nacional Católica del Trabajo, que afirmaba contar con más de 275 000 afiliados, por supuestas «provocaciones». El 19 de mayo el líder monárquico José Calvo Sotelo había dicho en un discurso en las Cortes: «¿Cómo, pues, no va a temblar una gran parte de la sociedad española ante la hipótesis de que el marxismo llegue a adueñarse de las palancas del poder en España?».
El diario liberal El Sol dedicó su editorial del 16 de junio a denunciar las arbitrariedades que cometían los alcaldes «demagogos» que creían que «ha llegado la hora de la revolución social» y los comparaba con los servidores de los antiguos caciques:

Sucede que en muchos pueblos españoles, al tipo tradicional de monterilla mandón y mohatrero, servidor del cacique, ducho en travesuras electorales, lo ha reemplazado otro tipo más singular y no menos peligroso. Ese tipo es el del alcalde demagogo y desmandado, que cree que ha llegado la hora de la revolución social [...] es fanático, intransigente, y vive envenenado por odios mortales. [...] Nerones de zamarra, triunfan por esos pueblos y hacen imposible la vida a cuantos no les rinden pleitesía. Su interpretación de los textos constitucionales es tal, que los gobernadores se pasan los días enderezando por telégrafo, teléfono y correo entuertos y más entuertos. Llueven las reclamaciones en la capital de la provincia... abuso, violación de las leyes vigentes, atropello de haciendas, allanamientos de morada, multas caprichosas, encarcelamientos ilegales, prohibiciones delictuosas [...] ¿Es que el Frente Popular que nos gobierna está tan seguro de su fuerza y de su cohesión que no teme al desquite de los que ahora, en infinidad de pueblos y aldeas, soportan al demagoguillo que esgrime la vara como si fuese un látigo?

En la sesión de las Cortes del 1 de julio un diputado de derechas denunció lo siguiente (los hechos que relató no fueron negados por los diputados del Frente Popular y el ministro de Trabajo en su contestación se limitó a recordar la represión del «bienio negro»):

Si el Sr. Ministro de la Gobernación pide la estadística de los detenidos que existen, especialmente en Andalucía y Extremadura, por órdenes de los alcaldes, se encontrarán que son centenares [Rumores y protestas.- Un Sr. Diputado: Eso lo aprendieron de SS.SS.- El Sr. González Peña: Lo aprendieron de S.S.] Hay cientos de sindicatos agrarios y patronales cerrados. Es tal la intromisión de los alcaldes en las funciones ajenas a ellos, relacionadas con el desenvolvimiento de los contratos de trabajo, que los gobernadores se han visto precisados a dictar circulares llamando la atención de esos alcaldes, imponiéndoles, prohibiéndoles que intervengan en la forma que lo vienen haciendo.

Luis Romero ha afirmado que a las personas y a los políticos de derechas «les espantaban las agresiones y los encarcelamientos irregulares, lo que provocaba que algunos propietarios abandonaran las fincas y los pueblos, no para sabotear la economía (que sólo en casos extremos pudo ser cierto ese móvil), sino para salvar la vida o escapar a vejatorias humillaciones». Pero este autor introduce un matización: «las minorías de derechas defendían posturas extremas, apegadas como se hallaban a privilegios atávicos, a la inmutable legitimidad de cualquier título de propiedad, aunque muchos dirigentes y hasta algún terrateniente latifundista no dejaran de comprender que se hacía necesario afrontar unos cambios que tendrían que desarrollarse a expensas de sus privilegios. Sentado que se imponía corregir una situación injusta, que ellos no habían sabido, o deseado, enmendar, estaban dispuestos, por los menos los mejores entre los políticos, a ceder en determinados puntos, pero les tenían asustados los desórdenes, las ocupaciones ilegales, las amenazas y las exigencias, en ocasiones arbitrarias».

### La radicalización y división de los socialistas y de la CEDA
Tras las elecciones de febrero de 1936 ni el PSOE ni la CEDA, las dos principales formaciones políticas del sistema de partidos de la República, consiguieron articular una política única y clara bajo un liderazgo único. Según Santos Juliá, «por diferencias internas entre sus alas moderada (Manuel Giménez Fernández y Luis Lucia, en la CEDA; Indalecio Prieto, en el PSOE) y radical (José María Gil Robles, en la CEDA; Francisco Largo Caballero, en el PSOE), y por presiones externas procedentes de la derecha subversiva, por un lado, y del sindicalismo revolucionario, del otro, ambos partidos se mostraron indecisos respecto al grado de compromiso que estaban dispuestos a asumir en la defensa de las instituciones republicanas». Y tanto Giménez Fernández y Lucia en la CEDA, como Prieto en el PSOE no lograron que sus respectivos partidos se comprometieran en apoyar a la República y a la democracia, el primero, y al gobierno y a la democracia, el segundo. «De esta forma, el gobierno quedó desasistido por sus aliados naturales y hostigado desde la derecha por una envalentonada oposición monárquica que arrastraba ya con fuerza a los católicos y desde la izquierda por un sector del PSOE que, si había renunciado a la revolución, esperaba con impaciencia la hora de sustituir al gobierno republicano por uno exclusivamente socialista».
José Manuel Macarro Vera concede una especial relevancia a la radicalización socialista y a la división del PSOE provocada por ella, pues «mientras los republicanos y los centristas del PSOE [encabezados por Prieto] se habían buscado para recuperar la República, la izquierda socialista se desentendió de un régimen al que siempre vio como una estación de paso. La quiebra del socialismo, áspera y rotunda, terminó bloqueando el proyecto de todos para rescatarlo, pues en 1936, el grupo caballerista, que predominaba dentro del socialismo, había abjurado de la revolución republicana en la búsqueda de una bien distinta, de la obrera».
El 9 de junio Diego Martínez Barrio, presidente de las Cortes y líder de Unión Republicana, le escribió en una carta a su paisano el cedista moderado Manuel Giménez Fernández:

Me ratifico en el juicio, un poco pesimista, que tengo de este momento de la historia. Aquí todo el mundo propende a la exageración, como si entre las posiciones diversas, y aún antagónicas, no hubiera predicados comunes, los bastantes para facilitar al país una larga temporada de reposo.
Destino, fatalidad, ¡vaya Vd. a ver!

#### La radicalización de los socialistas:caballeristasfrente acentristas

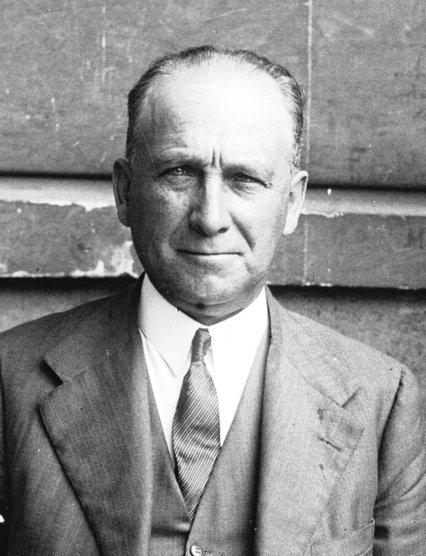
Francisco Largo Caballero líder de la «izquierda socialista». Fue el principal protagonista de la radicalización de los socialistas. Sus partidarios conocidos como caballeristas estaban enfrentados a los centristas de Indalecio Prieto.

La distancia que cada vez más separaba a los dos sectores del socialismo español (caballeristas y centristas) se puso en evidencia en el mitin («de fuerte contenido simbólico por el despliegue de banderas rojas con estrellas soviéticas, los abundantes uniformes que se avistaron y los cánticos enfervorizados de La Internacional y otros himnos revolucionarios») que celebraron el domingo 5 de abril en la plaza de toros de Las Ventas de Madrid las juventudes socialistas y comunistas con motivo de su unificación (las recién nacidas Juventudes Socialistas Unificadas) y en el que el orador principal fue Francisco Largo Caballero. Este reiteró la posición que venía manteniendo en los últimos tres años: que «la clase trabajadora» debía marchar de una vez «hacia la dictadura del proletariado, que es la verdadera democracia». «La clase trabajadora es la que tiene que apoderarse del poder político para dominar a la clase burguesa», dijo también. «Después del 16 de febrero la clase trabajadora no puede aceptar que vuelva la reacción; no lo tolerará el proletariado. Las derechas, en España, deben haberse terminado, en lo que a gobernar se refiere. No piense nadie, pues, en darles el Poder», añadió. Sin embargo, como ha destacado Stanley G. Payne, la «izquierda socialista», como solían llamarse a sí mismos los caballeristas, no había elaborado «ningún plan concreto para la toma revolucionaria directa del poder por un golpe o una insurrección. La única alternativa propuesta fue aprovecharse de la reacción ante un intento de golpe o insurrección por parte del ejército, que podría ser sofocado por una huelga general revolucionaria, seguida de la transferencia de poderes a un régimen de dirección socialista».
Las diferencias entre centristas y caballeristas se incrementaron a partir de mayo cuando Manuel Azaña accedió a la presidencia de la República, ya que Largo Caballero se opuso radicalmente a la entrada de los socialistas en el gobierno del Frente Popular y a que Indalecio Prieto, el líder de los centristas, sustituyera a Azaña en la presidencia del gobierno. Largo Caballero continuó defendiendo el entendimiento entre las «organizaciones obreras» para esperar el momento en que el fracaso de los «burgueses republicanos» facilitara la conquista del poder por la «clase obrera». Y esa fue la línea que se impuso en UGT donde el sector caballerista gozaba de la mayoría, mientras la línea prietista se hacía con la ejecutiva del PSOE —«la fractura entre el PSOE y la UGT era tan patente, que el sindicato estaba actuando como un partido al margen del primero»—, aunque el grupo parlamentario socialista de las Cortes siguió controlado por Largo Caballero así como la importante Agrupación Socialista Madrileña (esta última había aprobado la «dictadura del proletariado» y «la conquista del Poder político por la clase trabajadora y por cualesquiera medios que sean posibles», así como la unificación del PSOE con los comunistas). Largo Caballero además contaba con el apoyo incondicional de las Juventudes Socialistas que le llamaban el "Lenin español". Estas juventudes cada vez más radicalizadas acabaron fusionándose con las Juventudes Comunistas del PCE para formar en marzo de 1936, las Juventudes Socialistas Unificadas, bajo la dirección del joven socialista Santiago Carrillo, cada vez más en la órbita comunista, aunque su paso al PCE no se formalizaría hasta la guerra —en el manifiesto de constitución de las JSU se había anunciado su adhesión como «simpatizante» a la Internacional Comunista—. El viaje que realizó a Moscú un grupo de dirigentes de la FJS encabezados por su secretario general Santiago Carrillo fue decisivo para que las JSU cayeran bajo la órbita comunista. En el momento de la unificación las JSU contaban con unos 43 000 militantes, 40 000 socialistas y solo 3000 comunistas. En julio su número había aumentado espectacularmente hasta alcanzar los 140 000 afiliados.

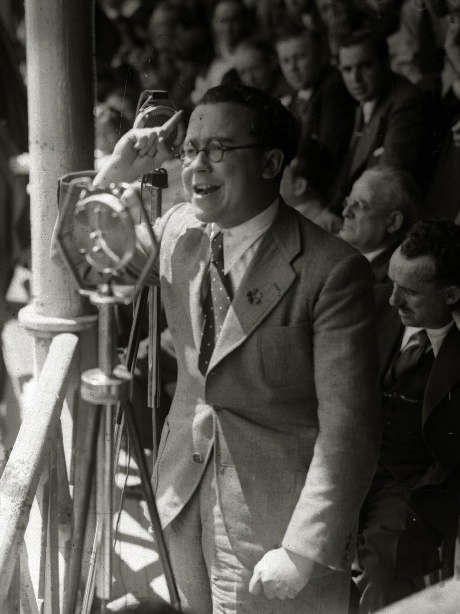
Santiago Carrillo, secretario general de las FJS y después de las JSU, en un mitin en Tolosa (Guipúzcoa) en 1936. Carrillo fue uno de los principales defensores de la «bolchevización» del PSOE y pronto cayó en la órbita del PCE, partido al que se acabó afiliando poco después de iniciada la guerra civil española.

El proyecto de Largo Caballero —cuyo principal ideólogo era Luis Araquistáin (de ahí que en ocasiones se utilizara el término araquistainismo para referirse al caballerismo)— era formar el "partido único del proletariado" que encabezaría la revolución socialista —cuyo modelo era Rusia— y que resultaría de la fusión de los partidos socialista y comunista, con predominio del primero debido a su mayor peso político, para la que no dudaba en plantearse depurar el PSOE de «todos los elementos enemigos de la revolución» (en clara alusión al sector socialista encabezado por Prieto). Los primeros pasos ya se habían dado con la integración del pequeño sindicato comunista en la UGT (en un acto celebrado en Málaga el orador socialista afirmó: «hoy podemos decir con orgullo que el PSOE está moralmente con la III Internacional»)  y con la unificación de las juventudes comunistas y socialistas en las JSU, aunque la nueva organización pasó a estar controlada, por vía interpuesta, por los comunistas (el representante de la FSJ en Granada dijo: «no nos separa nada de los comunistas, en cuanto a ideales»). Como ha señalado Macarro Vera, «si los caballeristas pensaban que iban a absorber al PCE de la misma forma como la UGT lo había hecho con sus minúsculos sindicatos, podían ir perdiendo toda esperanza. El bloque obrero contra los centristas se había saldado con la pérdida de las Juventudes. Como vieron los centristas, habían entregado a sus jóvenes a otro partido a cambio de nada, o, lo que era peor, a costa de fortalecer a los comunistas en un grado impensado». El diminuto sector socialista encabezado por Julián Besteiro denunció la «bolchevización del Partido Socialista». Uno de sus miembros, Gabriel Mario de Coca publicó un folleto titulado Anti-Caballero. Crítica marxista de la bolchevización del Partido Socialista. De hecho, según Luis Romero, varios cuadros socialistas que viajaron a la URSS se convirtieron en «auténticos caballos de Troya» comunistas, entre los que destacaron Julio Álvarez del Vayo y Santiago Carrillo, este último secretario general de las FJS. Según el periódico caballerista Claridad la URSS era «una democracia de trabajadores que no tiene igual en el mundo».
La Internacional Comunista y su sección española, el PCE, tenían el mismo proyecto de constitución del «partido único revolucionario del proletariado» aunque bajo control comunista (su propuesta concreta era transformar las Alianzas Obreras en sóviets, fundamento del «Gobierno obrero y campesino»). Poco después de las elecciones el secretario general del PCE José Díaz envió una carta a la ejecutiva del PSOE (que fue publicada por Mundo Obrero el 5 de marzo) en la que le proponía crear comités permanentes de enlace a todos los niveles entre los dos partidos, además de reforzar las Alianzas Obreras y Campesinas, con el objetivo de luchar «por nuestro propio programa, por el programa del Gobierno Obrero y Campesino». Ese programa consistía en los puntos que no habían sido admitidos por los republicanos en el pacto del Frente Popular a los que se añadía la supresión del Ejército sustituido por «un ejército rojo obrero y campesino que defenderá los intereses de las masas populares y de la revolución» y el reconocimiento a «Cataluña, Vasconia y Galicia» del «pleno derecho a disponer de sí mismos hasta la separación de España y la formación de Estado independiente». En un mitin conjunto socialista y comunista durante la campaña electoral el dirigente comunista Jesús Hernández había dicho:

Nosotros siempre hemos aspirado a forjar un partido único, un partido que no tenga nada que ver directa ni indirectamente con las fuerzas de la burguesía; un partido que adopte como norma en su lucha la insurrección armada para la conquista del poder y la instauración de la dictadura del proletariado..., partido que, rigiéndose por normas del centralismo democrático, asegure una voluntad única, una decisión unánime en todos los intentos. Este partido estamos en vías de lograrlo.

Para alcanzar sus objetivos los comunistas decidieron apoyar «la lucha del ala izquierda socialista para la depuración de todos los elementos enemigos de la revolución existentes en su partido, creando así las condiciones para llegar rápidamente a la formación del único partido revolucionario del proletariado» (tal como se decía en una resolución del Comité Central del 5 de abril). Además elogiaron en repetidas ocasiones a Largo Caballero, «un hombre que ha puesto toda su inteligencia y todo su entusiasmo al servicio del Frente Único en nuestro país, para que, cuando llegue el momento, pueda triunfar» (como dijo el secretario general del PCE José Díaz durante la campaña electoral). Jesús Hernández, miembro del Buró político del PCE, dijo delante de él en un mitin conjunto (tras mencionar al «genial Stalin») que «el problema de la unidad sindical, encontraba un genial intérprete en el camarada Francisco Largo Caballero». El dirigente de la Internacional Comunista Palmiro Togliatti también elogió a Largo Caballero, «un líder muy popular, que goza de una gran autoridad», del que destacó que había declarado «que es preciso abandonar la política de colaboración de clase con la burguesía, que el proletariado y su partido deben llevar a cabo una lucha revolucionaria para derrocar el capitalismo y para instaurar la dictadura del proletariado» y al que alentó a «limpiar el Partido Socialista» (eliminando el «grupo de centro, dirigido por Prieto... cuya victoria significaría el retorno a la política del colaboracionismo de clase») gracias a lo cual «el desarrollo de la lucha de masas y de la revolución se aceleraría más».
Sin embargo, a principios de abril, como consecuencia de la amenaza creciente que suponía la Alemania nazi para la Unión Soviética, la Internacional Comunista, preocupada por la posible desestabilización de España, ordenó al PCE que abandonara la estrategia revolucionaria y apoyara al gobierno del Frente Popular: «la creación del poder soviético no está en el orden del día, sino que, momentáneamente, se trata solamente de construir un régimen democrático que permita cerrar el paso al fascismo y a la contrarrevolución». Al PCE le costó asimilar este giro en la línea política y muchos de sus dirigentes siguieron anteponiendo implícitamente la revolución a la defensa de la «República burguesa» —lo mismo les ocurrió a los dirigentes de las «bolchevizadas» JSU—. De hecho a principios de julio el PCE, cuyo número de militantes había aumentado considerablemente desde febrero (de 14 000 había pasado a 83 000), le propuso a la Comisión Ejecutiva del PSOE la fusión de los dos partidos mediante la asunción de los principios comunistas por los socialistas. Le proponían «romper completamente el bloque de la social democracia con la burguesía» reconociendo «la necesidad del derrocamiento revolucionario de la dominación de la burguesía y de la instauración de la dictadura del proletariado en forma de Sóviets... sobre la base del centralismo democrático y la experiencia de los bolcheviques rusos» (las cursivas son del original publicado en el diario comunista Mundo Obrero del 3 de julio). Por otro lado la Internacional Comunista ordenó al PCE que comenzara una campaña contra el POUM acusado de «trosquista». Su líder Joaquín Maurín estaba «pagado con el oro fascista».

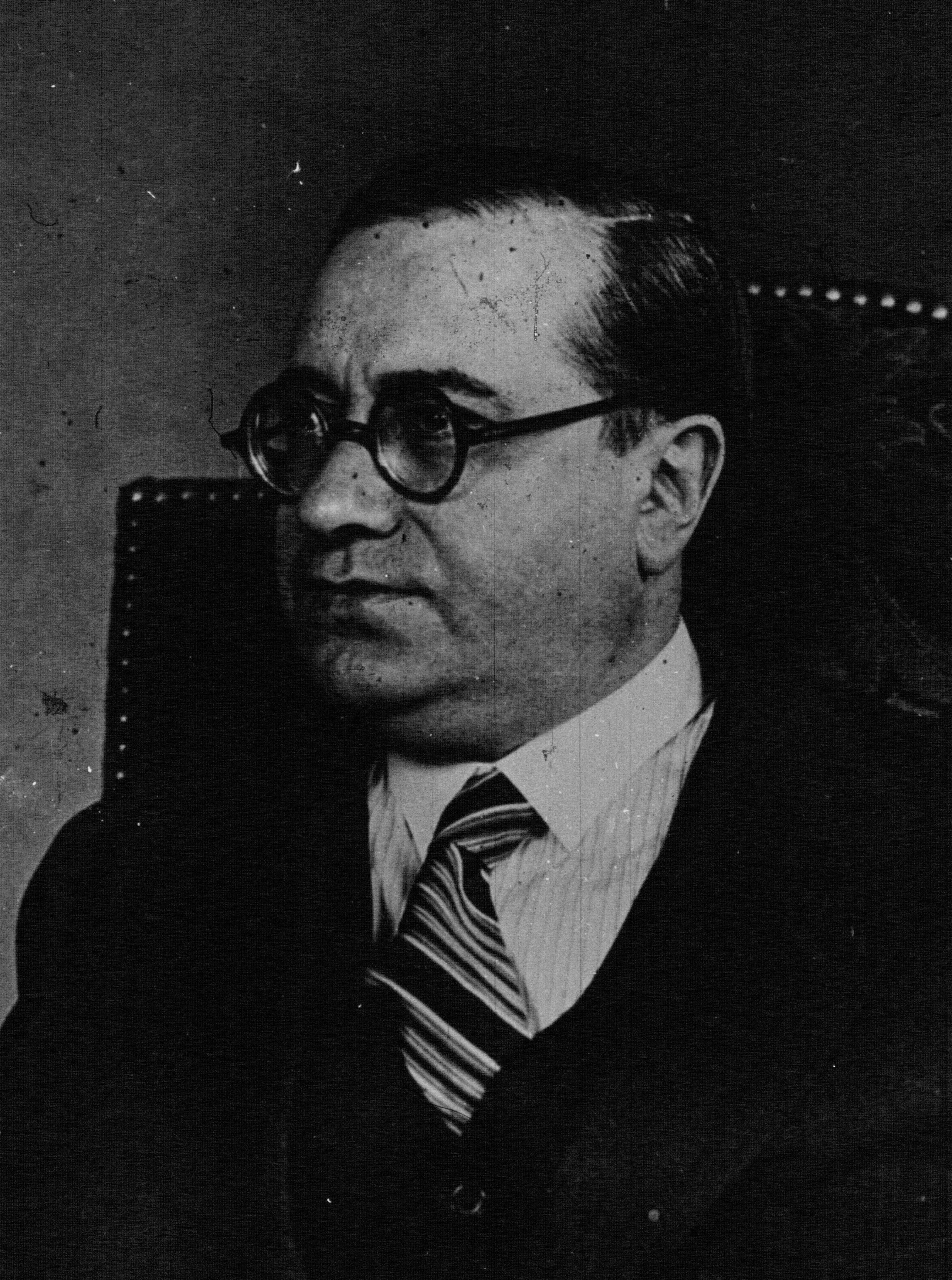
Luis Araquistain en 1932. Araquistain fue el principal ideólogo de la radicalización del PSOE por lo que en ocasiones al caballerismo también se le denominó ariquistainismo.

El sector caballerista justificaba su opción revolucionaria (frente a la opción centrista de Prieto que defendía apoyar a la República democrática) partiendo de una lectura particular de la victoria del Frente Popular en las elecciones al afirmar, en palabras de Luis Araquistain, que «Octubre de 1934 y fabrero de 1936 son históricamente inseparables. Son dos instantes de un movimiento social orgánico, dos manifestaciones de un mismo proceso revolucionario. Sin la insurrección de octubre no existiría la victoria del 16 de febrero. Esto es lo que no debe olvidar nadie, y menos que nadie los republicanos de izquierda.[...] Las izquierdas, es decir, el proletariado, quieren continuar rápida e intensamente la revolución de Octubre. La paz y la concordia [«con las clases vencidas en las urnas el 16 de febrero»] son quiméricas, y no menos quimérica una política de conciliación o de centro. A un bando o a otro, la revolución o la contrarrevolución. No hay término medio, y quien sueñe en términos medios y se obstine a situarse en un centro imaginario, se expone a ser abrasado entre dos fuegos». En los artículos que escribía en su revista Leviatán Araquistain solía comparar la situación de España en 1936 con la de Rusia en 1917, ridiculizando la observación de Julián Besteiro de que los bolcheviques se habían hecho con el poder porque previamente se habían desintegrado las instituciones rusas como consecuencia las derrotas en la Gran Guerra. Araquistain confiaba en que «España puede ser muy bien el segundo país [después de Rusia] donde triunfe y se consolide la revolución proletaria». Para Araquistain el dilema histórico de aquel momento no era «fascismo o democracia» sino «fascismo o socialismo».
Tras su frustrado intento de ocupar la presidencia del gobierno por la oposición del caballerismo, Indalecio Prieto denunció «la animosidad con que me distingue cierto sector del partido en que milito» en referencia al caballerismo y acentuó la crítica contra sus postulados. En unas declaraciones a la prensa en Barcelona el 16 de mayo puso en cuestión uno de ellos, tal vez el principal: «la apreciación de que el desgaste de los gobiernos republicanos lleva como consecuencia obligada una solución en virtud de la cual sean los socialistas los que exclusivamente ocupen el poder, constituye una falta de visión política. El fracaso de los gobiernos republicanos, en que, por lo que se ve, se confía imprudentemente, reportaría el fracaso del Frente Popular íntegro, tanto de los que están en el poder como de los que no estamos». Al día siguiente, 17 de mayo, en un mitin celebrado en Ejea de los Caballeros, donde Prieto estuvo escoltado por los milicianos de «La Motorizada» que acallaron los vivas a Largo Caballero y al «Lenin español» que dieron algunos de los asistentes, volvió a atacar directamente a los caballeristas (impregnados, según Prieto, de un «revolucionarismo infantil»), cuestionando incluso su actuación durante la Revolución de Octubre de 1934 y haciéndolos responsables principales de su fracaso. Y volvió a insistir en lo declarado en Barcelona: los que «creen que el desgaste, y con él la destrucción de los gobiernos republicanos», traerá como consecuencia que «el poder pase de modo íntegro a manos de los socialistas» «no caen en la cuenta de que el desgaste y destrucción de esos gobiernos puede significar a la vez el desgaste de los partidos del Frente Popular encargados de sostenerlos, el quebranto de su crédito, la disminución de su potencia». Una advertencia similar es la que había hecho el también centrista Fernando de los Ríos en Granada el 2 de mayo, un día antes de la repetición de las elecciones en esa provincia: «Si perdemos la actual coyuntura por razones de impaciencia lo que venga no será igual a lo de antes, será la España sañuda y cruel que durante siglos hemos presenciado en el poder».
Pero estas críticas no hicieron ninguna mella en el sector caballerista que no modificó en absoluto sus posiciones. Solo unos pocos días después del mitin de Prieto en Ejea de los Caballeros, Largo Caballero afirmó en Cádiz: «Cuando el Frente Popular se derrumbe, como se derrumbará sin duda, el triunfo del proletariado será indiscutible. Entonces estableceremos la dictadura del proletariado». En el mitin de Cádiz, donde se presentó como líder de la UGT, Largo Caballero abogó por una alianza de la UGT, la CNT y el PCE en los lugares de trabajo, con disciplina férrea, para que no pudieran vencer al proletariado ni el enemigo, ni «las fuerzas coercitivas del Estado». El 31 de mayo en su discurso en un mitin en Zaragoza —en el que también había participado el secretario general de los comunistas José Díaz que había hablado de la lucha para constituir el «partido único del proletariado», en la que «estamos ayudados por el camarada Largo Caballero»— Largo Caballero dijo que «una intervención socialista en el Gobierno» «sería la peor solución». Y añadió: «como he dicho algunas veces, si ellos [los republicanos] reconocen que ese programa [del Frente Popular] no lo pueden cumplir, entonces habrá que modificarlo y hacer otro en las condiciones que deseaba la clase trabajadora, para que esta pueda en su día, si es necesario, intervenir para modificar toda la estructura económica del país».
El enfrentamiento entre los dos sectores socialistas —que se reflejó ásperamente en los artículos publicados en el caballerista Claridad y en el centrista El Socialista— se fue enconando hasta el punto de que los caballeristas impidieron violentamente, incluso realizando algunos disparos de pistola sobre la tribuna, que pudiera hablar Indalecio Prieto en un mitin celebrado en la plaza de toros de Écija el 31 de mayo. Los primeros en tomar la palabra fueron los líderes de la Revolución de Asturias Belarmino Tomás y Ramón González Peña pero apenas les dejaron hablar entre abucheos e insultos —algunos de los presentes les gritaron «socialfascista» tanto a ellos como a Prieto y al resto de los socialistas que se encontraban en la tribuna—. Mostraban pancartas de UHP y daban vivas al diario caballerista Claridad, a Largo Caballero y a la revolución proletaria. Finalmente cortaron los cables de los altavoces. Para evitar ser agredidos —Juan Negrín, que también había acudido al mitin para apoyar a Prieto, sufrió varios golpes— Prieto y sus acompañantes tuvieron que huir en un coche sobre el que los caballeristas —la mayoría de ellos miembros uniformados de las JSU que se habían desplazado desde Sevilla convocados por «la causa del marxismo-leninismo» para hacer «frente al podrido reformismo y centrismo» y reventar el acto— lanzaron «una lluvia de piedras y de botellas de gaseosa» y sobre el que dispararon varios tiros rompiendo una de las ventanillas —siendo protegidos por los policías de escolta montados en el estribo del automóvil—. Otros seguidores de Prieto fueron perseguidos por el camino, capturados y apaleados. El presidente de la República Manuel Azaña escribió a su cuñado Rivas Cherif el 6 de junio: «El otro día, se salvaron de milagro Prieto, González Peña y Belarmino, a quienes quisieron asesinar en un mitin socialista en Écija. Parece que los agresores eran de los extremistas del partido, que encuentran poco revolucionario a González Peña y siguen a Araquistáin y Baraibar. El mundo es ansí».

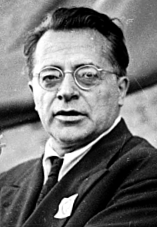
Palmiro Togliatti, dirigente de la Internacional Comunista, elogió la figura de Francisco Largo Caballero a quien alentó a eliminar al «grupo de centro, dirigido por Prieto... cuya victoria significaría el retorno a la política del colaboracionismo de clase».

La extraordinaria gravedad de lo sucedido en Écija fue destacada por El Socialista que se lamentó de que «la fraternidad socialista ha sido ensangrentada por una prole de cainitas». Pero los dirigentes caballeristas no solo no condenaron los hechos, a pesar de que uno de los miembros de la ejecutiva de la UGT así lo pidió recordando que sí se había condenado el atentado contra Jiménez de Asúa—, sino que los justificaron al considerarlos una reacción a las «provocaciones» de los oradores contrarias a la línea revolucionaria —el caballerista Carlos Hernández dijo: «la Unión tiene determinada una táctica contra la cual se manifestaron los oradores dando lugar con ello a la protesta»; por su parte el miembro de la ejecutiva que había propuesto la condena se vio obligado a dimitir—. La misma posición adoptaron las JSU. Su secretario general Santiago Carrillo aún fue más lejos y habló abiertamente de la necesidad de «depurar» el partido socialista para constituir el «partido bolchevique», «el partido único del proletariado», resultado de la fusión del PSOE y del PCE (los comunistas, por su parte, alentaban a los caballeristas a «depurar al Partido Socialista» de los «elementos» que no «tienen una línea revolucionaria», de los «que quieren conducir al proletariado a la colaboración con la burguesía», para hacer posible la formación del «Partido Único Revolucionario del Proletariado», del «partido único marxista-leninista»). «La escisión política del socialismo estaba consumada», concluye José Manuel Macarro Vera. A mediados de junio un diputado socialista por Málaga llamaba a los redactores de El Socialista «lacayos de la burguesía». Por esas mismas fechas el nuevo gobernador civil de Sevilla se encontró con que fueron a darle la bienvenida por separado dos delegaciones del PSOE, una caballerista y otra centrista.
Los centristas habían respondido a los caballeristas con una circular de la Ejecutiva del partido, que ellos controlaban, en la que amenazaban con disolver las agrupaciones que «incumplan conscientemente los acuerdos del Comité Nacional» (una alusión nada velada a la caballerista Agrupación Socialista Madrileña) y acusaban al diario caballerista Claridad de ser un «órgano fraccional y escisionista», «pernicioso para la unidad del Partido y para la convivencia de sus militantes». El Comité Nacional del PSOE aprobó por unanimidad la circular de la Comisión Ejecutiva. Además acordó reclamarle al diario Claridad, incluso por vía judicial, la deuda que mantenía con la Gráfica Socialista e insistir a las agrupaciones socialistas que tenían el deber de estar suscritas al diario oficial del PSOE (El Socialista), y leerlo. Pocos después el Comité Nacional hacía público un documento cuyo propósito era «restaurar la unidad y la disciplina» del PSOE y en el que instaba a las agrupaciones del partido al apoyo «ferviente» al Frente Popular del que dependía la «suerte de la República». «El Frente Popular no nos pertenece enteramente. Ni siquiera a España. Constituye en la hora internacional una acción ofensiva y defensiva de la democracia europea contra el fascismo. La opción no es entre capitalismo y socialismo, sino, como ha definido Dimitrov, entre fascismo y democracia», se decía. «El verbalismo revolucionario no es, ni mucho menos, la revolución, pero puede ser la contrarrevolución, si anticipa hechos de irremediable imprudencia, el peor de los cuales, camaradas de toda España, es el de la división del Partido», se añadía, insistiendo en la misma idea que ya había expresado Prieto en sus discursos. El 26 de mayo en un mitin en Bilbao había dicho: «Cuando las aspiraciones del proletariado en la consecución de mejoras desbordan la capacidad de la economía capitalista, esas aspiraciones están condenadas al fracaso, y en vez de servir para aumentar la capacidad de compra de los obreros, se produce la contracción, y de la contracción, a veces, el colapso». El 17 de junio escribió en su propio periódico El Liberal: «Pensemos viendo la ruta peligrosa por donde van las cosas que alguna razón pueden tener nuestros impugnadores».
Que los caballeristas no iban a modificar sus posiciones quedó perfectamente claro en el mitin que celebró Francisco Largo Caballero el 14 de junio en Oviedo (justo al día siguiente un periódico francés publicó unas declaraciones de Prieto en las que decía: «es injusto considerar a todos los derechistas como fascistas. El peligro fascista no existe, salvo que venga generado por la izquierda»). Arropado por las JSU, que eran las que habían organizado el acto, Largo Caballero reiteró lo que ya había dicho en ocasiones anteriores:

El acto de fuerza es el paso indispensable para hacer después la revolución social, que es desarraigar todos los privilegios que hay en el mundo y transformar el régimen, creando una sociedad en la que exista la igualdad social. El acto de fuerza es el medio; no el fin. [...] Y nosotros decimos a los gobernantes: si vosotros, por vuestro método, no podéis ni tratáis de dar solución a estos problemas en la forma que deseamos, es un deber de los gobernantes aprovechar la mejor ocasión que se presente para dejar paso a la clase trabajadora, que todavía no ha tenido —ni se le puede acusar de eso— ocasión de demostrar que con sus métodos y procedimientos pudiera darles solución. [...] Teníamos nosotros razón cuando decíamos que el programa del Frente Popular no era suficiente para resolver los problemas de España y que era preciso que la clase trabajadora tuviera el poder en sus manos para implantar lo que llamamos la dictadura. [...]
 No es suficiente la razón, ¡compañeros! ¡A adquirir la fuerza, que la fuerza será lo que hará triunfar la razón!

El enfrentamiento se acentuó con motivo de las elecciones internas del PSOE para cubrir las vacantes existentes en la Comisión Ejecutiva tras la dimisión de Largo Caballero y de sus seguidores en diciembre del año anterior. A finales de junio se proclamó la ajustada victoria de la candidatura centrista encabezada por Ramón González Peña por 10 933 votos frente a los 10 624 obtenidos por la lista de Largo Caballero, habiéndose anulado miles de votos de las agrupaciones locales, en su mayoría caballeristas, que no estuvieran al corriente del pago o fueran culpables de otras infracciones (hay que tener en cuenta que en aquellos momentos el PSOE contaba con 59 846 afiliados). Los caballeristas impugnaron los resultados y además insistieron en adelantar a finales de julio el Congreso extraordinario del partido previsto para octubre, propuesta que fue rechazada por la Comisión Ejecutiva controlada por los centristas.

#### El intento de acercamiento de loscaballeristasa la CNT

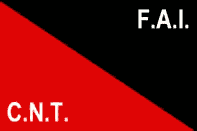
Bandera de la CNT-FAI. La CNT acabó rechazando la convergencia con la UGT propuesta por Francisco Largo Caballero.

El proyecto de Largo Caballero de constituir el «partido único del proletariado» con la fusión de socialistas y comunistas bajo su liderazgo necesitaba también contar con la gran masa de trabajadores que seguían a la CNT, que tenía oficialmente 560 000 de afiliados pero que probablemente fueran muchos más. Así, no había mitin en el que Largo Caballero no hiciera llamamientos unitarios a los «compañeros anarquistas». En uno celebrado en Zaragoza el 31 de mayo, en el que también había participado el secretario general de los comunistas José Díaz, Largo Caballero había comenzado su discurso diciendo: «Camaradas: el mitin que estamos celebrando ha de constituir para el proletariado español un acto histórico, porque en buen sentido y en buena lógica debe servir para sellar la fraternidad entre todos los trabajadores —lo mismo de la Confederación que de la Unión, socialistas que comunistas—, y también como promesa de que en el porvenir hemos de luchar todos unidos contra el enemigo común». En otro mitin, este celebrado en Cádiz por esas mismas fechas, Largo Caballero se había abrazado con un dirigente local de la CNT.
La CNT desde el primer momento había sido hostil al gobierno del Frente Popular —así como la FAI que seguía propugnando el «método insurreccional para la conquista de la riqueza social»—. En un artículo publicado en Solidaridad Obrera el 6 de marzo se recordaban los sucesos de Casas Viejas de enero de 1933 en los que «el descrédito de Azaña como gobernante quedó sellado con una rúbrica de sangre». Y se añadía: «Para el trabajador consciente no debe, no puede haber más que dos caminos: o con la burguesía o frente a ella». Sin embargo, la CNT mostró cierta receptividad a la propuesta de Largo Caballero de quien Solidaridad Obrera había dicho que «encarna[ba] los puños enhiestos y representa[ba] en el campo socialista la continuación del espíritu que germinó en Mieres y Oviedo». Así, en el Congreso Extraordinario de la CNT que se celebró en Zaragoza a primeros de mayo (que reunió a 649 delegados que representaban a 988 sindicatos y 559 294 afiliados) se acordó ofrecer a UGT la formación de una Alianza Obrera Revolucionaria —fundamentada en «la ineludible necesidad de unificar en el hecho revolucionario a las dos organizaciones: UGT y CNT»— cuyo fin sería «destruir completamente el régimen político y social vigente». En ese Congreso la CNT se reafirmó en su objetivo final de alcanzar el comunismo libertario pero al mismo tiempo se hizo un reconocimiento público de los errores de la táctica insurreccional (era la primera vez que se hacía) y se optó por centrar las reivindicaciones en cuestiones concretas como los salarios y las condiciones de trabajo. El Congreso supuso también la reunificación del movimiento anarcosindicalista pues se aceptó el reingreso en la CNT de los sindicatos de oposición treintistas. El Congreso se clausuró el 10 de mayo con un gran mitin en Zaragoza, el mismo día que en Madrid era elegido Manuel Azaña como nuevo Presidente de la República.

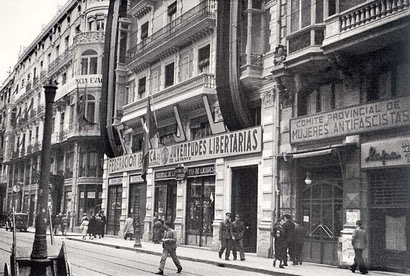
Sede de la Federación Ibérica de Juventudes Libertarias (FIJL). Calle de la Paz de Valencia (1936).

A pesar de lo acordado en el Congreso, no tardó en prevalecer en el seno de la CNT la opinión contraria a la convergencia con la UGT. Así lo manifestó Solidaridad Obrera el 29 de mayo: «Cesen las mescolanzas. Mantengamos nuestra personalidad... Y ni por asomo se nos ocurra abrazarnos, intervenir juntos en los mítines, comer en los mismos platos». Y Largo Caballero volvió a ser calificado como el «socialista enchufado de antaño». La razón de fondo era que el fin último de Largo Caballero, y de sus aliados comunistas, era la instauración de la dictadura del proletariado que estaba en las antípodas del pensamiento anarquista y del comunismo libertario. Pero por otro lado, las condiciones que ponía la CNT a la UGT para la firma del pacto de la «Alianza Revolucionaria» eran inaceptables para esta ya que se le exigía que abandonara el Frente Popular (que «reconociera explícitamente el fracaso del sistema de colaboración política y parlamentaria [con la burguesía]» y que, «como consecuencia lógica de dicho reconocimiento» dejara «de prestar toda clase de colaboración política y parlamentaria al actual régimen imperante», se decía en la resolución del Congreso Confederal).
Una prueba de las dificultades para lograr la convergencia entre la UGT y la CNT fueron los sucesos de Málaga de la segunda semana de junio que saldaron con varios muertos. El motivo del enfrentamiento fue la pugna entre la CNT y la UGT por colocar a sus respectivos afiliados parados en el ramo de la venta y distribución del pescado (el sindicato ugetista de este sector estaba controlado por los comunistas, que acababan de ingresar en él). El 10 de junio los cenetistas asesinaron al concejal comunista Andrés Rodríguez, que los días anteriores se había paseado por el puerto pistola en mano, acompañado de otros miembros del PCE, prohibiendo que quien no fuera comunista (o socialista) pudiera vender pescado y tirándole al mar su mercancía. El asesinato fue respondido por los comunistas que intentaron matar a un dirigentes de la CNT y rociaron con líquido inflamable algunos locales de la CNT y una escuela anarquista. Por su parte los anarquistas tirotearon la Casa del Pueblo. Al día siguiente, 11 de junio, era asesinado a tiros el presidente de la Diputación Provincial de Málaga, un socialista, cuando participaba en la comitiva fúnebre del concejal comunista asesinado. La represalia comunista fue inmediata y en el tiroteo a unos anarquistas murió una niña de 11 años, hija de uno de ellos, y al día siguiente, 12 de junio, un militante de la CNT moría acribillado a balazos. En sus acciones los comunistas encontraron la colaboración del gobernador civil que les había proporcionado los permisos de armas y había dejado que realizaran cacheos a los transeúntes. El día 13 la CNT declaró la huelga general y acusó al PCE, al PSOE y al gobernador de ser unos «fascistas de clase», una acusación que al parecer también les hicieron a ellos los comunistas y los socialistas. Como los tiroteos continuaron las direcciones nacionales de la CNT y de la UGT decidieron intervenir para poner fin a los altercados. La paz no se restableció completamente hasta que llegaron desde Madrid refuerzos de guardias de Asalto. Se practican numerosas detenciones de miembros de la CNT.

#### La radicalización de la CEDA y el auge del «fascismo»

Logo de las Juventudes de Acción Popular (JAP). Las JAP fueron adoptando la retórica fascista y aclamaron al líder de la CEDA José María Gil Robles como su "Jefe". Tras las elecciones de febrero de 1936, muchos afiliados a las JAP pasaron a integrarse en las milicias del partido fascista Falange Española.

Inicialmente se puso al frente del grupo parlamentario de la CEDA el moderado Manuel Giménez Fernández que intentó que sus diputados se comprometieran con el régimen republicano. Logró que reconocieran que «la política social de los gobiernos de las recientes situaciones de centro derecha fue totalmente errónea y contraproducente» y que aceptaran la legalidad republicana —que no era lo mismo que declararse republicanos— y se definieran a favor de la democracia. Pero el acoso que sufrieron las derechas por parte de las organizaciones del Frente Popular, especialmente en las zonas rurales, provocó que militantes de la CEDA la abandonaran yéndose, como dijo un dirigente de la organización, «en busca de un curandero (un Calvo Sotelo), [y de] un generalito» y que los que permanecieron en ella se fueran decantando cada vez más por la ruptura violenta del orden constitucional. Con Calvo Sotelo y Gil Robles a la cabeza los diputados de la derecha antirrepublicana convirtieron el Congreso de los Diputados en un «campo de batalla» con intervenciones que dieron lugar a duros enfrentamientos dialécticos con la izquierda. Por su parte los dos líderes de la «izquierda cedista», cuyos apoyos se habían visto muy mermados, se retiraron de la escena política: Giménez Fernández se marchó a su pueblo de Sevilla y Luis Lucia, cada vez en más desacuerdo con Gil Robles, se marchó a Francia donde le pilló el golpe de julio de 1936. Volvió a su ciudad, Valencia, y allí proclamó su lealtad a la República pero eso no impidió que pasara largos periodos detenido. Cuando acabó la guerra civil los franquistas lo juzgaron y lo condenaron a muerte, pena que fue conmutada por la de cadena perpetua (moriría en la cárcel en 1943).
El progresivo acercamiento de la «accidentalista» CEDA a la alternativa violenta de los monárquicos estuvo motivado fundamentalmente por el cerco al mundo conservador que estaban llevando a cabo las organizaciones del Frente Popular —una de cuyas manifestaciones estaba siendo la «persecución» de los católicos y la enorme ola de violencia anticlerical— y por la amenaza revolucionaria que lo acompañaba y cuya concreción parecía inminente. La CEDA denunció «la persecución contra nuestras fuerzas y [que] la arbitrariedad gubernativa ha alcanzado extremos tales que no ya la libertad de sufragio sino los más elementales derechos naturales del hombre no tienen en regiones enteras la más pequeña garantía». Gil Robles protestó en las Cortes por la «persecución implacable contra las gentes de derechas».
Luis Romero ha destacado que las «diferencias fundamentales» que separaban a Gil Robles de Calvo Sotelo —uno de los grandes errores de las izquierdas, según Romero, fue negarse a verlas— se fueron difuminando durante esos meses «por el cerco a que los tenían sometidos y los ataques que recibían» por parte de los partidos y organizaciones del Frente Popular. «Era Gil Robles un poderoso líder conservador que se esforzaba por trabajar dentro del régimen, y que se proponía modificarlo en provecho de las amplias minorías que representaba porque le habían votado; era exponente de una fuerza conservadora a la cual se le cerraba el camino a cualquier colaboración, y se la combatía con saña, lo cual la obligaba a replegarse hacia posiciones extremas a las cuales se sentía tan predispuesto». Calvo Sotelo, en cambio, «hablaba desde fuera del régimen, se mostraba antirrepublicano más que monárquico, antiparlamentario y antidemócrata... Para Calvo Sotelo, el Parlamento era sólo una caja de resonancia, no pretendía reformar las leyes ni corregir lo que en la marcha del régimen podía considerar lesivo para las ideas o intereses que defendía; su propósito era derribarlo». Pero «obligados a defenderse espalda contra espalda, las posiciones de Gil Robles y de Calvo Sotelo iban aproximándose, y, por ende, las de sus votantes y seguidores, hasta confundirse en sus límites. Y eso ocurría cada vez más, hasta tal punto que en la última sesión —la de la Comisión Permanente [del 15 de julio]—, muerto ya Calvo Sotelo, Gil Robles asume la voz, y consume el turno de toda la derecha española».
Los miembros de la CEDA que la estaban abandonando, especialmente una parte de los integrantes de su rama juvenil (JAP), se unieron a las formaciones políticas que defendían la violencia para acabar con la República del Frente Popular, singularmente Falange. El propio Gil Robles llegó a justificar el hecho de que a causa del acoso que estaban sufriendo las derechas muchos afiliados se marcharan a otras organizaciones «que les ofrecen, por lo menos, el aliciente de la venganza cuando ven que dentro de la ley no hay garantía para los derechos de los ciudadanos». En una intervención en las Cortes Gil Robles dijo que los seguidores de su formación política se estaban deslizando hacia una solución de fuerza porque «la merma de mi autoridad procede de la conducta de la República y de la disminución de mi propia fe en que pueda acabar siendo un cauce legal y una voluntad nacional». La respuesta que dieron los diputados de la izquierda abochornó al socialista centrista Indalecio Prieto «cuando detrás de mi banco oía risotadas o interrupciones estúpidas». Según Prieto, «una sola cosa estaba clara; que nos vamos a merecer por estupidez la catástrofe». En otra sesión en la que se discutía la construcción de un presidio especial para penados políticos Prieto dijo por lo bajo: «Sí. Que nos lo preparen con todo el confort posible, por si no tenemos la fortuna de atravesar la frontera. Que el porvenir nos depare de nuevo la expatriación o el presidio nos estará bien merecido. Por insensatos».
Además Gil Robles en el discurso pronunciado el 19 de junio en las Cortes constató el crecimiento en «sectores inmensos de la opinión española» de «ese ambiente que se da en llamar fascismo». En cuanto a sus causas dijo: «Esa difusa tendencia fascista (que, repito, no obedece a grandes opiniones doctrinales ni está encajada en determinados grupos) se está nutriendo, día a día, de los perseguidos, de los multados, de los encarcelados contra toda razón y toda justicia». Un crecimiento del «fascismo» que desde una perspectiva democrática también constataba el periodista Agustí Calvet Gaziel en las páginas de La Vanguardia y que achacaba a la incapacidad del gobierno para imponerse a «sus propios partidarios políticos»: «Lo que ocurre es, sencillamente, que [en España] no se puede vivir, que no hay gobierno: las huelgas, y los conflictos, y el malestar, y las pérdidas, y las mil y una pejigueras diarias, aun descontando los crímenes y los atentados, tienen mareados y aburridos a muchos ciudadanos. [...] ¿Cuál es la forma política que suprime radicalmente esos insoportables excesos? La dictadura, el fascismo. Y he aquí cómo sin querer, casi sin darse cuenta, la gente se siente fascista. De los inconvenientes de una dictadura no saben nada como es natural. De ellos sabrán después, cuando hubiesen de soportarlos». Por su parte el líder cedista moderado Manuel Giménez Fernández comentaba en una carta a su amigo, el ministro republicano Augusto Barcia, que «la preponderancia incluso doctrinal de quienes propugnan la violencia» —y la incapacidad del gobierno para frenarlos— «favorece más al fascismo que todos los éxitos de Abisinia».

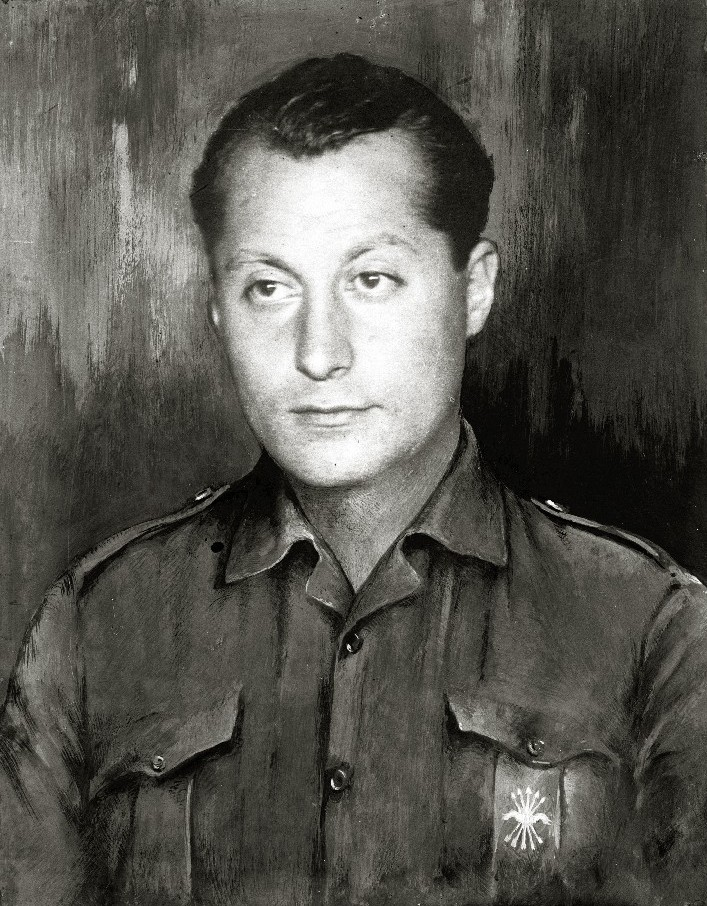
Retrato de José Antonio Primo de Rivera con la característica camisa azul falangista. Desde el 16 de marzo estaba en la cárcel (primero en Madrid y luego en Alicante).

Como consecuencia de «ese ambiente que se da en llamar fascismo», como lo definió Gil Robles,  el fascismo stricto sensu, es decir Falange, vio crecer el número de sus militantes, provenientes una parte de ellos de los sectores más radicales y violentos de los partidos de derechas. Esto le permitió extenderse por las zonas rurales donde antes no tenía ninguna presencia, como Extremadura y Andalucía. Pero los que se incorporaban a Falange no solo eran jóvenes de las clases acomodadas —el hijo de un gran propietario, encarcelado por orden del alcalde socialista por haberse negado a pagar la enorme suma de dinero que le reclamaban por los jornaleros que le habían repartido, le escribió a su madre: «tengo plena fe en él [en el fascismo] y si me viera en condiciones, pondría mi vida al servicio de esta España futura que ahora empieza a germinar»—, sino también obreros y jornaleros que no militaban en los sindicatos de izquierdas y que por esa razón eran a menudo excluidos de los «beneficios» que sí recibían sus miembros. En Andalucía los jornaleros, obreros y empleados llegaron a representar en los pueblos casi el 50 % de los afiliados a Falange, y en su mayoría no procedían de los partidos de derechas sino que no habían tenido una militancia política anterior. En vísperas de la guerra civil Falange tenía 9000 militantes en Andalucía, cuando cinco meses antes solo existía en las capitales. «El auge de Falange, más que un peligro para la República, mostraba una reacción de defensa trasladada al terreno de la calle... Las masas de derechas veían que la CEDA, su partido, estaba a la deriva, porque, independientemente del peso conservador o reaccionario que privara en su interior, la vía legalista que propugnaba había fracasado», afirma José Manuel Macarro Vera.
Para la izquierda obrera eran «fascistas» todas las derechas e incluso las autoridades republicanas cuando se oponían a sus pretensiones —como el gobernador civil de Sevilla que quería acabar con la «huelga de alquileres»—. «El error de la izquierda residió en no distinguir dentro de las derechas a quienes eran diferentes. Al tratarlas como un bloque sin fisuras que debían desaparecer, la unificaron en lo que de manera más fácil, por inmediata, podían compartir: el sentimiento de persecución y la amenaza de una revolución que decía amenazarlas con borrarlas de la historia».

### La destitución de Alcalá Zamora: Azaña nuevo presidente de la República

#### El conflicto en la Comisión de Actas y la repetición de las elecciones en Granada y en Cuenca
La primera reunión de las nuevas Cortes tuvo lugar el 15 de marzo, aunque hubo que esperar al 15 de abril para poder comenzar a adoptar iniciativas legislativas, ya que hasta el 3 de abril, no se finalizó la discusión de las actas parlamentarias, sumamente prolija y exaltada, y entre el 3 y el 15 las sesiones ordinarias se suspendieron por la destitución del presidente de la República. La sesión constitutiva de las Cortes del 15 de marzo ya fue muy conflictiva. El presidente de la mesa de edad, el anciano diputado monárquico por Cádiz Ramón de Carranza, se negó a cerrar la reunión con un ¡Viva la República! («No me da la gana», dijo cuando fue increpado) lo que provocó un tumulto y los diputados comunistas y algunos socialistas aprovecharon la ocasión para cantar puño en alto La Internacional. Francisco Largo Caballero declaró a los periodistas: «Eso va bien; ya se ha cantado una vez La Internacional en el Congreso. Según van las cosas, no será la última». Más radical se mostró el diario comunista Mundo Obrero: «Por primera vez en la historia del parlamentarismo español ha retumbado con ecos de gloriosas llamadas a la lucha el himno revolucionario del proletariado universal. El himno oficial del país libre y feliz del socialismo, la marcha que orla la victoria de la inmensa Unión Soviética. El canto de guerra antifascista, el que cantaban los mineros asturianos cuando, fusil al hombro, se dirigían a conquistar Oviedo: La Internacional. Himno de guerra, afirmación de fe revolucionaria...». Al día siguiente, 16 de marzo, fue elegido presidente de las Cortes Diego Martínez Barrio, el líder más moderado del Frente Popular.

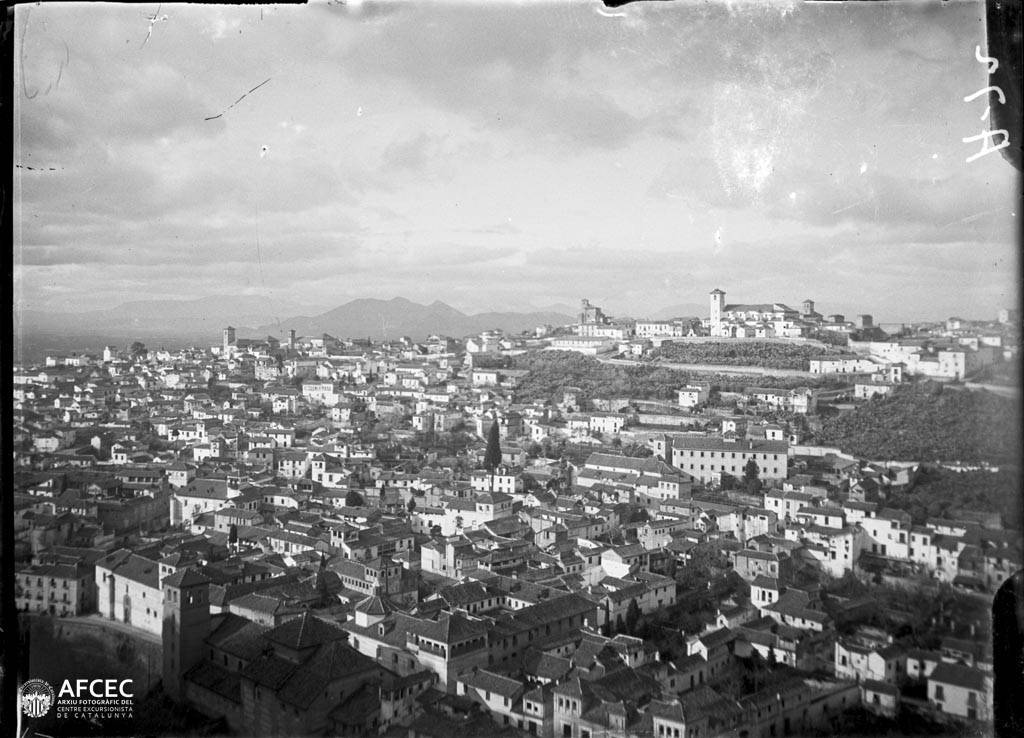
Vista de Granada y del Albaicín desde La Alhambra (hacia 1930). La repetición de las elecciones en Granada se realizó bajo un clima de terror impuesto por las izquierdas, lo que se tradujo en el copo por estas de los 13 escaños correspondientes a la provincia.

La discusión en la «Comisión de Validez de Actas» (la Constitución de 1931 establecía en su artículo 57 que «el Congreso de los Diputados tendrá facultad para resolver sobre la validez de la elección») fue tan conflictiva que su presidente, el socialista Indalecio Prieto, presentó la dimisión por discrepar sobre la actitud que estaban manteniendo una buena parte de sus compañeros diputados de izquierdas (comunistas y socialistas caballeristas, fundamentalmente) que intentaban anular la elección de varios candidatos de derechas, en especial la del líder monárquico José Calvo Sotelo que había obtenido su escaño por la circunscripción de Orense. Después de intensos forcejeos entre los diputados de Frente Popular, al final la opinión de Azaña prevaleció (aunque socialistas y comunistas continuaron oponiéndose) y el acta parlamentaria de Calvo Sotelo no fue anulada («para que no pueda decir el enemigo más caracterizado del régimen que le hemos tratado con una medida de rigor e injustica», según afirmó el portavoz republicano de la comisión), aunque dos diputados de derechas elegidos en la misma candidatura y con los mismos votos que los de Calvo Sotelo sí perdieron sus escaños. Indalecio Prieto calificó de «chalaneo repugnante» la actuación de la Comisión de Actas.
Socialistas caballeristas y comunistas también intentaron que otros líderes de las derechas tampoco obtuvieran su acta, lo que consiguieron con el monárquico alfonsino Antonio Goicoechea (al anularse las elecciones en Cuenca, circunscripción por la que se había presentado) y con el carlista José María Lamamié de Clairac (al ser declarado inelegible en Salamanca), pero fracasaron con el líder de la CEDA José María Gil Robles —la diputada comunista Pasionaria llegó a pedir también su detención inmediata por ser «el hombre que ha representado las torturas y la represión más salvaje de la historia del proletariado español», siendo apoyada por el diputado de Unión Republicana Jerónimo Gomáriz— porque los republicanos de izquierda se sumaron a las derechas para impedirlo.
El resultado final fue que seis escaños de la derecha pasaron a la mayoría de izquierdas —y tres del Frente Popular a las derechas—, mientras que para otros 16, además de 3 del Frente Popular, habría que esperar a las nuevas elecciones de Cuenca y de Granada, cuyos resultados habían sido anulados (en el caso de Cuenca era en realidad una segunda vuelta al haberse rebajado el voto de las derechas a menos del 40 %). En el caso de Granada se obligó a repetir las elecciones con motivos justificados —aunque Stanley G. Payne niega que las pruebas presentadas fueran suficientes para anularlas— debido a las injerencias en la votación por parte del gobernador civil y de las autoridades locales, todas ellas de derechas, además de la presión ejercida por los terratenientes sobre sus jornaleros, lo que también se había producido en otras provincias (un diputado de izquierdas afirmó que las elecciones «se han desenvuelto en un ambiente de matonería, de escopeterismo, de coacción pública y privada»).
De hecho en Granada con motivo de la petición de que se anulasen los comicios se habían producido los sucesos más graves en toda Andalucía desde la victoria electoral. El 8 de marzo había tenido lugar un gran mitin con este fin en el que el comunista Antonio Mije, uno de los oradores, llegó a pedir que se encarcelase a los dirigentes de la CEDA por haberles robado la victoria al Frente Popular. La tensión que se vivía en la ciudad era tan grande que cuando unos falangistas increparon a un grupo de manifestantes uno de ellos fue agredido. Al día siguiente hubo un tiroteo entre falangistas e izquierdistas que causó 12 heridos. La respuesta fue la convocatoria de la huelga general que derivó en una batalla con disparos sobre la fuerza pública desde las azoteas y con asaltos e incendios de las sedes de los partidos de derechas, del periódico el Ideal, de cafés, de una fábrica de chocolates, del club de tenis, de comercios y domicilios particulares (que fueron saqueados), así como cuatro iglesias. Los asaltos e incendios también se produjeron en algunos pueblos de la provincia, causando varias víctimas mortales. Unas 300 personas fueron detenidas. Pero el hecho que más preocupación causó entre las derechas y entre los partidos republicanos fue que el gobernador de la provincia había nombrado como auxiliares de su autoridad a miembros de las milicias socialistas y a anarquistas que campaban armadas por las calles y que se dedicaron a hacer registros indiscriminados en los domicilios de las personas conservadoras. El gobernador fue cesado y su sustituto tuvo que encargarse de acabar con el «clima de guerra civil».
Como protesta por la actuación de la Comisión de Actas las derechas el 31 de marzo abandonaron temporalmente las Cortes, no así el centro, alegando que no querían ser cómplices en la conversión del Parlamento en un «organismo faccioso». Esta opinión de las derechas es compartida por el historiador Stanley G. Payne quien afirma que «en conjunto, treinta escaños fueron anulados o cambiaron de manos, principalmente para favorecer a los republicanos de izquierda» —por otro lado, Payne minusvalora la dimisión de Prieto alegando que «Prieto era ciclotímico y oscilaba contradictoriamente entre el radicalismo y la moderación»—. Por el contrario, el historiador Gabriele Ranzato concluye que «se puede estimar que algunas de las ventajas procuradas al Frente Popular a través de la revisión de los resultados electorales fueron un remedio a la influencia abusiva que, por un lado el gobierno, por medio de los gobernadores y otras autoridades locales, y por otro los grandes terratenientes, chantajeando a los braceros y por medio de la violencia de sus matones, habían ejercido sobre el resultado electoral en algunas provincias».

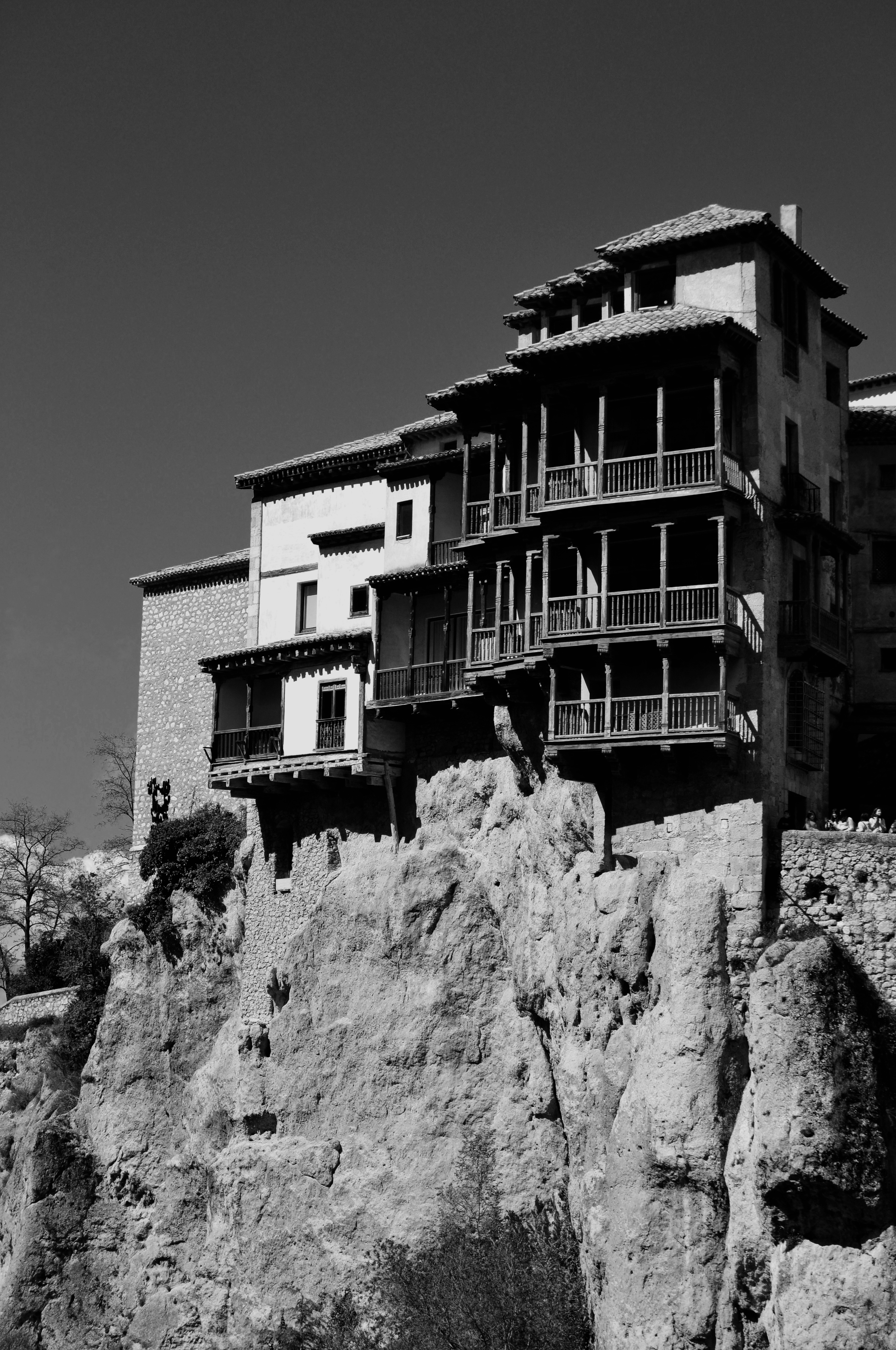
Casas Colgadas de Cuenca. En la segunda vuelta de las elecciones las izquierdas, como en Granada, impusieron un clima de terror, lo que les proporcionó la victoria (4 escaños) y las derechas obtuvieron los 2 escaños correspondientes a las minorías.

La repetición de las elecciones en Cuenca y Granada tuvo lugar el 3 de mayo (o el 5 de mayo) y el resultado fue que el Frente Popular copó 17 de los 19 escaños en disputa (los 13 de Granada y 4 de los de Cuenca), mientras que las derechas solo obtuvieron 2 (por la circunscripción de Cuenca). Esta apabullante victoria del Frente Popular fue el resultado de que las izquierdas impusieron un clima de auténtico terror durante la campaña electoral y el día de la votación, como nunca antes se había producido. En el caso de Granada milicianos armados socialistas y comunistas detenían y cacheaban en la calle o atacaban físicamente a los sospechosos de ser de derechas, y los encarcelaban sin que las autoridades hicieran nada por impedirlo. La CEDA en esa circunscripción había presentado una «candidatura de batalla» que suponía un claro desafío a la izquierda pues incluía a cuatro falangistas (en ese momento Falange estaba ilegalizada), entre ellos uno de sus miembros más destacados Julio Ruiz de Alda, y al coronel carlista José Varela, que había participado de manera activa en conspiraciones militares.
En Cuenca, según Luis Romero, se produjo un «episodio, que electoralmente puede calificarse de vergonzoso en el cual Prieto desempeñó un papel preponderante; las tomó a su cargo. Toda clase de atropellos y abusos fueron cometidos, se recurrió a la violencia más extrema, a las ilegalidades más descaradas». El gobernador civil concedió el carácter de «delegados gubernativos» a los miembros de la milicia socialista madrileña conocida como «La Motorizada», integrada por prietistas, y ordenó en los días previos la detención preventiva de varias decenas de derechistas. «Los de la "Motorizada" campaban por sus respectos [sic] y con sus pistolas aterrorizaban a los electores, apoderados y componentes de las mesas», afirma Romero. El propio Prieto recordó en el exilio que cuando llegó a Cuenca, a donde había acudido el 1 de mayo para dar un discurso en apoyo de la candidatura del Frente Popular, «humeaban cerca [del teatro] las cenizas de la hoguera en que habían ardido los enseres de un casino derechista asaltado por las masas populares. En un céntrico hotel hallábanse sitiadas desde la víspera significadísimas personalidades monárquicas. El ambiente era de frenesí». Prieto no mencionó que los que tenían rodeados a los monárquicos eran sus propios partidarios. Según Luis Romero, «resulta trabajoso y arriesgado interpretar ahora los motivos que impulsaron a Indalecio Prieto a emprender acción tan descomedida e innecesaria. Pudo venir influida por un golpe temperamental, deseo vehemente de demostrar a los socialistas, amigos y contrarios, que él era capaz de solucionar a la brava una situación adversa y que no le creyeran blando y contemporizador. Algo semejante, aunque en menor escala, a lo que hizo cuando la revolución del 34».
El cedista moderado Manuel Giménez Fernández denunció ante las Cortes el «escarnio» y el «atropello» que se había producido especialmente en Granada, sin parangón con las presiones amenazantes y violentas de las derechas en las elecciones de febrero, y señaló como los principales responsables a los alcaldes socialistas, «esos indignos representantes del Poder Local, verdaderos sátrapas que están deshonrando la República». Pero su intervención junto con la de otros diputados de derechas, quienes al narrar las abusos solo recibieron como respuesta las risas desde los bancos de la izquierda, no sirvió para anular las actas de las elecciones. Stanley G. Payne considera que en las fraudulentas elecciones de Granada y de Cuenca se puso fin «a la menor posibilidad de alternativa por la vía electoral, alentando y abriendo paso a otra clase de opciones». Llega a afirmar que «a partir de ese momento, la "República democrática" era poco más que un recuerdo, aunque tendría una vida muy larga como mero eslogan de propaganda». Sin embargo, según Gabriele Ranzato, «es un hecho que esa dilatación bastante forzada de la mayoría [tras la repetición de las elecciones en Cuenca y en Granada el Frente Popular pasó de 266 diputados a 283] no invalidaba la victoria electoral del Frente Popular... absolutamente legítima».
El discurso que pronunció Prieto en Cuenca el 1 de mayo tuvo una enorme repercusión. En el mismo alertó sobre el peligro de un golpe militar «contra el régimen republicano» que según él estaba ganando cada vez más adhesiones en el Ejército y señaló al general Franco como uno de sus posibles cabecillas, «por su juventud, por sus dotes, por la red de sus amistades en el ejército» (la referencia a Franco también tenía que ver con que este había pretendido presentarse como candidato por Cuenca en las listas de la derecha y luego había renunciado por el veto que le había opuesto el líder de Falange José Antonio Primo de Rivera que también iba en esas listas y que finalmente tuvo que retirarse al no haber sido candidato en la primera vuelta). Pero Prieto también denunció la violencia de las izquierdas porque «en esos desmanes» «no veo signo alguno de fortaleza revolucionaria».

#### La destitución de Alcalá-Zamora y la elección de Azaña como nuevo presidente de la República
El 3 de abril, una vez resuelto el tema de las actas parlamentarias, la izquierda presentó una iniciativa para destituir al Presidente de la República, acusándolo de haber incumplido el artículo 81 de la Constitución que decía:

El presidente podrá disolver las Cortes hasta dos veces como máximo durante su mandato cuando lo estime necesario... En el caso de segunda disolución, el primer acto de las nuevas Cortes será examinar y resolver la necesidad del decreto de disolución de las anteriores. El voto desfavorable de la mayoría absoluta de las Cortes llevará aneja la destitución del presidente.

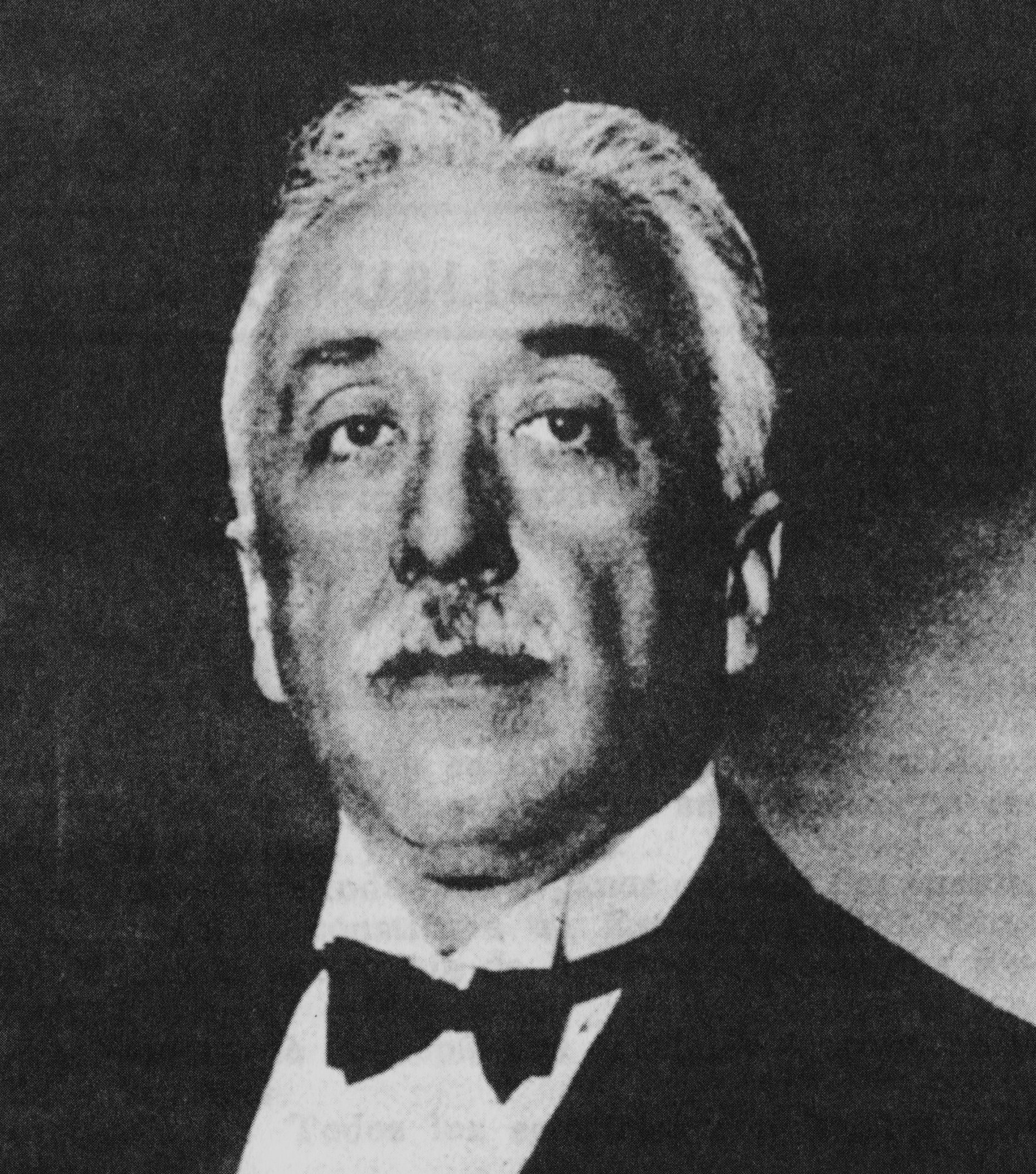
Niceto Alcalá-Zamora.

Como ha señalado el historiador Julián Casanova «nadie quería que Alcalá Zamora siguiera en la presidencia de la República. La CEDA, con Gil Robles a la cabeza, porque creía que les había robado la posibilidad de ocupar todo el poder en diciembre de 1935. La izquierda, y Azaña en particular, no le perdonaba que le hubiera retirado la confianza en septiembre de 1933, lo que significó la caída del Gobierno de Azaña y la ruptura de la coalición entre socialistas y republicanos que había gobernado los dos años anteriores». (Alcalá Zamora aseguró en sus memorias que el líder monárquico José Calvo Sotelo se mostró arrepentido por haber pedido su destitución durante la campaña electoral, pues él era «la única esperanza contra la catástrofe», y le animó a que no dimitiera para que encabezara un «movimiento militar» que restableciera el orden). El historiador José Luis Martín Ramos argumenta que Alcalá Zamora desde que ocupó el cargo «manifestó una permanente voluntad de intervención política personal, que acabó generando la desafección de todas las fuerzas políticas, tanto de la izquierda como de la derecha» y esa voluntad de fiscalizar la actuación de los gobiernos continuó con el del Frente Popular. «Azaña describe que las reuniones del gobierno en las que participó Alcalá Zamora fueron tormentosas, con enfrentamientos constantes en los que el presidente de la República le provocaba deliberadamente para que dimitiera y poder así encargar un nuevo gabinete a su hechura, desde luego en ruptura con el Frente Popular... La actitud provocadora de Alcalá Zamora hizo que la relación fuera insostenible», añade Martín Ramos. Que las relaciones entre Azaña y Alcalá-Zamora eran cada vez más tensas también lo sostiene Stanley G. Payne —la reunión del Consejo de Ministros del 2 de abril presidida por Alcalá-Zamora fue realmente tormentosa—, aunque este historiador atribuye el interés del Frente Popular en destituirlo a que sus líderes «anhelaban el control total de todas las instituciones del país», coincidiendo en esto con la interpretación que hizo el propio Alcalá-Zamora.
En una carta que escribió Azaña a su cuñado Rivas Cherif el 17 de marzo ya le comunicó su voluntad de liberar a la República «del maleficio de Priego» (en referencia a la localidad natal de Alcalá-Zamora) porque lo consideraba el «mayor enemigo» de la República (en las primeras reuniones de los consejos de ministros a las que asistió se había puesto en evidencia, según el testimonio de Azaña, que Alcalá Zamora quería obstruir la acción del Frente Popular). Según Gabriele Ranzato, «lo que Azaña quería a toda costa evitar era que, a la primera ocasión, el presidente se valiera de la facultad que le atribuía la Constitución de disolver la Cámara antes del término de la legislatura para convocar nuevas elecciones». En una de las cartas que había escrito a Rivas Cherif le había dicho: «Don Niceto querría provocarme a dimitir... Ya ha hecho todo lo necesario para que yo salte. Pero no salto. Me contento con decirle atrocidades delante del Gobierno». Azaña temía también, pues, que Alcalá Zamora, en uso de sus atribuciones constitucionales, lo destituyera y nombrara un nuevo presidente del gobierno, a pesar de la mayoría absoluta del Frente Popular en las Cortes. De hecho ese fue el consejo que le dio Joaquín Chapaprieta, un político de su confianza («nombre inmediatamente uno que, con el apoyo de la fuerza armada, restablezca el orden y la autoridad», le dijo). Uno de los posibles candidatos podría haber sido Manuel Rico Avello, ministro de Hacienda en el gobierno de Manuel Portela Valladares. De todas formas, «más allá de su incompatibilidad personal y política», lo que hacía imposible la «coexistencia pacífica» entre Alcalá Zamora y Azaña era «la persistente voluntad de Zamora, a pesar del revés sufrido en las elecciones, de interferir en la acción de gobierno», lo que «no podía ser tolerado por una personalidad fuerte como la de Azaña», aunque Alcalá Zamora pudiera haber sido un contrapeso moderado a la extrema izquierda a la que Azaña «se le hacía cada vez más difícil contener».
Para destituir a Alcalá Zamora siguiendo lo dispuesto en el artículo 81 de la Constitución de 1931 había que establecer en primera instancia que había agotado las dos disoluciones de las Cortes, lo que planteaba un problema jurídico respecto a si se podía contabilizar la de 1933 como la primera, pues en aquella ocasión las Cortes disueltas no eran Cortes ordinarias sino las Cortes Constituyentes elegidas en junio de 1931 (esa era la posición que sostenía Alcalá-Zamora). A pesar de ello las izquierdas decidieron continuar con el procedimiento y el 3 de abril, en la primera sesión ordinaria de las nuevas Cortes, tal como lo establecía el artículo 81, presentaron la moción para votar si efectivamente el presidente de la República había disuelto las Cortes en dos ocasiones. El diputado socialista Indalecio Prieto fue el encargado de defender la propuesta argumentando que la disolución de las Cortes Constituyentes de 1933 había sido la primera. La moción fue aprobada gracias a la mayoría absoluta de la que gozaba la coalición del Frente Popular. La CEDA votó en contra y los monárquicos y los republicanos de derechas y de centro se abstuvieron. El resultado final fue 188 votos a favor y 88 en contra. La propuesta del diputado de la Lliga Joan Ventosa de que la cuestión de si Alcalá-Zamora había disuelto las Cortes por dos veces la resolviera el Tribunal de Garantías Constitucionales había sido rechazada previamente por las izquierdas —Manuel Portela Valladares al ser interpelado por Ventosa para que le apoyara se desentendió del asunto y Miguel Maura le recriminó haber abandonado a Alcalá-Zamora que era quien le había nombrado presidente del gobierno—. Tras conocer el resultado de la votación Alcalá-Zamora no hizo ninguna declaración, ni tomó ninguna iniciativa. Chapaprieta volvió a visitarle y de nuevo le aconsejó que destituyera a Azaña y nombrara a otro presidente del gobierno, que contara sobre todo con el respaldo de las fuerzas armadas para restablecer el orden. Alcalá Zamora prefirió seguir el consejo de su hijo mayor, Niceto Alcalá-Zamora y Castillo, catedrático de Derecho procesal en la Universidad de Valencia, que le dijo que no opusiera resistencia.

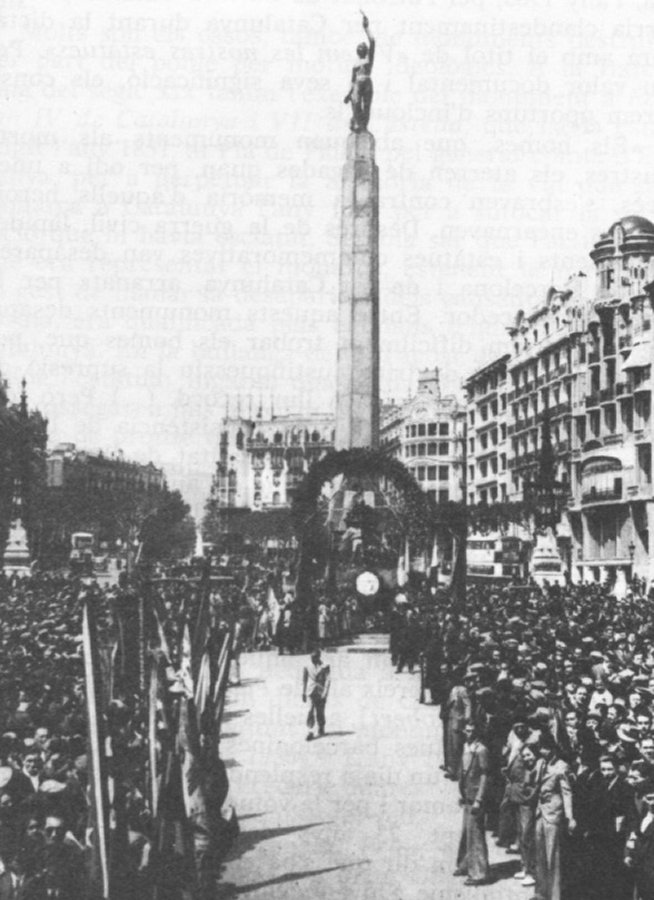
Acto inaugural del obelisco en homenaje a la República de la Plaza de Pi y Margall de Barcelona, encabezado por Lluís Companys, presidente de la Generalitat de Cataluña (12 de abril de 1936).

La segunda sesión parlamentaria del proceso de destitución se celebró en la tarde del 7 de abril. Poco antes de que comenzara el presidente de las Cortes Diego Martínez Barrio hizo un último intento para que Alcalá-Zamora dimitiera pero no lo consiguió —unos días antes, según reflejó Alcalá-Zamora en sus memorias, un grupo de diputados centristas encabezados por Adolfo González Posada le habían invitado a resistir en «mi cargo cuanto pueda, porque mi salida es la pérdida de toda esperanza»; por otro lado, el embajador de Brasil le había ofrecido asilo diplomático por si era objeto de alguna represalia—. La moción presentada por el Frente Popular en la que se defendía la ilegalidad de la segunda disolución, y cuyo portavoz fue de nuevo Indalecio Prieto, fue aprobada por 238 votos a favor y 5 en contra (los del grupo de Manuel Portela Valladares, que no quisieron abstenerse como les había pedido el propio Alcalá-Zamora para no legitimar con su voto una acción que él consideraba ilegal), mientras que la derecha se ausentó de la votación. En consecuencia Alcalá Zamora fue destituido de su cargo como presidente de la República y el presidente de las Cortes, Diego Martínez Barrio, asumió interinamente la presidencia. El líder de la CEDA Gil Robles y el de los monárquicos Calvo Sotelo coincidieron en considerar la destitución de Alcalá Zamora como un golpe de Estado, a pesar de que Calvo Sotelo sostuvo que Alcalá Zamora se merecía la destitución. Gil Robles destacó la contradicción de las izquierdas pues o reconocían que la disolución había sido justa o debían renunciar a sus escaños. En un sentido parecido se manifestó el republicano conservador Miguel Maura («Habéis cogido el artículo 81 y lo habéis retorcido para poder decir que las Cortes estaban innecesariamente disueltas cuando todos nosotros, y yo entre vosotros, hemos estado pidiendo a gritos que las Cortes se disolvieran»). Azaña ya había manifestado en privado que era una contrasentido destituir a Alcalá Zamora por haber convocado las elecciones que habían dado como resultado el triunfo del Frente Popular cuando la izquierda se había pasado los dos años en que había gobernado el centro-derecha pidiendo la disolución de las Cortes. Pero, como ha destacado Gabriele Ranzato, Azaña (y toda la izquierda) optó por «desacreditarse a sí mismo, también frente a sus electores más propensos a la coherencia política, proponiendo a la Cámara declarar no necesaria esa disolución de las Cortes... a consecuencia de la cual el Frente Popular gobernaba el país». El periodista Manuel Chaves Nogales escribió en Ahora: «Jornada histórica la de ayer; pero mala jornada». El periódico socialista caballerista Claridad, en cambio, festejó el resultado pues Alcalá Zamora, de «mentalidad monárquica» y «conciencia católica», «sólo buscaba el medro personal».

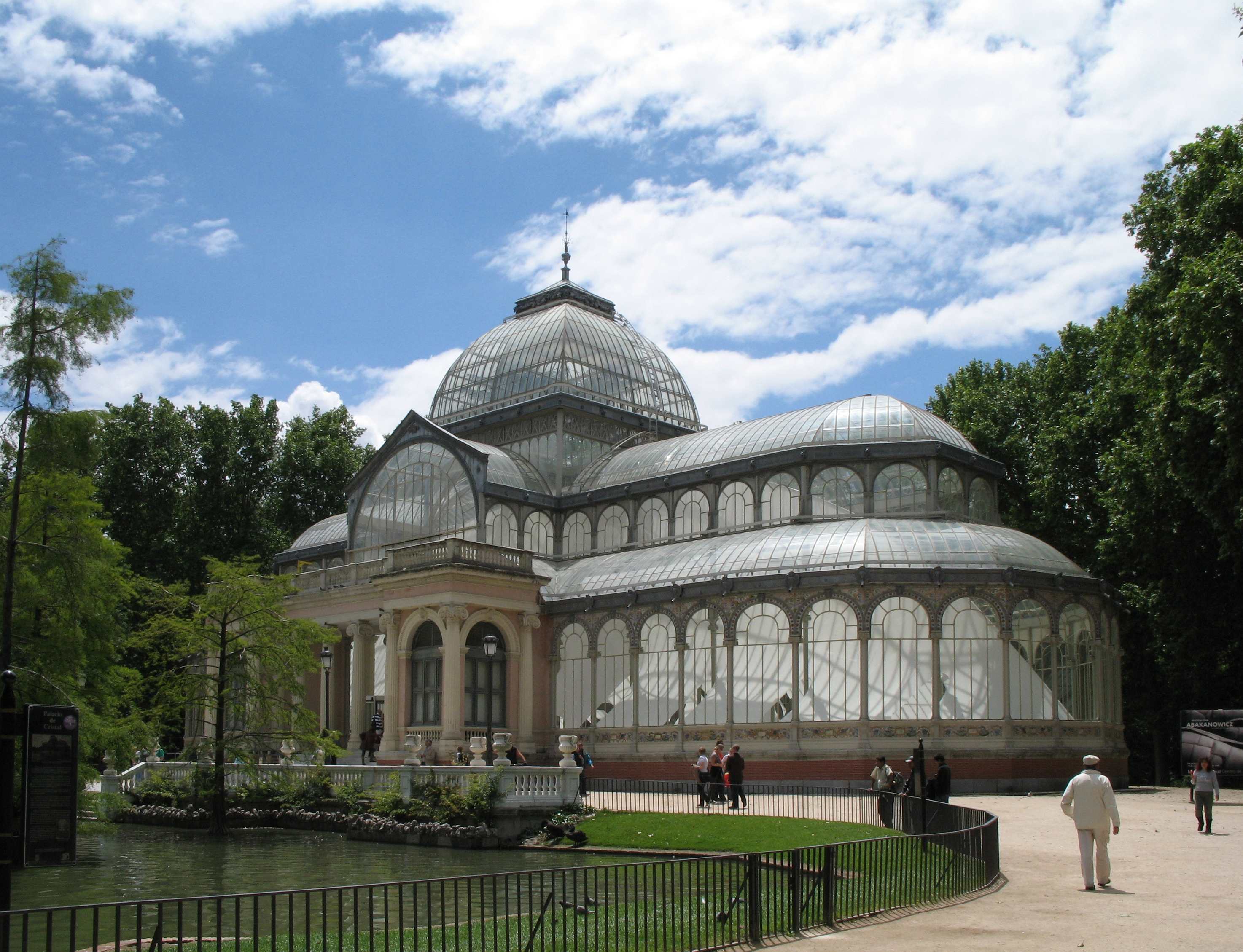
Palacio de Cristal del Parque del Buen Retiro de Madrid donde Manuel Azaña fue investido como nuevo presidente de la República el 10 de mayo de 1936.

Diecinueve días después, el 26 de abril, se celebraron las elecciones de compromisarios establecida por la Constitución. El candidato del Frente Popular a ocupar la presidencia de la República fue su líder Manuel Azaña. Largo Caballero y los comunistas se habían opuesto a la candidatura de Azaña y propusieron sin éxito en su lugar a Álvaro de Albornoz. También la mayoría de miembros del partido de Azaña Izquierda Republicana (IR) se habían opuesto pues temían que su salida del gobierno lo debilitaría (y también al partido). Los más vehementes habían sido Santiago Casares Quiroga, que llegó a amenazar a Azaña con retirarse de la política y marcharse de España si mantenía la candidatura, y Marcelino Domingo, que advirtió de las «consecuencias desastrosas» de la misma. Mariano Ansó, también miembro de IR, escribió en sus memorias publicadas en 1976, que Azaña se convenció de «la inutilidad de sus esfuerzos como gobernante» y de que «acaso su nueva misión consistía en arbitrar aquellas luchas que política y socialmente le habían desbordado. Nos costó mucho a sus incondicionales plegarnos a la dura realidad». Esta valoración la comparte en gran medida el historiador Luis Romero: «Ese debatirse en la impotencia fue una de las causas que empujarían a Azaña a cambiar la jefatura del gobierno por la presidencia de la República». «Estaba ahora asqueado y decepcionado. Los socialistas, y en particular su ala izquierda, aunque González Peña y otros prietistas no se quedaron atrás, apoyados por los comunistas, que acrecentaban su número, poder e influencia, le imposibilitaban cualquier obra de gobierno, pues mientras en el Parlamento le votaban, en la calle, en la prensa, en los mítines y en sus propósitos retiradamente expuestos, estaban resultando sus peores enemigos. En esas condiciones no podía gobernar: Sánchez Román, Indalecio Prieto y Miguel Maura le aconsejaban que aceptara la presidencia y auguraban, quizá sin convicción, que desde la cúspide le resultaría factible ejercer una influencia moderadora, contando siempre con el gobierno de Prieto como telón de fondo».

Estandarte presidencial de Manuel Azaña.

Azaña explicó así en privado su decisión de aceptar ser el candidato del Frente Popular a ocupar el puesto de presidente de la República:

Desde que se produjo la vacante pensé que no habría más solución que de ocuparla yo. Lo pensaba desde hace mucho tiempo, y ya el verano pasado, antes de formarse el Frente y disolverse las Cortes, al ver la oleada de azañismo, solía decir, y muchos lo oyeron que yo no podía ser más que presidente de la República, no solo por mi comodidad, sino porque es el único modo de que el "azañismo" rinda todo lo que puede dar de sí, en vez de estrellarlo en la presidencia del Consejo.

La participación en las elecciones de compromisarios fue baja, en torno al 40 %, debido fundamentalmente a que las derechas decidieron no presentar ningún candidato y no hacer campaña electoral. La CEDA justificó su decisión en una nota de prensa en la que decía que «subsisten íntegramente el espíritu de violencia y las normas de arbitrariedad que obligaron a la CEDA a decidir su abstención en las, al fin no celebradas, elecciones municipales. [...] En una palabra: a pesar de estar en pleno periodo electoral, la persecución contra nuestras fuerzas y la arbitrariedad gubernativa han alcanzado extremos tales que, no ya la libertad de sufragio, sino los más elementales derechos naturales del hombre no tienen, en regiones enteras, la más pequeña garantía... Ir a las elecciones en circunstancias tales equivaldría a reconocer como legítima y normal una consulta al pueblo que no va a ser más que una ficción, y exponer inútilmente a nuestros afiliados a persecuciones y represalias». Azaña obtuvo 358 mandatos, y 63 la parte de la oposición que no se había abstenido de presentarse a las elecciones. Así el 10 de mayo de 1936 era investido en el Palacio de Cristal del Parque del Buen Retiro de Madrid nuevo presidente Manuel Azaña, por 754 votos (entre compromisarios y diputados), 88 en blanco (de la CEDA) y 32 para otros políticos. El socialista Juan Simeón Vidarte recordó muchos años después lo que sucedió tras la votación:

Al conocerse el resultado, estalla una clamorosa ovación y muchos vivas a la República y al presidente Azaña. Cuando cesan los aplausos, socialistas y comunistas en pie cantamos La Internacional; a nosotros se nos unen gran número de personas en las tribunas de invitación y de la prensa. Cuando hemos terminado de cantarla, se oyen grandes vivas a Asturias, a Peña y a Largo Caballero; los catalanes, puestos en pie, cantan Els segadors, y cuando ellos terminan cantan los vascos el Gernikako Arbola. Los himnos de Cataluña y Vasconia son también muy aplaudidos.

Al día siguiente Azaña prometió su cargo en un acto solemne celebrado en la sede de las Cortes. Con el ascenso de Azaña a la Jefatura del Estado se privó «a la República de la actividad de su mejor político y hombre de gobierno», afirma Luis Romero. Este autor se pregunta: «¿Suponía Azaña que desde la presidencia podría influir con mayores probabilidades de éxito para conseguir la pacificación del país? ¿Aceptó la presidencia en un momento de desánimo y en razón del estado de impotencia con que se enfrentaba con sus enemigos de la derecha y la izquierda?».

#### El veto de loscaballeristasa Indalecio Prieto: Casares Quiroga, nuevo presidente del gobierno
El debate entre los historiadores de si cuando Azaña aceptó presentarse a la elección para la Presidencia de la República había acordado con el socialista "centrista" Indalecio Prieto que este ocuparía su lugar al frente del gobierno sigue abierto. Una prueba a favor de la existencia del acuerdo fue el empeño que puso Prieto en sostener la candidatura de Azaña. Pero el proyecto de Azaña de nombrar a Prieto presidente del gobierno —le hizo la propuesta el 12 de mayo—, para de esa forma reforzar su posición con la entrada de los socialistas en el mismo, no cuajó por la oposición del ala caballerista del PSOE y de la UGT que se ratificó en el acuerdo de seguir fuera del gabinete. A lo que se negaban en redondo los caballeristas era a la reedición del gobierno republicano-socialista de 1931-1933 porque ellos a lo que aspiraban era a la revolución socialista, no a volver a las políticas reformistas del primer bienio. El 8 de mayo el Comité Ejecutivo de UGT, presidido por Francisco Largo Caballero, lanzó la siguiente amenaza: «La Unión General de Trabajadores dará por cancelados sus compromisos con el Frente Popular si se forma un gobierno en el que entren elementos socialistas y recabará su libertad de acción en defensa de los intereses de la clase trabajadora». En esto recibió el apoyo del Partido Comunista de España. Esta postura del sector caballerista de «bloquear una decisión política para dejar las cosas como estaban, sin solucionarlas,», según José Manuel Macarro Vera, «no reflejaba sino vacuidad. Ahora resultaba que el pacto del Frente Popular no había sido una necesidad frente al avance de la derecha, y por lo mismo, porque era un pacto que tenía que englobar a las clases medias, se había constreñido a unos términos moderados que aglutinasen a todos aquellos que quería salvar cuanto significaba la República. Para los caballeristas el Frente Popular no era más que una nueva estación de paso hacia la República social, en la que la amenaza derechista parecía no existir. [...] La única estrategia, pues, de los caballeristas de la Unión General era paralizar a los prietistas del PSOE, y en esto tuvieron un éxito sobresaliente».
Tras conseguir la aprobación de la comisión ejecutiva del PSOE sin dificultades, Prieto presentó su candidatura a la presidencia del gobierno ante el grupo parlamentario socialista —donde los caballeristas contaban con una amplia mayoría—, aunque no directamente sino mediante la propuesta de «que se constituya un gobierno en el que estén representadas más cabalmente las fuerzas del Frente Popular, para realizar un programa al que servirá de base mínima el programa del Frente Popular». Por su parte el caballerista Álvarez del Vayo presentó otra de signo contrario: «que se constituya un gobierno republicano capaz de llevar a una rápida realización el programa del Frente Popular». El resultado de la votación fue contundente: la propuesta de Prieto solo fue apoyada por 19 diputados, la de Álvarez del Vayo por 49. En consecuencia Prieto, que no quería provocar una escisión en el PSOE por lo que no convocó al Comité Nacional del partido que probablemente hubiera aprobado la propuesta y tampoco quería poner en peligro el Frente Popular, le comunicó a Azaña su renuncia a formar gobierno. Prieto hizo pública la siguiente nota de prensa explicando su decisión:

Los obstáculos verdaderamente extraordinarios con que  a virtud de las circunstancias tropezaría cualquier socialista en la empresa de presidir el Gobierno, se acrecentarían mucho tratándose de mí, por la animosidad con que me distingue cierto sector del partido en que milito, animosidad que ahora, a efectos públicos, carece de trascendencia, pero que la tendría considerable si yo ocupara la jefatura del Gobierno, ya que se traduciría en entorpecimiento a la gestión ministerial y en quebrantamiento del Frente Popular, cuya integridad es indispensable mantener a toda costa.

Además de no provocar una escisión en el PSOE y la consiguiente ruptura del Frente Popular, «cuya integridad es indispensable mantener a toda costa», también pudo influir en la decisión de Prieto que no quería ser el Gustav Noske español puesto que para restablecer el orden y acabar con la violencia y la insubordinación social su gobierno tendría que haber emprendido una intensa acción represiva contra sus propios compañeros socialistas. Gabriele Ranzato sostiene que con su renuncia Prieto «tal vez había perdido una gran ocasión para evitar la guerra civil». Una posición similar sostiene Stanley G. Payne cuando afirma que «muy posiblemente habría logrado una mayor eficacia y responsabilidad, y habría cerrado el paso al camino hacia el 18 de julio». Por el contrario, José Luis Martín Ramos afirma que «que Prieto no estuviera al frente del ejecutivo como máximo pudo mermar capacidad de maniobra, aunque no hay que exagerar las posibilidades personales y hacer de Prieto el protagonista de una "ocasión perdida". El principal perjudicado del episodio de mayo de 1936 no fue la República, ni siquiera todavía el Frente Popular, sino el propio socialismo que entró en barrena hacia la ruptura, a pesar del intento de Prieto por no precipitarlo». José Manuel Macarro Vera concluye, por su parte, que los caballeristas consiguieron «lo que querían, paralizar a la ejecutiva [del PSOE] y su proyecto de fortalecer gubernamentalmente al Frente Popular. Las advertencias de Prieto sobre una conspiración militar eran, como se conoce que dijeron sus enemigos socialistas, producto de su menopausia... Lo que importaba era el poder obrero, aunque ni siquiera este hubiese cuajado en nada».
Tras la renuncia de Prieto y la posterior negativa de Diego Martínez Barrio a la propuesta de Azaña de que fuera presidente del gobierno, el 13 de mayo ocupó el cargo uno de sus colaboradores más fieles, Santiago Casares Quiroga (quien también asumió la cartera de Guerra). Según Diego Martínez Barrio, cuando se anunció el nombramiento de Casares Quiroga como nuevo jefe del Gobierno, «la opinión pública y los propios grupos de Frente Popular no ocultaron su sorpresa y su disgusto». Según su cuñado Cipriano Rivas Cherif, el propio Azaña tampoco estaba seguro de haber acertado con la elección, pero no encontró otra opción. Esto último es compartido por Luis Romero: «Pero ¿acaso se le ofrecieron a Azaña opciones mejores? ¿Quién tenía talla suficiente para gobernar en aquellas condiciones?».
Se ha debatido si Azaña siempre pensó en situar al frente del gobierno a un miembro de su partido de su absoluta confianza como Casares Quiroga para de esa forma dirigir él el ejecutivo por persona interpuesta, dando lugar a una forma encubierta de «presidencialismo». Así lo creyeron políticos tan dispares como Largo Caballero o Martínez Barrio. Hidalgo de Cisneros, ayudante militar de Casares Quiroga, también lo recogió en sus Memorias desde el exilio: «Don Santiago Casares no daba un paso sin consultar con Azaña. No eran aquellas las relaciones normales entre un presidente de la República y el jefe del Gobierno. Lo que pasaba es que, en la práctica, Azaña seguía siendo el ministro de la Guerra y el presidente del gobierno. Esta situación, esta supeditación casi absoluta era poco conocida en España, pero la realidad es que Casares, que no tenía nada de terrible, estaba completamente dominado por el nuevo presidente». Sin embargo, el historiador Stanley G. Payne considera que «aunque mantenía un contacto personal constante con el nuevo presidente del Consejo y, sin duda, le dio numerosas indicaciones, [Azaña] ya no intervenía directamente, rechazando el estilo de Alcalá-Zamora».

### La oleada de huelgas de mayo a julio

#### La conflictividad social en las ciudades: el «frenesí huelguístico»

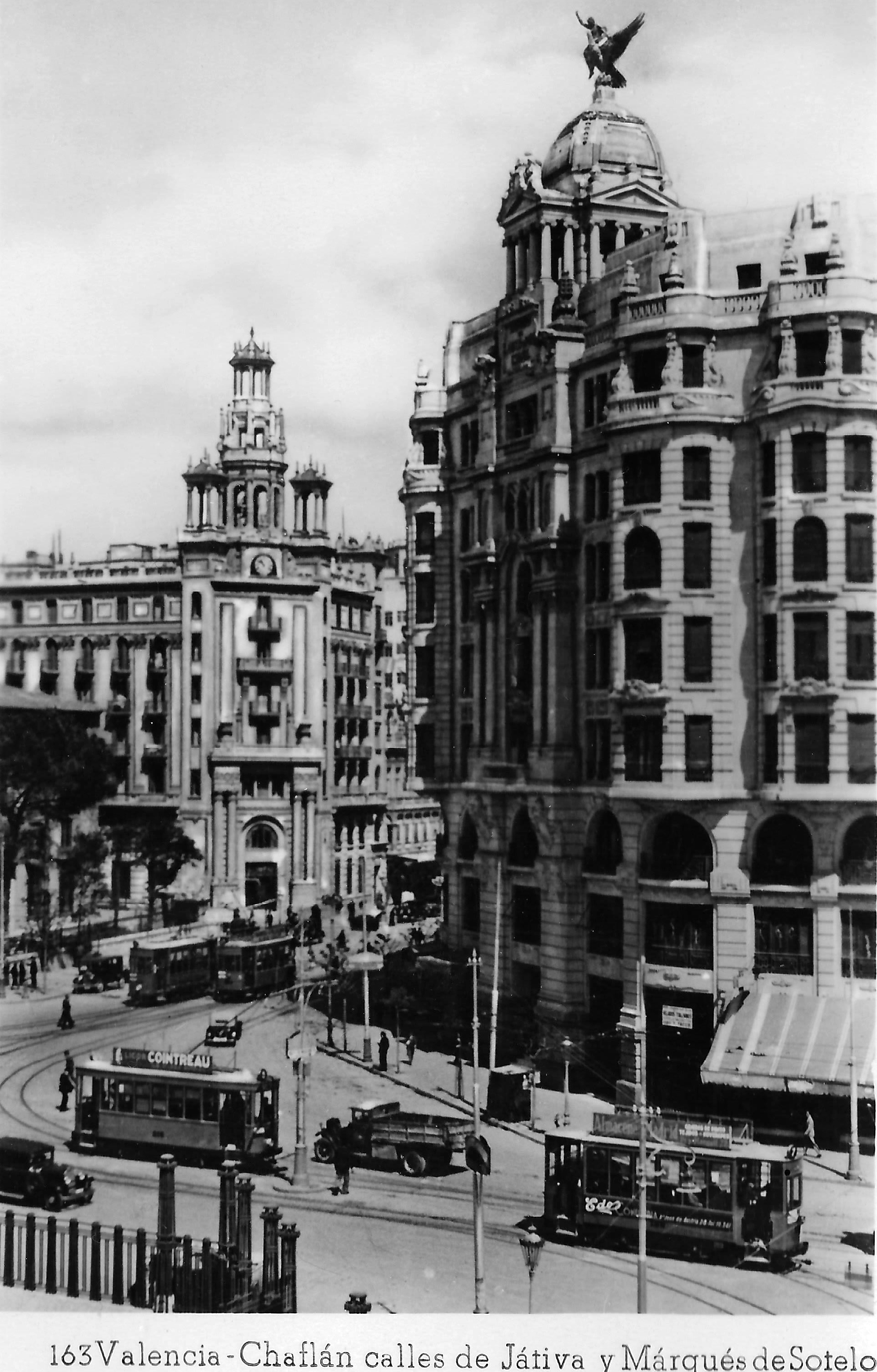
Vista de dos céntricas calles de la ciudad de Valencia. El movimiento huelguístico afectó a todos los sectores incluidos los servicios, como el transporte, por lo que tuvo una notable influencia sobre la vida cotidiana de la gente.

«Al finalizar la agitación motivada por las readmisiones, los sindicatos aprovecharon su nueva posición de fuerza para plantear, en las discusiones sobre nuevas bases de trabajo, exigencias que los patronos juzgaron desorbitadas. La movilización obrera y la resistencia patronal a nuevas concesiones produjeron el movimiento de huelgas más generalizado de los habidos en toda la República...». Hubo tantas huelgas como en todo 1933, que hasta entonces había sido con mucho el periodo más conflictivo. «La depresión económica se estaba sintiendo en toda su crudeza». Coincidieron con una oleada de huelgas en el campo, hasta tal punto que «los desórdenes mayores no se produjeron en las ciudades, sino en las comarcas rurales de Castilla la Nueva y del sur del país».
El principal impulsor de las huelgas fue la UGT, controlada por el sector caballerista del socialismo español, con la «intención, más o menos explícita», según Gabriele Ranzato, «de imposibilitar la supervivencia de las empresas para determinar el hundimiento del sistema capitalista». El diputado socialista centrista Ramón González Peña, uno de los dirigentes de la Revolución de Asturias de octubre de 1934, llamó la atención de su grupo parlamentario sobre la forma en que la UGT estaba realizando las huelgas pues en su mayoría no respondían a los procedimientos tradicionales de los socialistas, a lo que sus compañeros caballeristas le respondieron que la culpa no era de los huelguistas sino de las derechas que durante sus dos años de gobierno habían dejado sin contenido la legislación social. El periódico caballerista Claridad advirtió que calificar de inoportunas a las huelgas ya iniciadas era traicionarlas.
Por su parte, la anarcosindicalista Confederación Nacional del Trabajo (CNT), que según Julián Casanova «no tuvo especial protagonismo en ese movimiento huelguístico», se mostró más moderada que la UGT en los lugares donde era dominante —como en Barcelona, Sevilla y Zaragoza— presentando «reivindicaciones aceptables para los patronos» y buscando el «entendimiento con las autoridades republicanas», pero allí donde competía con el sindicato socialista para atraerse a los trabajadores se mostró más dura e intransigente que la UGT como en Madrid o en Málaga (en esta última ciudad se produjeron enfrentamientos a tiros entre cenetistas y ugetistas, estos últimos comunistas, que produjeron varios muertos). A finales de junio Solidaridad Obrera, el órgano de prensa de la CNT, admitió que las huelgas se estaban desmandando e hizo un llamamiento a la moderación. Por otro lado, el PCE también hizo un llamamiento similar.
El problema más acuciante era el paro, que en marzo ya había alcanzado al 8,6 % de los trabajadores. Para las organizaciones obreras, e incluso para algunos republicanos, la solución al desempleo se encontraba en obligar a las clases acomodadas a dar trabajo independientemente de la situación económica por la que atravesaran. Como dijo un concejal republicano en el Ayuntamiento de Huelva la creación de empleo era una «obligación inexcusable» de «la clase que representa la riqueza o capital», «de proporcionar trabajo a los innumerables obreros en paro». Este concejal llegó a proponer que, al igual que se hacía en el campo, se repartieran los obreros en paro entre los patronos con un jornal de 5 pesetas diarias garantizado, e incluso animó a los parados a «ir a casa de los ricos a cobrar el jornal sencillamente, si estos no prefieren darles trabajo». La medida que más a menudo proponían las organizaciones obreras era la reducción de la jornada laboral, con el mismo salario o con uno superior, para así «repartir el trabajo», sin importar que eso supusiera un notable aumento de los costes laborales para las empresas en un momento en que las ventas estaban estancadas o disminuían, lo que les podía abocar a la quiebra con el consiguiente aumento del desempleo. El desconocimiento de las cuestiones económicas era, pues, absoluto, pero no solo entre los militantes más modestos sino también entre sus líderes. En el debate sobre el programa económico del gobierno que Azaña presentó en las Cortes (que incluía medidas fiscales para financiar un programa de obras públicas y la contención de los salarios para restablecer los equilibrios básicos de la economía) el líder comunista José Díaz Ramos se limitó a pedir la semana de 44 horas y el portavoz de los socialistas caballeristas tampoco supo qué decir. Los únicos que se mostraron dispuestos a apoyar el programa económico de Azaña fueron, irónicamente, el monárquico José Calvo Sotelo y el diputado de la Lliga Joan Ventosa, siempre que les convencieran las medidas concretas que se propusieran.
Como ha destacado José Manuel Macarro Vera para el caso de Andalucía, «posiblemente» en las organizaciones obreras y entre algunos republicanos «la herencia de una mentalidad precapitalista pesaba demasiado... El industrial o el agricultor desaparecían como agentes económicos para convertirse en sujetos de deberes con la comunidad. La disolución de la categoría económica en otra moral aumentaba el problema que pretendía solucionar, pues descargaba sobre el tejido productivo unas obligaciones económicas que lo debilitaban, hasta amenazarlo con el colapso en muchas ocasiones, ahondando su crisis y, consecuentemente, el mal que pretendía erradicar, el paro». Por ejemplo, el sindicato de bebidas de la UGT de Sevilla, controlado por los comunistas, interpretó la subida de las materias primas como una maniobra empresarial para negarse a aceptar subidas salariales cuando era debida al grave problema de la creciente deuda externa española.
Lo que algunos diarios republicanos llamaron «epidemia de huelgas» comenzó el mes de mayo y fue tal su número y extensión que durante ciertos periodos lograron paralizar la actividad productiva de gran parte de los sectores económicos y afectaron gravemente al normal desarrollo de la vida cotidiana porque también pararon trabajadores de los servicios (ascensoristas, mozos de carga, transportistas, camareros, cocineros, trabajadores del matadero, dependientes del comercio, quiosqueros, trabajadores portuarios, peluqueros, personal de los hoteles, empleados de las gasolineras... e incluso los toreros) y de los servicios públicos (trabajadores de las compañías del gas, el agua y la electricidad, barrenderos, ferroviarios, conductores de tranvías y autobuses), incluso algunos que nunca antes lo habían hecho. En Sevilla hubo también «huelga de alquileres» que encontró la comprensión de los Guardias de Asalto, que se negaron a quitar los carteles incitando a no pagar las rentas de las viviendas, porque ellos también eran inquilinos. El movimiento se extendió a Huelva, y los «huelguistas» amenazaron con no pagar tampoco los recibos de la electricidad y del agua (se colgaron carteles que decían «No pagamos agua ni luz. Muera el Gobernador fascista. UHP»).

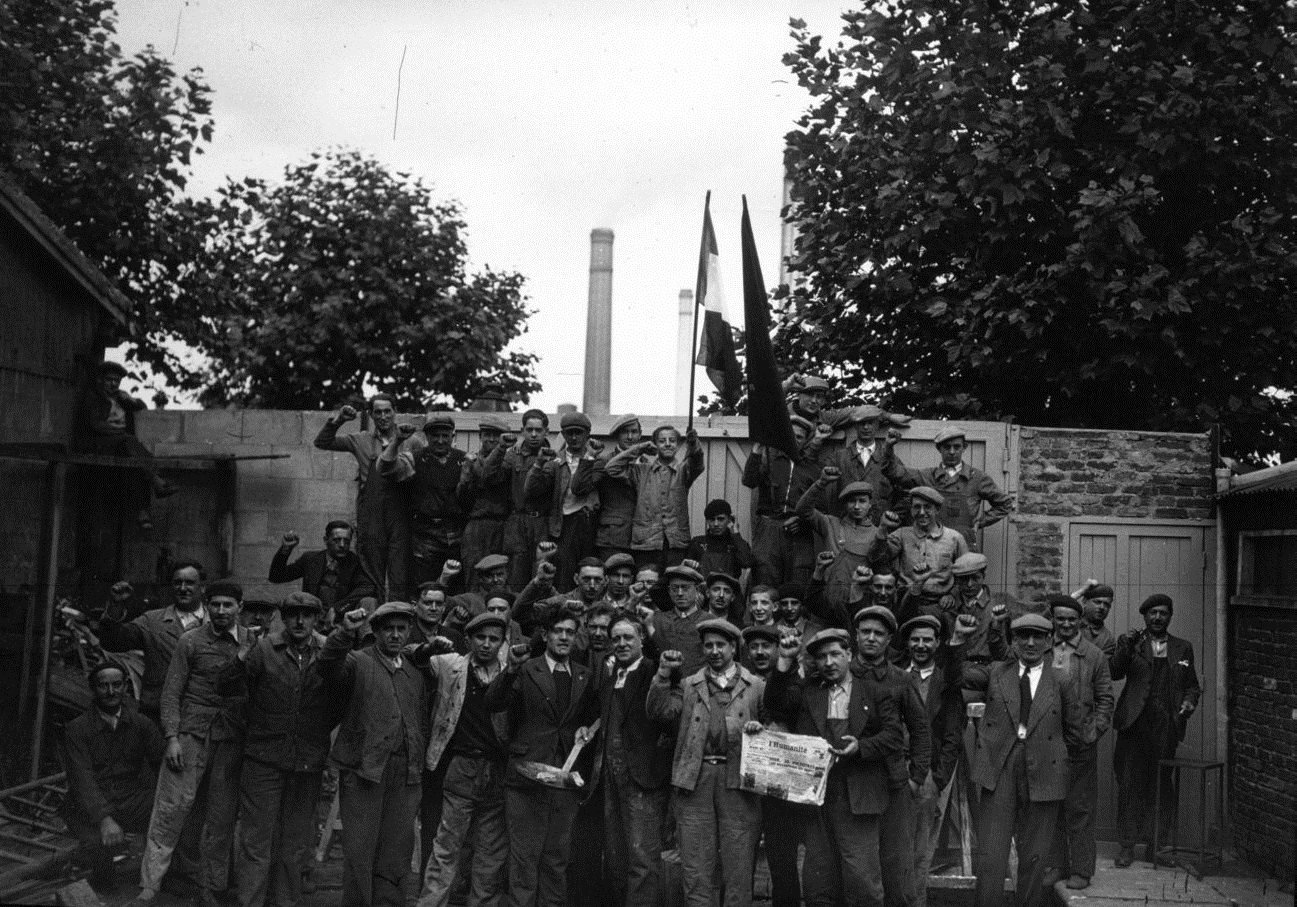
Huelguistas ocupando una fábrica metalúrgica en la banlieue de París. El movimiento huelguístico francés influyó en el español, aunque presentó notables diferencias (en España, por ejemplo, no se produjeron ocupaciones de fábricas). La más importante fue que en Francia las huelgas se mantuvieron dentro del marco reivindicativo y no pretendieron cambiar el modelo socio-económico. Los partidos y los sindicatos obreros franceses, a diferencia de los españoles, no pretendían hacer la revolución sino conseguir una notable mejora de las condiciones de vida de los trabajadores aprovechando la victoria en las elecciones del Frente Popular.

El «frenesí huelguístico» (Ángel Ossorio se preguntaba en Ahora: «¿a quién apetece el frenesí actual? ¿A quién aprovecha?») coincidió con el que se produjo en Francia tras el triunfo en las elecciones del Frente Popular francés y los dos movimientos se influyeron mutuamente. El epicentro del movimiento huelguístico fue Madrid, de la misma forma que en Francia lo fue París y su banlieu. Pero, como ha señalado Gabriele Ranzato, en Francia no había ningún «Octubre de 1934» que vengar, por lo que allí no se alcanzaron ni remotamente los niveles de violencia españoles, y, sobre todo, en Francia las huelgas se mantuvieron «dentro de un marco reivindicativo y los partidos de los trabajadores [contribuyeron] a su moderación en vez de soplar como en España... sobre las brasas subversivas y revolucionarias».
A diferencia de Francia donde sectores industriales enteros se pusieron en huelga (y donde proliferaron las ocupaciones de fábricas que en España fueron casi inexistentes), la única huelga con carácter nacional fue la de los tripulantes de la marina mercante, que duró una semana, bloqueando durante ese tiempo los buques de transporte y los puertos (consiguieron un gran aumento salarial, la reducción de jornada e importantes ingresos complementarios, lo que supuso el aumento de los costes para las navieras con la consiguiente reducción de su competitividad internacional, algo que ya había advertido el socialista centrista Indalecio Prieto; algunos barcos quedaron por esta razón amarrados a puerto). Sí que hubo huelgas generales locales o provinciales, que en ocasiones duraron varios días. Algunas de estas huelgas generales se debieron a motivos políticos, en particular como respuesta a atentados sufridos por militantes de izquierda. Otras no tenían un motivo económico específico sino que se realizaban en protesta por las duras condiciones de vida de los trabajadores, en especial contra el desempleo. Pero la mayoría se convocaban en solidaridad con algún sector que estaba en huelga y de esa forma se incrementaba la presión para que los patronos cedieran a sus demandas o  volvieran a contratar a los trabajadores despedidos.
Sin embargo, lo más frecuente no eran las huelgas generales sino «el goteo de conflictos sindicales que surgen aquí y allá en muchas medianas y pequeñas empresas de los ramos más diversos». En Madrid, en cambio, fueron sectores enteros los que pararon. La huelga-preludio fue la de la fábrica de cervezas El Águila que comenzó a finales de abril (y que acabó arrastrando a todas la fábricas de cerveza), coincidiendo con la aprobación el 28 de abril en asamblea (celebrada en la Plaza de toros de Las Ventas con la asistencia de 20 000 personas) de las bases de trabajo del sector de la construcción que pensaban presentarse a la patronal. El primer sector en ponerse en ponerse en huelga fue la industria de la confección (donde la mano de obra femenina predominaba y que se mostró muy combativa), seguida de la de perfumes y cosméticos y de la industria maderera y carpintería, y la de los camareros y hostelería, y culminando con la construcción, con mucho el sector productivo más importante de la ciudad, y que fue el conflicto de mayor duración y resonancia. La huelga de la construcción de Madrid —«quizá la huelga más llamativa y conflictiva»— se inició el 1 de junio (cerca de 80 000 trabajadores pararon; 110 000, si se suman los sectores afines) por el rechazo de la patronal, que la consideraba exorbitante, a la plataforma reivindicativa conjunta de la CNT y de la UGT que incluía un aumento salarial muy importante (se pedía una subida del 15% para los oficiales y del 56 % para los peones de albañil), la semana de 36 horas (cuando lo  normal en el sector es que superara las 40 horas) y las vacaciones pagadas de tres semanas de duración (inexistentes entonces). La huelga se prolongó hasta el punto de que cuando se produjo el golpe de Estado de julio de 1936 todavía continuaba por la negativa de la CNT a aceptar la propuesta del jurado mixto que sí aprobaron los albañiles afiliados a la UGT (propuesta que incluía la jornada de 40 horas y un aumento salarial del 15 %). La pugna sindical UGT-CNT en la construcción en ocasiones se dirimió a tiro limpio.

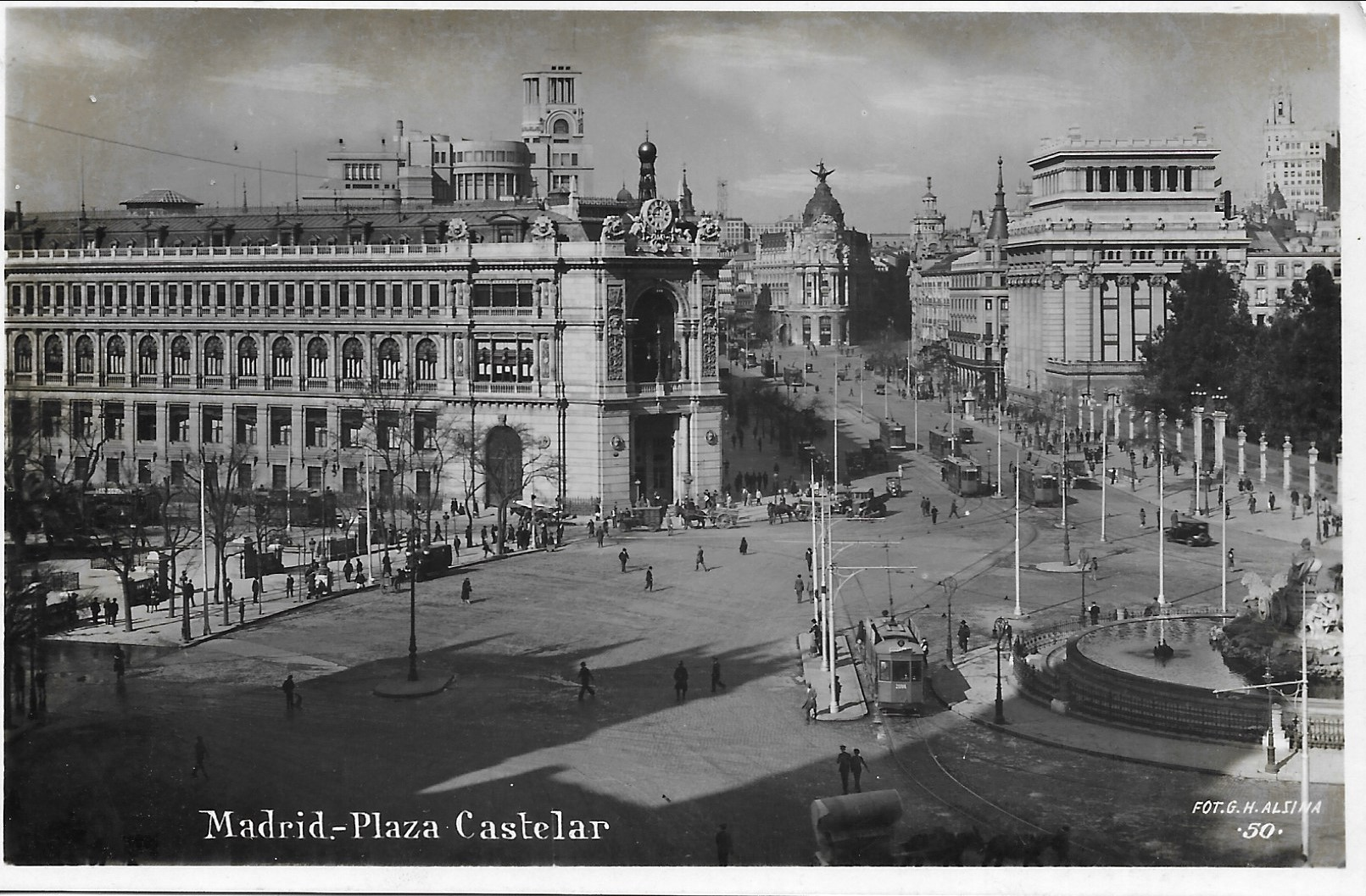
Vista de la plaza de Emilio Castelar de Madrid. La capital de España fue el principal centro huelguístico como lo fue París y su banlieue en Francia.

Las huelgas en Madrid fueron organizadas por los sindicatos pertenecientes a la UGT o a la CNT y no fueron meros conflictos laborales o gremiales sino que fueron concebidas desde el principio como huelgas generales de los sectores afectados. «Todas salieron a la calle, ocupando la vía pública, en lugar del centro de trabajo, por lo que fueron perfectamente visibles: mujeres desfilando puño en alto, camareros arrojando bombas y petardos a escaparates o establecimientos y, en particular, miles de albañiles y peones llenando plazas de toros en asambleas magnas y sentándose en solares abiertos..., por lo que su fisonomía era la de una protesta masiva y pública dirigida a todos los patronos en su conjunto y, en general, a los que podían regular horarios y jornales en el mundo del trabajo. [...] Las peticiones oscilaban entre el reingreso de los despedidos de octubre y un nuevo marco de relaciones laborales, basado sobre todo en la reducción de jornada, que se veía como una posibilidad para el reparto del trabajo. [...] Todas [las huelgas] tuvieron episodios violentos y enfrentamientos agrios entre trabajadores, en particular en las que intervino la CNT...». Sin embargo, prácticamente todas las huelgas, con la excepción de la construcción que continuaba cuando se produjo el golpe, se resolvieron mediante laudos de un jurado mixto, a pesar del rechazo de la CNT a los mismos (quería que fueran los patronos en carne y hueso los que firmasen la aceptación de las reivindicaciones). En algunos de esos laudos se redujo a 40 las horas de trabajo semanal. Los jurados mixtos habían sido repuestos por un decreto del 30 de mayo pero el gobierno se plegó a las exigencias de UGT que quería que fuesen restablecidos como en 1931, es decir, que no estuvieran presididos por jueces y fiscales, sino por las autoridades locales que en su mayoría eran socialistas lo que les proporcionaba el control de los mismos, y ello a pesar de que esto contravenía lo acordado en el pacto electoral en el que se decía que serían reimplantados respetando la independencia entre las partes.
El «frenesí huelguístico» (una expresión que a José Luis Martín Ramos no le parece adecuada pues presupone implícitamente que la huelga es un «mal intrínseco» y no el «el principal recurso de presión de la clase trabajadora») no quiere decir, según Julián Casanova, que imperara el «desorden civil» pues muchas de las huelgas acabaron con acuerdos gracias al restablecimiento de los jurados mixtos, aunque por culpa de la sublevación militar de julio tuvieron poco tiempo para demostrar su eficacia. Gabriele Ranzato, por el contrario, sostiene que la oleada de huelgas puso al país «al borde del colapso económico y social, hasta el punto de provocar reacciones no solo en la derecha, sino también en el ámbito de la izquierda republicana». Cita por ejemplo un artículo de Política, el periódico del partido de Azaña, en el que se decía el 24 de mayo: «el obrero, el sindicato, tendrán que actuar en el campo de las realidades económicas, reconociendo que para que la producción tenga existencia y las aspiraciones proletarias de mejorar puedan tener efectividad hay que huir del trauma diario, del conflicto constante, de la huelga indefinida». También cita un comunicado del consejero de Trabajo de la Generalidad de Cataluña Martí Barrera, de Esquerra Republicana de Cataluña, en el que se decía: «la corriente huelguística, la persistente anomalía en el trabajo, son fenómenos que cuando, como ahora, revisten carácter endémico, comprometen la economía general, conturban el espíritu público y la convivencia en todos los aspectos de la vida colectiva. Y no siempre, cuando estas crisis se producen sistemáticamente y sin orientación, son sus resultados halagüeños para la clase obrera». Joan Maria Thomàs coincide con Ranzato y señala que los aumentos de plantilla y salariales que se consiguieron tras las huelgas en muchos casos los patronos no los podían asumir. Stanley G. Payne describe una situación aún más crítica: «el paro aumentó en ciertos sectores de manera inevitable, la producción general se redujo, cayeron los ingresos fiscales, se evadían del país más y más capitales y cada vez se hizo más difícil financiar la deuda y emitir bonos del Estado». Por otro lado, Francisco Pérez Sánchez ha destacado que la oleada de huelgas también provocó enfrentamientos entre trabajadores y «problemas graves para las organizaciones sindicales a la hora de dirigir y controlar los paros, que parecían desbordarles por momentos».
El grupo parlamentario de Izquierda Republicana pidió a su presidente, Marcelino Domingo, que trasladara al gobierno (encabezado por Santiago Casares Quiroga, miembro de ese partido) «la necesidad de que sean adoptadas resoluciones terminantes de orden ejecutivo para que la disciplina social sea restablecida con toda urgencia en cuantos sectores y masas ciudadanos aparezca perturbada» (de lo que se felicitaba el diario La Vanguardia: «el orden debe ser restablecido... y, aunque con algún retraso, lo han comprendido así los elementos del Frente Popular, especialmente los republicanos»). Pero el gobierno se limitó a emitir una nota en la que anunciaba sanciones para los empresarios que no aceptaran los acuerdos o las resoluciones de las autoridades sobre los conflictos laborales y para los obreros que declararan huelgas «sin cumplir los requisitos legales». Hasta un periódico tan progubernamental como El Liberal de Madrid pidió a finales de junio que «el poder público» empleara la coacción y usara la fuerza contra «los que atentan contra la seguridad del Estado promoviendo huelgas generales». El diario centrista Ahora en un editorial del 23 de junio le reclamaba al gobierno, encargado «de regir un país burgués y capitalista», que acabara con la «epidemia de huelgas» porque «no se puede ni se debe estar sentado sobre la tapia que separa el socialismo y el capitalismo». Lo mismo le pedían las organizaciones empresariales al gobierno: que tomara medidas para estabilizar la economía y llegar a algún tipo de acuerdo general con los sindicatos. El 7 de junio La Veu de Catalunya publicaba un Manifiesto firmado por 126 entidades empresariales de Barcelona y del resto de Cataluña en el que se pedía, entre otras cosas, la celebración de una «conferencia del Trabajo» nacional para afrontar la situación. Una petición similar es la que hizo la asamblea extraordinaria de las cámaras de comercio de todo el país reunida en Madrid a finales de junio.
Según Martín Ramos, «las huelgas estaban justificadas por dos tipos de razones: la urgencia de responder al aumento del paro y recuperar los avances laborales perdidos durante 1934-1935, y la expectativa de que los conflictos pudieran tener desenlaces pactados, precisamente por la nueva coyuntura política» propiciada por el triunfo electoral del Frente Popular. Sin embargo, Gabriele Ranzato, sostiene que además de procurar mejorar las condiciones de los trabajadores y reducir el desempleo, los sindicatos «también trataban, aprovechándose de sus posiciones de fuerza, de imponer condiciones que para los empresarios estaban al límite de lo sostenible, cuando no iban más allá». Eso es lo que denunciaban las organizaciones patronales: que la «intensa agitación social» coincidía «con la crisis económica más dura que conocieron nuestros tiempos» («centenares y centenares de empresas están totalmente arruinadas»), como se decía en un comunicado de los empresarios de Barcelona. El Liberal incidía en lo mismo al referirse a la huelga de los ferroviarios: «las compañías ferroviarias no es que no pueden acceder a las peticiones de los obreros; es que están en quiebra». Un observador favorable a los republicanos, el británico Gerald Brenan que en esos momentos vivía en Málaga, se refirió a la «orgía de huelgas relámpagos» que paralizó la ciudad («los hombres abandonaban sus tareas sin previo aviso, pidiendo grandes aumentos de salarios o jornadas de trabajo disparatadamente cortas, así como importante indemnizaciones por los días que habían pasado en las cárceles») cuyo propósito «era por supuesto puramente político: amedrentar y desanimar a la clase media y alentar a los trabajadores con la esperanza de la victoria que se aproximaba. Todos los negocios empezaron a perder dinero. El colapso económico parecía inminente».
La «orgía de huelgas» ahondó aún más el enfrentamiento entre los dos sectores del socialismo español. A finales de mayo Indalecio Prieto en un discurso pronunciado en Bilbao afirmó con rotundidad: «las aspiraciones proletarias dentro del régimen capitalista encuentran forzosamente un tope: la capacidad de la economía capitalista», porque de lo contrario acaban perjudicando a los propios trabajadores. «Cuando las aspiraciones del proletariado en la consecución de mejoras desbordan la capacidad de la economía capitalista, esas aspiraciones están condenadas al fracaso, y en vez de servir para aumentar la capacidad de compras del obrero y acrecer su bienestar producen la contracción y con la contracción el colapso», afirmó Prieto (en su diario El Liberal de Bilbao puso como ejemplo la huelga nacional de la marina mercante que había conseguido que se aumentara de forma considerable el número de marineros en los barcos, lo que estaba resultando muy oneroso para las navieras y haciéndolas menos competitivas en el mercado del flete mundial, lo que podía provocar el despido de las tripulaciones al quedar amarrados los barcos, «produciendo una crisis infinitamente mayor que la que se quiere paliar con las reclamaciones»). A los pocos días le respondió sin nombrarlo en un mitin en Zaragoza Francisco Largo Caballero (que consideraba que las políticas reformistas de Prieto lo que pretendían era salvar al capitalismo cuando la revolución socialista, según él, estaba cada vez más cerca): «En este momento en que hay una gran movilización de la clase obrera exigiendo o reclamando a la clase capitalista reivindicaciones, ya veis la campaña que se está realizando contra nosotros... A esas huelgas se va, y es deber del Gobierno intervenir inmediatamente, para someter a la clase patronal». Hacia finales de junio el diario caballerista Claridad defendía el «control obrero» de las empresas como «solución» a la oleada de huelgas que se estaba viviendo. Por su parte El Socialista, entonces controlado por el sector prietista criticó la participación de UGT en las huelgas porque entendía que junto con la CNT le hacían una pinza al gobierno y denunció que se hacían huelgas de carácter «utópico» e «iluminado», sin «pragmatismo», «disciplina» ni «serenidad».
«En el curso de las huelgas, declaradas y sostenidas muchas veces por comités conjuntos CNT/UGT, se hablaba de revolución...», pero ni UGT ni CNT preparaban ningún movimiento insurreccional después de los fracasos de 1932, 1933 (Insurrección anarquista de enero de 1933; Insurrección anarquista de diciembre de 1933) y 1934, y la única posibilidad de que se produjese alguno sería como respuesta a un intento de golpe militar. De hecho es relevante señalar, según Martín Ramos, que ninguna de las huelgas del periodo tuvo ese carácter. Sin embargo, Gabriele Ranzato sostiene que la oleada de huelgas puso al país «al borde del colapso económico y social» y Francisco Sánchez Pérez ha señalado «que la oleada de protestas fue percibida (no solo por detractores, sino también por partidarios) como una revolución en marcha (en su versión más extrema) o como una desestabilización dirigida contra el Estado republicano y provocada por la insensatez de algunas organizaciones obreras (en su versión más moderada)». Por su parte Joan Maria Thomàs afirma que «en realidad no existía —como afirmó repetidamente el régimen franquista, incluso fabricando documentos— un plan revolucionario de la izquierda, pero sí que un sector del PSOE, el largocaballerista, pretendía parar el golpe militar que estaba en la boca de todos con una huelga general y reclamar armas para los sindicatos, armando sus propias milicias».

#### La oleada de huelgas en el campo
A partir de junio, que era el mes en que comenzaba la época de la siega y de la cosecha, se inició una oleada de huelgas en el campo, que coincidió con la «orgía de huelgas» de las ciudades. Al igual que en años anteriores las organizaciones obreras reclamaron aumentos salariales que permitieran a los jornaleros poder vivir el resto del año en que no había trabajo, así como el aumento de los alojamientos, el fin del trabajo a destajo y la prohibición de usar máquinas agrícolas si no se alcanzaba la plena ocupación de los parados. Los propietarios, por su parte, sobre todo querían fijar los rendimientos y las horas reales de trabajo al día, a lo que los sindicatos se negaban porque a la jornada (generalmente de 8 horas, o 6 en provincias como Sevilla) se le debían restar el trayecto a las fincas, las fumadas y los descansos, lo que los propietarios consideraban un abuso que incrementaría notablemente los costes de la recolección por encima del dinero que podían obtener por la cosecha, llevándolos a la quiebra, sobre todo a los pequeños y medianos propietarios. La patronal agraria de la provincia de Sevilla remitió el 10 de julio un informe al gobernador civil en que se demostraba que con las bases de trabajo vigentes el costo de la recolección era superior al de la cosecha lo que constituía una «catástrofe». En algunas provincias, como Córdoba y Málaga, los arrendatarios llegaron a pedir al Instituto de Reforma Agraria que se hiciera cargo de sus tierras. El líder de la socialista FNTT Ricardo Zabalza respondió a los propietarios que querían fijar los rendimientos en el trabajo que esa pretensión era «en realidad una trampa de la clase patronal para reducir los jornales» por el procedimiento de engañar a los trabajadores sobre el tamaño de su fincas alegando que son menores y cuando los jornaleros se daban cuenta de que habían segado más tierra de la cuenta ya no había remedio.
La respuesta de las organizaciones obreras fue convocar huelgas (entre el 1 de mayo y el 18 de julio se contabilizaron oficialmente 192 huelgas agrarias) que en muchas ocasiones estuvieron acompañadas de amenazas y de violencia y que contaron con el apoyo de los ayuntamientos socialistas que recurrieron a diversos medios para intentar obligar a los propietarios a que aceptaran las condiciones que se les exigían. En La Mancha a finales de mayo aún no se habían pactado las bases de trabajo, lo que ponía en riesgo la cosecha de cereales que debía empezar de inmediato debido a las condiciones meteorológicas. El acuerdo había sido imposible debido a la enorme distancia que separaba las demandas de los sindicatos obreros de la oferta de los propietarios. Comenzaron las huelgas y el jurado mixto de Ciudad Real estableció unas bases de trabajo muy favorables a las demandas de las organizaciones obreras: jornada de 8 horas; jornales de 10,75 pesetas (frente a las 7 y 8 de años anteriores); prohibición del destajo, de las máquinas segadoras y de los trabajadores forasteros mientras quedaran jornaleros locales parados (una forma de introducir por la puerta de atrás el Decreto de Términos Municipales del primer bienio que no había sido restablecido por el gobierno del Frente Popular); obligatoriedad de contratar por turno riguroso en las bolsas de empleo municipales, etc. Muchos propietarios consideraron estas bases «ruinosas» y no las aceptaron por lo que las huelgas continuaron. A mediados de julio la mayor parte de la cosecha seguía sin recogerse. Lo mismo sucedió en Andalucía donde a mediados de junio la siega no había comenzado en muchos lugares porque los sindicatos locales continuaban con las huelgas.
Según Gabriele Ranzato, la intensa movilización campesina que se produjo a partir de junio llevó al «sistema agrario capitalista» «al borde de la bancarrota, sobre todo en el sector de las medianas y pequeñas empresas, menos provistas  de reservas financieras para resistir al notable aumento del coste del trabajo [en torno a un 50% respecto a 1933] frente a un mercado flojo». Fernando del Rey Reguillo coincide con Ranzato en que el gran aumento del coste de la mano de obra, del que se quejaban los propietarios, suponía la «inversión de las relaciones sociales de poder. La propia retórica obrerista insistía en lo mismo. La pretensión de que los trabajadores pasasen a dominar a los propietarios se mostraba coherente con la estrategia alimentada por los socialistas desde 1931. Esto es: servirse de la República para introducir cambios radicales pero a ser posible, sin echar mano de la insurrección revolucionaria, en la línea de una especie de socialización silenciosa». Stanley G. Payne también considera que el objetivo era «la inversión de las relaciones de poder, de forma que los obreros dominasen a los propietarios». «Parece que la meta era obligar a los terratenientes a utilizar cuantas reservas de capital tuvieran para beneficiar a sus obreros, sin necesidad de someterlos a una expropiación formal, hasta que hubiesen entregado la mayor parte de cuanto poseían». Una valoración similar es la que hace Julián Casanova: «la amenaza al orden social y la subversión de las relaciones de clase se percibían con mayor intensidad en 1936 que en los primeros años de la República... Las organizaciones sindicales no buscaban defender los intereses obreros en el marco de las estructuras políticas y económicas existentes sino que pretendían cambiarlas».
En la segunda quincena de junio los propietarios se movilizaron masivamente mediante escritos a la prensa y actos públicos para denunciar las condiciones «abusivas» y «ruinosas» que les querían imponer los sindicatos y que hacían imposible realizar la siega. La Confederación Española Patronal Agrícola (CEPA) llegó a pedir al Gobierno que aclarase «en qué circunstancias vamos a seguir, si en régimen capitalista o socialista y si es que va ser un delito ser propietario». El Comité de Enlace de Entidades Agropecuarias escribió al Presidente de la República en un tono conciliador: «Es necesario adoptar medidas que puedan enfocar los problemas planteados en un sentido de justicia, de armonía y de convivencia ciudadanas, capaces de poner término en plazo inmediato a un estado latente de intranquilidad social, restaurando el imperio del orden jurídico y de la paz pública». Pero el hecho cierto era que muchos propietarios habían paralizado las labores agrícolas (incluida la siega) antes que plegarse a las demandas de los sindicatos campesinos, lo que estaba provocando conflictos a veces violentos en muchos pueblos.

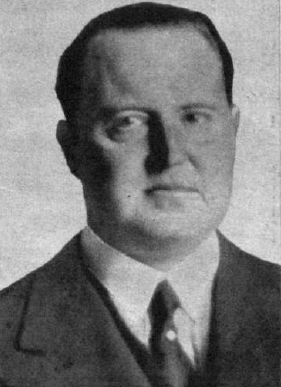
El diputado socialista caballerista Ángel Galarza hizo frente a las acusaciones de las derechas sobre los atropellos que estaban sufriendo los pequeños y medianos propietarios defendiendo los «alojamientos» de los jornaleros. En la sesión de las Cortes del 1 de julio también hizo un llamamiento a la violencia hacia los propietarios si estos no cedían a las demandas de los trabajadores, lo que causó un tumulto en el hemiciclo.

Las derechas llevaron la «situación del campo» a las Cortes donde el 1 de julio se produjo un intenso debate. El ministro de Trabajo Joan Lluhí, de Esquerra Republicana de Cataluña, afirmó que el jornal de 12 pesetas diarias no era excesivo porque si se dividía entre los doce meses del año se quedaba en 3 pesetas (una miseria), por lo que la consecución de «un salario que sea humano» estaba por encima de la «rentabilidad o beneficio industrial de la explotación agrícola» y que se debía alcanzar sin importar el «costo de la producción». También defendió la prohibición del uso de maquinaria mientras hubiese jornaleros en paro. Por su parte el ministro de Agricultura Mariano Ruiz Funes insistió en que la prioridad del gobierno era la defensa de los desfavorecidos. Tras las duras intervenciones de los diputados de derechas José María Cid y José Calvo Sotelo denunciando la difícil situación que estaban viviendo los «modestos agricultores» abocados «a la ruina» (el diario liberal El Sol, adoptando plenamente el punto de vista de los propietarios, había publicado que «tan digna de piedad es la del bracero que no tiene pan como la del labrador a quien se lo quitan»), intervino el diputado socialista caballerista Ricardo Zabalza, secretario general de la FNTT, que les echó en cara a los diputados de derechas que «yo ni una sola vez les he oído clamar por el otro espectáculo, más doloroso aún, que tantas veces hemos presenciado los que vamos a los pueblos: docenas, cientos de hombres parados, que no encuentran ocupación, que ven cómo transcurren los días sin que nadie utilice sus brazos». El diputado socialista por Zamora Ángel Galarza defendió también los «alojamientos» poniendo como ejemplo su ciudad. Gracias a ellos se había puesto fin al «espectáculo de los años 34 y 35, en que a la plaza Mayor acudían centenares de campesinos, con cara de hambre, famélicos, y como si fuera el mercado de ganados» y allí el «patrono del campo» «como en el mercado se mira la oveja, la vaca, el buey o la mula, los observaba, se fijaba en su edad, en su fortaleza, y después los apartaba como se aparta la pareja o la yunta que ha caído bien a quien la va a comprar». Galarza terminó su intervención haciendo un llamamiento a la violencia hacia los propietarios si estos no cedían a las demandas de los trabajadores, lo que causó un tumulto en el hemiciclo de las Cortes. En el mismo sentido se expresó el comunista Antonio Mije cuando advirtió que cuando los braceros perdieran la paciencia sabrían los propietarios qué era en verdad la violencia y añadió que si se negaban a recoger la cosecha alegando que les era ruinosa entonces el Gobierno debería nacionalizarla pasando la tarea a los ayuntamientos y a las organizaciones obreras para que la realizasen. Una propuesta que también había hecho Ricardo Zabalza.
Por su parte la FNTT respondió a la movilización de los propietarios —que estaban dando pruebas de «rebeldía y contumacia descaradas» al no aceptar las bases de trabajo— alegando que detrás de ella se encontraban los ricos terratenientes, esa clase patronal agraria, «incomprensiva, cerril e intransigente», caracterizada por «su soberbia bellaca», e hizo un llamamiento a todos sus afiliados a que, si el gobierno «de pequeños burgueses» no actuaba obligando a los propietarios a reanudar las labores agrícolas, se incautaran de lo que los propietarios no quisieran recolectar. «No debe quedar sin recoger ni una fanega de cereal... proceded colectivamente a segar el cereal. Segadlo y trilladlo para vosotros». Como justificación la FNTT afirmó «que no hay más República de verdad que la República socialista». Al mismo tiempo El Obrero de la Tierra, el órgano de prensa de la FNTT, denunciaba la falta de apoyo de los republicanos de izquierda a los que acusaba de ser «cedistas disfrazados» (afirmaba que «los caciques se están haciendo todos de Izquierda y Unión republicanas») y a los gobernadores civiles, que ellos habían nombrado, de no atender «a los que votaron por las izquierdas y dieron el pecho para el triunfo del Frente Popular». El distanciamiento entre los republicanos de izquierda y la izquierda obrera se pudo comprobar durante la discusión que tuvo lugar en la Diputación Provincial de Ciudad Real el 7 de julio en la que socialistas y comunistas se negaron a secundar la propuesta del republicano Juan Sánchez de condenar por igual todos los asesinatos que se habían producido en la provincia, independientemente de la filiación política de las víctimas (estaban muy recientes las muertes de un falangista y de un socialista que se habían producido durante un tiroteo en el casino de Miguelturra). El socialista Domingo Llorca dijo que él «no podía sentir la muerte de un fascista» y añadió: «es más, deseo que desaparezcan esos enemigos del progreso del pueblo aunque sea por medio de una peste bubónica». El comunista Domingo Cepada dijo que él solo protestaba «contra los asesinatos cometidos contra nuestros obreros». Al final se aprobó la propuesta de socialistas y comunistas en la que solo se condenaban los asesinatos de obreros.
«La repuesta de los jornaleros, entre los que el paro y el pauperismo alcanzaban proporciones alarmantes, fue a veces violenta y dio pie a incidentes sangrientos, como el de Yeste (Albacete) donde a finales de mayo la detención de unos campesinos que pretendían talar árboles en una finca particular condujo a un sangriento enfrentamiento entre la Guardia Civil y los jornaleros, en los que murieron un guardia y 17 campesinos, varios de ellos asesinados a sangre fría por los agentes». Yeste se unió a la nómina de Arnedo, Castilblanco y Casas Viejas. Sin embargo, según Julián Casanova, «ni el número ni el tipo de conflictos en el mundo rural [entre febrero y julio de 1936] fue más elevado y acusado de lo que lo había sido desde 1931 a 1934. Las sangrientas represiones contra esas manifestaciones campesinas fueron raras, si se compara con lo abundantes que habían sido durante el primer bienio, y la matanza de Yeste del 29 de mayo no produjo ninguna movilización social, ningún clamor contra esa institución y ni siquiera revitalizó el culto a los mártires tan frecuentes en anteriores ocasiones». Pero lo cierto fue que a finales de junio y principios de julio comenzó una ola de violencia que se extendió especialmente por toda la España meridional. En los pueblos de La Mancha se produjeron altercados entre grupos de derechas y policías municipales de los ayuntamientos gobernados por gestoras socialistas (que acabaron con la detención de los derechistas); tiroteos entre falangistas y socialistas en los que hubo algún muerto y heridos; asaltos a domicilios de falangistas por los policías municipales, en uno de los cuales se produjo un muerto; etc. También se produjeron quemas de mieses. El periódico socialista de Puertollano Emancipación responsabilizó de la violencia a las derechas que «conspiran en las sombras, se arman hasta los dientes, pagan pistoleros para que asesinen a traición, y luego acudir al Parlamento a pedir cuentas al Gobierno».
Así resume la situación en el campo en julio de 1936 José Manuel Macarro Vera (tomando como referencia Andalucía):

Unos propietarios dispuestos a no segar porque no podían pagar la recolección; un Gobierno atenazado entre su defensa del beneficio en la agricultura y los salarios humanos que debía ofrecer porque había que ganar en la cosecha lo suficiente para tirar hasta la próxima, pues de lo contrario, ¿qué hacían con los parados del campo? luego, que el coste de la recolección fuera el que fuese; y unos partidos de izquierda decididos a negar en la práctica las propuestas que el Gobierno consiguió sacar adelante sobre los rendimientos mínimos en el trabajo. La nacionalización de la cosecha pedida por socialistas y comunistas no solucionaba nada, porque al ser los gastos los previstos, el valor del grano era inferior a lo que iba a costar recogerlo por mucho que se hubieran encargado los ayuntamientos y las colectividades. Y entre medio de todo esto la situación de violencia, que algunos justificaban como justa reacción a la sufrida por los trabajadores en los dos años pasados, y que no era nada comparada con la que podía venir. Los pequeños y medianos propietarios, ésos a los que se había llamado como sustento interclasista del Frente Popular, y que tan amargamente se venían quejando de los sindicatos, encontraron en otra intervención del secretario del que los tenía acoorralados, el de la federación agraria de la UGT, el papel que les reservaba la historia: "Lo que hoy triunfa, señores, es la gran propiedad, como triunfa la fábrica sobre los artesanos... Frente a eso nosotros, los grupos marxistas, más lógicos con el progreso humano, defendemos las colectividades obreras... y deseamos que, en lugar de la pequeña propiedad, ruinosa para casi todos los campesinos", existan colectividades mecanizadas.

### La violencia política y el orden público
Eduardo González Calleja ha señalado que «junto con el desarrollo y alcance de la conspiración militar en ciernes, el otro gran asunto polémico de la primavera de 1936 fue el deterioro imparable del orden público, que había sido uno de los grandes problemas con los que tuvo que lidiar la Segunda República desde el inicio de su andadura».
Según Joan Maria Thomàs, «el desorden creció en la primavera e inicios del verano de 1936 a pasos agigantados en muchas localidades del país». «Ocupaciones ilegales de tierras en provincias del centro y del sur —en parte auspiciadas por ayuntamientos de izquierdas, sobre todo socialistas— y otras veces fruto de la presión de los propios sindicatos de trabajadores del campo; cierre arbitrario de iglesias al culto e incendios de templos contribuyeron todos ellos al clima de deterioro del orden. Por otra parte, existía un malestar creciente entre patronos y empresarios por los nuevos acuerdos salariales, con incrementos muy grandes y que en todo caso sobrepasaban en muchos casos la rentabilidad, dándose casos en que los gastos de recolección superaban el precio de la cosecha. Fue aquella una primavera de huelgas, y muchas de ellas se saldaron con victorias sindicales, fueran anarcosindicalistas o socialistas». «La escalada de violencia no hizo sino incrementarse en el mes que medió entre junio y el inicio del golpe de Estado del 17 de julio... La traca final vendría con el asesinato del teniente Castillo a manos de derechistas y, sobre todo, en la noche del 12 al 13 de julio con el de José Calvo Sotelo, un hecho especialmente grave al producirse por fuerzas de orden público que llevaban como auxiliares a militantes socialistas —uno de ellos, escolta de Indalecio Prieto— y como jefe al capitán de la Guardia Civil, Condés, también ligado al PSOE».
En el caso específico de La Mancha los protagonistas de «los enfrentamientos, las coacciones y las violencias» fueron, según Fernando del Rey Reguillo, «por un lado los propietarios medios y pequeños, con el entramado interclasista que giraba a su alrededor, y por otro los jornaleros, movilizados a través de sus organizaciones —socialistas y, en menor media, anarquistas o comunistas—. [...] Al fin y al cabo, ambos tipos sociológicos, los braceros (o asalariados del campo) y los labradores, constituían las categorías sociales de más valor cuantitativo, económico y cultural del campo manchego. [...] En la mayoría de las ocasiones [los choques y afrentas] respondieron a una lógica de acción/reacción nacida de la ocupación de la calle, del mercado de trabajo, de la tierra y de las instituciones por parte de las entidades —vocacionalmente revolucionarias— integradas en el Frente Popular»
González Calleja ha destacado que la violencia en la que hubo víctimas mortales, que es la que él ha estudiado a fondo, no fue obra de grupos paramilitares bien organizados, como a veces se ha sostenido, sino que fue una «violencia fuertemente atomizada y desestructurada, en la que prevaleció la confrontación individual» como lo demostraría que «casi el 77 % [209] de los 272 incidentes letales que tuvieron lugar en la primavera de 1936 se saldaron con una sola víctima mortal, en actos que se aproximan a la fisonomía del atentado individual antes que a un modo de violencia organizada de forma masiva». «Lo que podríamos considerar como "masacre" fue la excepción, ya que por encima de los cinco muertos solo figuraron los incidentes producidos el 14 de marzo en Logroño entre izquierdistas y soldados de la guarnición tras una provocación falangista, los enfrentamientos callejeros suscitados en Madrid el 16 de abril por grupos de extrema derecha a raíz del entierro del alférez Anastasio de los Reyes y la masacre de campesinos perpetrada por la Guardia Civil en Yeste (Albacete) el 28 de mayo». González Calleja considera mitos «tanto la existencia de una violencia prerrevolucionaria organizada por la extrema izquierda para conquistar el poder, como el predominio de los usos paramilitares en la actuación contrarrevolucionaria de la extrema derecha».

#### La violencia de las izquierdas
Los desórdenes y los actos violentos protagonizados por grupos de militantes de los partidos y de los sindicatos obreros y por sectores de las clases populares que habían comenzado nada más conocerse el triunfo de Frente Popular, no remitieron en absoluto sino que continuaron en las semanas y meses siguientes. Una de sus motivaciones, según Gabriele Ranzato, era el deseo de venganza por los sufrimientos padecidos durante el «bienio negro» (huelguistas que habían sido apaleados y encarcelados, jornaleros y pequeños arrendatarios que habían sido expulsados de la tierra y humillados, etc.), sumado al «odio de clase» —eran frecuentes los asaltos a casinos o a centros recreativos de la burguesía—, pero la motivación principal era el deseo de «subvertir las jerarquías sociales y derribar a corto plazo el orden existente» («la victoria del Frente Popular había sido interpretada por buena parte de las masas como una ocasión a aprovechar de inmediato para cambiar radicalmente su condición y las relaciones de poder»). En ocasiones los disturbios eran una respuesta a la violencia de individuos o grupos de derechas, pero en la mayoría de las veces «bastaba la más mínima provocación, verdadera o presunta, o un ataque, incluso aislado y circunscrito, por parte de militantes de derechas, para que huelgas o manifestaciones de la izquierda obrera derivaran en enfrentamientos con la fuerza pública, agresiones y devastaciones». Un ejemplo puede ser lo sucedido en Alicante el 20 de febrero:

Después de conocer los incendios de la madrugada anterior en Valencia [tres iglesias habían sido quemadas, una parcialmente] y mientras se disolvía la manifestación pacífica en la plaza de la República para celebrar la reposición del ayuntamiento electo, grupos de desconocidos destrozaron por completo los locales del Círculo Católico, del Partido Radical, del Partido Republicano Independiente, de la Derecha Regional Alicantina, de la Falange Española de las JONS, la imprenta del diario católico El Día. Por la tarde, incendiaron de forma parcial las iglesias de la Misericordia, el Carmen, Santa María, San Nicolás y de los Franciscanos, la Cámara de la Propiedad urbana, el periódico Más y un asilo de ancianos. Los presos del reformatorio de adultos incendiaron de manera parcial el edificio. Como consecuencia de estos enfrentamientos se produjo la muerte de dos ciudadanos, junto con tres heridos leves, además de la detención de treinta personas. Fue cesado el gobernador civil de Izquierda Republicana al día siguiente, al no ordenar a tiempo la intervención de la policía.

El socialista centrista Fernando de los Ríos también denunció, como Indalecio Prieto, la violencia de sus correligionarios. En un mitin en Granada dijo: «Si perdemos la actual coyuntura por razones de impaciencia lo que venga no será igual a lo de antes, será la España sañuda y cruel que durante siglos hemos presenciado en el poder».

Los dirigentes de las organizaciones obreras no intentaron detener la escalada de violencia sino que se mostraron comprensivos e indulgentes y la justificaron alegando que se debía a las agresiones, atropellos y detenciones sufridos durante los dos años de gobierno de la derecha o bien eran una respuesta a provocaciones y atentados perpetrados por «criminales fascistas». El secretario general del POUM Joaquín Maurín justificó en las Cortes la violencia del «verdadero pueblo que ha sufrido en Octubre» apelando a la Ley del Talión y solo «cuando esta justicia se haya llevado a cabo, entonces es cuando podrá haber calma». El socialista caballerista Rodolfo Llopis dijo a principios de abril en las Cortes:

No hay ningún elemento de izquierda en España que no haya sentido en su cuerpo o en su espíritu las huellas de los dos años que hemos dado en llamar Bienio Negro. Sabían, pues, perfectamente los elementos de derecha que existía una irritabilidad justificadísima en las masas populares españolas, que estaban dispuestas a responder a la primera provocación.

Por su parte el gobierno, que no conseguía restablecer el orden público a pesar de los cambios de los gobernadores civiles que se habían mostrados más incapaces para hacer frente a los conflictos y desmanes —nueve ya habían sido sustituidos a principios de abril, solo dos meses después de haber sido nombrados—, también se mostró comprensivo. Azaña dijo en su discurso de presentación del gobierno en las Cortes: «Dejemos llegar a nuestro ánimo el sentimiento de la misericordia y de la piedad. ¿Es que se puede pedir a las muchedumbres irritadas y maltratadas, a las muchedumbres hambreadas durante dos años, a las muchedumbres saliendo del penal, que tengan la virtud que otros tenemos de que no trasparezcan en nuestra conducta los agravios de que guardamos exquisita memoria?». Y también señaló como los principales culpables de la violencia a los enemigos de la República en cuanto provocadores y «costeadores» de la violencia a los que se comprometió a combatir pues «nuestro deber» «estará siempre al lado del Estado republicano». Cuando habló Azaña ya se habían producido los primeros atentados protagonizados por pistoleros de Falange Española de las JONS, como el que había intentado acabar con la vida del diputado y jurista socialista Luis Jiménez de Asúa. Pero Azaña tenía dudas de que podría atajar la violencia de las izquierdas que se extendía por el país como lo demuestra el contenido de la carta que envió a su cuñado el 17 de marzo en la que describe un panorama realmente oscuro (la carta también demuestra el desconcierto de Azaña, «que creía que la izquierda tenía que sentirse a gusto con las medidas radicales tomadas por su gobierno, pero que comprobaba que no era así»):

Antes de contar más cosas, intercalo mi negra desesperación. Hoy nos han quemado Yecla: siete iglesias, seis casas, todos los centros políticos de derecha y el Registro de la Propiedad. A media tarde, incendios en Albacete, en Almansa. Ayer, motín y asesinato en Jumilla. El sábado, Logroño, el viernes Madrid: tres iglesias. El jueves y el miércoles, Vallecas... Han apaleado, en la calle del Caballero de Gracia, a un comandante, vestido de uniforme, que no hacía nada. En Ferrol, a dos oficiales de artillería; en Logroño, acorralaron y encerraron a un general y cuatro oficiales... Lo más oportuno. Creo que van más de doscientos muertos y heridos desde que se formó el gobierno, y he perdido la cuenta de las poblaciones en que han quemado iglesias y conventos.[...]
Ahora vamos cuesta abajo, por la anarquía persistente de algunas provincias, por la taimada deslealtad de la política socialista en muchas partes, por la brutalidad de unos y otros, por la incapacidad de las autoridades, por los disparates que el Frente Popular está haciendo en casi todos los pueblos, por los despropósitos que empiezan a decir algunos diputados republicanos de la mayoría. No sé, en esta fecha, cómo vamos a dominar esto. [...] Creo que van más de doscientos muertos y heridos desde que se formó el gobierno.

En una carta posterior Azaña culpó al sector caballerista del PSOE de la situación:

Todo podría marchar si el araquistainismo [sinónimo del caballerismo] no tuviese envenenado al Partido Socialista, de lo que vendrá seguramente la ruptura del Frente.

Uno de los pocos líderes del Frente Popular que denunció públicamente la violencia de las izquierdas fue el socialista Indalecio Prieto en un discurso pronunciado el 1 de mayo en Cuenca con motivo de la repetición de las elecciones en esa circunscripción. Tras alertar sobre el peligro de un golpe militar «contra el régimen republicano», aludió a los «desmanes» de las izquierdas en los que «no veo signo alguno de fortaleza revolucionaria».

La convulsión de una revolución, con un resultado u otro, la puede soportar un país; lo que no puede soportar es la sangría constante del desorden público sin finalidad revolucionaria inmediata; lo que no soporta una nación es el desgaste de su poder político y de su propia vitalidad económica, manteniendo el desasosiego, la zozobra y la intranquilidad.[...] La destrucción de los privilegios... no se consigue con excesos aislados, esporádicos, que dejan por toda huella del esfuerzo popular unas imágenes chamuscadas, unos altares quemados o unas puertas de templos ennegrecidas por las llamas. Yo os digo que eso no es revolución. [...] El fascismo necesita tal ambiente... no es nada por sí, si no se le suman... las propias clases medias, la pequeña burguesía, que viéndose atemorizada a diario y sin descubrir en el horizonte una solución salvadora, pudiera sumarse al fascismo. [...] Si el desmán y el desorden se convierten en sistema perenne, por ahí no se va al socialismo, por ahí no se va tampoco a la consolidación de una República democrática, que yo creo nos interesa conservar. Ni se va a la consolidación de la democracia, ni se va al socialismo, ni se va al comunismo; se va a una anarquía desesperada, que ni siquiera está dentro del ideal libertario; se va a un desorden económico que puede acabar con el país. Nosotros tenemos que ofrecer un régimen nuevo que implante la justicia social, no un país en ruinas, sino una España floreciente y vivificada por nuestro amor.

Tres días después, el periódico caballerista Claridad acusó a Prieto de defender lo mismo que los «fascistas» con respecto a los desórdenes públicos, que el articulista de Claridad calificaba de «lucha de clases». Y añadía: «Pero el mayor error, si explicable en un republicano, inconcebible en un socialista, es pensar que una suspensión de la lucha de clases puede hacer el milagro de resolver ningún problema nacional».
Por su parte el líder de la CEDA José María Gil Robles protestó en las Cortes por la «persecución implacable contra las gentes de derechas» y denunció la «apatía del gobierno» frente a la violencia de la izquierda. El democristiano comprometido con la República Ángel Ossorio se lamentó en un artículo publicado el 10 de junio en Ahora de que el comportamiento de las izquierdas fuera irracional y destructivo: «El Frente Popular fue creado para combatir el fascismo, pero por el camino que llevan las cosas en España, el único fascismo va a ser el del Frente Popular».
Un fenómeno conectado directamente con la violencia de las izquierdas fue la creciente presencia en las calles, especialmente en la capital, de las cada vez más numerosas milicias de los partidos y organizaciones obreras. Ante la perspectiva de una victoria del Frente Popular en las elecciones de febrero tanto las milicias socialistas (fundadas en febrero de 1932 en el Congreso de las Juventudes Socialistas) como las MAOC comunistas (creadas en 1933) se habían reconstruido a principios de 1936 tras su participación en la fracasada Revolución de Octubre de 1934. De hecho cuando negociaron el programa de la coalición de izquierdas tanto el Partido Socialista como el Partico Comunista intentaron que se incluyera en el mismo la constitución de milicias («una milicia popular formada por obreros y campesinos», según el PCE; «una milicia civil armada integrada por republicanos y socialistas», según el PSOE). La iniciativa no fue aceptada por los republicanos pero estos sí que accedieron, en cambio, a retirar del programa su propia propuesta de disolver todas las milicias armadas, sin excepción alguna (la eliminación de este punto sería una de las razones por las que abandonaría la coalición el pequeños partido republicano de Felipe Sánchez Román). Tras el triunfo del Frente Popular en las elecciones y la formación del gobierno de Manuel Azaña las milicias impusieron su presencia en la calle (su «derecho a desfilar», como lo llamó Juan Modesto, responsable nacional de las MAOC comunistas) sin que las fuerzas del orden recibieran la orden de dispersarlas. Su presencia pública se intensificó a partir de la fusión de las juventudes socialistas y comunistas en las Juventudes Socialistas Unificadas, que bajo control comunista, se convirtieron en la principal cantera de reclutamiento. Además, las milicias socialistas y comunistas, cuya finalidad no era la defensa del sistema de democracia liberal sino su sustitución por la dictadura del proletariado, contaron a veces con la complicidad de algunos mandos de las fuerzas de orden público. El socialista Manuel Tagüeña recordó en sus memorias que en una ocasión en que unos guardias civiles detuvieron en los alrededores de Madrid a varios miembros de las milicias de su partido, de las que él era miembro, bastó una llamada telefónica de uno de los jefes de las milicias al ayudante del general Pozas, inspector de la Guardia Civil, para que fueran puestos inmediatamente en libertad y sus armas les fueran devueltas.
Para las zonas rurales la socialista caballerista FNTT creó las «Milicias del Pueblo», «con normas militares y espíritu proletario», también conocidas como «milicias rojas». El Obrero de la Tierra, órgano de la FNTT, justificó su creación porque «nos hallamos en guerra civil, larvada en unos sitios y descarada en otros». Y mientras durara esa «guerra civil» sustituirían a la Guardia Civil, que debía quedar relegada a sus cuarteles. «A la menor alarma —¡oído a la radio!— procederían a adueñarse del pueblo, sometiendo ¡como sea! a quien se les resiste o niegue obediencia. [...] Al enemigo —vista como vista— hay que aplastarlo sin piedad», añadía El Obrero de la Tierra.
De las acciones de las «milicias rojas» se hicieron eco en las Cortes los diputados de las derechas que denunciaron cómo se servían de ellas los alcaldes socialistas para «cachear a los individuos» y meterlos en la cárcel». El máximo dirigente de la FNTT, el socialista caballerista Ricardo Zabalza que era diputado por la circunscripción de Badajoz, sin negar los hechos, les respondió el 5 de mayo lo siguiente (sin que los diputados republicanos de izquierdas mostraran su desacuerdo):

Esas milicias rojas que llenan de espanto a sus señorías... son milicias al servicio de la República, dispuestas a defender estas situaciones para, cuando las conspiraciones que estos señores están urdiendo en la sombra den resultados, señores del Gobierno, salir a la defensa de la República para hacer morder el polvo de la derrota a esos señores y lograr que en España haya lo que debe haber.

Por esas mismas fechas el diputado comunista Antonio Mije en un mitin en Badajoz había hablado en tonos amenazantes del papel revolucionario de las milicias:

Yo supongo que el corazón de la burguesía de Badajoz no palpitará normalmente desde esta mañana al ver cómo desfilaban por las calles con el puño en alto las milicias uniformadas; al ver cómo esta mañana desfilaban millares y millares de jóvenes obreros y campesinos, que son los hombres del futuro ejército rojo obrero y campesino de España. [...] Este acto es una demostración de fuerza, es una demostración de energía, es demostración de disciplina de las masas obreras y campesinas encuadradas en los partidos marxistas, que se preparan, para muy pronto terminar con esa gente que todavía sigue en España dominando de forma cruel y explotadora a lo mejor y más honrado y más laborioso del pueblo español...

En ese mismo mitin Mije también advirtió «muy seriamente a los elementos republicanos» que «en España muy pronto las dos clases antagónicas de la sociedad han de encontrarse en el vértice definitivo en un choque violento, porque la historia lo determina así para cumplir el fin que tenemos determinado». Terminó su discurso poniendo como ejemplo a la Unión Soviética, «atalaya luminosa que nos alumbra el camino..., pueblo libre que no sufre ni explotación ni hambre, que se ha liberado por completo y que marcha a la cabeza de las muchedumbres de trabajadores».
El propio Largo Caballero también hacía afirmaciones similares a las de Mije en sus mítines respecto a las milicias después de que desfilaran ante él. En Cádiz dijo: «la acción de la clase trabajadora no se podrá limitar en lo sucesivo simplemente a concentraciones para lucir los uniformes... Ha de llegar el momento en nuestro país, como en todos los demás, de una acción enérgica y eficaz para vencer a nuestros enemigos y de esta acción, más que nadie, la tenéis que realizar vosotros los jóvenes». Y en Oviedo: «el desfile de este ejército pacífico puede y debe traducirse mañana en un ejército que no sea tan pacífico, que no lo podrá ser, que no lo deberá ser; no porque quiera él, sino porque la historia le impondrá no serlo». El 11 de julio (sólo una semana antes del inicio del golpe) el diputado socialista por Jaén, Alejandro Peris, hacía el siguiente llamamiento a las milicias:

La clase trabajadora está convencida del fracaso de todos los ensayos democráticos, y que la burguesía no se derribará más que violentamente, [por lo que es necesario] constituir y vigorizar las milicias obreras, preparándolas para la lucha insurreccional.

#### La violencia de las derechas

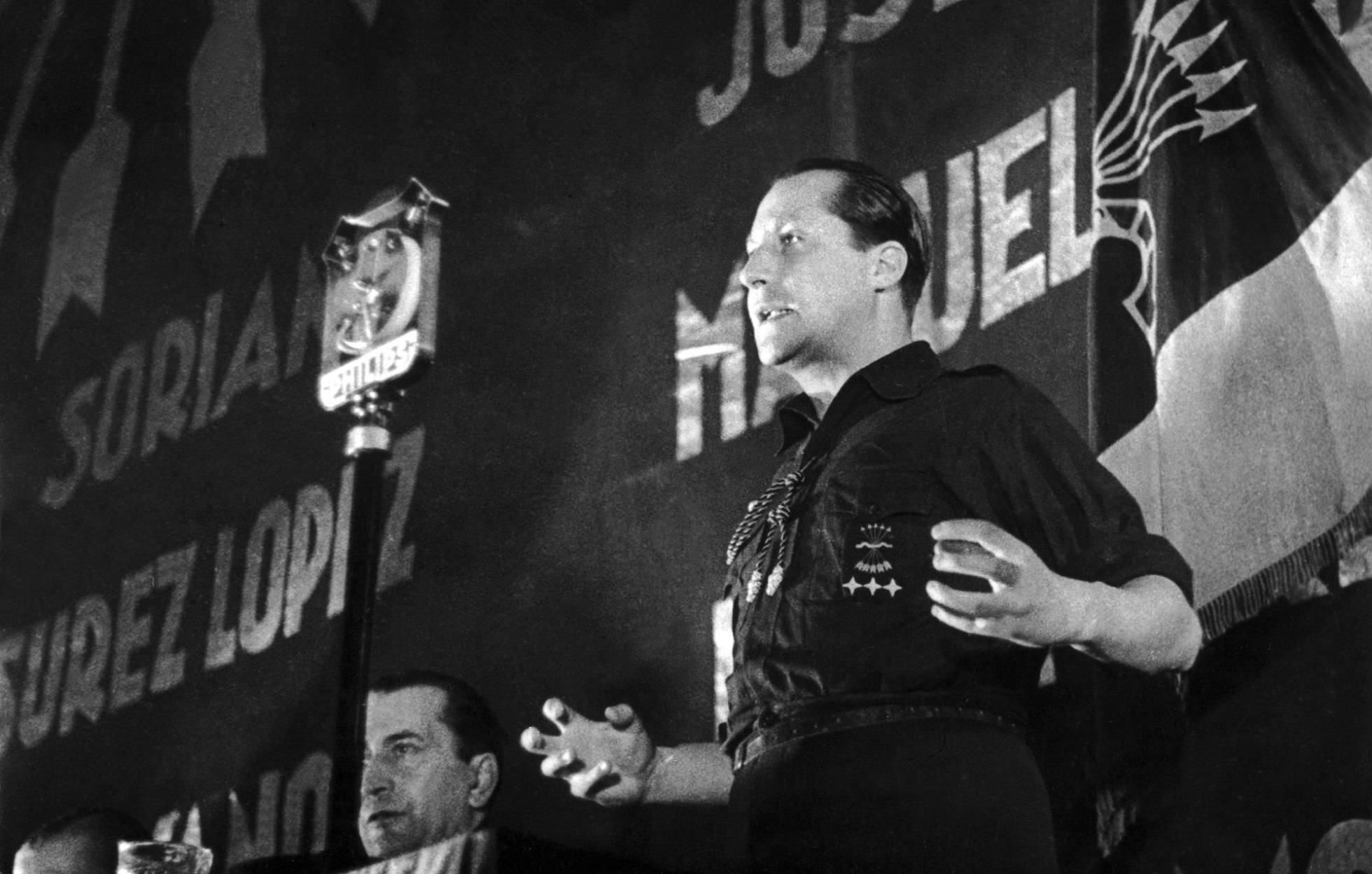
José Antonio Primo de Rivera durante un mitin de Falange Española de las JONS (antes de 1936). Falange fue el principal protagonista de la violencia de las derechas durante los cinco meses de gobierno del Frente Popular, periodo durante el que experimentó un espectacular crecimiento a pesar de haber sido ilegalizado y de que su líder Primo de Rivera permaneciera en la cárcel durante casi todo ese tiempo.

El partido fascista Falange Española de las JONS, que a principios de 1936 era una fuerza política marginal (solo obtuvo 45 000 votos en todo el país en las elecciones de febrero), vio cómo aumentaba su número de afiliados, porque tras el triunfo del Frente Popular recibió una avalancha de jóvenes de derechas (en su mayoría procedentes de la rama juvenil de la CEDA, las Juventudes de Acción Popular, y de los monárquicos alfonsinos de Renovación Española) dispuestos a la acción violenta. Así Falange pasó de unos 6000 militantes a más de 20 000 en pocas semanas. «Si bien los falangistas nunca consiguieron desarrollar en los conflictos laborales el papel de matones patronales según el modelo del escuadrismo italiano, sobre todo en los pequeños centros se dedicaban generalmente a sostener con acciones violentas a los propietarios y empresarios en el curso de las luchas sindicales. Por otro lado, "la obligación estricta de defenderse con la eficacia y energía que exige el honor de Falange" [según se decía en una de las instrucciones que recibieron los jefes locales] implicó varias veces no solo represalias, sino también "violencias preventivas" que a su vez provocaban venganzas. Así que, en Madrid, donde cada episodio de violencia se presentaba con mayor énfasis a la atención del país, los falangistas entraron inmediatamente en el torbellino de provocaciones y venganzas que les enfrentaban a los grupos armados de la CNT y a las milicias socialistas y comunistas, retomando la práctica de la "dialéctica de los puños y de las pistolas"». Uno de los escenarios de estos enfrentamientos entre falangistas (del SEU) e izquierdistas fue la universidad que se convirtió «en un verdadero campo de batalla, hasta el punto de obligar a las autoridades académicas a cerrarla temporalmente».
El primer atentado importante que cometieron los falangistas fue el perpetrado a primera hora de la mañana del 12 de marzo en Madrid contra el diputado socialista y «padre» de la Constitución de 1931 Luis Jiménez de Asúa, en el que este resultó ileso pero su escolta, el policía Jesús Gisbert, murió —el atentado era la «venganza» por la muerte de varios falangistas acaecida los días anteriores en la capital: el 6 de marzo habían sido asesinados en Madrid dos obreros de la CONS, lo que fue respondido con la muerte de un socialista al día siguiente; el 10 eran asesinados en Madrid dos estudiantes de derecho pertenecientes al SEU—. El entierro al día siguiente del policía se convirtió en una manifestación de repulsa contra la «violencia fascista» y se produjeron graves incidentes —un joven falangista que hizo el saludo fascista estuvo cerca de ser linchado—, con incendios de dos iglesias (dos bomberos murieron accidentalmente) y de las oficinas y talleres del diario derechista La Nación, órgano del Bloque Nacional de José Calvo Sotelo. Murió un guardia de Seguridad y fue agredido el jefe de día del Gobierno Militar, incidente inédito hasta entonces que conmocionó a la guarnición de Madrid (y al presidente del gobierno Manuel Azaña que tenía muy buena opinión de él). Por su parte, los autores materiales del atentado contra Jiménez de Asúa y su escolta lograron huir a Francia en una avioneta pilotada por el aviador militar Juan Antonio Ansaldo. El gobierno impuso la censura, lo que no hizo sino incrementar la alarma pues comenzaron a circular por Madrid todo tipo de bulos, e hizo pública una nota en la que condenaba el atentado y elogiaba a los militares, «modelo de abnegación y lealtad».
La respuesta del gobierno de Azaña fue prohibir el partido, detener el 14 de marzo a su máximo dirigente José Antonio Primo de Rivera y a otros miembros de su “Junta Política”, cerrar su periódico Arriba y clausurar todas sus sedes. Un juez declaró ilegal al partido tres días después (la sentencia fue apelada y el Tribunal de Urgencia el 30 de abril le dio la razón a Falange al considerar que de su programa no podía deducir que quisiera «reemplazar por la fuerza al gobierno republicano por otro anticonstitucional», sentencia que fue ratificada por el Tribunal Supremo el 8 de junio por lo que Falange volvía a ser un partido legal; a pesar de ello Primo de Rivera y otros dirigentes continuaron en la cárcel acusados de otros delitos). El paso a la clandestinidad no impidió que siguiera perpetrando atentados y participando en reyertas con jóvenes socialistas y comunistas (de hecho las condiciones de reclusión de Primo de Rivera fueron bastante benignas, con la posibilidad de recibir visitas casi ilimitadas, por lo que pudo seguir dirigiendo desde allí la actividad del partido al que ordenó pasar «a la ofensiva»). La casa de Largo Caballero fue tiroteada una semana después del atentado contra Jiménez Asúa —los autores solo fueron condenados a dos meses y medio de cárcel por posesión ilegal de armas de fuego— y el 13 de abril era asesinado el magistrado de la Audiencia Manuel Pedregal, que había actuado como ponente en el procesamiento de varios falangistas por el atentado contra Jiménez de Asúa. El 8 de mayo también era asesinado el capitán de Ingenieros Carlos Faraudo, instructor de las milicias socialistas. De hecho el mismo día, 6 de junio, en que el Tribunal Supremo confirmaba la sentencia que levantaba la ilegalización de Falange, Primo de Rivera escribió en el periódico falangista clandestino No importa:

Seguid luchando, camaradas, solos o acompañados. Apretad vuestras filas, aguzad vuestros métodos. Mañana, cuando amanezcan más claros días, tocarán a la Falange los laureles frescos de la primacía en esta santa cruzada de violencia.

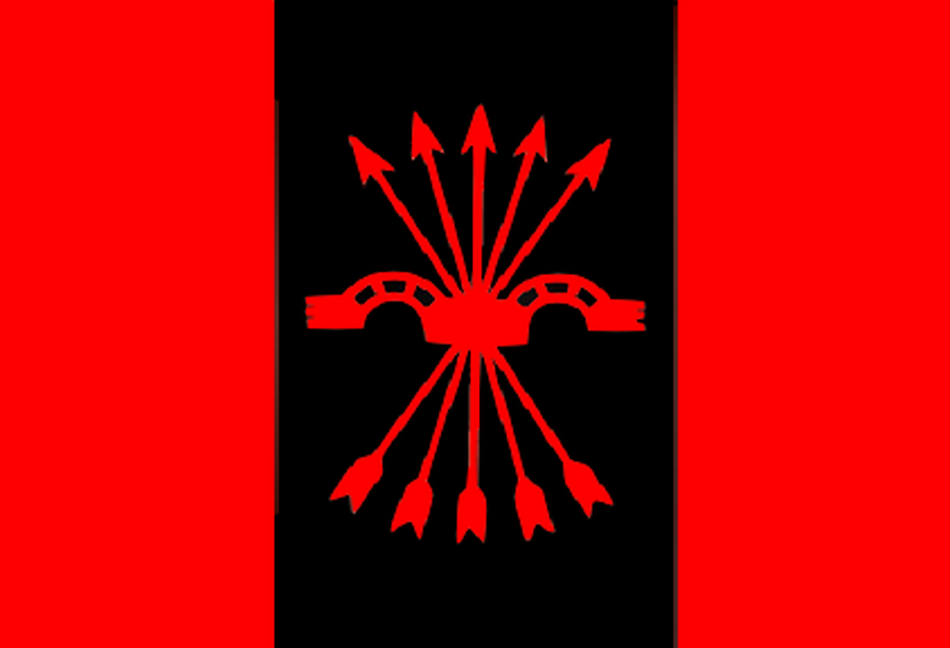
Bandera de Falange Española de las JONS. Falange Española de las JONS desarrolló una campaña de agitación violenta en la calle. Por esta razón fue ilegalizado y su líder José Antonio Primo de Rivera detenido y encarcelado.

Los incidentes de mayor trascendencia se produjeron los días 14 y 16 de abril. El 14 —el día anterior había sido asesinado el juez Pedregal presuntamente por unos falangistas— tuvo lugar un desfile militar en el Paseo de la Castellana de Madrid en conmemoración del Quinto Aniversario de la República y junto a la tribuna principal, ocupada por el presidente de la República en funciones Diego Martínez Barrio y por el presidente del gobierno Manuel Azaña, estalló un artefacto —en realidad una traca lanzada por un falangista contra la parte posterior de la tribuna— lo que causó un gran desconcierto y descompuso el desfile. A pesar de ello la parada militar se reanudó pero cuando desfiló ante la tribuna presidencial la Guardia Civil se produjeron gritos de «¡UHP!» —mezclados con vítores y aplausos— y algunos miembros del cuerpo fuera de servicio y de paisano reprendieron a la gente que los profería. Hubo disparos y uno de los guardias civiles, el alférez Anastasio de los Reyes, del que se dijo que era simpatizante de la derecha, resultó muerto y varios espectadores fueron heridos. Aunque hubo algunas detenciones nunca se supo quién había disparado contra el alférez De los Reyes (las derechas acusaron al teniente Castillo de ser el responsable del asesinato, a pesar de que en aquel momento estaba desfilando con una sección de la Guardia de Asalto).
Dos días después, 16 de abril, se celebró el entierro del alférez que se convirtió en una manifestación antirrepublicana a la que asistieron los diputados Gil Robles —quien no había acudido al desfile de celebración del quinto aniversario de la República de dos días antes— y Calvo Sotelo —quien en su intervención parlamentaria de aquella misma tarde denunció que el gobierno había censurado la esquela del alférez publicada en el diario monárquico ABC, suprimiendo el dato de que era oficial de la Guardia Civil y la hora en que se iba a celebrar el sepelio—, oficiales del Ejército y de las fuerzas de orden público (unos 3000 en uniforme o de paisano) y numerosos miembros de los sectores conservadores. Los organizadores del cortejo fúnebre, entre los que se contaban guardias civiles y militares, decidieron no seguir el recorrido establecido por las autoridades —ir por la calle de Serrano— y la comitiva —«compañeros del muerto conducían a hombros el féretro»— se dirigió hacia el centro de Madrid por el Paseo de la Castellana, siguiendo el mismo recorrido del desfile militar de dos días antes, lo que la izquierda lo consideró como una «provocación». Cuando iban por la Castellana, dando frecuentes vivas a España y al Ejército, alguien desde una obra (con entrada en la calle de Miguel Ángel, n.º 22) disparó sobre la comitiva fúnebre, lo que fue respondido con disparos por algunos de los que participaban en el entierro. El cortejo fue tiroteado de nuevo a la altura de la calle de Lista desde unos tejados y pisos altos y en el Paseo de Recoletos, esquina Olózaga, desde otra obra en construcción. Los disparos se extendieron por el centro de la capital y también las agresiones —el cobrador de un tranvía que hizo el saludo puño en alto y dio un «¡Viva la República!» fue golpeado y resultó herido—. Hubo cargas de la fuerza pública contra los manifestantes derechistas que no se dispersaron después de que en la plaza de la Independencia, abarrotada de gente, el féretro fuera cargado en un furgón y conducido al cementerio del Este. Un grupo de la comitiva fúnebre, alentado y apoyado por falangistas, intentó asaltar el Congreso de los Diputados «en una reedición a la española de los sucesos del 6 de febrero de 1934 en París», según Eduardo González Calleja. «Creíamos tener "la Paviada" en puerta», recordó un diputado socialista que se encontraba en el Congreso. Les cortó el paso una barrera dispuesta y custodiada por guardias de Asalto. En los tiroteos participaron miembros de Falange que la víspera habían sido advertidos por un militar de la UME, cuyos miembros recibieron la misma consigna, de que fueran armados. Murieron seis personas —cinco, según otras versiones— y varias decenas resultaron heridas. Se practicaron más de ciento setenta detenciones. En la represión intervino el teniente de la Guardia de Asalto José del Castillo Sáenz de Tejada, quien disparó contra un joven cuando en la plaza de Manuel Becerra grupos de manifestantes se abalanzaron sobre los guardias de Asalto que él comandaba y que intentaban cortarles el paso para que no llegaran al cementerio del Este. El joven herido gravemente era José Luis Llaguno Acha, miembro de la carlista Asociación de Estudiantes Tradicionalistas. Uno de los muertos era el estudiante Ángel Sáenz de Heredia, falangista y primo hermano de José Antonio Primo de Rivera. El presidente del gobierno Manuel Azaña le dijo a un diputado socialista: «ustedes con sus silbidos contra la Guardia Civil ponen a esta gente contra la República, como el día 14, cuando la manifestación». El socialista Indalecio Prieto que oyó la frase le contestó sarcásticamente: «¡Ahora va a resultar que nosotros fuimos los que pusimos la traca, para matarnos a nosotros mismos!». Nada más acabada la guerra civil un miembro de la UME escribió: «[el entierro] sirvió de recuento de fuerzas y de fe para días de prueba y de abnegación, próximamente venideros». Y un destacado falangista: «El entierro... fue la más grandiosa manifestación pública de la Falange».
Estos incidentes violentos, según Gabriele Ranzato, «indican ya el paso, quizá irreversible, de una situación de tensión política... a un teatro previo a una guerra civil». Para Luis Romero, fue «el primer paso hacia el camino sin retorno que conduciría a la guerra civil». La interpretación de Eduardo González Calleja es completamente diferente pues según este historiador constituyeron «la culminación de una "estrategia de la tensión" que esta[ba] directamente relacionada con los preparativos para el golpe de Estado que debiera haberse ejecutado el 20 de abril». El día 15 de abril había tenido lugar en el Congreso de los Diputados un debate en el que intervino el líder monárquico José Calvo Sotelo para exponer una relación detallada de los actos violentos que, según él, se habían cometido en España desde las elecciones. El debate continuó al día siguiente coincidiendo con los graves incidentes del entierro del alférez de los Reyes por lo que se realizó en un ambiente muy crispado, provocando incluso que el presidente del gobierno Manuel Azaña, según Luis Romero, «perdiera el tono de equidad que solía mantener en sus discursos y se dejara arrebatar por su carácter autoritario y desdeñoso, anulando, por efectos de una frase imprudente, el buen efecto que acostumbraban producir por polémicos que fueran». La frase a la que se refiere Romero fue la siguiente:

Si bajo los efectos del terror producido, no por nuestras acciones y nuestro programa, sino por las acciones y las profecías de nuestros adversarios, ha podido parecer un momento que una determinada persona al frente del Gobierno podía ser un escudo protector de los atemorizados, yo no me quiero lucir sirviendo de ángel custodio de nadie. Pierdan sus señorías el miedo y no me pidan que les tienda la mano... ¿No querían violencia, no os molestaban las instituciones sociales de la República? Pues tomad violencia. Ateneos a las consecuencias...

La violencia de las derechas no se limitó a los falangistas. Especialmente en los pueblos actuaron grupos armados que atacaron a miembros de los partidos y organizaciones del Frente Popular (o las Casas del Pueblo) o a los miembros de las gestoras de izquierdas que controlaban los ayuntamientos, o se vieron envueltos en reyertas con ellos (a veces con intercambios de disparos y la participación a menudo de falangistas) en las que se produjeron heridos y algún muerto. En ocasiones respondían a las agresiones de grupos izquierdistas. Los gobiernos radical-cedistas del «bienio negro» habían concedido 270 000 licencias de armas, en su mayoría a derechistas, por lo que «en numerosas provincias los conservadores estaban cualquier cosa menos indefensos, aunque el nuevo Gobierno hizo un intento de rescindir las licencias y confiscar las armas».

#### La respuesta del gobierno a las violencias de las derechas y de las izquierdas
Para combatir la violencia, el gobierno contaba con una fuerza pública numerosa —«equivale a casi la mitad de las fuerzas que constituyen el ejército en tiempo de paz. Porcentaje abrumador, escandaloso casi, no conocido en país alguno normal», había dicho en las Cortes el líder monárquico José Calvo Sotelo— y con las medidas excepcionales que le proporcionaba el estado de alarma, pero no conseguía acabar con ella.
Las derechas y sectores crecientes liberales-democráticos acusaron a los gobiernos del Frente Popular de no actuar con la misma contundencia contra la violencia de las derechas que contra la violencia de las izquierdas. Es una acusación que comparte el historiador Gabriele Ranzato que afirma que «no hay duda de que [el gobierno] si por un lado mostró una intransigencia absoluta hacia las bandas armadas de la derecha, por otro tuvo una gran tolerancia para con las milicias de izquierda». Lo prueba la respuesta que dio al atentado contra Jiménez de Asúa, prohibiendo el partido fascista Falange Española de las JONS, deteniendo a su máximo dirigente José Antonio Primo de Rivera y a otros miembros de su “Junta Política”, cerrando su periódico Arriba y clausurando todas sus sedes. De hecho José Antonio Primo de Rivera ya no abandonaría la prisión, «puesto que le cayeron encima varias incriminaciones y condenas consecutivas —ninguna de las cuales relativa a delitos sangrientos— que, independientemente de sus responsabilidades efectivas, indicaban una firme voluntad de las autoridades de mantenerlo en la cárcel». Joan Maria Thomàs coincide con Ranzato y añade que cuando el Tribunal Supremo sentenció en junio que Falange era un partido absolutamente legal el gobierno no liberó a sus dirigentes ni levantó la clausura de sus sedes o la autorización de su prensa. Asimismo destaca que cuando en junio murieron en Madrid cuatro falangistas y estos respondieron matando a dos socialistas, la policía procedió a detener a 300 falangistas y derechistas, pero a ningún socialista o comunista. Para Thomàs la prueba final fue la inacción del gobierno ante el asesinato del líder monárquico José Calvo Sotelo: el gobierno de Casares Quiroga «no actuó enérgicamente dando un golpe de autoridad para restablecer el orden y decepcionó a aquellos sectores que clamaban por un golpe de timón».
Fernando del Rey Reguillo coincide con Ranzato y con Thomàs cuando afirma que «la represión gubernamental solo se cebó con los falangistas y la extrema derecha, dando pie al cierre de sus sedes, al encarcelamiento de sus principales dirigentes y a la detención de centenares de militantes por todo el país», mientras que «nada parecido se hizo, en cambio, con los dirigentes, las sedes, la prensa y los militantes de la izquierda revolucionaria, aun cuando su implicación en la violencia era evidente. De hecho las fuerzas de seguridad hicieron la vista gorda casi siempre cuando los falangistas o los militantes derechistas fueron objetos de atentados o cuando se atacaron sus sedes. Sin duda, el Gobierno Azaña pensó que el cerco a Falange y a la extrema derecha estabilizaría la situación a la par que contentaría a sus aliados, de los que en último término dependía su mayoría parlamentaria en las Cortes». Stanley G. Payne comparte esta misma valoración: «Aunque los izquierdistas pudieron protestar (en ocasiones con buen criterio) porque los jueces conservadores trataban con demasiada benevolencia a los falangistas confinados, la Policía fue, de hecho, más severa con estos que con los miles de infractores de la izquierda, y con harta frecuencia pasaba por alto los ataques izquierdistas contra los falangistas». Luis Romero señala, por otro lado, que no recibían el mismo trato los socialistas (y comunistas) que los anarcosindicalistas porque «en ocasiones» «a desórdenes o atentados provocados por los socialistas, respondía el Gobierno con la clausura de ateneos y sindicatos cenetistas y la persecución de sus militantes».
Que la respuesta del gobierno no era la misma cuando se trataba de la violencia de las derechas se pudo comprobar también con motivo de los incidentes durante el entierro de Anastasio de los Reyes celebrado el 16 de abril. Los oficiales del Parque Móvil de la Guardia Civil que habían desobedecido la orden del Gobierno y habían llevado el féretro por el Paseo de la Castellana en un acto de insubordinación y provocación fueron detenidos e ingresaron en prisiones militares. Además se promulgó el 18 de abril un decreto-ley, de dudosa constitucionalidad, que privaba del sueldo y del uso del uniforme a los militares retirados «cuando favore[cieran] con actos personales, públicos o clandestinos las propagandas o manejos contrarios al régimen republicano» —según Eduardo González Calleja el decreto, en realidad un proyecto de ley, prohibía a los militares retirados participar en organizaciones clandestinas, una medida muy similar a la adoptada por el gobierno francés tras el atentado perpetrado el 13 de febrero por disidentes de l'Action Française contra los líderes socialistas Leon Blum y Georges Bonnet—. De nada sirvieron las protestas de las derechas. El periódico Política, órgano del partido de Azaña Izquierda Republicana, les contestó: «ha pasado la época del liberalismo tonto». «¿No ha de ser lícito a un pueblo imponer su voluntad, sin barbarie ni sevicia, a los núcleos que se rebelan contra el interés común y la salud pública?», añadía. Por otro lado, Amós Salvador fue sustituido por Santiago Casares Quiroga al frente del Ministerio de la Gobernación —Stanley G. Payne califica a Amós Salvador como «inepto, si no completamente incompetente o directamente subversivo»—.
El problema era que no solo las derechas, sino también ciertos sectores liberal-democráticos que en principio apoyaban al gobierno, criticaban que este no se empleara con igual contundencia contra la violencia de la extrema izquierda, que también era responsable de la alteración de la «paz pública». Señalaban que en los incidentes del entierro del alférez De los Reyes los primeros disparos se habían hecho contra el cortejo fúnebre y que entre las víctimas no había ningún militante de la izquierda. También destacaban que en el acto conmemorativo del quinto aniversario de la República, a las milicias de las juventudes socialistas, uniformadas aunque no armadas, no se les había dejado participar en el desfile militar pero se les había permitido que se alinearan a lo largo del recorrido («las formaciones semimilitares de las sociedades obreras con sus uniformes azules o rojos y sus banderas y estandartes de vez en cuando entonaban himnos y levantaban los puños», recordó en sus Memorias el entonces presidente de la República en funciones Diego Martínez Barrio). El diario liberal El Sol pedía que las medias aprobadas por el gobierno para mantener el orden público se ampliaran y generalizaran para acabar «con todos los focos de perturbación».
Lo mismo demandaba el cedista moderado Manuel Giménez Fernández en una carta privada que envió a su amigo el republicano ministro de Estado Augusto Barcia a quien le relataba los abusos e ilegalidades que estaban cometiendo las autoridades locales de izquierdas en Andalucía. «Y no quiero cansarle contándole palizas, cacheos, pedreas o atracos a cuenta de los llamados guardas cívicos», añadía. «Lo sistemático de tales abusos nos conducen al silencio y nos llevan al ostracismo a quienes a este lado de la barricada osamos hablar de convivencia», concluía. Por su parte el líder de la CEDA José María Gil Robles denunció en las Cortes la «apatía del gobierno» frente «a la violencia de aquellos que quieren ir a la conquista del poder por el camino de la revolución», un gobierno «que no se atreve  a volverse contra sus auxiliares, que tan cara le están pasando la factura de la ayuda que le dan». Esta última valoración era compartida por algunos miembros de las izquierdas, como el comandante Jesús Pérez Salas, exconsejero militar de Azaña, que consideraba que la «impotencia» del gobierno «era debida a que los revoltosos estaban apoyados por los comunistas y socialistas comunistoides, los cuales habían obtenido unas representaciones parlamentarias que eran necesarias para que el gobierno pudiese tener mayoría».
Durante el debate celebrado en las Cortes el 15 de abril, el diputado de la Lliga Joan Ventosa le ofreció a Azaña el apoyo de su minoría para la «misión histórica» que el presidente del gobierno, según él, tenía que acometer: «superar el periodo revolucionario, estabilizar un régimen y poner término al ambiente de guerra civil que reina hoy en España». De hecho su grupo parlamentario, junto con otros de centroderecha, se abstuvo en la votación de otorgarle la confianza al gobierno. En su respuesta Azaña no aceptó el ofrecimiento y, tras achacar la violencia a «las acciones y a las profecías de nuestros adversarios», le dijo: «yo no me quiero lucir sirviendo de ángel custodio de nadie, señor Ventosa... No hay motivo para que sus señorías tengan miedo».
En el debate mantenido en las Cortes el 6 de mayo con motivo de la violencia anticlerical desatada en Madrid cuando corrió el rumor de que monjas y señoras beatas estaban distribuyendo entre los niños caramelos envenenados, el entonces ministro de la Gobernación Santiago Casares Quiroga le respondió al líder monárquico José Calvo Sotelo que a él no le preocupaba la «revolución social», pues entre sus partidarios había encontrado «en algunos momentos, dislocamientos, desbordamientos si queréis, pero lealtad», mientras que una parte de las derechas son las que «procuran en España, o bien subvertir el Estado, o bien rebelarse contra el Estado, o bien crear un estado perpetuo de inquietud que es mucho peor que una sublevación armada».
La percepción de que el gobierno no actuaba con la misma contundencia contra la violencia de las izquierdas que contra la violencia de las derechas se acentuó cuando el nuevo presidente del ejecutivo Santiago Casares Quiroga declaró el 19 de mayo en las Cortes que «contra el fascismo el Gobierno es beligerante». Las derechas mostraron su repulsa —Calvo Sotelo le contestó: «El Gobierno nunca puede ser beligerante, señor Casares Quiroga: el gobierno debe aplicar la ley inexorablemente, y a todos. Pero el Gobierno no puede convertirse en enemigo de hombres, de compatriotas, cualquiera que sea la situación en que estos se coloquen»—, pero también algunos republicanos de izquierda, aunque en privado. Según Gabriele Ranzato, «era perfectamente lícito que, al margen de la oportunidad de usar el término "beligerante", el jefe de un gobierno democrático expresara toda su hostilidad contra el fascismo y su firme intención de combatirlo... Pero el hecho es que... el contexto de conflictividad política ya era tal que el blanco de su beligerancia no podía ser entendido como el fascismo o los fascistas stricto sensu, sino como toda la derecha social y política sin distinciones». Unas semanas después, en el debate sobre el orden público del 16 de junio el diputado de la Lliga Joan Ventosa le dijo a Casares Quiroga: «Mantened el Frente Popular o rompedlo; haced lo que os plazca; pero si el Gobierno no está dispuesto a dejar de ser beligerante, para imponer a todos por igual el respeto de la ley, vale más que se marche, porque por encima de los partidos y combinaciones está el interés supremo de España, que se halla amenazada por una catástrofe».
Para la izquierda, mientras que la violencia que provenía de sus filas era una respuesta a las «provocaciones fascistas», la violencia de la derecha tenía su origen, como escribió el periódico Política (órgano oficioso del partido de Azaña), en «tenebrosas maquinaciones con el fin de estimular a las masas para que desborden al Gobierno, para que este se vea en el trance de restablecer la paz pública a tiros». En un número anterior Política ya había denunciado la existencia «en cada ciudad, en cada pueblo» de «agentes de la perturbación y de la algarada, llámense fascistas o cualquier otro mote reaccionario» y había hecho un llamamiento a apoyar al gobierno en la tarea de «localizarlos y reducirlos» en lugar de las «vindictas de carácter personal» («las autoridades necesitan no tener delante el conflicto diario de contener las exaltaciones de los grupos afines, de los cuales hay derecho a reclamar colaboración y serenidad»). En respuesta a una intervención en las Cortes de Calvo Sotelo en la que había dicho que los falangistas estaban sufriendo «sanciones injustas y prolongadas» —según Calvo Sotelo había doce mil detenidos de derechas, afiliados o no a Falange—, el periódico comunista Mundo Obrero publicó un artículo con el título «Calvo Sotelo y el pistolerismo fascista» en el que se decía que detrás de los «crímenes fascistas» había una «perfecta» «organización». «Cuentas corrientes en los bancos, cotizaciones en organismos de contratación, como Renovación, Jap y ese Bloque Nacional, cómplices en la Administración de Justicia, el Cuerpo de Vigilancia y en las cárceles. Y hasta un caudillo con investidura parlamentaria para agitar un espantajo de martirologio con las actividades de unos asesinos». El artículo terminaba diciendo: «La destrucción de todo esto es tarea inmediata del Frente Popular. Con ese miserable Calvo Sotelo a la cabeza».
Una de las claves de la respuesta del gobierno a la violencia fue la actuación de los gobernadores civiles que eran los responsables del orden público en las provincias que tenían a su cargo. Como ha destacado Gabriele Ranzato, los gobernadores civiles tuvieron que «afrontar situaciones que era difícil resolver incluso con las mejores dotes de temple y energía», porque estaban provocadas por las «masas proletarias» dirigidas por organizaciones políticas y sindicales cuyo apoyo en las Cortes era imprescindible para la supervivencia del gobierno. Esa es la razón por la que hubo tantos cambios de gobernadores (14 durante el gobierno de Azaña y 27 durante el gobierno de Casares Quiroga). Unos fueron cesados a petición de los socialistas caballeristas por oponerse a sus pretensiones, otros dimitieron porque no pudieron soportar las presiones que recibieron por parte de aquellos. Los gobernadores que lograron permanecer en sus cargos lo consiguieron, según Gabriele Ranzato, «llegando a un entendimiento con el sector caballerista y su sindicato, desarrollando las funciones de mediadores en los conflictos con evidente parcialidad a su favor, dejando que las autoridades locales socialistas o comunistas ejercieran, fuera de la ley, diversas formas de coacción sobre la derecha política y social... cuando no la ejercían ellos mismos».
El caso más clamoroso de «entendimiento» con las fuerzas obreras fue el del gobernador civil de Oviedo, Rafael Bosque —o Fernando Bosque—, que nombró «delegados del Frente Popular» a miembros de las organizaciones obreras y estos procedieron a realizar «batidas antifascistas» que supusieron la detención indiscriminada de personas de derechas —incluidos dos canónigos de Covadonga—. En una entrevista concedida al diario comunista Mundo Obrero (publicada el 20 de abril) declaró que los «delegados» «meten en la cárcel a curas, médicos, secretarios de ayuntamiento y al que sea. Cumplen admirablemente su cometido... Estoy sorprendido y admirado por el celo y mesura con que cumplen su papel y vigilan las maniobras del fascismo... y de la Guardia Civil. Con un sentido intachable, moderno y al mismo tiempo utilitario de la justicia». Lo sorprendente es que, a pesar de las protestas de las derechas, el gobernador no fue inmediatamente destituido, lo que según Gabriele Ranzato «muestra ya un avanzado desmoronamiento del Estado de Derecho». Casi un mes un mes más tarde Bosque, desmintiendo los rumores de su dimisión, declaró que había despedido a sus «delegados» y puesto en libertad a los detenidos. El líder monárquico José Calvo Sotelo hizo referencia a su caso durante el resonante debate que tuvo lugar en las Cortes el 16 de junio. Al gobernador lo definió como «un anarquista con fajín» y a continuación afirmó que Asturias bajo su autoridad «no parece una provincia española, sino una provincia rusa». La respuesta de Bosque fue inmediata. Le envió un telegrama que fue publicado por algunos periódicos el 18 de junio en el que le decía a Calvo Sotelo, al que acusaba de «tergiversar las cosas con desfachatez», que «en esta provincia, hasta ahora, el orden solo lo perturban gentes que simpatizan u obedecen a usted o a sus afines». La situación se hizo tan insostenible que el ministro de la Gobernación Juan Moles lo acabó cesando, lo que provocó que se declarara una huelga de solidaridad en algunos pueblos mineros asturianos y que su partido, Izquierda Republicana (el mismo que el del presidente del gobierno Casares Quiroga y del presidente de la República Manuel Azaña), le organizara una manifestación de despedida en su honor.
El caso opuesto fue el del gobernador civil de Ciudad Real, Fernando Muñoz Ocaña, que intentó poner coto a las ilegalidades cometidas por las organizaciones obreras en la provincia amenazando a los alcaldes socialistas que las amparaban (o de las que eran cómplices) que serían destituidos si no cumplían sus «instrucciones». En una circular, con fecha del 5 de mayo, se decía:

Tenga en cuenta esa Alcaldía que en lo sucesivo inmediatamente que se produzca en cualquier propiedad esa jurisdicción municipal una intrusión ilegal o daños en la misma debe inmediatamente comunicarlos a este Gobierno civil por los medios más rápidos y adoptar en el acto medidas sean precisas para poner término a referidas actitudes y reclamará V. asimismo el auxilio de la Guardia Civil y el de mi autoridad para la concentración de fuerza si la que dispusiese fuera insuficiente. Y queda conminado con la suspensión en su cargo de Alcalde si mantiene negligencia en el cumplimiento de presentes instrucciones y en la rigurosa efectividad de las mismas.

Fernando Muñoz cumplió su amenaza (en lo que contó con el apoyo de los republicanos de izquierda, que habían roto sus relaciones con los socialistas caballeristas y habían pedido la destitución de los ayuntamientos socialistas «destacados por las vejaciones y atropellos últimamente cometidos») y suspendió en sus funciones a cinco alcaldes socialistas (y a los concejales, también socialistas, de otra localidad). Los socialistas amenazaron con retirarse de los ayuntamientos (contaban con 57 alcaldes y 382 concejales) si el gobernador (de «actitud inaguantable» en su opinión) no era destituido, «para tranquilidad de la provincia». El 2 de junio el gobernador le envió una carta al ministro de la Gobernación Juan Moles informándole de sus actuaciones y de las intenciones de los socialistas de retirarse de las gestoras municipales, para las que «tengo adoptadas las medidas de previsión necesarias». Pero al día siguiente fue destituido, siendo trasladado a la provincia de Castellón. «Evidentemente, con su amago de abandono en masa de los ayuntamientos, los socialistas ganaron el pulso», comenta Fernando del Rey Reguillo. El nuevo gobernador civil, Germán Vidal Barreiro, repuso a los alcaldes destituidos.
El historiador José Luis Martín Ramos ha asumido plenamente las tesis de la izquierda obrera justificativas de la violencia de sus partidarios por lo que considera que «ni la movilización campesina, ni las huelgas de los trabajadores urbanos, ni tampoco el gobierno fueron la causa principal ni los responsables fundamentales de la violencia, esgrimida como prueba de cargo del fracaso del Frente Popular y por elevación del fracaso de la República». Aunque reconoce que en las primeras semanas pudieron ser las organizaciones obreras las principales causantes de los desórdenes, especialmente en el campo, Martín Ramos afirma que a partir de abril estos decayeron de manera notoria gracias a las medidas acordadas por el gobierno de mejora de la situación de los jornaleros y de los campesinos pobres, por lo que a partir de entonces la violencia política de «mayor trascendencia pasó a ser la ejercida por Falange» que pretendía «abonar la estrategia de la tensión» que justificara el golpe militar.
Martín Ramos también exime al gobierno de responsabilidad en cuanto al orden público. Según él, «el gobierno del Frente Popular no fue débil ni inane ante el orden público, de cuyo problema Azaña y Casares Quiroga fueron conscientes y al que buscaron remedios tuvieran mayor o menor éxito, mayor del que se le reconoce frecuentemente, desde luego». La responsabilidad la dirige hacia los gobernadores civiles y, sobre todo, hacia las fuerzas de orden público: «Otra cosa fue el acierto con que actuaran sus representantes territoriales y, sobre todo, la eficacia y la lealtad de las fuerzas de orden público, deficientemente formadas y equipadas y en buena parte minadas por la propaganda antirrepublicana». La misma tesis sostiene Eduardo González Calleja pues afirma que los gobiernos de Azaña y de Casares Quiroga «no fueron débiles en el control del orden público» sino que sufrieron el boicoteo «de los mandos subalternos» y fueron víctimas de «la evidente mala fe que mostraron muchos agentes del Estado (tanto militares como policías y guardias civiles) implicados en la conspiración». Gabriele Ranzato reconoce que «a menudo la Guardia Civil —si bien sus mandos habían sido sometidos a una depuración radical: en el periodo del Frente Popular fueron sustituidos más de tres cuartas partes de los mandos desde el grado de capitán hasta los más altos— continuaba interviniendo en el campo con extrema brutalidad y fuera de control de otras autoridades», como sucedió en «la matanza perpetrada a fines de mayo por uno de sus destacamentos en Yeste, un pueblo de la provincia de Albacete».
Por otro lado, González Calleja afirma, en contra de lo sostenido por Ranzato, Thomàs o del Rey Reguillo, que el gobierno «cuando la violencia se fue desbocando no dudó en aplicar medidas de extremo rigor contra los propietarios de armas de fuego o las autoridades locales frentepopulistas que abusaron de sus poderes para imponer una privatización parcial de la seguridad pública. A partir de mayo no hubo miramientos ni con unos ni con otros, aunque el cumplimiento de las órdenes gubernativas distó de ser total e incontestado».

#### Las intervenciones en las Cortes sobre el orden público de Calvo Sotelo y de Gil Robles

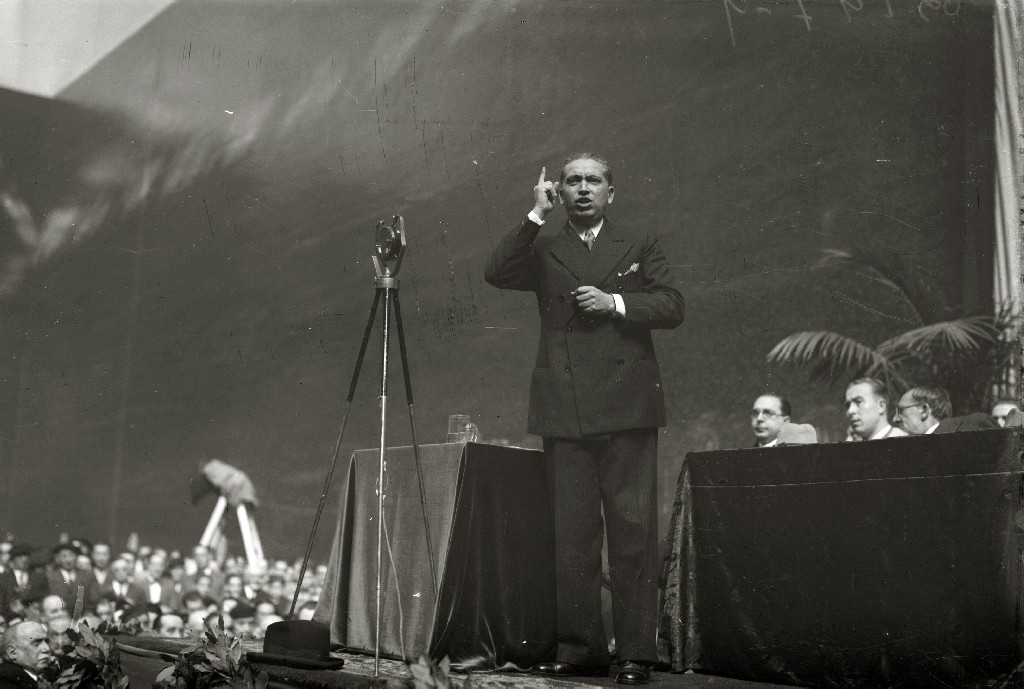
José Calvo Sotelo en un mitin en San Sebastián (1935). Tras producirse la victoria en las elecciones del Frente Popular, hizo continuos llamamientos a la intervención del Ejército para poner fin a la «anarquía» y establecer un Estado corporativo.

El primer discurso del líder monárquico José Calvo Sotelo en las Cortes sobre el orden público lo pronunció el 15 de abril en la sesión en la que se debatió la confianza al gobierno de Azaña. En él enumeró de forma detallada los cientos de actos violentos que se habían producido en España desde las elecciones (según Calvo Sotelo había habido 74 muertos y 345 heridos y 106 edificios religiosos habían sido incendiados, uno de ellos la iglesia de San Luis Obispo «a doscientos pasos del Ministerio de la Gobernación»). Aunque Eduardo González Calleja considera que Calvo Sotelo mezcló «deliberadamente» violencias sociales y políticas «con conflictos sociolaborales e incluso delitos comunes», Gabriele Ranzato da plena credibilidad a las cifras que ofreció el líder monárquico pues el negro panorama de violencia que describió coincidía con el presentado en privado por el propio Manuel Azaña en una carta enviada a su cuñado el 17 de marzo que terminaba diciendo: «No sé, en esta fecha, cómo vamos a dominar esto». La prensa de derechas difundió con todo detalle los datos proporcionados por Calvo Sotelo en las Cortes. El Gobierno no presentó estadísticas que los refutaran.
Durante su intervención volvió a aparecer la «aversión despectiva» y la «extrema agresividad» de los diputados del Frente Popular hacia Calvo Sotelo, y también hacia el líder de la CEDA José María Gil Robles. El discurso de Calvo Sotelo fue interrumpido varias veces por los diputados de la izquierda. Unos le acusaban de estar detrás de los atentados falangistas: «Vosotros sois los empresarios de los pistoleros», «¿Cuánto habéis tenido que pagar a los asesinos?». Otros le recordaban la represión sufrida por los revolucionarios de Asturias. La comunista Dolores Ibárruri Pasionaria le dijo: «Id a decir esas coas en Asturias», mientras que la socialista Margarita Nelken le espetó: «Vamos a traer aquí a todos los que han quedado inútiles en Asturias». Y cuando Calvo Sotelo dijo que «el desenfreno [violento] dura semanas y meses», le gritó: «¡Y lo que durará!». Por su parte el presidente del gobierno Manuel Azaña dijo en la sesión del día 16, muy afectado por los incidentes durante el entierro de Anastasio de los Reyes en 1936 que había tenido lugar ese mismo día: «¿No queríais violencia, nos os molestaban las instituciones sociales de la República? Pues tomad violencia. Ateneos a las consecuencias». El historiador italiano Gabriele Ranzato comenta: «en realidad lo que mostró todo el debate era que el espíritu de revancha no animaba solo a las clases populares, sino también a muchos de sus representantes. Y el mismo Azaña no era en absoluto inmune a ello». Un punto de vista que comparte Stanley G. Payne.
En las sesiones de las semanas siguientes continuaron los ataques. En la del 6 de mayo la socialista Margarita Nelken interrumpió a Calvo Sotelo diciéndole: «los verdugos no tienen derecho a hablar». En la del 19 de mayo el diputado socialista Bruno Alonso González retó a Calvo Sotelo a salir a la calle para ajustar cuentas después de que este le hubiera espetado «Su señoría es una pequeñez, un pigmeo», en respuesta a una interrupción de Alonso González en la que este le había dicho: «Ya sabemos lo que es su señoría; pero no tiene el valor de declararlo públicamente» (Calvo Sotelo acababa de decir: «Me interesa dejar constancia de esta evidente conformidad mía con el fascismo en el aspecto económico, y en cuanto a lo que pudiera decir en lo político, me callo por el motivo que antes he indicado al Sr. Casares Quiroga...», que acababa de declarar «contra el fascismo el Gobierno es beligerante»). «¡Su señoría es un chulo!» le había contestado Alonso González a Calvo Sotelo cuando este le llamó «pigmeo». El presidente de las Cortes logró finalmente restablecer el orden —Alonso González fue invitado a abandonar el hemiciclo— y Calvo Sotelo continuó con su discurso.
Sin embargo, según Gabriele Ranzato, «el líder de la CEDA [Gil Robles] era odiado por la extrema izquierda aún más que el líder monárquico [Calvo Sotelo]. Gil Robles era, para ella, el potencial dictador fascista-clerical que en 1934 había empujado a la sublevación de Asturias e inspirado la despiadada represión». Una valoración que comparte Luis Romero. La diputada comunista Dolores Ibárruri Pasionaria lo definió como «un histrión ridículo salpicado con la sangre de la represión» y «payaso asalariado». En su intervención del día 15 de abril Gil Robles dirigiéndose a Azaña había dicho:

Una masa considerable de la opinión española que, por lo menos, es la mitad de la nación, no se resigna a morir; yo os lo aseguro. Si no puede defenderse por un camino se defenderá por otro. [...] Yo creo que su señoría va a tener dentro de la República otro sino más triste, que es el de presidir la liquidación de la República democrática. Cuando la guerra civil estalle en España, que se sepa que las armas las ha cargado la incuria de un Gobierno que no ha sabido cumplir con su deber frente a los grupos que se han mantenido dentro de la más estricta legalidad. [...] No aceptaremos la eliminación cobarde, entregando el cuello al enemigo: es preferible saber morir en la calle a ser atropellados por cobardía.

La réplica que le dio el diputado José Díaz, secretario general del Partido Comunista de España, causó un enorme tumulto en el hemiciclo pues amenazó de muerte a Gil Robles. Sus palabras fueron retiradas del Diario de Sesiones por orden del presidente de las Cortes Diego Martínez Barrio pero las reprodujo el diario comunista Mundo Obrero. Díaz dirigiéndose a Gil Robles le dijo que según afirmaba «de una manera patética que ante una situación que se puede crear en España era preferible morir en la calle de no sé qué manera. Yo no sé cómo va a morir el señor Gil Robles, pero sí puedo asegurar que, si se cumple la justicia del pueblo, lo hará con los zapatos puestos». Estas palabras causaron un gran escándalo y Martínez Barrio llamó al orden a Díaz («Pido a S.S. que sea prudente en sus expresiones», le dijo; «esas palabras no constarán en el Diario de Sesiones», añadió). Calvo Sotelo gritó que se acababa de hacer «una incitación al asesinato». La diputada comunista Dolores Ibárruri Pasionaria dijo dirigiéndose a las derechas que protestaban: «Si os molesta eso, le quitaremos los zapatos y le pondremos las botas». Gil Robles respondió: «...¡Moriré como sea, pero que conste que no soy un asesino como vosotros...!». Los diputados de la izquierda le gritan entonces «¡Asturias! ¡Asturias!». El socialista Ramón González Peña, líder de la Revolución de Asturias, se dirige hacia el escaño de Gil Robles para agredirle. Se lo impiden varios diputados que se interponen en su camino. Finalmente el presidente de las Cortes lograr dominar la situación.
El diputado Joan Ventosa de la Lliga explicó en su intervención la terrible impresión que le había provocado lo sucedido en las Cortes durante los días 15 y 16 de abril:

Solo con asistir a este debate, solo con escuchar las manifestaciones de ayer y de hoy —insultos reiterados, incitaciones al atentado personal, invocaciones a aquella forma bárbara y primitiva de la justicia que se llama ley del talión, petición insólita y absurda del desarme de las derechas, y no de todos—, solo con presenciar y observar el espíritu de persecunción y opresión que se manifiesta en algunos sectores de la Cámara, claramente se ve la génesis de todas las violencias que se están desarrollando en el país.

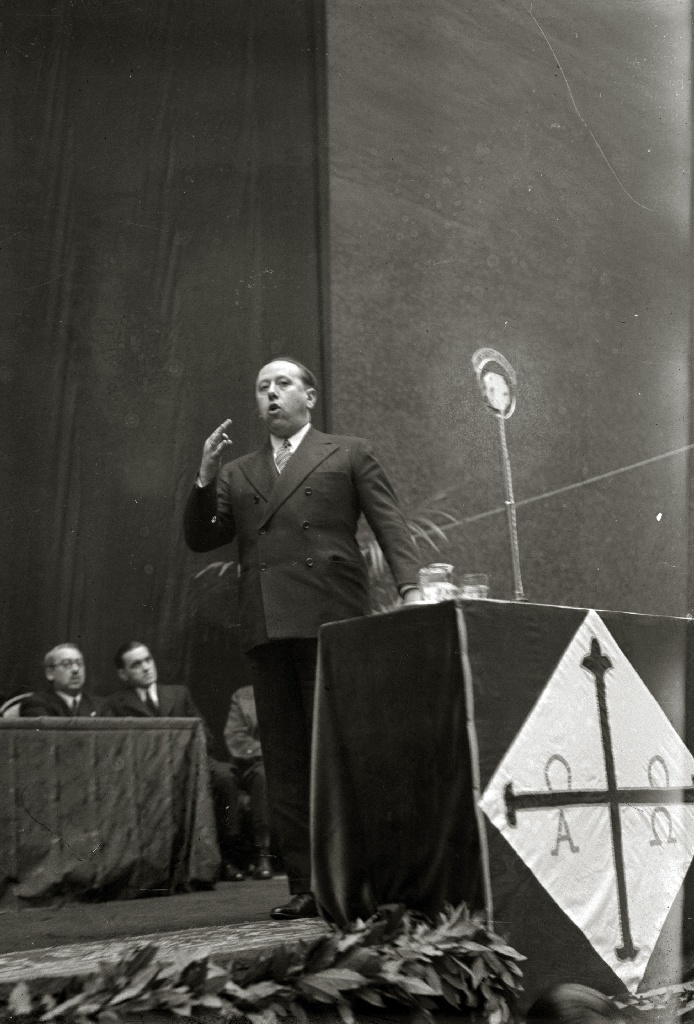
José María Gil Robles en un mitin de la CEDA en el Frontón Urumea de San Sebastián en 1935 (en la parte delantera de la mesa aparece el logo de la CEDA). Encabezó el progresivo acercamiento de la CEDA a las posiciones antidemocráticas de la extrema derecha monárquica.

En la sesión de las Cortes del 16 de junio, «quizá la más dramática» y «la más citada de la historia de la República», hubo otro resonante debate sobre el orden público ―se discutía una proposición no de ley de la derecha en la que se instaba al Gobierno a «la rápida adopción de las medidas necesarias para poner punto final al estado de subversión en que vive España»―. Esta vez el que enumeró los actos violentos fue José María Gil Robles. Según él desde las elecciones había habido 269 muertos y 1287 heridos y 160 iglesias habían sido destruidas, además de otras 251 que habían resultado dañadas, incluyendo diferentes edificios religiosos. A continuación conminó al gobierno de Santiago Casares Quiroga a aplicar las «medidas necesarias para poner fin al estado de subversión en que vive España» y terminó diciendo: «hoy estamos presenciando los funerales de la democracia». El socialista centrista Indalecio Prieto le comentó a su compañero Julián Zugazagoitia: «Esta es una Cámara sin sensibilidad. No sé si es que estamos sordos o es que lo fingimos. El discurso que ha pronunciado Gil Robles esta tarde es de una gravedad inmensa. Cuando detrás de mi banco oí risotadas e interrupciones estúpidas, no podía evitar el sentirme abochornado. Gil Robles, que tenía conciencia de lo que estaba diciendo, debía considerarnos con una mezcla de piedad y desprecio. [...] Una cosa está clara: que vamos a merecer, por estúpidos, la catástrofe». El 15 de julio, dos días después del asesinato de Calvo Sotelo, Gil Robles añadió 64 muertos más (y 224 heridos): los que se habían producido entre el 16 de junio y el 13 de julio. Así, el número total de víctimas mortales según Gil Robles ascendió a 333 muertos (y 1511 heridos), aunque estas cifras nunca se pudieron contrastar «de forma sistemática e indubitable».
Le contestó el presidente del gobierno Casares Quiroga negando la gravedad de la situación expuesta por Gil Robles —«yo declaro que esta inquietud [entre los ciudadanos], que no tendría justificación por los escasos actos de violencia que se han producido, no existe»— y justificando la violencia popular como respuesta a la represión del «bienio negro»: «Quienes se levantan representando a la oposición para acusar al Gobierno punto menos que de tolerar actos subversivos y actos de exaltación son los mismos que durante dos años, que a muchos de nosotros nos han parecido un poco largos, han vejado, perseguido, encarcelado, maltratado, torturado, llegando a límites como jamás se había llegado, creando un fondo de odio, de verdadero frenesí en las masas populares... Y que vengan a reprocharnos las consecuencias de todo eso...». El diputado de la Lliga Joan Ventosa le objetó: «¿Es que los excesos y las injusticias de unos pueden justificar los atropellos, la violencia y la injusticia de los demás? ¿Es que estamos condenados a vivir en España perpetuamente en un régimen de conflictos sucesivos, en que el afán de poder o el triunfo en unas elecciones inicien la caza, la persecución y el aplastamiento del adversario? Si fuera así, habríamos de renunciar a ser españoles, porque ello sería incompatible con la vida civilizada de nuestro país». En su intervención Ventosa añadió: «Lo que más me alarma de la sesión de hoy es el optimismo del presidente del Consejo de Ministros, que encuentra la situación bastante agradable e incluso soportable. No parece verosímil. Le dejo la responsabilidad de esa afirmación ante España y ante el extranjero, pues en todas partes, desgraciadamente, son conocidos los hechos que aquí ocurren».
Calvo Sotelo también intervino en la sesión del 16 de junio, entre frecuentes interrupciones y gritos, para decir que en España había «por todas partes, desorden, pillaje, saqueo, destrucción» y para defender de nuevo la instauración de un Estado autoritario y proclamarse fascista: «A este Estado lo llaman muchos Estado fascista, pues si ése es el Estado fascista, yo, que participo de la idea de ese Estado, yo que creo en él, me declaro fascista». Un diputado exclama: «¡Vaya una novedad!».
A continuación Calvo Sotelo hizo un llamamiento a la intervención del Ejército («también sería loco el militar que al frente de su destino no estuviera dispuesto a sublevarse a favor de España y en contra de la anarquía, si esta se produjera», dijo Calvo Sotelo), lo que provocó las protestas de los diputados de izquierda y la airada reacción del presidente del gobierno Casares Quiroga quien lo hizo responsable de futuras intentonas golpistas, responsabilidad que Calvo Sotelo aceptó (Casares Quiroga dijo: «Me es lícito decir que después de lo que ha hecho su señoría hoy ante el Parlamento, de cualquier caso que pudiera ocurrir, que no ocurrirá, le haré responsable a su señoría»; a lo que Calvo Sotelo respondió: «Yo tengo, señor Casares Quiroga, anchas las espaldas. Su señoría es hombre fácil y pronto para el gesto de reto y para las palabras de amenaza. [...] Me doy por notificado de la amenaza de su señoría. [...] Es preferible morir con gloria a vivir con vilipendio»; a continuación lo comparó con el ruso Kerenski y con el húngaro Karoly).
Al día siguiente el diario socialista caballerista Claridad mostraba claramente las intenciones revolucionarias de este sector político y el papel que le correspondía al Gobierno: «Toda revolución, si lo es de verdad, implica la necesidad de destruir un orden, el vigente, y sustituirlo por otro. En esa obra de destrucción de un orden caduco colaboran el Estado y el pueblo, a quien aquel representa. Una revolución es una guerra civil, y el Gobierno, como dijo en un discurso anterior el señor Casares Quiroga, es beligerante contra el orden que hay que aniquilar. Estas son nociones elementales de toda biología revolucionaria».

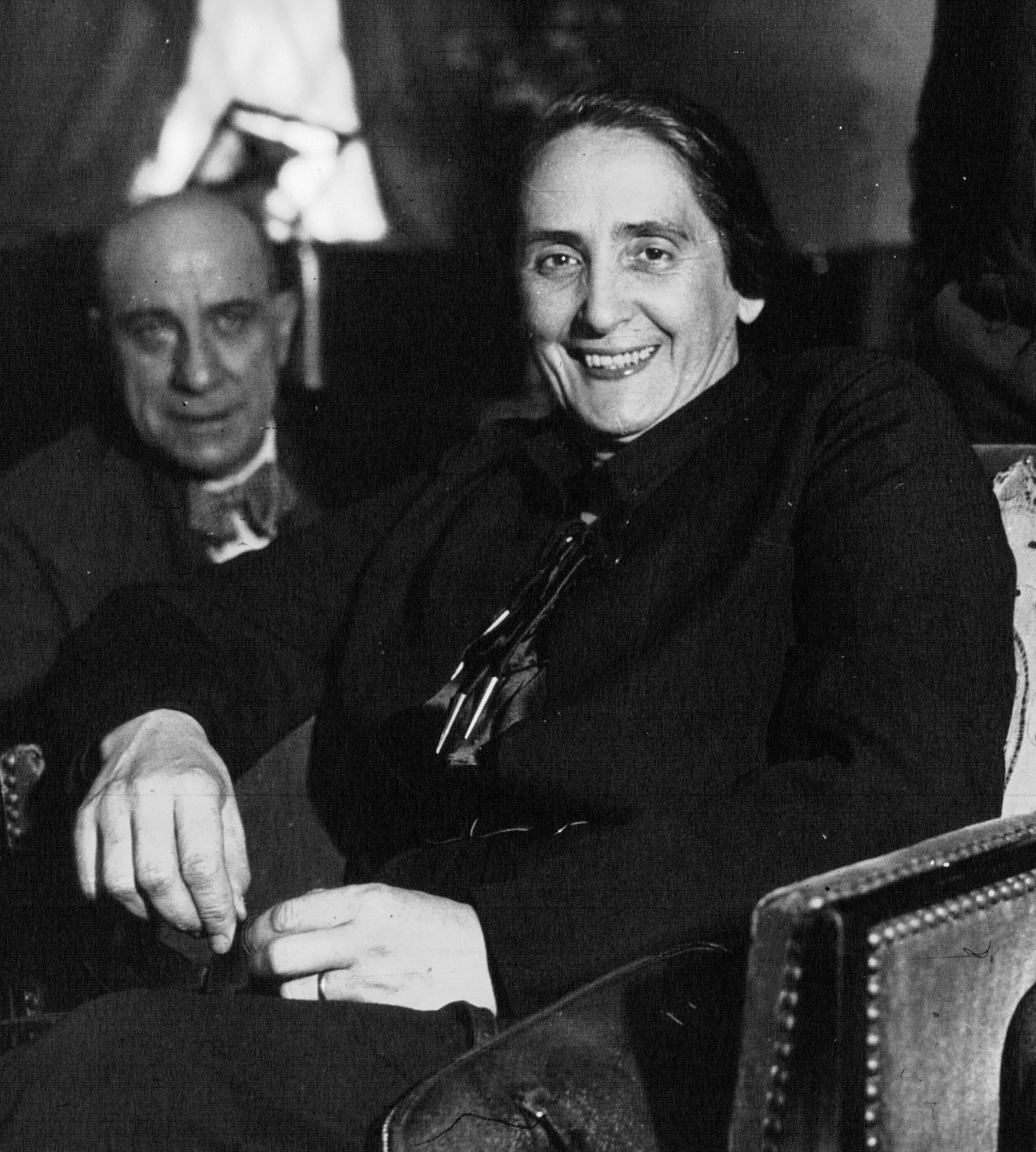
La diputada comunista Dolores Ibárruri Pasionaria en 1936. Fue muy beligerante con los diputados de las derechas, especialmente con José Calvo Sotelo y con José María Gil Robles. Sobre este último dijo en una de las sesiones de las Cortes que era «un histrión ridículo salpicado con la sangre de la represión».

El 1 de julio se celebró la que sería la última sesión plenaria de las Cortes antes de la guerra civil y que resultó la más conflictiva. Se produjeron frecuentes gritos, interrupciones e incidentes (los diputados se enfrentaron físicamente al menos en dos ocasiones, un diputado de la CEDA fue expulsado y el presidente de las Cortes Martínez Barrio, amenazó con marcharse si los enfrentamientos continuaban). El momento más grave se produjo cuando tras la intervención de Calvo Sotelo que fue interrumpida en numerosas ocasiones, el diputado socialista caballerista Ángel Galarza le lanzó al líder monárquico una amenaza nada velada. Tras protestar vehementemente de que en las Cortes se pudiera hacer apología del fascismo, como acababa de hacer a su juicio Calvo Sotelo —había dicho, por ejemplo, que «los partidos políticos son cofradías cloróticas de contertulios» y que la solución a los problemas «se encontrará en un Estado corporativo»—, dijo que contra Calvo Sotelo «encuentro justificado todo, incluso el atentado personal» (esas palabras no constaron en el Diario de Sesiones por orden del presidente de la Cámara, pero fueron recogidas por algunos periódicos). Un periodista presente en el hemiciclo transcribió así la intervención de Galarza:

...se extraña el orador de que venga a hablar al Parlamento en favor de la independencia de la justicia quien, como el señor Calvo Sotelo, ha participado en los siete años de dictadura, que su partido y, en general, todas las agrupaciones socialistas son enemigas de la violencia personal. Pero contra quien pretende ser jefe del movimiento fascista español y conquistar el poder por la violencia, para llevar a quienes militan en los partidos de izquierda a los campos de concentración y a las cárceles, la violencia es legítima, y se puede llegar en tal caso hasta el atentado personal.

El discurso de Galarza fue aplaudido por sus compañeros de partido, pero el presidente de las Cortes Diego Martínez Barrio, visiblemente indignado, intervino inmediatamente para replicarle: «La violencia, Sr. Galarza, no es legítima en ningún momento ni en ningún sitio; pero si en alguna parte esa ilegitimidad sube de punto es aquí. Desde aquí, desde el Parlamento, no se puede aconsejar la violencia. Las palabras de S.S., en lo que a eso respecta, no constarán en el Diario de Sesiones». Galarza respondió: «Yo me someto, desde luego, a la decisión de la Presidencia, porque es mi deber, por el respeto que le debo. Ahora, esas palabras, que en el Diario de Sesiones no figurarán, el país las conocerá, y nos dirá si es legítima o no la violencia».
Los historiadores que defienden la tesis de la existencia de una campaña de agitación por parte de las derechas que «justificara» el golpe que una parte del Ejército estaba preparando con su apoyo consideran que las intervenciones en las Cortes de Gil Robles y de Calvo Sotelo formaban parte de esa campaña. Según estos historiadores lo que pretendían los dos líderes de la derecha no republicana era rentabilizar la situación de violencia en las calles elaborando un discurso «incendiario» y «catastrofista», que fue difundido y amplificado por la prensa del mismo signo político que actuaba como caja de resonancia recogiendo en sus páginas todas las reyertas, peleas y huelgas por insignificantes que fueran en secciones especiales tituladas «Síntomas», «Cuestiones sociales» o «Alteraciones de orden público». «Periódicos como el ABC no dejaban de machacar a sus lectores con mensajes catastrofistas…, afirmaban que el país era ingobernable y contabilizaban como crímenes políticos delitos comunes para reforzar la impresión de desgobierno», afirma Antony Beevor. Eduardo González Calleja ha llegado a afirmar que «la Guerra Civil se declaró antes en el Parlamento que en la calle» y que en esa tarea destacó especialmente el líder del Bloque Nacional, José Calvo Sotelo, que «desde el primer momento mantuvo en las Cortes una actitud francamente provocadora». Una valoración que comparte totalmente José Luis Martín Ramos quien destaca que Calvo Sotelo en su discurso del 16 de junio puso las conclusiones al discurso previo de Gil Robles, que «no fue de paz, sino de guerra» y que había sido «un discurso telonero» en el que el líder de la CEDA «mezcló cuestiones de orden público ―de carácter social o político― con delitos comunes; atribuyó, por omisión de sus detalles, todos los incidentes, incluidos los atentados de Falange, las agresiones de propietarios o elementos de derechas, o los abusos de fuerza de la policía y la Guardia Civil a la inoperancia gubernamental o al carácter criminal de la política marxista, y consideró, sin más, como conflictos de orden público la realización de huelgas». Del discurso de Calvo Sotelo Matín Ramos destaca la siguiente frase: «La causa no es de Gobierno, la causa es superior. Es de Estado. Es que el régimen democrático y parlamentario y la Constitución de 1931 han producido un desorden económico y un desorden social». Una posición similar a la de González Calleja, Beevor y Martín Ramos sostienen los historiadores Julio Aróstegui y Paul Preston.
Por su parte el historiador italiano Gabriele Ranzato, que no suscribe la tesis de la existencia de una campaña de agitación de la derecha que «justificara» el golpe, ha señalado a Calvo Sotelo como uno de los «responsables de la violencia que estaba desgarrando al país», debido a sus continuos llamamientos a la intervención del ejército, una «solución de fuerza» «deseada, favorecida, tramada y apoyada por él desde el nacimiento de la República, de la que siempre se había declarado abierto enemigo». «Era y continuó siendo hasta el final enemigo declarado de la democracia traída por la República. En esta militancia antidemocrática Calvo Sotelo era, sin duda, la figura más destacada y había seguido un cursus honorum capaz de atraerle grandes hostilidades políticas y un intenso odio popular».
Los datos sobre la violencia política y social proporcionados por Calvo Sotelo y por Gil Robles fueron difundidos por la prensa de derechas y por panfletos antirrepublicanos como La agonía de España: los culpables escrito por El Caballero Audaz, seudónimo de José María Carretero Novillo. La prensa conservadora europea, singularmente la británica, también los utilizó como argumento para reforzar la imagen catastrofista que estaba dando de la República Española. La respuesta que dio el gobierno del Frente Popular «a esta ofensiva contra la imagen del régimen republicano» «resultó bastante inconsistente». Se mantuvo a la defensiva en los debates parlamentarios y reunió a los corresponsales extranjeros en el Ministerio de Estado para amonestarles «por enviar reportajes sobre la situación de España, que eran tendenciosos, engañosos y deliberadamente exagerados». Después de la guerra las cifras proporcionadas por Calvo Sotelo y Gil Robles fueron utilizados por la historiografía franquistas. Por ejemplo, las reprodujo Eduardo Comín Colomer en su Historia del Partido Comunista de España.

#### Balance de la violencia y de los desórdenes públicos
Entre febrero y julio se produjeron numerosos atentados y reyertas protagonizados por miembros de las organizaciones obreras de izquierda y falangistas. Estos últimos causaron más de cincuenta víctimas, la mayoría de ellas en Madrid, mientras que murieron cuarenta miembros de Falange. La violencia izquierdista se dirigió tanto contra empresarios y militantes de partidos conservadores, como el exministro y diputado del Partido Republicano Liberal Demócrata Alfredo Martínez García-Argüelles, asesinado en la puerta de su casa de Oviedo el 24 de marzo, como contra sedes sociales y periódicos antirrepublicanos, como el diario madrileño La Nación. También fueron objeto de la violencia los edificios religiosos (más de un centenar de iglesias y conventos fueron asaltados e incendiados) aunque entre las víctimas de la violencia política de febrero a julio no hubo ningún miembro del clero.
El estudio de Rafael Cruz publicado en 2006 sobre las víctimas mortales como resultado de la violencia política entre febrero y julio de 1936 registró un total de 189 incidentes y 262 muertos, de ellos 112 causados por la intervención de las fuerzas de orden público. De las 262 víctimas, 148 serían militantes de la izquierda, 50 de la derecha, 19 de las fuerzas de orden público y 45 sin identificar. Además ese mismo estudio constataba que el número de víctimas mortales causadas por la violencia política disminuyó sensiblemente en junio y julio, con 24 y 15 víctimas mortales respectivamente (el mes más cruento fue marzo con 93 muertos). El estudio posterior de 2011 realizado por Eduardo González Calleja, y que fue revisado por el propio autor en 2015, elevó a 272 los incidentes con resultado de muerte y el número de víctimas a 384 (21 de ellas durante los tres días de gobierno de Manuel Portela Valladares), de las cuales 121 serían de derechas (50 en el estudio de Cruz) —más de la mitad falangistas: 65—, 178 de izquierdas (148 en el estudio de Cruz), 27 de las fuerzas de orden público (19 según Cruz) y el resto sin determinar. En cuanto a los culpables identificados, 111 muertes fueron causadas por izquierdistas, 122 por las derechas (la mitad por falangistas: 61) y 84 por las fuerzas de orden público (112 en el estudio de Cruz). Según el estudio de González Calleja de 2011, revisado por él mismo en 2015, hubo tres puntas de violencia: las celebraciones, a menudo tumultuarias, de la victoria electoral del Frente Popular (40 muertos; 21 de ellos entre el 16 y el 19 de febrero, periodo en el que todavía estaba gobernando Manuel Portela Valladares); las semanas centrales de marzo, del día 8 en que se produjeron los sucesos de Escalona (Toledo) al 17 en que fue ilegalizada Falange y que incluye los sucesos de Logroño del 14 de marzo; y la semana final de mayo, durante la cual se produjeron los sucesos de Yeste. Una cuarta punta de violencia se podría considerar la segunda semana de abril cuando tuvieron lugar en Madrid los incidentes durante el entierro de Anastasio de los Reyes en 1936. A partir de la semana del 25 de mayo la violencia mortal disminuyó hasta el 17 de julio, aunque tuvo dos repuntes: uno en la segunda semana de junio, cuando se produjeron los atentados y represalias de comunistas y cenetistas en Málaga por una huelga portuaria en los que cinco personas fueran asesinadas, entre ellas el presidente de la gestora de la Diputación Provincial; otro, en la primera semana de julio (el día 2 miembros de las JSU tirotearon en un bar de Madrid a varios falangistas, dos de los cuales murieron además de una tercera persona sin vinculación con ellos; la represalia se produjo tres días después cuando falangistas asesinaron a dos ugetistas e hicieron a otros siete cuando salían de la Casa del Pueblo; los días 3 y 4 aparecieron los cadáveres de dos presuntos falangistas con señales de haber sido torturados). En la capital durante todo el periodo (del 16 de febrero al 17 de julio) se produjeron 49 muertes, las últimas de las cuales fueron el teniente Castillo asesinado el 12 de julio y el líder monárquico José Calvo Sotelo el 13 de julio, cuatro días antes de que se iniciase al alzamiento militar. En los incidentes que se produjeron durante el entierro de Calvo Sotelo celebrado el día 14 murieron tres personas.
En cuanto a la tipología de los actos violentos con víctimas mortales González Calleja establece ocho tipos de sucesos (a los que añade un noveno: "Disparos fortuitos" en los que hubo tres muertos). El que denomina "atentados y represalias políticas" es el que reúne más víctimas mortales (122), seguido de "enfrentamientos espontáneos grupos políticos" (72), "atentados y represalias sociolaborales" (50) y "altercados espontáneos no organizados" (22). En los cuatro tipos de sucesos en los que intervino la fuerza pública hubo en total 115 muertos ("represión de la fuerza pública": 44; "enfrentamientos deliberados con la fuerza pública": 38; "enfrentamientos fortuitos con la fuerza pública": 32; "tortura": 1). En cuanto a la distribución geográfica de la víctimas González Calleja destaca que más del 40 % se produjeron en núcleos rurales (163; 42,4 %), mientras que en las grandes capitales hubo 87 muertos (22,6 %) —más de la mitad de estos 87 se produjeron en Madrid (49), seguida a gran distancia por Sevilla (11), Málaga (9) y Barcelona (8 o 15); en Valencia, Bilbao, Zaragoza, Murcia y Córdoba, no hubo ninguna víctima mortal—. En los núcleos de población medianos (entre 10 000 y 100 000) hubo 134 víctimas mortales (34,9 %). González Calleja concluye que la violencia con resultado de muerte fue «marcadamente rural» (representó el 77 % de los fallecidos, si sumamos los pueblos y las agrociudades), pero «la actividad violenta en las grandes ciudades... se convirtió, a pesar de ser minoritaria, en la manifestación más espectacular y notoria de la violencia política durante los meses del Frente Popular». «La ciudad de Madrid, que contempló el 12,7 % de las muertes del periodo, se convirtió en el gran escaparate público de la violencia política... La presencia de potentes altavoces de opinión como el Parlamento y la prensa de ámbito nacional, y su capacidad de irradiación simbólica como centro del poder político y clave del dispositivo militar explican en parte el sobredimensionamiento de los sucesos acaecidos en la capital». Por regiones, Andalucía fue la que registró el mayor número de muertes (92), seguida de Castilla la Nueva —que incluye Madrid— (85), Castilla la Vieja (43) y Murcia (36). Las que menos, además de los dos archipiélagos donde solo hubo una víctima mortal, Navarra (6), País Vasco (9), Aragón (10), Extremadura (12), León (13) y Valencia (14). En una posición intermedia se situaron Asturias (22), Cataluña (19) y Galicia (19).
La violencia protagonizada por los pistoleros falangistas y por las organizaciones de izquierda, junto con el crecimiento de las organizaciones juveniles paramilitares tanto entre la derecha (milicias falangistas, requetés carlistas) como entre la izquierda (milicias de las juventudes socialistas, comunistas y anarquistas), y entre los nacionalistas vascos y catalanes (milicias de Esquerra Republicana de Cataluña y milicias del PNV), aunque no estaban armadas y su mayor actividad principal era desfilar, provocó la percepción entre parte de la opinión pública, especialmente la conservadora azuzada por la prensa católica y de extrema derecha, de que el gobierno del Frente Popular no era capaz de mantener el orden público —la prensa de derechas lo llamaba «gobierno tiránico», «enemigo de Dios y de la Iglesia»—, lo que servía de «justificación» para el "golpe de fuerza" militar que se estaba preparando. Durante la guerra civil Manuel Azaña escribió en su diario sobre la proliferación de las milicias en los meses anteriores a la guerra:

Entonces todos los partidos en España (menos los republicanos) iban entrando en ese peligroso y estúpido juego. Había milicias de Estat Català y de los nacionalistas vascos, requetés, centurias falangistas, comunistas y socialistas... Juego peligroso, porque ya les ardía en la sangre a unos y a otros la guerra civil, y la formación, aunque de juguete, del instrumento de guerra, les incitaba a ella. Y juego estúpido, porque, puestos a jugar a los soldados, no se daban cuenta de que también querrían entrar en la diversión los que lo eran de verdad.

### El gobierno de Santiago Casares Quiroga ¿desbordado?

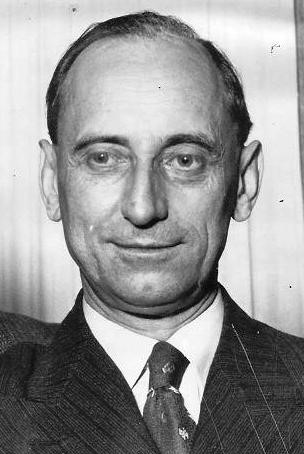
Santiago Casares Quiroga, presidente del gobierno del Frente Popular desde mayo de 1936. Todavía sigue siendo objeto de debate entre los historiadores si su gobierno fue desbordado por la creciente violencia política y los desórdenes públicos y hasta qué punto fue responsable de la inestabilidad de la República durante los dos meses que estuvo en el poder.

El gobierno de Santiago Casares Quiroga, integrado exclusivamente por republicanos de izquierda, incluida Esquerra Republicana de Cataluña, y que había tomado posesión a mediados de mayo, continuó con la política que había iniciado el gobierno Azaña. Según José Luis Martín Ramos, «en la gestión política ordinaria, el gobierno Casares Quiroga ni radicalizó ni añadió nada sustantivo al programa reformista del primer bienio... La imagen de un Casares Quiroga cediendo constantemente hacia la izquierda revolucionaria y perdiendo el control de la situación es falsa». Sin embargo, esa fue la percepción que tuvieron ciertos sectores de la época, no solo de las derechas sino también del centro y de la izquierda moderada. El comentarista político de La Vanguardia Agustí Calvet Gaziel ya señalaba el 29 de mayo la contradicción sobre la que se asentaba el gobierno: que «una parte muy considerable de los votos parlamentarios que le sostienen pertenecen francamente al campo de la revolución social, la más rotunda y completa, la más contraria al orden imperante de cuantas puedan darse. Y una masa enorme de los electores que respaldan esos votos decisivos es abiertamente y ciegamente revolucionaria. Esto, ni más ni menos, quiere decir lo siguiente: que el gobierno español está obligado a conservar un orden que las mismas fuerzas gubernamentales quieren destruir. ¿Cómo puede gobernar un gobierno de esta clase?». El diputado de Izquierda Republicana Emilio González López recordó en las Memorias de un diputado de las Cortes de la República que Casares Quiroga se acercó a Largo Caballero (a quien le unía una cierta amistad: «era el único dirigente republicano que gozaba de ella») y se alejó de Indalecio Prieto. Y el también diputado, el socialista Gabriel Morón, mencionó el entusiasmo que mostraron los caballeristas cuando supieron que el nuevo presidente del gobierno era Casares Quiroga, a quien su principal ideólogo, Luis Araquistain, calificó como «un buen hombre de acción» y a quien conminó a conducir la lucha «todos los días y a todas horas» contra «los enemigos de la República y del proletariado». Sin embargo, el propio Casares Quiroga mostró su inquietud por no lograr controlar el desorden que se iba extendiendo en el discurso de presentación de su gobierno en las Cortes (pronunciado el 19 de mayo) en el que pidió a los representantes de la izquierda del Frente Popular que le prestaran ayuda:

En los problemas fundamentales del Gobierno, o tengo el apoyo del Frente Popular, o ha terminado mi misión... El apoyo que yo solicito de los partidos del Frente Popular... lo necesito para hacer que la tranquilidad y la paz fecunda llegue a estar completamente adueñada de España. [...] Siendo nuestra labor la de apoyar, por encima de todos nuestros intereses, los de los humildes, esto ['las crispaturas colectivas'] encuentre también un tope, que es la economía de nuestro país. No vayamos a destrozar un tesoro posible, hagamos un máximo esfuerzo para que se desarrolle la lucha económica de todas clases dentro de la más absoluta legalidad, de la legalidad republicana de aquellas leyes que vosotros mismos dictéis. Fuera de ella no se puede pretender que el Gobierno trabaje coaccionado, y mucho menos dirigido desde abajo. [...] El Gobierno, con el apoyo de esta mayoría, llegará a las mayores audacias en sus iniciativas; pero lo que no puedo admitir es que para las conquistas que crean precisas para sus reivindicaciones de clase, las masas proletarias o republicanas se impongan huelgas políticas fuera de la ley, incautaciones que no pueden ser permitidas y actos de violencia que son un trágala o una coacción. El Gobierno, por dignidad, no puede trabajar en esas condiciones. Apelo a todos vosotros para que ayudéis en colaboración leal y cordial.

Esta actitud más firme de Casares Quiroga respondía a las desavenencias entre los republicanos de izquierda, cada vez más críticos con sus actuaciones, y la izquierda revolucionaria, y que ya se había puesto de manifiesto en marzo en la incapacidad de llegar a un acuerdo para presentar listas conjuntas en las elecciones municipales, que finalmente fueron suspendidas precisamente por esa razón, y, al mes siguiente, en la elección de compromisarios para la elección del presidente de la República Española (1936) en que presentaron listas separadas (elecciones en las que los republicanos de izquierda recibieron votos de los sectores conservadores que no siguieron la consigna abstencionista de las derechas; de hecho los socialistas los empezaron a acusar de que las derechas se estaban infiltrando en sus partidos). El primer partido republicano de izquierdas en pronunciarse fue el Partido Nacional Republicano, de Felipe Sánchez Román, aunque no formaba parte del Frente Popular al haberlo abandonado tras la entrada en la coalición del Partido Comunista de España. En una declaración del 25 de mayo denunció «la gravedad del momento político», el «fracaso del llamado Frente Popular en la forma en que actualmente se desenvuelve» y la perentoria urgencia de poner «los medios de acción para salvar al país y a la República» (entre los que proponía, aunque el documento completo nunca se hizo público, la represión de la violencia revolucionaria y el restablecimiento «con todo vigor» del «principio de autoridad», el «desarme general», la prohibición de las manifestaciones uniformadas, e incluso la posibilidad de que se privara a los alcaldes de las competencias de orden público). Para aplicar ese programa político se proponía «la formación de un Gobierno integrado por los representantes de todas las fuerzas republicanas» y «si el Gobierno no cuenta con asistencia parlamentaria, se suspenderán las sesiones de las Cortes» o «podrá intentarse la presentación al Parlamento de bases que autoricen al Gobierno a legislar por decreto, dentro de las atribuciones que concede el artículo 61 de la Constitución». Según Stanley G. Payne, la propuesta del PNR «encontró respaldo entre algunos de los republicanos de izquierda más moderados y sensatos, así como entre ciertos sectores del centro, y quizá del propio Prieto, y llegó a ser discutida en una reunión de los grupos parlamentarios de Izquierda Republicana y Unión Republicana, quienes pudieron haber hecho llegar la propuesta al Gobierno de Casares Quiroga, que la rechazó».
Cinco días después, el 30 de mayo, el Consejo Nacional de Izquierda Republicana (el partido de Casares Quiroga y de Azaña) hizo una declaración pública en la que se lamentaba de que en el exterior la República estaba siendo vista «como un régimen interino e inestable, al que los propios republicanos dificultan la base de su afianzamiento», y hacía un llamamiento a la moderación y al mantenimiento de la legalidad. El 11 de junio era el grupo parlamentario de Izquierda Republicana y de Unión Republicana el que instaba al gobierno a restablecer el orden de forma más enérgica. En apoyo de estas propuestas el diario liberal El Sol publicó una serie de editoriales en los que, buscando la concordia y la pacificación del país (consideraba que se estaba en medio de una «difusa guerra civil»), exigía al Gobierno que llevara «su autoridad legítima y reflexiva a todos los rincones de la patria». En el editorial del 16 de junio denunció a los alcaldes «demagogos» que creen que «ha llegado la hora de la revolución social». El 29 de junio Diego Martínez Barrio en la clausura del congreso de su partido Unión Republicana (en el que, según Luis Romero, llegó a plantearse «la posibilidad de abandonar el Gobierno si no se restablecía la autoridad y el orden público») dijo lo mismo que venía reiterando el socialista centrista Indalecio Prieto desde hacía tiempo («Un pueblo no puede vivir en constante estado de insurrección», afirmó), añadiendo que «los republicanos, dentro de la República, no tienen nada que hacer revolucionariamente». Solo diez días después, el 10 de julio, los concejales de Unión Republicana del Ayuntamiento de Sevilla dimitieron porque socialistas y comunistas no votaron a su candidato para la primera tenencia de alcaldía y declararon que el Frente Popular quedaba roto. El 7 de julio El Socialista, controlado por los centristas de Prieto, denunció el «"gansterismo" político» que se extendía por el país. «El sistema de la violencia como política de partido se va extendiendo en proporciones intimidantes y ninguna ventaja de orden civilizador se desprende de la eliminación alevosa de ciudadanos», decía el diario.
Durante los meses de mayo y junio se produjeran conversaciones entre algunos políticos republicanos y algunos socialistas moderados como Indalecio Prieto y Julián Besteiro, en los que pudo participar el propio presidente de la República Manuel Azaña, para formar un gobierno de «salvación nacional» que hiciera frente al peligro revolucionario y al posible golpe militar. El cedista moderado Manuel Giménez Fernández recordó años más tarde que «desde abril de ese año [1936], Besteiro, Maura, Sánchez Albornoz y yo pensábamos y hablábamos sobre un posible Gobierno parlamentario de centro, que comprendiera desde la derecha socialista de Besteiro y Prieto hasta la izquierda democristiana de Lucia, para oponerse y combatir la demagogia fascista y frentepopulista. Desgraciadamente, este plan, que en principio no les parecía mal ni a Gil Robles ni a Prieto, no pudo cuajar...». Prieto no quiso romper el PSOE en dos y Gil Robles, «ante la presión a favor de la guerra civil de la derecha», «nos planteó a finales de mayo a Lucia y a mi la imposibilidad de seguir preparando la posición de centro».

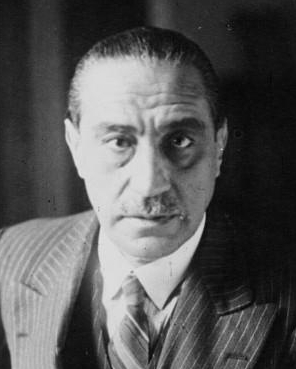
El político republicano conservador Miguel Maura en 1936. Propuso la instauración de una "Dictadura Nacional Republicana" para hacer frente a la amenaza golpista y a la amenaza revolucionaria.

Así pues, el proyecto de formar un gobierno de «salvación nacional» se mostró inviable al no poder contar con una mayoría suficiente en las Cortes. Por eso se empezó a hablar también de formar una «dictadura republicana». Su principal promotor fue el republicano liberal-conservador Miguel Maura que publicó en la segunda mitad de junio cinco largos artículos en el diario El Sol en los que analizaba los problemas de la República desde su proclamación («la República está inexorablemente condenada a muerte próxima, a manos de esos mismos que hoy se dicen sus únicos defensores o, lo que es más probable, a manos de la reacción opuesta», escribía en uno de ellos). En el del día 23 lo expuso sin «emplear eufemismos»: «dictadura republicana se llama esa solución que postulo». «La dictadura que España requiere hoy es una dictadura nacional, apoyada en zonas extensas de sus clases sociales, que llegue desde la obrera socialista no partidaria de la vía revolucionaria hasta la burguesía conservadora que haya llegado ya al convencimiento de que ha sonado la hora del sacrificio y del renunciamiento en aras de una justicia social efectiva que haga posible la paz entre los españoles», escribió Miguel Maura. «Somos los republicanos y aquella parte del socialismo no contaminado con la locura revolucionaria quienes hemos de asumir la tarea de rectificar el rumbo de la República, so pena de vernos en el trance de soportar que de fuera venga, por la derecha o por la izquierda, no sólo la rectificación, sino el barrido integral de todas las instituciones republicanas», añadió.
El periódico republicano de izquierda Política rechazó la propuesta de Maura porque era «tan reaccionaria como pudiera ocurrírsele a cualquier líder de las derechas intransigentes». En cambio, el diario liberal La Vanguardia siguiendo la estela de Maura proponía al socialista Indalecio Prieto para que encabezara un gobierno de «plenos poderes». Pero Prieto no estaba dispuesto a asumir ese papel y era muy pesimista sobre la situación que estaba viviendo el país. «Veo, en fin, en virtud de este fenómeno [la deriva revolucionaria del PSOE y de la UGT], cómo se debilita el régimen republicano, ya que se cuartean sus piedras angulares y veo a la reacción contemplar con regocijo este panorama que, preparado por ellos mismos, no podría ofrecerles mayores esperanzas», escribió Prieto en su periódico El Liberal de Bilbao el 21 de junio (dos días antes del artículo de Maura y del de La Vanguardia). Cinco días antes, durante el importante debate parlamentario del 16 de junio, el presidente del gobierno Casares Quiroga había rechazado el «gobierno de plenos poderes» pues para él, como «republicano y como demócrata» «que ha jurado cumplir y hacer cumplir la Constitución», «no hay necesidad de más poderes que los que están dentro de las leyes aprobadas por las Cortes». Diego Martínez Barrio, el más moderado de los líderes del Frente Popular, también se mostró favorable a la continuidad de la coalición, aunque seguía abogando por un gobierno presidido por Prieto, una alternativa que al parecer todavía acariciaba Azaña. Sin embargo, como ha señalado José Manuel Macarro Vera, «por mucho que preocupase a los republicanos esta situación revolucionaria, que estaba dejando al Estado sin capacidad de imponerse a los poderes locales que surgían del avance obrero, la cultura republicana, en lo que quedaba de común para todos, continuaba siendo la de la negación de las derechas, de los antirrepublicanos, y eran éstos lo que estaban sufriendo las consecuencias del descontrol de la situación».
El gobierno de Casares Quiroga, que no encontró la colaboración que demandó a la izquierda del Frente Popular, se mostró «la mayoría de las veces», según Gabriele Ranzato, «blando e impotente para oponerse a los abusos y coacciones que también las "masas proletarias o republicanas" cometían». Una valoración similar es la que realiza José Manuel Macarro Vera: «El restablecimiento del orden exigía un apoyo sin fisuras de la mayoría parlamentaria al Gobierno, y eso suponía para los partidos obreros, especialmente el socialista, enfrentarse con sus militantes, abortando lo que estaban viviendo como el comienzo de la revolución. Detenerla era contener el poder obrero emergente para que retrocediese en beneficio de lo que a pocos de ellos interesaba ya, de la República». En este sentido Macarro Vera afirma que «el Frente Popular hacía aguas por todas partes en Andalucía y en toda España». Recuerda las peticiones de los republicanos de izquierda para que el Gobierno restableciera el orden y pusiera fin a las arbitrariedades que estaban cometiendo los alcaldes, que eran las mismas «que en 1933 les habían llevado a romper con los socialistas». La misma preocupación sobre el deterioro del orden público manifestaron los diplomáticos acreditados en Madrid —especialmente portugueses y británicos, aunque por diferentes motivos—, algunos de los cuales se reunieron para discutir el posible derecho de asilo que podrían conceder a los perseguidos en caso de que estallase una revolución violenta, una posibilidad que no descartaban (como en general tampoco lo hacía la prensa europea). Las embajadas de la Alemania nazi, de la Italia fascista y del Portugal salazarista fueron objeto de amenazas y de manifestaciones izquierdistas hostiles.
Fernando del Rey Reguillo afirma, por su parte, que Casares Quiroga, «aunque temeroso de afrontar el desafío de la izquierda socialista», se propuso restablecer el orden público. Desde principios de junio «extremó la vigilancia en los cuarteles, reafirmó la censura de prensa, ordenó el desarme de las personas que no tuvieran las correspondientes licencias, y amenazó a los alcaldes con castigarlos si continuaban los cacheos indiscriminados. El Gobierno hizo especial hincapié en abortar "los casos de detención de automóviles en las carreteras y de exigencia de cantidades a sus ocupantes con distintos pretextos". En las relaciones laborales, se mostró dispuesto a hacer cumplir los pactos de trabajo convenidos de común acuerdo por patronos y asalariados, advirtiendo de nuevo a los alcaldes que los obstaculizaran. Todas las huelgas y paros patronales que no se ajustaran al procedimiento establecido serían declarados ilegales». Según Stanley G. Payne, «el gobierno era más consciente de que estaba librando —con la mayor de las confusiones, incertidumbres e incoherencias— una batalla en dos frentes, de manera tal que, a mediados de junio, Casares Quiroga hacía comentarios positivos acerca de la Guardia Civil. Antes de que terminase el mes nombró nuevos gobernadores civiles para varias provincias del sur, de los que esperaba que aplicasen la ley de forma más enérgica». Por su parte, Eduardo González Calleja, después de afirmar que ni Azaña ni Casares Quiroga fueron «débiles en el control del orden público», reconoce que los sucesivos gobiernos presididos por ellos «no quisieron o no pudieron aplicar una política inequívocamente represiva que hubiese incrementado el malestar de las masas obreras y justificado una involución en sentido conservador e incluso contrarrevolucionario, y pensaron que una gestión del orden público basada en una coacción moderada y selectiva y en la concesión rápida de reivindicaciones sociales podía estabilizar la República con apoyo del ala más moderada del PSOE. [...] Pero cuando la violencia se fue desbocando no dudó en aplicar medidas de extremo rigor...».
En lo que sí parecer haber acuerdo entre los historiadores es que el gobierno tuvo muchos problemas para hacerse obedecer en todo el territorio nacional. El diario liberal El Sol ya lo denunció a finales de mayo: «hay muchas provincias que ofrecen en la actualidad una impresión de falta de autoridad y desacierto en el mando. Pueden contarse en los dedos de una sola mano los gobernadores que saben cumplir con los deberes que el cargo impone. En su inmensa mayoría actúan con una indecisión y con tan escasa eficacia, que suscitan la sospecha de no conocer sus deberes. Esta indecisión y esta probable sumisión a elementos irresponsables repercute en la economía local. El panorama no puede ser más triste». Gabriele Ranzato puntualiza que el problema con los gobernadores civiles no era que desconocieran sus deberes, sino que a menudo «tenían que afrontar situaciones que era difícil resolver incluso con las mejores dotes de temple y energía», porque estaban provocadas por esos «elementos irresponsables» a los que se refería El Sol, es decir, por las «masas proletarias» dirigidas por organizaciones políticas y sindicales cuyo apoyo en las Cortes era imprescindible para la supervivencia del gobierno (una contradicción que ya había denunciado Agustí Calvet Gaziel en La Vanguardia). Esa es la razón por la que hubo nada menos que 27 cambios de gobernadores civiles en solo dos meses —los que estuvo en el poder el gobierno de Casares Quiroga—. Varios fueron cesados a petición de los socialistas caballeristas por oponerse a sus pretensiones (o dimitieron porque no pudieron soportar las presiones que recibieron). El gobernador civil de Ciudad Real, Fernando Muñoz Ocaña, fue cesado a principios de junio por haber intentado acabar con las ilegalidades que estaban cometiendo las organizaciones obreras amparadas por los ayuntamientos socialistas, lo que había provocado que estos exigieran su destitución, lo que finalmente consiguieron. Los gobernadores que lograron permanecer en sus cargos lo consiguieron, según Gabriele Ranzato, «llegando a un entendimiento con el sector caballerista y su sindicato, desarrollando las funciones de mediadores en los conflictos con evidente parcialidad a su favor, dejando que las autoridades locales socialistas o comunistas ejercieran, fuera de la ley, diversas formas de coacción sobre la derecha política y social... cuando no la ejercían ellos mismos». Muchos otros simplemente no eran obedecidos y las amenazas que lanzaban a los alcaldes no surtían ningún efecto.

#### ¿Quiebra del estado de derecho?

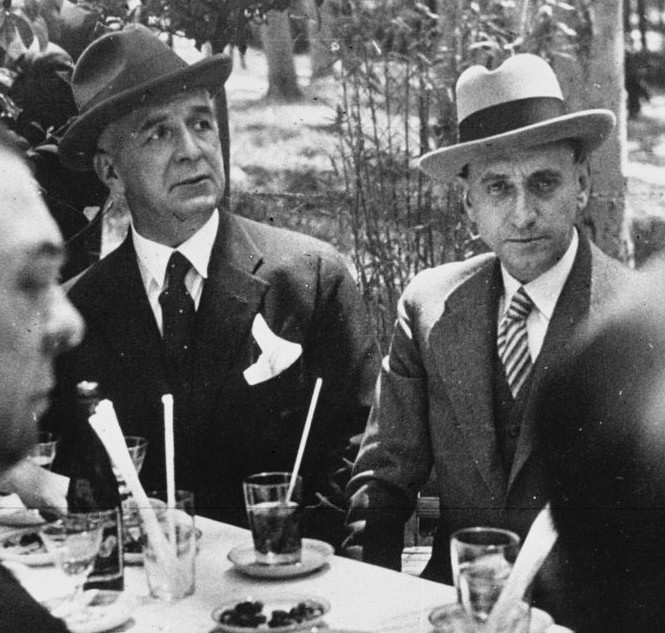
Santiago Casares Quiroga (derecha), presidente del gobierno, junto a Augusto Barcia Trelles (izquierda), ministro de Estado, en los Jardines del Retiro de Madrid. Sigue abierto el debate historiográfico sobre si con este gobierno se produjo la quiebra del estado de derecho en España.

Los historiadores que defienden que durante la etapa del Frente Popular se produjo un progresivo deterioro del estado de derecho señalan como el inicio del proceso la sustitución de los policías municipales y de sus mandos por militantes de las organizaciones del Frente Popular, pues les permitió a las autoridades locales de izquierdas «disponer de una policía afín, que se concebía, y rápidamente pasaba a actuar, como una suerte de policía política a escala local». Esta policía pronto se convirtió en el principal instrumento del acoso a las derechas y a las personas y asociaciones que las apoyaban.
En el discurso del 19 de mayo de presentación del nuevo gobierno ante las Cortes su presidente Santiago Casares Quiroga declaró que «cuando se trata de un movimiento fascista —digo fascista sin determinar esta o aquella organización, pues todos sabemos qué es el fascismo y cuáles son las organizaciones fascistas—, cuando se trata de atacar a la República democrática y las conquistas que hemos logrado junto al proletariado, entonces el Gobierno es beligerante». Las izquierdas aplaudieron pero las derechas mostraron su repulsa. Calvo Sotelo le contestó: «El Gobierno nunca puede ser beligerante, señor Casares Quiroga: el gobierno debe aplicar la ley inexorablemente, y a todos. Pero el Gobierno no puede convertirse en enemigo de hombres, de compatriotas, cualquiera que sea la situación en que estos se coloquen». El diputado de la Lliga Joan Ventosa le dijo: «Pero yo creo que "los enemigos de la República" son todos aquellos que provocan diariamente los desórdenes públicos que determinan este estado de anarquía en que se está consumiendo España». Y también le hicieron llegar su rechazo algunos republicanos de izquierda, aunque en privado (Mariano Ansó escribió en su memorias que el espectáculo de Casares Quiroga al declararse «en estado de guerra contra una fracción del cuerpo nacional» fue algo «totalmente desacostumbrado en los jefes de Gobierno»). «En un país en que para la gran parte de los seguidores del Frente Popular todos los adversarios eran "fascistas", esas palabras de Casares eran muy imprudentes y podían sonar como incitación a la violencia», comenta Gabriele Ranzato. «Tal declaración fue extraordinaria en un Parlamento democrático», advierte Stanley G. Payne. Por su parte José Manuel Macarro Vera recuerda que el gobierno tenía la obligación de proteger los derechos mínimos e imprescindibles de las derechas, «para que no solo el Estado de derecho continuase existiendo, sino algo previo a él, el mero Estado, que suponía enfrentarse con los aliados obreros. Cierto era que esos aliados habían renegado de la revolución republicana para buscar la propia, pero no lo era menos que todos, obreros y republicanos, seguían unidos en la negación de los contrarrepublicanos, de la contrarrevolución».
En ese mismo discurso Casares Quiroga también dijo: «Yo no puedo presenciar tranquilo con mi espíritu de republicano cómo, cuando los enemigos de la República se alzan contra ella y son llevados a los tribunales, algunos de esos tribunales perdonan sus culpas y los absuelven [...]. Traeremos aquí todas aquellas leyes que sean necesarias para hacer eficaz la defensa de la República» —unas semanas antes un tribunal había levantado la ilegalización de Falange Española de las JONS, sentencia que confirmaría el Tribunal Supremo a principios de junio—. En efecto, poco después el Gobierno presentó un proyecto de ley que desarrollaba el «jurado especial» que establecía el artículo 99 de la Constitución para determinar la «responsabilidad civil y criminal en que puedan incurrir los jueces, magistrados y fiscales, en el ejercicio de sus funciones o con ocasión de ellas [que] será exigible ante el Tribunal Supremo» («se exceptúa la responsabilidad civil y criminal de los jueces y fiscales municipales que no pertenezcan a la carrera judicial», se decía también en el artículo). El proyecto fue aprobado a mediados de junio por las Cortes tras un intenso debate. Los diputados del Frente Popular no aceptaron la propuesta de las derechas de que estuviera formado exclusivamente por técnicos del Derecho e impusieron que la mayoría de sus miembros no fueran ni magistrados, ni abogados, ni juristas (seis miembros serían elegidos por sorteo entre los que tuvieran una licenciatura universitaria y otros seis sorteados entre los presidentes de asociaciones inscritas en los censos electorales sociales; más cinco magistrados del Tribunal Supremo). El diputado de la Lliga Felip Rodés i Baldrich dijo que con ese «jurado especial» «se trata de lograr que la magistratura en España, de que la justicia en España sea un instrumento para ciertos sectores del Frente Popular». El ministro de Justicia, Manuel Blasco Garzón, de Unión Republicana, justificó así la composición del tribunal especial: «Prefiero el honrado juicio de los que no se han perturbado por disquisiciones de tipo jurídico, a la labor netamente técnica; porque en el fondo de todas las conciencias hay, como un manadero de agua viva, aquel sentimiento de la justicia que está por encima de los doctrinarismos».
Esta ley fue completada con otras dos disposiciones: una que rebajaba la edad de jubilación de todos los magistrados a los 65 años (partiendo del supuesto de que los más antiguos eran los más hostiles a la República); otra que sancionaba con una prejubilación forzosa a aquellos jueces que «actúen o se produzcan con manifiesta hostilidad a las instituciones políticas que la Constitución consagra» (una formulación tan vaga que probablemente condicionaría la actividad de los jueces). De mayor trascendencia para el ámbito local fue el proyecto de ley, que se empezó a discutir a partir de mediados de junio, en el que se proponía que los jueces y fiscales municipales fueran designados por el ministro de Justicia. La derecha denunció que el proyecto suponía un atentado a la independencia judicial, a lo que el diputado Pedro Rico, de Unión Republicana, les contestó que sustituir a los magistrados municipales era necesario porque «en algunos casos se encuentra en manos de hombres de significada tendencia política y aplican los resortes legales para servir los intereses políticos de sus partidos. Esto es lo que tratamos de evitar, y vamos a corregir los errores de pasadas situaciones políticas». Gabriele Ranzato comenta: «estaba clarísimo que ni al gobierno ni a la oposición les interesaba la independencia de la justicia: los unos y los otros se disputaban su control como instrumento para facilitar sus intenciones y obstaculizar las del adversario».

### La conspiración militar
La conspiración militar para desencadenar un «golpe de fuerza» (como lo llamaban los conjurados) que derribara al gobierno se puso en marcha nada más producirse el triunfo del Frente Popular en las elecciones de febrero de 1936, apoyándose inicialmente en las tramas golpistas que se habían rehecho tras el fracaso de la insurrección militar de agosto de 1932 encabezada por el general Sanjurjo. Al día siguiente de formarse el gobierno de Azaña el periódico de la Comunión Tradicionalista El Pensamiento Alavés ya afirmaba «que no sería en el Parlamento donde se libraría la última batalla, sino en el terreno de la lucha armada» y esa lucha partiría de «una nueva Covadonga que frente a la revolución sirviera de refugio a los que huyeran de aquélla y emprendieran la Reconquista de España».

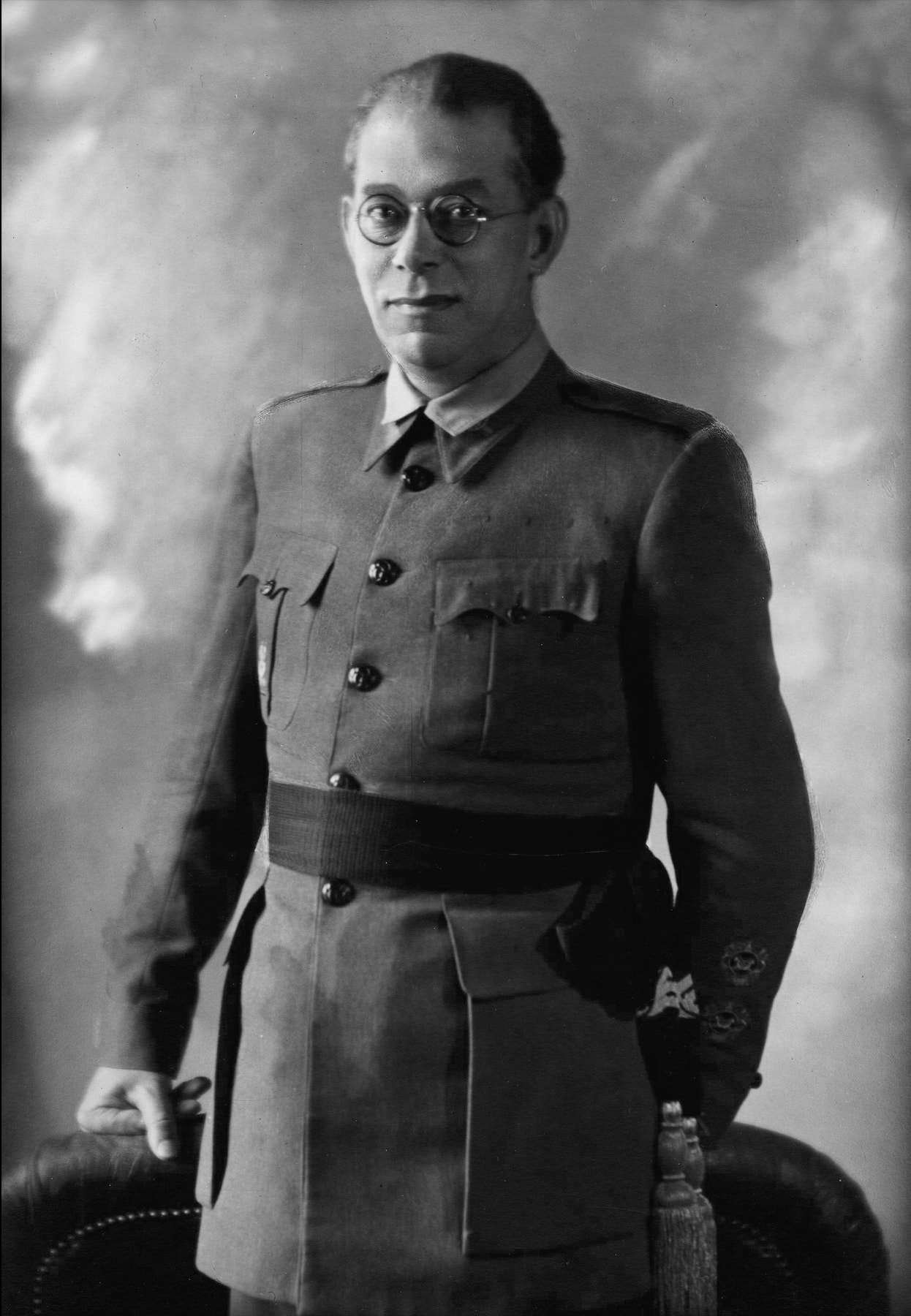
El general Emilio Mola. Tras el fracaso del conato de golpe de Estado del 20 de abril, se hizo cargo de la organización de la conspiración golpista de 1936, por lo que fue conocido con el nombre en clave de «El Director». Mola fue el que definió el plan político y militar del golpe de Estado de julio de 1936 cuyo fracaso relativo provocó la guerra civil española. Insistió en sus Instrucciones reservadas en que «la acción ha de ser en extremo violenta para reducir lo antes posible al enemigo, que es fuerte y bien organizado», intentando evitar así los errores cometidos durante la fracasada Sanjurjada de cuatro años antes.

El 8 de marzo tuvo lugar en Madrid, en casa de un amigo de Gil Robles, una reunión de varios generales (Emilio Mola, Luis Orgaz Yoldi, Villegas, Joaquín Fanjul, Francisco Franco, Ángel Rodríguez del Barrio, Miguel García de la Herrán, Manuel González Carrasco, Andrés Saliquet y Miguel Ponte, junto con el coronel José Enrique Varela y el teniente coronel Valentín Galarza, como hombre de la UME), en la que acordaron organizar un «alzamiento militar» que derribara al gobierno del Frente Popular recién constituido y «restableciera el orden en el interior y el prestigio internacional de España». También se acordó que el gobierno lo desempeñaría una Junta Militar presidida por el general Sanjurjo, que en esos momentos se encontraba en el exilio en Portugal. No se llegó a acordar el carácter político del «movimiento militar», pero para su organización recurrirían a la estructura clandestina de la UME integrada por oficiales conservadores y antiazañistas y llegaron a fijar la fecha del golpe, para el 20 de abril, pero las sospechas del gobierno y la detención del general Orgaz y del coronel Varela, confinados en Canarias y en Cádiz, respectivamente, les obligaron a posponer la fecha. Además el gobierno había decidido ya «dispersar» a los generales sospechosos y había destinado a Goded a Baleares, a Franco a Canarias y a Mola a Pamplona.
Desde finales de abril, fue el general Mola quien tomó la dirección de la trama golpista (desplazándose así el centro de la conspiración de Madrid a Pamplona), adoptando el nombre clave de El Director. Este continuó con el proyecto de constituir una Junta Militar presidida por el general Sanjurjo, y comenzó a redactar y difundir una serie de circulares o Instrucciones reservadas en las que fue perfilando la compleja trama que llevaría adelante el golpe de Estado. La primera de las cinco Instrucciones reservadas la dictó el 25 de abril y en ella ya apareció la idea de que el golpe tendría que ir acompañado de una violenta represión:

Se tendrá en cuenta que la acción ha de ser en extremo violenta para reducir lo antes posible al enemigo, que es fuerte y bien organizado. Desde luego serán encarcelados todos los directivos de los partidos políticos, sociedades y sindicatos no afectos al Movimiento, aplicándose castigos ejemplares a dichos individuos para estrangular los movimientos de rebeldía o huelgas

Mola logró que se unieran a la conspiración generales republicanos como Gonzalo Queipo de Llano (jefe de los carabineros) y Miguel Cabanellas. Con este último, que era el jefe de la V División orgánica, mantuvo una entrevista en Zaragoza el 7 de junio en la que acordaron las medidas para dominar la resistencia que «opondría la gran masa sindicalista» y la organización de las «columnas que habían de oponerse a que los catalanes pudieran invadir el territorio aragonés».
El general Mola consiguió comprometer en el golpe a numerosas guarniciones, gracias también a la trama clandestina de la UME dirigida por el coronel Valentín Galarza (cuyo nombre clave era El Técnico), pero Mola no contaba con todas ellas, y especialmente tenía dudas sobre el triunfo del golpe en el lugar fundamental, Madrid, y también sobre Cataluña, Andalucía y Valencia. Así pues, el problema de los militares implicados era que, a diferencia del golpe de Estado de 1923, ahora no contaban con la totalidad del Ejército (ni de la Guardia Civil ni las otras fuerzas de seguridad) para respaldarlo. «Las divisiones que se habían manifestado en el seno del propio ejército desde la Dictadura… durante la República habían alcanzado un singular grado de virulencia con la creación de uniones militares enfrentadas por la cuestión del régimen político [la UME, Unión Militar Española, monárquica; y la republicana Unión Militar Republicana Antifascista, UMRA, con una influencia mucho más reducida]».
Tampoco podían contar como en 1923 con la connivencia del jefe del Estado (el rey Alfonso XIII entonces, y el presidente de la República Manuel Azaña ahora). Una tercera diferencia respecto de 1923 era que la actitud de las organizaciones obreras y campesinas no sería de pasividad ante el golpe militar, como en 1923, sino que como habían anunciado desencadenarían una revolución. Por estas razones se fue retrasando una y otra vez la fecha del golpe militar, y por eso, además, el general Mola, El Director, buscó el apoyo de las milicias de los partidos antirrepublicanos (requetés y falangistas) y el respaldo financiero de los partidos de la derecha. Pero la participación de estas fuerzas paramilitares civiles fue aparcada por el momento porque el principal dirigente carlista Manuel Fal Conde quería proporcionar un protagonismo al Tradicionalismo en el golpe, llegando a contactar directamente con el general Sanjurjo, algo que los militares no estaban dispuestos a consentir, y porque el líder de Falange José Antonio Primo de Rivera, preso en Alicante, que en principio se manifestó dispuesto a colaborar, exigió su parcela de poder, lo que tampoco fue admitido por los generales conjurados.
Al gobierno de Casares Quiroga le llegaron por diversas vías noticias de lo que se estaba tramando pero no actuó con contundencia contra los conspiradores porque, según el historiador Julio Aróstegui, «Azaña y muchos elementos de su partido, y el propio Casares Quiroga, jefe del gobierno, no creyeron que después de haber neutralizado con facilidad el golpe de Sanjurjo en 1932 en el ejército hubiera capacidad para preparar una acción seria, estimando además que tenían controlados a los posibles cabecillas y que en el caso de que esa rebelión se produjese sería fácil abortarla».

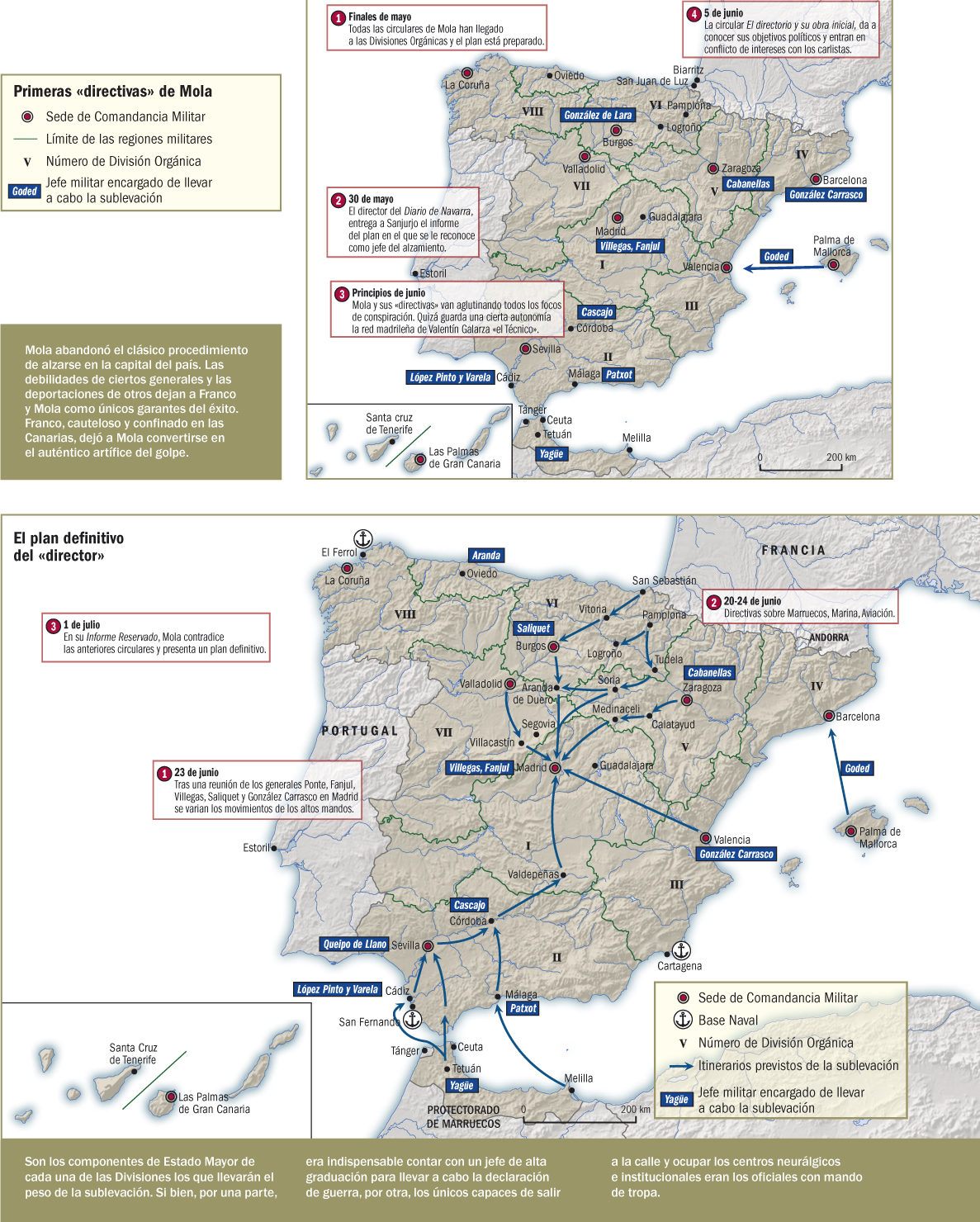
Mapas que representan los planes esbozados por el general Mola para dar el golpe de Estado que derribase al gobierno Segunda República.

A principios de julio de 1936 la preparación del golpe militar estaba casi terminada, aunque el general Mola reconocía que «el entusiasmo por la causa no ha llegado todavía al grado de exaltación necesario» y acusaba a los carlistas de seguir poniendo dificultades al continuar pidiendo «concesiones inadmisibles». El plan de Mola era un levantamiento coordinado de todas las guarniciones comprometidas, que implantarían el estado de guerra en sus demarcaciones, comenzando por el Ejército de África, que entre los días 5 y 12 de julio realizó unas maniobras en el Llano Amarillo donde se terminaron de perfilar los detalles de la sublevación en el Protectorado de Marruecos. Como se preveía que en Madrid era difícil que el golpe triunfase por sí solo (la sublevación en la capital estaría al mando del general Fanjul), estaba previsto que desde el norte una columna dirigida por el propio Mola se dirigiera hacia Madrid para apoyar el levantamiento de la guarnición de la capital. Y por si todo eso fallaba también estaba planeado que el general Franco (que el 23 de junio había dirigido una carta al presidente del gobierno Casares Quiroga en la que decía que las sospechas del gobierno de que se estaba fraguando un golpe militar no eran ciertas —cuando él mismo era uno de los generales implicados—, alegando que «faltan a la verdad quienes le presentan al Ejército como desafecto a la República; le engañan quienes simulan complots a la medida de sus turbias pasiones»), después de sublevar las islas Canarias se dirigiría desde allí al Protectorado de Marruecos a bordo del avión Dragon Rapide, fletado en Londres el 6 de julio por el corresponsal del diario ABC Luis Bolín gracias al dinero aportado por el financiero Juan March, para ponerse al frente de las tropas coloniales, cruzar el estrecho de Gibraltar y avanzar sobre Madrid desde el sur.
Una vez controlada la capital, se depondría al Presidente de la República y al gobierno, se disolverían las Cortes, se suspendería la Constitución de 1931, se detendrían y se juzgaría a todos los dirigentes y militantes significados de los partidos y organizaciones de la izquierda así como a los militares que no hubieran querido sumarse a la sublevación y, finalmente, se constituiría un Directorio militar bajo la jefatura del general Sanjurjo (que volaría desde Lisboa hasta España). Pero lo que sucedería a continuación nunca estuvo claro pues nada se había acordado sobre la forma de estado, o República o Monarquía (por ejemplo, no se decidió nada sobre qué bandera se utilizaría, si la bicolor de la monarquía, en lugar de la tricolor de la República, ya que se pensaba en una acción rápida y contundente). El objetivo era instaurar una dictadura militar siguiendo el modelo de la Dictadura de Primo de Rivera, al frente de la cual se situaría el exiliado general Sanjurjo.
Así pues, lo que iban a poner en marcha los militares conjurados no era un pronunciamiento al estilo decimonónico (pues en estos casos no se discutía en general el régimen o el sistema político, sino que intentaban solo forzar determinadas «situaciones» partidistas), sino que iba mucho más lejos. El problema estribaba en que los militares y las fuerzas políticas que les apoyaban (fascistas, monárquicos alfonsinos, carlistas, católicos de la CEDA) defendían proyectos políticos distintos, aunque todos coincidían en que la «situación futura» no sería democrática, y tampoco liberal, porque el significado social de fondo de la conspiración era inequívoco: la «contrarrevolución», aun cuando fuera contra una revolución que no había comenzado.

### El asesinato de Calvo Sotelo y el inicio de la sublevación
El domingo 12 de julio hacia las diez de la noche fue asesinado en una céntrica calle de Madrid el teniente de la Guardia de Asalto José del Castillo, muy conocido por su compromiso con los socialistas a cuyas milicias había entrenado (dos meses antes los falangistas habían asesinado al capitán Carlos Faraudo, un oficial del Ejército en activo que también entrenaba a las milicias socialistas y que como del Castillo era miembro de la UMRA). Como represalia algunos compañeros suyos del cuartel de Pontones, acompañados por miembros de las milicias socialistas, sacaron de su casa en la madrugada del lunes 13 al diputado monárquico José Calvo Sotelo y le descerrajaban dos tiros en la nuca. El cadáver fue arrojado a la puerta del depósito de cadáveres del cementerio de La Almudena y fue encontrado a mediodía.

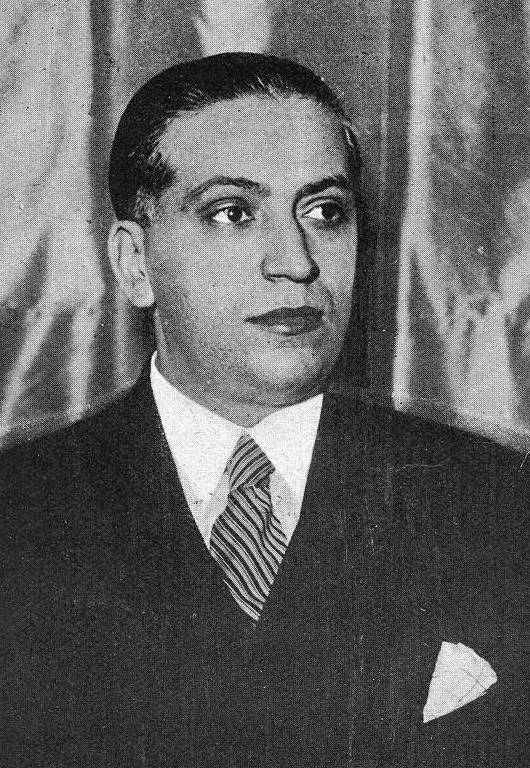
El líder monárquico José Calvo Sotelo. Su asesinato en la madrugada del 13 de julio de 1936 causó una enorme conmoción, especialmente entre los sectores conservadores y entre los militares. Muchos de estos últimos que permanecían indecisos o indiferentes se sumaron a la sublevación tras conocer las circunstancias de su muerte. Los asesinos eran miembros de las fuerzas de seguridad y de las milicias socialistas y el gobierno del Frente Popular presidido por Santiago Casares Quiroga no actuó con la debida contundencia.

La noticia del asesinato de Calvo Sotelo causó una enorme conmoción no solo por el hecho en sí —era el líder más destacado de la oposición—, sino también porque los autores del magnicidio eran miembros de las fuerzas de seguridad «que llevaban como auxiliares a militantes socialistas —uno de ellos, escolta de Indalecio Prieto— y como jefe al capitán de la Guardia Civil, Condés, también ligado al PSOE» Pero probablemente lo que causó un impacto aún mayor fue que el Gobierno en lugar de condenar rotundamente el crimen y de iniciar una investigación para llevar a los culpables ante la justicia —los dos principales responsables directos de la muerte, Fernando Condés y Luis Cuenca, no fueron detenidos y el primer juez que instruyó el sumario fue apartado del caso— se dedicó a detener a cerca de doscientos falangistas y derechistas y a cerrar las sedes madrileñas de Renovación Española (y las de la CNT). El presidente del gobierno no hizo ninguna declaración, lo que podía reforzar la idea difundida en los ambientes derechistas de que él personalmente estaba detrás del magnicidio basándose en la supuesta amenaza de muerte que le había lanzado Casares Quiroga a Calvo Sotelo el 16 de junio en las Cortes («Me es lícito decir después de lo que ha hecho S.S. hoy ante el Parlamento, de cualquier caso que pudiera ocurrir, que no ocurrirá, haré responsable ante el país a S.S.»), aunque al día siguiente ningún periódico interpretó en ese sentido las palabras de Casares Quiroga. También guardó silencio el presidente de la República Manuel Azaña.
El gobierno parecía estar más preocupado por la reacción de las derechas que por esclarecer los hechos. El mismo día 13 envió una circular a todos los gobernadores civiles en la que les conminaba a estar alerta «con motivo de la muerte [no el asesinato] de Calvo Sotelo». Como ha destacado, Gabriele Ranzato, «aquel homicidio parecía destinado a quedar impune, puesto que tanto el gobierno como la magistratura, y cualquier otra autoridad encargada de las indagaciones, estaban mostrando lentitud y pasividad en la persecución de los culpables, realizando solo algunos arrestos de participantes secundarios en la "expedición punitiva", mientras que los culpables principales, cuya identidad no era difícil conocer, habían quedado en libertad».
Casares Quiroga llegó a presentarle su dimisión al presidente de la República Azaña, pero este no la aceptó alegando que hacerlo sería como reconocer que había tenido alguna responsabilidad en el crimen. Azaña no hizo caso al consejo que le dio en privado Diego Martínez Barrio, presidente de las Cortes, sobre la necesidad  de formar un nuevo gobierno dispuesto a imponer «sanciones duras que evidencien el recobro de todos los resortes del poder», pero esta postura Martínez Barrio no la mantuvo en público. Felipe Sánchez Román, amigo de Azaña, fue el único político republicano de izquierdas ―aunque no formaba parte del Frente Popular― que condenó públicamente el crimen diciendo que «la República se había deshonrado para siempre». También fue el único que le dio el pésame a la familia. En la inmediata posguerra el socialista Julián Zugazagoitia, entonces director del diario El Socialista, reconoció que el asesinato de Calvo Sotelo había sido un hecho «realmente monstruoso».
Por su parte la prensa republicana progubernamental y de izquierdas destacó más el asesinato del teniente Castillo que el de Calvo Sotelo. El diario caballerista El Obrero de la Tierra llegó a justificar el asesinato de Calvo Sotelo al afirmar que su muerte había sido la «consecuencia lógica de estos últimos atentados criminales fascistas» llevados a cabo por «las cuadrillas mercenarias a sueldo de la reacción», y a continuación hizo un llamamiento para la organización de las «Milicias Populares». Aún más radical fue la respuesta del Partido Comunista de España (PCE) que presentó una proposición de ley el mismo día 13 por la tarde  donde se pedía nada menos que la supresión de la oposición de derechas, el encarcelamiento de sus dirigentes y la confiscación de sus prensa.
En el entierro de Calvo Sotelo, que se celebró el día 14 por la tarde y al que asistieron miles de derechistas ―muchos de los cuales hicieron el saludo fascista—, Antonio Goicoechea, líder de Renovación Española, juró «imitar tu ejemplo, vengar tu muerte y salvar a España». Después del entierro, «cientos de jóvenes derechistas decidieron marchar de nuevo hacia el centro de la ciudad en manifestación» y, a pesar de que los manifestantes habían sido cacheados para comprobar que iban desarmados, «varios guardias de asalto y otros policías abrieron fuego contra ellos para impedirles avanzar. Según diversos periódicos, hubo entre dos y siete muertos y numerosos heridos».

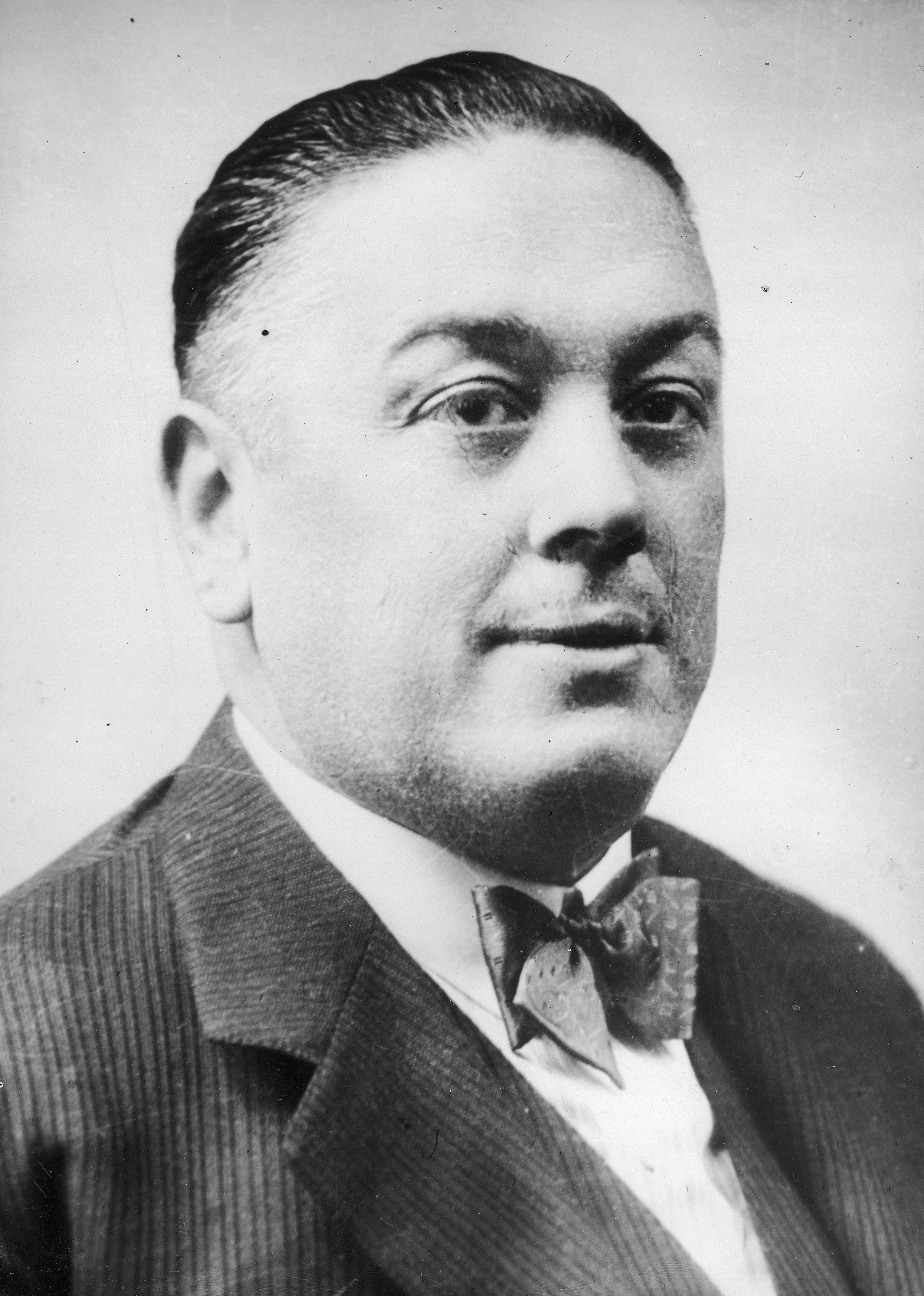
Diego Martínez Barrio, presidente de las Cortes y líder de Unión Republicana. Fue uno de los pocos políticos republicanos de izquierda que al menos en privado valoró la trascendencia del asesinato de Calvo Sotelo. Intentó sin éxito que Manuel Azaña aceptara la dimisión de Santiago Casares Quiroga y nombrara un nuevo gobierno dispuesto a imponer «sanciones duras que evidencien el recobro de todos los resortes del poder».

Martínez Barrio no convocó un pleno de las Cortes para debatir lo ocurrido sino que introdujo esa cuestión en el orden día de la reunión de la Diputación Permanente que en la mañana del día 15 debía renovar el estado de alarma, con la esperanza de que no hubiera incidentes al ser menor el número de diputados presentes. En la Diputación Permanente intervino en primer lugar el conde de Vallellano en nombre de los monárquicos para leer una declaración en la que anunciaba que se retiraban de las Cortes tras acusar a los diputados del Frente Popular de haber incitado «a la violencia y al atentado personal contra los diputados de derechas» y de ser «los amparadores y cómplices morales» de «este crimen, sin precedentes en nuestra historia política». Por su parte el líder de la CEDA José María Gil Robles, cuya intervención, según Gabriele Ranzato, «fue, por su eficacia y elocuencia, su último gran servicio a la causa de la sublevación», anunció también la retirada de la CEDA de las Cortes. Dirigiéndose a los ministros presentes y a los diputados del Frente Popular dijo:

Vosotros tenéis la enorme responsabilidad moral de patrocinar una política de violencia que arma la mano del asesino; de haber, desde el banco azul, excitado la violencia; de no haber desautorizado a quienes desde los bancos de la mayoría han pronunciado palabras de amenaza y de violencia contra la persona del Señor Calvo Sotelo… La sangre del señor Calvo Sotelo está sobre vosotros, y no os la quitaréis nunca.[...] Tened la seguridad —esto ha sido ley constante en todas las colectividades humanas— de que vosotros, que estáis fraguando la violencia, seréis las primeras víctimas de ella.

Según Ranzato, frente al formidable desafío que las derechas acababan de realizar «la respuesta del gobierno y de los partidos que lo sostenían resulta inadecuada, dilatoria e inconsistente». El presidente del gobierno Casares Quiroga no había acudido a la reunión de la Diputación Permanente por lo que le respondió a Gil Robles el ministro de Estado Augusto Barcia, «minimizando, eludiendo y oponiéndole a veces una torpe defensa», según Ranzato. También intervino, brevemente, el ministro de la Gobernación, Juan Moles, para negar la participación de las fuerzas policiales en el asesinato.  Según Ranzato, el gobierno perdió su última ocasión de «librarse del lastre de la extrema izquierda que les arrastraba hacia el fondo» «por medio de una clara separación de responsabilidades».
Tampoco aprovechó la oportunidad de desmarcarse de la extrema izquierda el socialista moderado Indalecio Prieto, tal vez apesadumbrado por el hecho de que quienes habían cometido el asesinato de Calvo Sotelo no eran exaltados caballeristas sino hombres de su escolta, uno de los cuales, el capitán de la Guardia Civil Condés, le había confesado el crimen y Prieto en lugar de denunciarlo o animarlo a que se entregaran a la justicia, le había aconsejado que se escondiera (Condés, como Luis Cuenca, moriría pocos días después en el frente de Guadarrama). Prieto, dirigiéndose a Gil Robles, volvió a recurrir al tópico de la izquierda de que la violencia de aquel momento era la consecuencia de «las enormes ferocidades cometidas con ocasión de la represión de los sucesos de octubre de 1934». Lo cierto es que Prieto, que en los últimos meses había sido uno de los pocos líderes de la izquierda que había denunciado la violencia de sus correligionarios, desde principios de julio había cambiado su discurso (tal vez porque «veía venir la guerra inexorablemente», según Ranzato). El 9 de julio había publicado en su periódico El Liberal de Bilbao un artículo en el que hacía un llamamiento a «correligionarios y amigos» a «vivir precavidos» y «estar alerta» «por si llega el momento» de emplear «nuestra fuerza». También se dirigió al Gobierno: «Hombre prevenido vale por dos y el Gobierno prevenido vale por cuarenta». El 14 de julio, un día después del magnicidio, reiteró el llamamiento. En el artículo publicado de nuevo en El Liberal apeló a la unión de las izquierdas pero no mostró el menor gesto de reconciliación con las derechas, uno de cuyos dos líderes más destacados acababa de ser asesinado. Vaticinó que se abría una «una batalla a muerte, porque cada uno de los bandos sabe que el adversario, si triunfa, no le dará cuartel».
La iniciativa que tomó Prieto fue convocar una reunión de las fuerzas obreras del Frente Popular. El 16 de julio, un día antes de que se iniciara la sublevación militar, estas aprobaron un documento en el que se instaba a preparar en toda España comités obreros para organizar «milicias populares» y se solicitaba al gobierno armas para ellas y la depuración de los militares. Incluso se ofrecía al Gobierno poderse integrar en esos comités —una especie de «sóviets armados», según Stanley G. Payne—. Los socialistas de todas las tendencias, y la izquierda obrera en general, tenían la confianza de que el «proletariado» sería capaz de vencer en una previsible guerra civil que estimaban corta. En un mitin celebrado en Madrid antes de  viajar a Londres para asistir al Congreso de la Federación Internacional Sindical en representación de la UGT el líder del sector radical del PSOE Francisco Largo Caballero había dicho: «Si se quieren proporcionar el gusto de dar un golpe de Estado por sorpresa, que lo den... A la clase obrera no se le vence». El principal ideólogo del caballerismo Luis Araquistain escribió en una carta a su hija (o a su mujer) nada más conocer el asesinato de Calvo Sotelo: «Creo que Caballero tendría que ser el presidente o no aceptaríamos otra cosa. [...] Me parece que entramos en la fase más dramática de la República. O viene nuestra dictadura o la otra».

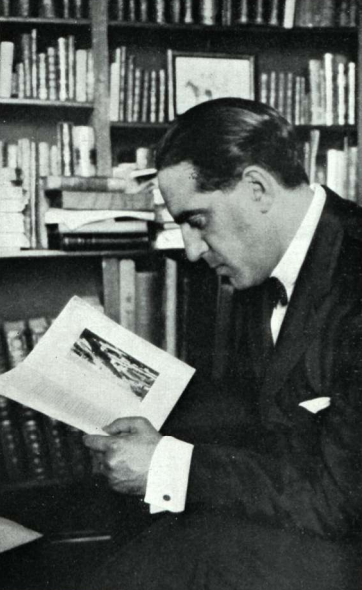
Gregorio Marañón en 1931, cuando era miembro de la Agrupación al Servicio de la República. Quedó conmocionado por el asesinato de Calvo Sotelo. Le escribió a Marcelino Domingo el día 16: «España está avergonzada e indignada, como no lo ha estado jamás» (cursiva en el original).

La conmoción —e indignación— causada por el asesinato de Calvo Sotelo se extendió por toda España, especialmente entre los sectores conservadores. La familia recibió innumerables telegramas de pésame de todas partes, se celebraron funerales en muchas localidades y miles de personas acudieron a las sedes de Renovación Española para firmar en las hojas que se habían dispuesto para protestar por el magnicidio. La prensa conservadora, a diferencia de la republicana y la de izquierdas, le dedicó amplio espacio a la noticia aunque con las limitaciones que había impuesto la censura ordenada por el gobierno. El Pueblo Manchego, diario católico de Ciudad Real, publicó un editorial el día 15 de julio en el que se preguntaba «¿Qué va pasar aquí?» y afirmaba: «en guerra estamos. El que lo dude no se sabe ver ni calar las realidades de España». A continuación planteaba la necesidad de formar un «Frente Nacional». Los sectores liberales que habían apoyado a la República también quedaron conmocionados, especialmente por la falta de respuesta del gobierno. Gregorio Marañón, uno de los antiguos integrantes de la Agrupación al Servicio de la República, le escribió a Marcelino Domingo el día 16: «El Gobierno da la sensación de una lenidad increíble, nos sonroja y nos indigna a los que luchamos contra la Monarquía. [...] España está avergonzada e indignada, como no lo ha estado jamás» (cursiva en el original).
Desde la cárcel de Alicante donde se encontraba preso, el líder de Falange Española de las JONS José Antonio Primo de Rivera utilizó el asesinato de Calvo Sotelo como justificación del golpe de Estado el mismo día, 17 de julio, en que había comenzado:

Unos agentes del Gobierno han asesinado en Madrid a un ilustre español, confiado al honor y a la función pública de quienes lo conducían. La canallesca ferocidad de esta última hazaña no halla par en la Europa Moderna y admite el cotejo con las más negras páginas de la Checa rusa. [...] Este es el espectáculo de nuestra Patria en la hora justa en que las circunstancias del mundo la llaman a cumplir otra vez un gran destino.

El historiador italiano Gabriele Ranzato ha destacado que lo que puso en evidencia el asesinato de Calvo Sotelo fue que «el Estado del Frente Popular, en vez de limitarse a perseguir y golpear con la ley a instigadores, promotores y ejecutores de la violencia subversiva, empleando todos sus recursos represivos legales, había, en cambio, permitido una justicia sumaria —o mejor una venganza sumaria—, y además contra una de las figuras más eminentes de la oposición, por parte de miembros de sus fuerzas del orden, sin que, por otro lado, se tomaran contra ellos inmediatas y severas medidas. De ello había derivado una ofuscación del Estado de derecho, capaz de engendrar una gran inseguridad en muchos ciudadanos desconcertados...». Joan Maria Thomàs coincide con Ranzato cuando afirma que «lo más importante fue la falta de reacción del gobierno ante el asesinato del ultraderechista y diputado, que no actuó enérgicamente dando un golpe de autoridad para restablecer el orden y decepcionó a aquellos sectores que clamaban por un golpe de timón».
El asesinato de Calvo Sotelo provocó que los últimos militares indecisos o indiferentes se sumaran a la rebelión dándole el impulso definitivo. De hecho el magnicidio y sus circunstancias excitaron tanto los ánimos entre los militares comprometidos con la conspiración que el general Mola tuvo que desplazarse el día 14 a Logroño para impedir que la UME se sublevara, junto con Falange, el día 16. Como ha señalado Eduardo González Calleja, «el magnicidio no provocó el levantamiento militar, pero aumentó la determinación de los conjurados y animó a dar el paso a los que aún dudaban en participar en la asonada que se preparaba». Joan Maria Thomàs afirma que el asesinato de Calvo Sotelo resultó «decisivo a la hora de concitar un mayor apoyo de los generales y oficiales al golpe y, sobre todo, a la de concitar apoyos a éste entre sectores de la población». También indujo a la pasividad a militares de orientación democrática a la hora de defender la República. El militar republicano Jesús Pérez Salas escribió en sus memorias lo siguiente sobre el impacto que tuvo en el Ejército el asesinato de Calvo Sotelo:

Cuando fueron revelados sus detalles y se supo que habían intervenido en el mismo las fuerzas de Orden Público, la reacción fue tremenda. [...] Claro está que sólo fueron unos cuantos guardias y dos oficiales los que intervinieron en tal reprobable acto; pero que éstos se hubieran atrevido a dar semejante paso, es un síntoma de la descomposición de esas fuerzas o de parte de ellas, a las que se sabía contagiadas por el virus de la política.[...] Quizás hubiera podido evitarse la acción posterior del Ejército, mediante una rápida y enérgica intervención del Gobierno republicano, castigando a los ejecutores [del delito] y, sobre todo, expulsando del Cuerpo de Seguridad al núcleo contaminado, para dar así la sensación al país de que el Gobierno se hallaba dispuesto a terminar con el terrorismo de cualquier parte que procediese.

El historiador estadounidense Stanley G. Payne le concede aún más importancia al asesinato de Calvo Sotelo pues considera que este magnicidio, que según él supuso «el fin del sistema constitucional» republicano, fue el que decantó a los militares a sublevarse. Como en el caso del general Franco que solo un día antes del asesinato había vuelto a manifestar sus dudas sobre la participación en la sublevación. El 12 de julio Franco había enviado un mensaje a Mola en el que le decía «geografía poco extensa» lo que significaba que para él aún no había llegado el momento de la insurrección. Este mensaje causó una gran consternación en el general Mola que tuvo que cambiar algunas instrucciones y que llegó a plantearse enviar al general Sanjurjo a Marruecos, para que fuera él el que encabezara la rebelión en el Protectorado. El 14 de julio, al día siguiente del asesinato de Calvo Sotelo, el general Franco comunicó a Mola su participación en la sublevación.
Finalmente todos obedecieron la orden de Mola de que la rebelión comenzara el viernes 17 de julio en el Protectorado español de Marruecos (una vez conocida la noticia de que las fuerzas de África estarían preparadas a partir del 16 de julio) y de forma escalonada entre el sábado 18 de julio y el lunes 20 en la península ―a diferencia de los pronunciamientos en que todas las guarniciones se alzaban a un día y hora concretos, Mola dio libertad para que cada plaza se sublevara cuando lo considerara oportuno con la intención de provocar un efecto dominó; la única fecha y hora que fijó fue la del alzamiento en el protectorado: el 17 a las 17―. Así se lo comunicó el día 15 el general Mola a su enlace en Madrid, el teniente coronel Valentín Galarza, «El Técnico». Un día antes había aterrizado en el aeródromo de Gando (Gran Canaria) el avión Dragón Rapide que debía trasladar al general Franco desde Canarias al Protectorado de Marruecos (no había aterrizado en Tenerife, donde se encontraba Franco, porque no disponía de un aeropuerto adecuado; Franco tuvo que buscar un pretexto para viajar allí y lo encontró en la necesidad de asistir al funeral del general Amado Balmes que acababa de fallecer a causa de un accidente cuando manejaba un arma). A las siete y cuarto de la mañana del viernes 17 de julio un enlace del general Mola envió desde Bayona tres radiotelegramas en clave para el general Franco en Tenerife, para el general Sanjurjo en Lisboa y para el teniente coronel en la reserva Juan Seguí Almuzara en Melilla en los que se les recordaba la orden de comenzar el alzamiento el 17 a las 17.
Algunos líderes conservadores que no habían participado en la conspiración fueron avisados de la fecha del golpe y se les recomendó que se marcharan de Madrid (o de Barcelona, como en el caso de Francesc Cambó que se fue de vacaciones y desde el extranjero apoyó el golpe, aunque eso no le sirvió para poder volver y moriría en el exilio). Alejandro Lerroux se fue a Portugal y desde allí dio su apoyo al golpe, aunque no se le permitió regresar a España hasta 1947, dos años antes de su muerte. El que decidió quedarse fue Melquiades Álvarez que moriría asesinado en la saca de la Cárcel Modelo de Madrid del 22 de agosto de 1936. Miguel Maura, que se había negado a sumarse a la rebelión a pesar de habérselo pedido personas tan destacadas como José Antonio Primo de Rivera, abandonó España en noviembre de 1936 pues «sobre escombros y en guerra civil no se edifica nada sólido». Maura no regresó hasta 1953.